# Geschichte der Stadt Speyer

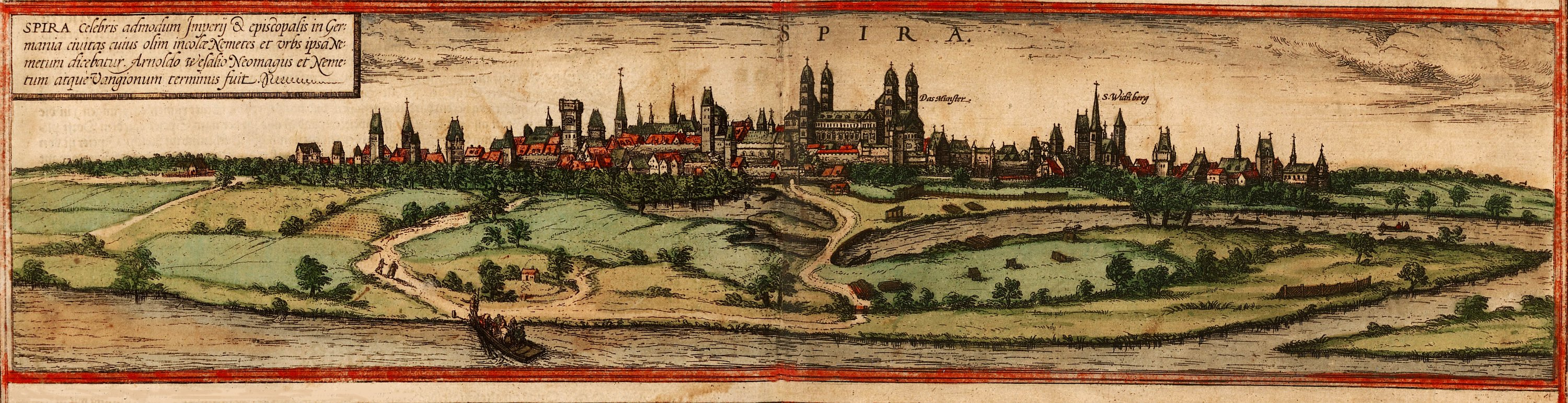
Speyer, Ansicht nach Braun-Hogenberg (1572)

Die Geschichte der Stadt Speyer beginnt im Jahr 10 v. Chr. mit der Errichtung eines Römerlagers. Der Name Spira, aus dem sich schließlich der heutige Name Speyer entwickelte, taucht erstmals 614 auf. Vor allem durch die Reichstage und durch den Kaiserdom erlangte Speyer Bekanntheit.

## Zeittafel
- 10 v. Chr.: Anlage des ersten römischen Militärlagers Noviomagus, Ansiedlung der germanischen Nemeter auf dem linken Rheinufer, Zivilsiedlung vor dem Militärlager
- um 83: Zivilsiedlung Noviomagus wird Hauptort im Territorium der Nemeter (Civitas Nemetum)
- 346: Für Speyer wird Jesse als Bischof erwähnt.
- 496/506: fränkische Siedlung, erste Nennung des Namens Spira
- um 800: Beginn des karolingischen Dombaus
- 838: erster von insgesamt 50 Hof- und Reichstagen in Speyer
- 946: Markt- und Münzrecht
- 969: Immunitätsprivileg Kaiser Ottos des Großen; Bischof wird Stadtherr, Baubeginn der Stadtmauer
- 1030: Kaiser Konrad II. legt den Grundstein zum Speyerer Dom.
- 1047: Kaiser Heinrich III. überführt den Leichnam des Heiligen Guido von Pomposa nach Speyer.
- 1076: König Heinrich IV. bricht von Speyer zum Bußgang nach Canossa auf.
- 1084: Ansiedlung der ersten jüdischen Gemeinde in Speyer
- 1111: Der große Freiheitsbrief des Heinrich V.
- 1193: Kaiser Heinrich VI. schließt auf dem Reichstag zu Speyer (21.–25. März 1193) mit seinem Gefangenen Richard Löwenherz einen Vertrag über das zu zahlende Lösegeld von 100.000 Mark Silber ab.
- 1226: Speyer wird Mitglied im Rheinischen Städtebund
- 1230: erstes Speyerer Stadtrecht
- 1294: Der Bischof verliert die meisten seiner früheren Rechte und die Stadt Speyer ist von nun an Freie Reichsstadt.
- 1526: Der Reichstag in Speyer verhandelt Martin Luthers Lehren.
- 1527: Speyer wird Sitz des Reichskammergerichts (bis 1689)
- 1529: Auf dem Reichstag zu Speyer „protestieren“ am 19. April die evangelischen Reichsstände gegen die reformationsfeindlichen Beschlüsse (Protestation zu Speyer)
- 1544: großes Speyerer Judenprivileg durch Kaiser Karl V.
- 1689: Die Stadt wird im Pfälzischen Erbfolgekrieg von französischen Truppen unter General Mélac fast ganz zerstört
- 1792: Speyer wird von französischen Revolutionstruppen erobert und bleibt bis 1814 unter französischer Herrschaft. Es wird Sitz einer Unterpräfektur im Département du Mont-Tonnerre.
- 1816: Die Stadt wird Kreishauptstadt und Regierungssitz des bayerischen Rheinkreises, später Pfalz
- 1918: französische Besatzung (bis 1930)
- 1923/24: Errichtung der Autonomen Regierung der Pfalz durch Separatisten; Attentat auf ihren Präsidenten Franz Joseph Heinz
- 1936: Rheinlandbesetzung; Speyer wird wieder Garnisonsstadt
- 1938: Eröffnung der ersten festen Rheinbrücke; Pogromnacht: Nationalsozialisten setzen die Synagoge in Brand
- 1945: Rheinbrücke durch deutsche Truppenteile gesprengt. Amerikanische Truppen besetzen die Stadt, die kurz darauf von der französischen Armee abgelöst werden
- 1947: Gründung der Deutschen Hochschule für Verwaltungswissenschaften
- 1956: Neue Rheinbrücke; erste Städtepartnerschaften mit Spalding (Großbritannien), 1959 mit Chartres (Frankreich)
- 1969: Der Landkreis Speyer wird mit dem Landkreis Ludwigshafen zusammengelegt
- 1990: Die Stadt feiert ihr 2000-jähriges Bestehen.
- 2011: Die Stadt feiert 900 Jahre Bürgerfreiheit.

## Kelten, Römer und Germanen

### Die Zeit vor den Römern

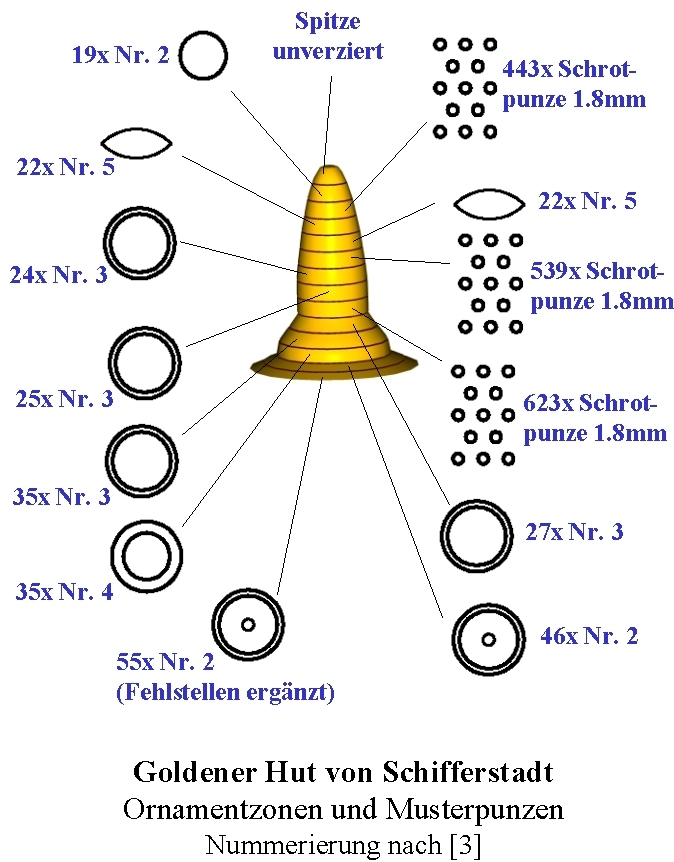
Goldener Hut im Historischen Museum der Pfalz in Speyer

Von großer Bedeutung für die Entwicklung Speyers war seine verkehrsgünstige Lage am Rhein, einer zentralen mitteleuropäischen Verkehrsader. Die unmittelbare Nähe zum Fluss auf dem überschwemmungssicheren Hochufer stellte einen Vorteil dar, ebenso die nahegelegene Mündung des Neckartals in die Rheinebene, das die Verbindung nach Südosten in Richtung Donau herstellte, und die Nähe der Kaiserslauterer Senke, die den Verkehr in Richtung Westen und Südwesten vermittelte. Auf die Bedeutung Speyers als Verkehrsknotenpunkt weist auch die Existenz von fünf Rheinfähren im engeren Umkreis der Stadt im Mittelalter hin.
Zahlreiche Funde aus der Jungsteinzeit, Bronzezeit, Hallstattzeit und Latènezeit lassen darauf schließen, dass die Rheinuferterrassen in Speyer, insbesondere die Niederterrassenzunge in unmittelbarer Flussnähe, schon immer interessante Siedlungsorte darstellten. Aus der Bronzezeit lassen sich mindestens fünf Siedlungsstellen nachweisen: in Speyer-Nord, am Roßsprung, im Bereich des Rathauses, am Rosensteiner Hang und im Wohngebiet Vogelgesang.
Zu den bekanntesten Funden aus dieser Zeit (um 1500 v. Chr.) zählt der „Goldene Hut“, der 10 km nordwestlich von Speyer, bei Schifferstadt, gefunden wurde und heute im Historischen Museum der Pfalz zu Speyer aufbewahrt wird. Im zweiten vorchristlichen Jahrhundert war die Gegend von Speyer Siedlungsgebiet der keltischen Mediomatriker, die südlich der Speyerbachmündung eine kleine befestigte Siedlung (Oppidum) errichteten.
Um 70 v. Chr. überschritten Sueben unter Ariovist im Verband mit anderen germanischen Stämmen, darunter die Nemeter, den Oberrhein und fielen in Gallien ein. Möglicherweise wurde Speyer dabei von den Nemetern eingenommen. Mit Hilfe der Römer wurde Ariovist 58. v. Chr. (Gallischer Krieg) über den Rhein zurückgeschlagen. In Caesars De bello Gallico werden die Nemeter erstmals erwähnt. Es ist aber nicht eindeutig geklärt, ob Nemeter bereits in dieser Zeit in der Gegend von Speyer zurückblieben oder erst einige Jahre später dort angesiedelt wurden (ca. 10 v. Chr.). Der römische Name Speyers ab dieser Zeit war zunächst Noviomagus Nemetum, dann Civitas Nemetum. Archäologische germanische Funde in Speyer gibt es ab dem letzten Jahrzehnt des 1. Jahrhunderts v. Chr. Einen interessanten Fund stellt deshalb ein keltisches Grab in der Johannesstraße aus der Zeit zwischen 50 und 20 v. Chr. dar, da keltische Gräber in dieser Zeit in der Pfalz und am Oberrhein die Ausnahme sind.

### Die Römer am Rhein
Nach der Unterwerfung Galliens durch die Römer 50 v. Chr. wurde der Rhein, auch wenn das Gebiet noch außerhalb des militärischen Geschehens lag, Teil der Grenze des Römischen Reichs. 15 v. Chr. eroberten die Römer das Gebiet der keltischen Räter und Vindeliker zwischen Alpen und Donau, aber einstweilen scheiterten Versuche, rechtsrheinische Gebiete zu unterwerfen. Drusus ließ auf Veranlassung Kaiser Tiberius von den Alpen bis zur Nordsee entlang des Rheins Kastelle für Legionen und Hilfstruppen anlegen. Eines dieser Lager und Kastelle war Speyer, das an der römischen Rheintalstraße um 10 v. Chr. vermutlich für eine 500 Mann starke Infanterietruppe errichtet wurde. Dabei nutzten auch die Römer die Standortgunst des Hochgestades in unmittelbarer Nähe zum Rhein. Dieses erste Kastell lag im östlichen Bereich der heutigen Maximilianstraße ungefähr zwischen Kleiner Pfaffengasse und Großer Himmelsgasse. Der südliche Befestigungsgraben konnte im Verlauf der Kleinen Pfaffengasse ergraben werden.

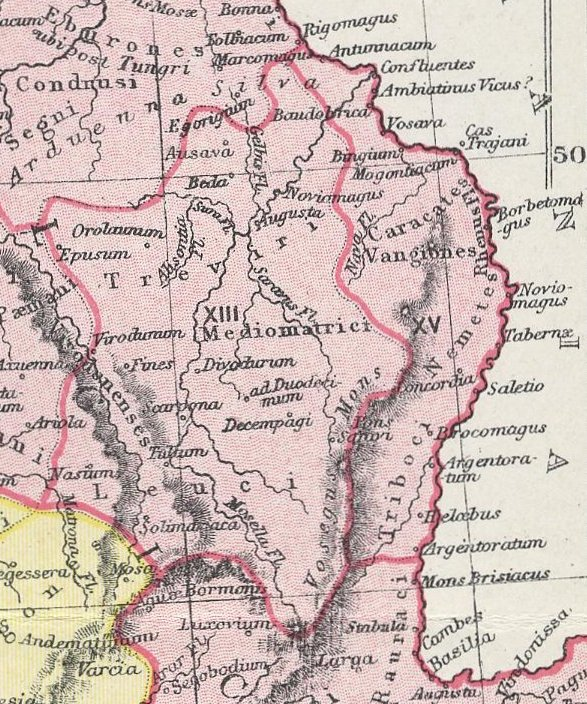
Die Rheingrenze und das Siedlungsgebiet der Nemeter im Raum Speyer. Speyer ist als „Noviomagus“ dargestellt.

Dieser römische Militärposten wurde zum Impuls für die Stadtbildung. Teilweise auf Veranlassung bzw. mit Erlaubnis der Römer hatten sich unter Kaiser Augustus im Bereich der Vorderpfalz die germanischen Nemeter angesiedelt; in den benachbarten Regionen des heutigen Rheinhessens und Elsass hatten sich ebenfalls germanische Stämme niedergelassen: die Vangionen und die Triboker. Die Funde in Speyer deuten darauf hin, dass nicht nur Römer dort stationiert waren. Teilweise handelte es sich entweder um germanische Soldaten einer regulären Auxiliareinheit oder um ein tumultuarisches Aufgebot unter eigener Führung. Der Bestand des ersten Kastelles war von kurzer Dauer. Funde weisen darauf hin, dass in der Folgezeit zwei weitere Kastelle, jeweils etwas versetzt vom ersten, errichtet wurden. Das zweite entstand bis ca. 10 n. Chr. unmittelbar südlich vom ersten, wobei bei diesem die Nordmauer in der Kleinen Pfaffengasse etwa mit der Südmauer des ersten Kastells übereinstimmte. Reste des zweiten Kastells wurden bei Grabungen im Bereich des Judenhofs gefunden. Der Süden des Kastells grenzte vermutlich an den oberen Rand des Hochufers, wo damals unmittelbar der Rhein vorbeifloss. Nach Westen und Norden bestand ein Wallgrabensystem. Die Neuanlage des zweiten Kastells korrespondiert mit der Neuorganisation der Rheinlinie nach der römischen Niederlage in der Varusschlacht.
Im Bereich dieses zweiten Lagers entstand eine ausgedehnte zivile Siedlung (Vicus), eine der Keimzellen des antiken Speyer. Zu beiden Seiten der westlichen Ausfallstraße ließen sich mit Billigung der Römer Händler, Handwerker, Soldatenfamilien und die Vergnügungsbranche nieder. Etwa 3000 m² dieser Siedlung wurden bei den Bauarbeiten für das Stiftungskrankenhaus untersucht. Die Siedlung reichte von der Herdstraße vermutlich bis zur Zeppelinstraße. Sie erlebte im 2. Jh. eine erste Blütezeit. Die Siedlungsfläche betrug circa 25 ha. Eine weitere kleinere Siedlungsfläche aus dieser Zeit lässt sich am entgegengesetzten östlichen Ende des Kastells im Bereich des Domhügels nachweisen.
Ab 30 n. Chr. entstanden in der Siedlung an der Südseite der Straße im Bereich des Stiftungskrankenhauses repräsentative Bauten in einer U-förmigen Aufstellung, vermutlich ein Marktforum, welches die wachsende Bedeutung des frührömischen Speyer unterstreicht. Hieraus wird wiederum geschlossen, dass für den Vicus bereits ein Marktrecht (ius nundinarum) bestand. Wesentliche Grundlage für die wirtschaftliche Entwicklung war die Besoldung der Truppe. Intensive Handelsverbindungen dienten zu einem großen Teil ihrer Versorgung mit Gütern des täglichen Bedarfs und reichten bis Mittelitalien, an die Rhone, Südgallien und Spanien. Außerdem war Speyer Etappenstation an der wichtigen Rheinuferstraße.
Etwa um die gleiche Zeit wurde das zweite Kastell durch ein drittes – etwas landeinwärts, zwischen der mittleren Maximilianstraße und der Ludwigstraße – abgelöst. Grund hierfür können Hochwasserprobleme gewesen sein, aber auch Platzmangel oder schlicht das Bedürfnis nach Erneuerung. Nach den bisherigen Funden scheint dieses letzte Kastell wesentlich größer als seine Vorgänger gewesen zu sein. Den Funden nach bestand dieses Kastell zumindest bis zum Abzug der Auxiliartruppen im Jahre 74 nach der Eroberung der rechtsrheinischen Gebiete.
Nach der Eroberung der rechtsrheinischen Gebiete war Speyer als Grenzort militärisch nicht mehr von Bedeutung. Speyer gehörte ab 83 zur Provinz Germania superior. Nach Abzug des Militärs wurde das Kastell aufgelassen, die zivile Siedlung erhielt Selbstverwaltungsrecht und wurde aufgrund ihrer überregionalen Bedeutung im Gebiet der Nemeter Sitz der Gebietskörperschaft Civitas Nemetum. Civitates waren Selbstverwaltungskörperschaften nach „peregrinem“ Recht, deren Aufbau sich stark an die Gliederung römischer Städte anlehnte. Die Civitas-Verwaltungssitze am Rhein hatten den rechtlichen Status eines vicus; es gibt aber Meilensteine, auf denen Speyer auch als „colonia“ bezeichnet wird. Die Civitas Nemetum umfasste das Gebiet der heutigen Vorderpfalz und des Nordelsass. Wie weit Bereiche des Pfälzerwalds dazu gehörten, ist nicht bekannt. Vicus und civitas bildeten eine Einheit, und alle Bewohnter galten als „cives“ oder „incolae“ der civitas. Als Sitz eines regionalen Verwaltungszentrums entstand eine kleinstädtisch geprägte repräsentative Stadt. Aufgrund des dreieckigen Zuschnitts der Terrassenzunge konnte sich die Siedlung nur nach Westen ausdehnen und reichte mit einer Fläche von maximal 25 ha etwa an die spätere salische Stadtgrenze mit der Stadtmauer heran. In der Altstadt von Speyer sind heute praktisch keine Baumaßnahmen unter Straßenniveau möglich, ohne auf Reste dieser Zeit zu stoßen. Die zahlreichen Funde – unter ihnen zum Beispiel die älteste erhaltene und noch verschlossene Weinflasche Deutschlands, der sogenannte Römerwein von Speyer – sind ebenfalls im Historischen Museum der Pfalz zu besichtigen.

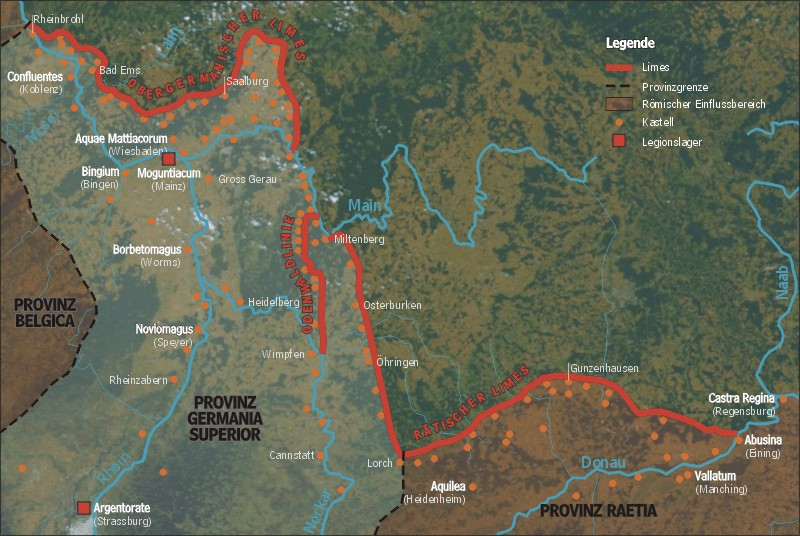
Die Lage Speyers (Noviomagus) im Römischen Reich zur Zeit seiner größten Ausdehnung ca. 150 n. Chr.

Um 150 erschien die Stadt unter dem keltischen Namen Noviomagus (Neufeld) in der Weltkarte des Griechen Ptolemaios; der gleiche Name steht im Itinerarium Antonini, einem Reisehandbuch des Antonius aus der Zeit Caracallas (211–217) und auf der Tabula Peutingeriana, einer Straßenkarte aus dem 3. Jahrhundert. Außerdem ist er auf Entfernungssäulen entlang der Rheinuferstraße zu finden. Aus dieser Zeit können zwei neue Verkehrsachsen nachgewiesen werden. Eine sechs bis acht Meter breite, 700 m lange Ost-West-Achse aus der Zeit zwischen 80 und 100 n. Chr., wie ein Decumanus als Prachtstraße angelegt, begann am Domhügel und führte über die Kleine Pfaffengasse bis zum Königsplatz und in gerader Linie weiter nach Westen. Sie war auf ganzer Länge von Kolonnadenreihen gesäumt.
Eine weitere Ost-West-Straße, die alte Vicus-Straße, bestand weiter und ist unmittelbar nördlich des Stiftungskrankenhauses belegt.
Des Weiteren entstand eine Nord-Süd-Achse, etwa von der Hagedorngasse im Norden, über das Kaufhofgelände, bis zur alten Vicus-Straße im Süden. Das Kastell ist weitgehend überplant worden. Das Gelände des ehemaligen dritten Kastells wurde offensichtlich zur Errichtung repräsentativer Bauten genutzt, die der Bedeutung der Stadt entsprechen. Im Bereich des Königsplatzes entdeckte massive Mauerreste und andere Funde von besonderer Qualität deuten darauf hin, dass dort ein Forumsbereich mit einem Tempel stand. Die im Hofbereich gefundene Jupitersäule deutet mit ihren Abmessungen auf eine Größe, die mit der bekannten Jupitersäule von Mainz vergleichbar ist. Aufgrund zahlreicher weiterer Funde von Säulenstücken und Altären ist anzunehmen, dass dem Jupiterkult in Speyer ein besonderer Rang beigemessen wurde. Bei dem zentral liegenden Bezirk im Bereich des Königsplatzes handelte es sich um das Verwaltungs- und Geschäftszentrum. Der Fund eines Brüstungssteins mit einer entsprechenden Inschrift belegt, dass es auch ein Amphitheater gab, wie sie in Städten von dieser Bedeutung und Größe üblich waren.
Die Gräberfelder des römischen Speyer erstreckten sich wie in der Antike üblich außerhalb des Siedlungsareals an den Ausfallstraßen, in Speyer vor allem im Norden, Südwesten und Süden der Stadtanlage.
2013 und 2014 wurden bei Grabungen auf dem Marienheim-Gelände römische Gräber entdeckt, die zu einem Gräberfeld aus dem 1. bis 5. Jahrhundert im Bereich der heutigen westlichen Schwerdstraße (Vorstadtbereich) gehören. Die 125 Grabstellen enthielten insgesamt 129 Bestattungen mit zum Teil reichen Grabbeigaben; es sind 71 Brandgräber (als Brandschüttungsgrab mit Urnen oder Grabkisten, als Brandgrubengrab oder als Bustum am Ort des Scheiterhaufens) sowie 53 Körpergräber (in Holzsärgen, steinernen Sarkophagen oder einfachen Erdgruben) nachgewiesen worden.

### Speyer in der Zeit der Völkerwanderung
Die Stürme der Völkerwanderungszeit verschonten auch das römische Speyer nicht. Zunächst ging die blühende Entwicklung Speyers auch nach dem Einbruch der Donaugrenze zwischen 166 und 170 und trotz der zunehmenden Germaneneinfälle über den Limes weiter. Eine Zeit lang konnten die Römer die Alamannen abwehren, die ab 213 in Erscheinung traten. Ab 260 konnten die ständigen Angriffe der Alamannen auf den Limes nicht mehr abgewehrt werden, die römische Reichsgrenze musste an den Rhein zurückgezogen werden, und Speyer wurde wieder zur Grenzstadt (Limesfall). Über den Rhein fliehende Bevölkerung musste in Speyer aufgenommen werden. Dies führte zunächst für Noviomagus zu keinen gravierenden Veränderungen. Den Alemannen gelang es jedoch immer wieder den Rhein zu überqueren, meistens im Winter, wenn er zugefroren war, und um 275 wurde die Stadt nahezu vollständig zerstört. Zahlreiche Skelettfunde und Brandspuren zeugen vom Ausmaß der Zerstörung. Über das Schicksal der Bevölkerung ist nichts bekannt. Unter Kaiser Diokletian wurden ab 286 die nördlichen Provinzen und die Verwaltung neu geordnet; die Zivil- und Militärverwaltung wurden getrennt. Infrastruktur und Ortschaften wurden wieder aufgebaut. Noviomagus blühte wieder auf, wobei sich die Siedlungsentwicklung nur noch zwischen Domhügel und Heydenreichstraße unter Beibehaltung der römischen Hauptstraße konzentrierte.
Eine weitere Zerstörung durch einfallende Alamannen unter ihrem Fürsten Chnodomar erfolgte um 352, die das gesamte linksrheinische Ufer eroberten. Im Rahmen der Rückeroberungsfeldzüge unter Constantinus II. und Julian ab 355 wurde Civitas Nemetum den Alemannen wieder entrissen. Die Alemanneneinfälle gingen jedoch weiter, die Lage blieb unsicher und die Siedlung wurde nicht wieder aufgebaut. Vielmehr begann Kaiser Valentinian I. das linke Rheinufer zu befestigen. Zur Grenzverteidigung wurden kleine Einheiten mit eigenen Namen stationiert. Speyer wurde spätestens 369 wieder Garnisonsort. Für Nemetae, wie Speyer nun hieß, sind in einem Truppenhandbuch (Notitia dignitatum) die „Vindices“ aufgeführt. Im Bereich des Domhügels entstand eine mächtige Festung mit 2,5 m starken Wehrmauern. Die nördliche Mauer verlief parallel an der Nordseite des späteren Doms. Der Verlauf des südlichen Mauer am Hangfuß der Terrassenzunge hängt vermutlich mit der Anlage eines Rheinhafens zusammen, die zur gleichen Zeit erfolgte. Die Kante korrespondiert mit der Südseite des Museums, vor der bei dessen Erweiterung Schiffsreste im Untergrund gefunden wurden. Damit ergab sich für die Festung eine Nord-Süd-Ausdehnung von rund 230 m. Die Ost-West-Ausdehnung konnte noch nicht genau ermittelt werden, sie dürfte aber etwa der Länge des Doms entsprochen haben. Diese Fläche bot der Zivilbevölkerung in Notzeiten genug Platz. Aus Funden im Festungsbereich lässt sich schließen, dass es eine frühe Christengemeinde gab. Für das Jahr 346 wird Jesse als der erste Speyerer Bischof genannt, so dass ab diesem Zeitpunkt Speyer als Bischofssitz belegt ist. Die Grabfunde etwas außerhalb der Festung weisen darauf hin, dass die Landbevölkerung aber noch heidnisch war. Auch wenn die Siedlung nicht wieder aufgebaut wurde, gab es doch genug Vertrauen in die Sicherheit, dass viele Siedler in die Gegend zurückkamen. Von den Alemannen waren offensichtlich welche mit Billigung der Römer am Ort geblieben.
Im Jahre 406 setzen Sueben, Vandalen und sarmatische Alanen auf Druck nachrückender Hunnen über den Rhein und überrannten auf ihrem Weg ins innere Gallien auch Speyer (siehe Rheinübergang von 406). Ein reich ausgestattetes Fürstengrab im rechtsrheinischen Altlußheim, etwa 4 km von Speyer, bezeugt die Anwesenheit von Alano-Sarmaten, Hunnen oder Ostgermanen.
Dies bedeutete zwar nicht das Ende des römischen Lebens in der Region, aber damit setzte der Rückzug der romanischen Bevölkerung aus dem linksrheinischen Gebiet (Vorderpfalz und Nordelsass) ein. Dieser Prozess war auf dem Lande vermutlich schneller als in den Städten und es ist davon auszugehen, dass Speyer deutlich an Bedeutung verlor. Die Römer versuchten die Rheingrenze zu halten, indem sie die Verteidigung germanischen Völkerschaften als Foederaten übertrugen. Diese Aufgabe sollten für die Provinz Obergermanien (Germania prima) die Franken übernehmen, die jedoch solche Einfälle, wie 406, nicht verhinderten. Auch die kurzzeitige Ansiedlung der Burgunden 413 im Raum Worms brachte nicht die gewünschte Sicherheit und die römische Ordnung blieb gebrechlich.

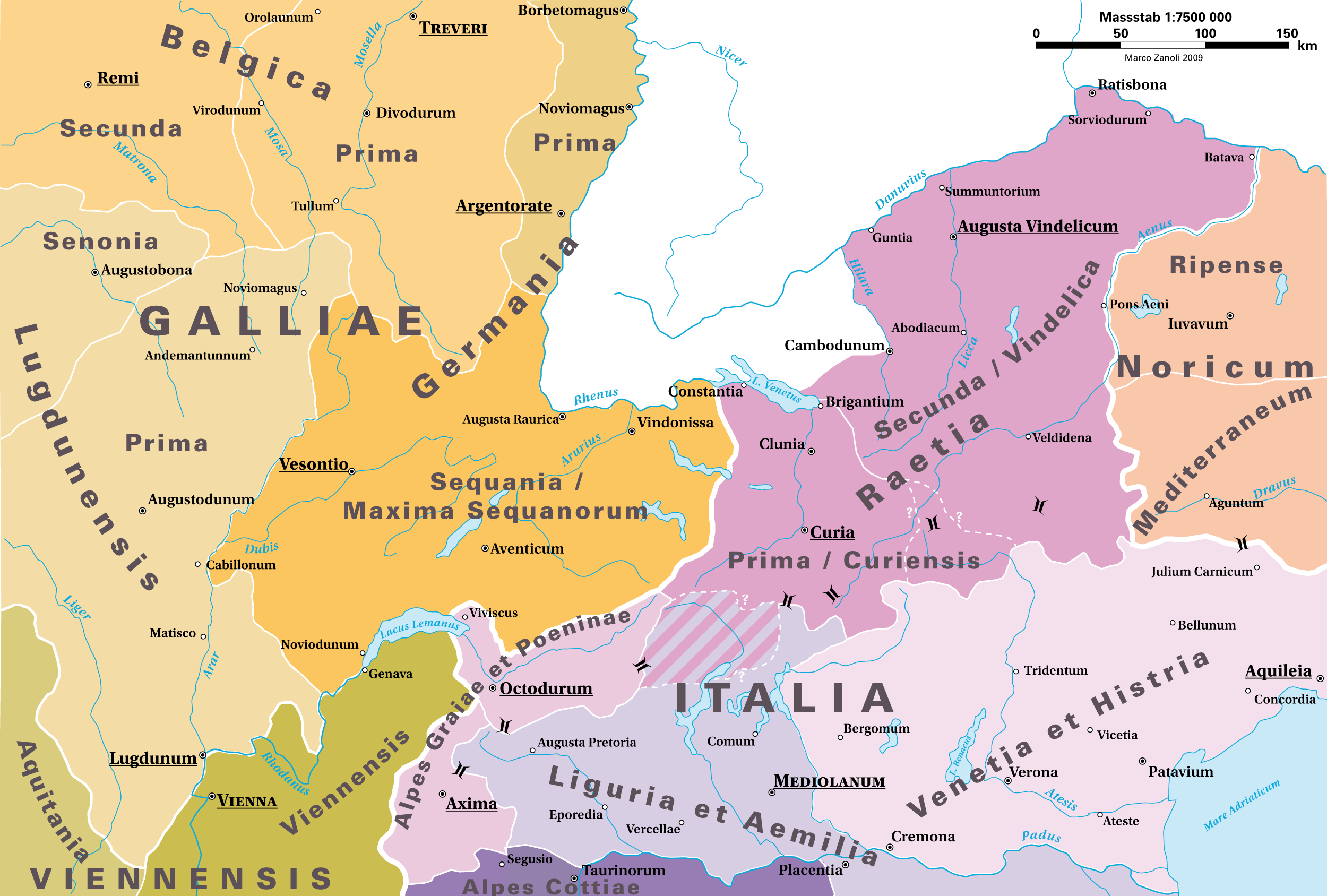
Die Grenzlage Speyers (Noviomagus) kurz vor dem Zusammenbruch des Römischen Reiches ca. 395 n. Chr.

Während die meisten Germanen, die über den Rhein kamen, nach Westen weiter zogen, ist ab 450 eine allmähliche Landnahme in Form von Hofbildungen, auch in der Umgebung von Speyer, zu beobachten. Mindestens drei solcher Niederlassungen sind am Woogbach und am Roßsprung, ein bis zwei km nordwestlich der Festung (Domhügel), nachweisbar. Ab 454 gaben die Römer ihre Versuche auf, die Rheingrenze zu halten; die Speyerer Truppen wurden dem römischen Feldheer eingegliedert. Der Zuzug germanischer Völker verstärkte sich. Das Oberrheingebiet wurde alamannisch. Aufgrund ihres Einflusses ging der Niedergang der romanischen Lebensweise im Raum Speyer – Straßburg schneller vonstatten, als zwischen Worms und Köln. Am letzten römischen Aufblühen am Rhein im 5. Jahrhundert nahm Speyer nicht mehr voll teil.

Etwa um 475 entstand 2 km südwestlich der Festung und 500 m südwestlich des späteren Germanstifts die Siedlung Winternheim unmittelbar an der Oberkante der Niederterrasse (heutiges Wohngebiet Vogelgesang). Sie bestand zunächst nur aus einem einzelnen Hof und wurde später nach Westen erweitert. Da man annimmt, dass das gesamte linke Oberrheingebiet zu der Zeit in alamannischer Hand lag, überraschten Funde, die Nordseegermanen, also Sachsen zuzuordnen sind. Aufgrund ähnlicher Funde weiter nördlich ist anzunehmen, dass sich außer Alamannen auch andere Stämme in der Gegend niederließen. Winternheim, vermutlich ein Weberdorf, bestand bis ins 12. Jahrhundert und verfügte mit St. Ulrich über eine Pfarrkirche. Nach seiner Aufgabe wurde das Dorf zur Wüstung, die schließlich im 15. Jahrhundert von der Oberfläche verschwand, während die letzten Spuren der Kirche nach dem 16. Jahrhundert verschwinden. Reste des Dorfs traten 1978 bei Baulanderschließung zutage und wurden bis 1981 auf einer Fläche von 30.000 m² ausgegraben. 1983 wurde westlich des Closwegs die Pfarrkirche mit einem Friedhof ausgegraben.
Im 5. Jahrhundert entwickelte sich auf dem Areal zwischen Bahnhofstraße, Hirschgraben/Petschengasse und dem Nonnenbach das Dorf Altspeyer, auch Villa Spira genannt, die spätere Vorstadt Altspeyer. Aufgrund der Siedlungs- und Bautätigkeit im 18.–20. Jh. ist, abgesehen von zahlreichen Gräbern, wenig darüber bekannt.
Die Festung auf dem Domhügel bestand sicher noch um 500, aber es ist nicht feststellbar, welchen Anteil die romanische Bevölkerung noch hatte. Der Übergang des Namens Nemetae auf Spira deutet darauf hin, dass bald nicht mehr lateinisch gesprochen wurde.

## Kaiser, Bischöfe und Bürger – der Weg zur Stadt

### Ein Neuanfang
In einer Schlacht 496/497 bei Zülpich und einer weiteren Schlacht 506 besiegten die Franken unter Chlodwig die Alamannen und Speyer wurde Teil des fränkischen Königreichs. Damit erhielt Speyer wieder Anschluss an die gallisch-römische Kultur. Im Rahmen der Reorganisation der Verwaltung kamen romanisierte Beamte und Bischöfe aus Südgallien an den Rhein. Auch bei der Verwaltungsgliederung hielten sich die Franken weitgehend an ihre Vorgänger, beispielsweise bei der Einrichtung der Gaue. Der neue Speyergau entsprach ungefähr der civitas Nemetum.
Neben einer geordneten Verwaltung brachte die Ausdehnung des Frankenreichs nach Osten Speyer auch wirtschaftlich aus der Isolation, und alte wie auch neue Handelsbeziehungen wurden wieder aufgenommen. Das Christentum, unter den Alamannen bedrängt, konnte wieder aufblühen. Die Siedlungstätigkeit nahm unter fränkischer Herrschaft wieder zu. Zumindest einige der Niederlassungen, die um 500 in der Nähe Speyers entstanden (Altspeyer, Winternheim, Marrenheim, Heiligenstein, Mechtersheim, Otterstadt und Waldsee) waren vermutlich fränkischen Ursprungs. Ähnliche Ansiedlungen sind auch in unmittelbarer Nachbarschaft von Mainz und Trier festzustellen.
Erstmals wird anstelle von Noviomagus der von den Alamannen eingeführte Name Spira im 6. Jahrhundert in der „Notitia Galliarum“ erwähnt. Somit übernahm die Stadt den Namen des Vororts Altspeyer, was sich bereits 496/509 erschließen lässt. In diesem Zusammenhang wird auch ein weiterer Bischof, Hilderich von Speyer, in den Akten des Pariser Konzils von 614 genannt, der am Nationalkonzil des von Chlothar II. wiedervereinigten Frankenreichs teilnahm. Die Wiederbegründung des Bistums Speyer wird für die Mitte des 5. Jh. angenommen. Die rheinischen Diözesen zeichneten sich dadurch aus, dass sie sich, im Gegensatz zur Gaugliederung, zu beiden Seiten des Rheins erstreckten. Die ersten Kirchen und Klöster in Speyer entstanden im 6. und 7. Jahrhundert. Mit der Einrichtung des Bistums Speyer muss auch der Bau einer Kathedrale für den Bischof verbunden gewesen sein, wofür auch das Auftauchen der Patrone, Maria und Stephan seit 662/664 spricht. Die früheste nachweisbare Anlage ist St. German südlich außerhalb der Stadt. Mit 19,7 m Länge, Schiffsbreite von 8,9 m und Querschiff von 15,5 m, war St. German für seine Zeit großzügig bemessen, wobei man sich über ihre Funktion nicht genau im Klaren ist. Eine weitere frühe Kirche war St. Stephan im Bereich des heutigen Landesarchivs, ebenfalls außerhalb der damaligen Stadtmauer. Eine Zeit lang galt diese als der Vorgänger des Doms und diente als Grablege der Bischöfe. Des Weiteren ist eine Kirche St. Maximus belegt, deren Lage jedoch nicht bekannt ist.
Mit der Entstehung des Bischofssitzes und dem Bau der befestigten Bischofspfalz Speyer begann für Speyer die Entwicklung als Zentrum geistlicher und weltlicher Macht. Der Frankenkönig Sigibert III. sicherte der Speyerer Kirche unter Bischof Principius um 650 den Zehnten von allen Erträgen der Königsgüter im Speyergau zu; darüber hinaus wurde sie von der Besteuerung durch den Gaugrafen befreit. Principius Nachfolger Dagobert I. wurde 664/66 von dem noch minderjährigen König Childerich II. die Immunität zugestanden. Damit verbunden wurden eine Reihe von Einnahmen, wie den Heerbann und die „Stopha“. Diese Privilegien wurden Bischof Freido am 25. Juni 782 von Karl dem Großen während der Sachsenkriege bestätigt.
Die Übertragung von Privilegien war in der Folgezeit ein Mittel des König- und Kaisertums, sich über das Land verteilt loyale Stützen gegenüber dem regionalen Adel zu schaffen. Mit der zunehmenden Macht der Bischöfe geriet das in Speyer entstehende Bürgertum bald in ein Spannungsverhältnis zwischen dem Adel des Speyergaus, der Kirche und dem Kaiser. Die daraus resultierenden Streitigkeiten sollte die Emanzipationsgeschichte der Stadt annähernd sechs Jahrhunderte prägen.
Die Karolinger bauten in Speyer eine Königspfalz und Karl der Große weilte mehrere Male in der Stadt. Ludwig der Fromme hielt 838 in Speyer Hof. Damit begann bis 1570 eine Serie von 50 Reichstagen, die in Speyer ausgerichtet wurden.

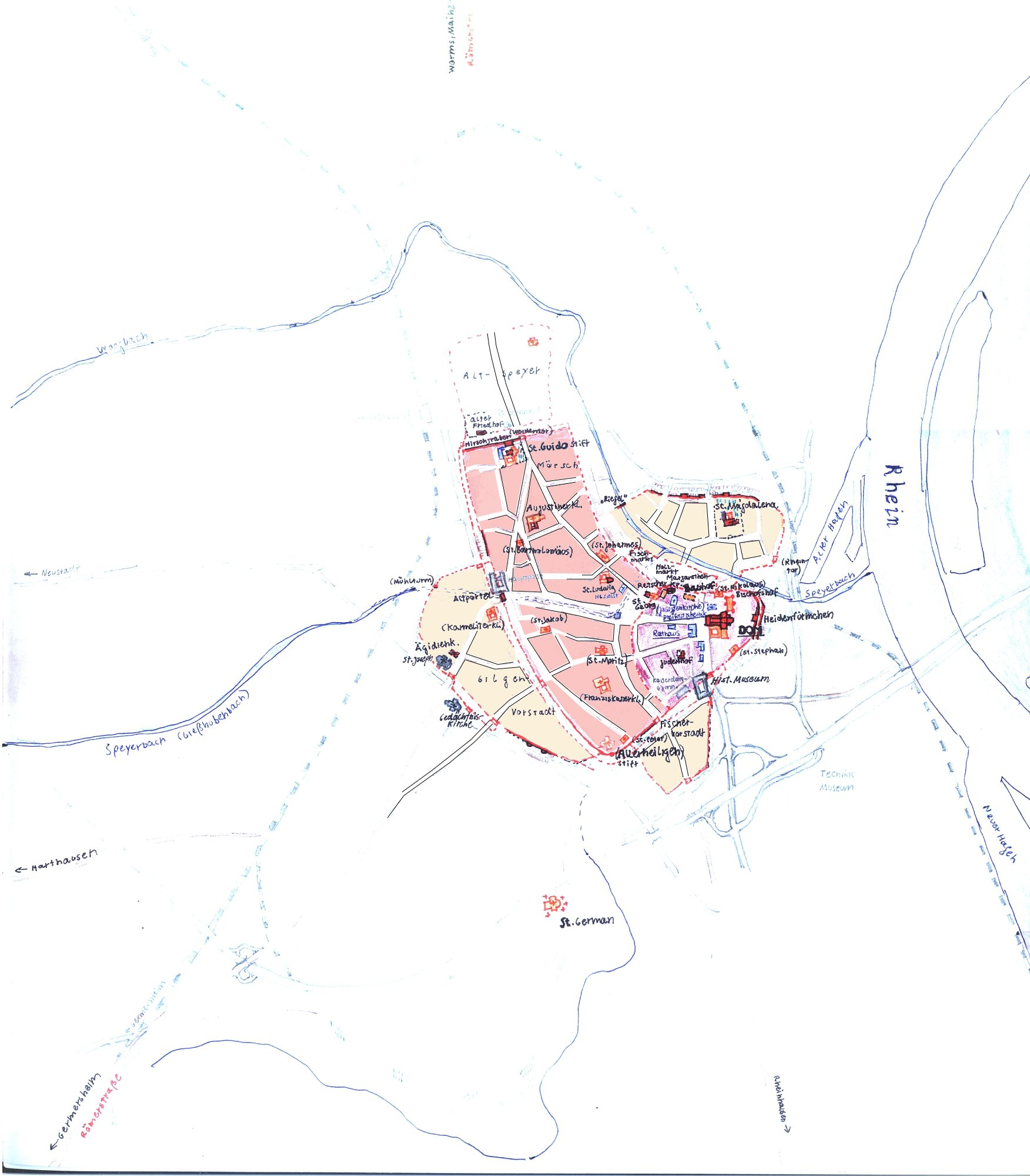
Stadtentwicklung

### Bischöfe als Stadtherren
Stadtherr des Orts war ein Gaugraf im Auftrag des Königs, jedoch wurden schon im sechsten und siebten Jahrhundert dem Bischof Rechte übertragen, wie beispielsweise durch den Frankenkönig Childerich II., die zu einer allmählichen Machtverlagerung führten. Unter den Karolingern besaß Speyer politisch keine große Bedeutung. Die Könige verbrachten jeweils nur kurze Zeit in der Stadt, zum Beispiel Karl der Große Ende August 774, Lothar I. im Sommer 841 oder Ludwig der Deutsche im Februar 842. Der Wohlstand und die Macht der Speyerer Kirche nahm im 8. und 9. Jh. dagegen weiter zu. Im gesamten Speyergau als auch in der näheren Umgebung der Stadt gehörten ihr zahlreiche Güter. Im Umkreis von 8 km rund um die Stadt verfügte der Bischof sogar über einen geschlossenen Gürtel von Besitzungen.
Im Schrifttum gibt es Hinweise auf mehrere Dombauten. Demnach ließ Frankenkönig Dagobert I. um 636 für die Bischöfe von Speyer einen ersten Dom erbauen. St. Stephan wurde Ende des 8. Jh. entweder innen oder sogar im Ganzen neu errichtet. 782 ist von einer Domkirche mit dem traditionellen Namen Kirche der heiligen Maria oder des heiligen Stephan die Rede. 846 weihte Bischof Gebehard (846–880) einen zweiten Dom. 858 ist die Rede von einer Kathedrale Dom der heiligen Jungfrau Maria, der in der Stadt Speyer steht, Kirche der heiligen Maria in der Stadt Speyer erbaut oder der vorgenannte heilige Dom. 865 kommen die Bezeichnung zu Ehren der heiligen Maria erbaut, 891 zu Ehren der heiligen Maria geweiht hinzu. In weiteren Schriften 853/54 ist vom Dom zu Speyer die Rede. Daher wird für diesen Zeitraum der Bau eines karolingischen Doms in Speyer angenommen. Als Standort kommen u. a. Sektionen im ehemaligen und heute schlecht zugänglichen römischen Straßenraster als auch unter der westlichen Hälfte des heutigen Doms in Frage. Reste wurden bisher keine gefunden.
Mit der Reichsteilung (Vertrag von Verdun 843) nach dem Tode Ludwig des Frommen lag Speyer nun im ostfränkischen Teil, welches einer der drei Söhne, Ludwig der Deutsche, übernahm. In den folgenden Jahren nahmen Speyerer Bischöfe an zahlreichen Synoden teil und führten Verhandlungen in Paris und Rom im Auftrag des Kaisers. 891 erhielt Bischof Gebhard I. eine Schenkung König Arnolfs für das Domstift. 911 endete mangels Thronfolger die ostfränkische Linie der Karolinger und der fränkische Herzog Konrad I. wurde zum König gewählt.
Während seiner Regentschaft ist 913 erstmals ein heftiger Streit zwischen Bischof Einhard I. und Gaugraf Werner belegt. Der Bischof war Parteigänger Konrads I., der mit Unterstützung der Bischöfe im Streit mit oppositionellen Herzögen lag. Gaugraf Werner, Stammvater des Saliergeschlechts, der seine Besitzungen gerne zu Lasten der Kirche erweiterte, ließ den Bischof blenden, vermutlich wegen der Teilung der Hoheitsrechte in Speyer. Der Bischof erholte sich davon nicht mehr und starb 918.
Auf Konrad I. folgten 919 die Sachsen Heinrich I. und 936 Otto der Große.
Am 13. März 949 übertrug Salierherzog Konrad und Graf des Speyergaus (Konrad der Rote), Sohn des Gaugrafen Werner und Schwiegersohn Kaiser Ottos, dem Speyerer Bischof Reginbald wichtige Rechte und Güter, die mit bedeutenden Einnahmen verbunden waren. Hierzu gehörte das Münzrecht, der halbe Zoll, die Marktaufsicht und Marktabgaben, der Salzpfennig und der Pflichtpfennig und eine Abgabe auf Wein, der nur von Auswärtigen erhoben wurde. Damit wurde die Position des Speyerer Bischofs entscheidend gestärkt, denn schon drei Jahre zuvor, hatte er das halbe Münzrecht, das halbe Zollrecht, die Gerichtshoheit über Diebe, die Handelshoheit in der Stadt u. verschiedene Abgaben übertragen bekommen. Als Hintergrund dieser bedeutenden Übertragung wird die Sühne des Sohns für die Untat seines Vaters gegen Bischof Einhard gesehen. Damit war die Stadt Speyer und ihre Vorstadt von gräflichen oder anderen öffentlichen Gerichten, außer dem des bischöflichen Vogts, ausgenommen. Ein wichtiger Markstein in Richtung Stadtwerdung in der Verleihungsurkunde von 949 war, dass ihr Inhalt vor dem Klerus als auch der Stadtbevölkerung bekannt gemacht wurde. Mit dieser Übergabe begann die faktische Stadtherrschaft der Bischöfe. Mit dieser starken wirtschaftlichen Grundlage der Bischöfe, zu denen auch noch Rheinfähren gehörten, sprach kaum noch etwas für eine Trennung der Bischofsstadt von der Markt- und Kaufleutesiedlung.
Damit hatte der Machtzuwachs der Speyerer Bischöfe noch kein Ende. Otto der Große setzte ebenfalls auf die Unterstützung der Bischöfe (ottonische Reichskirchenpolitik). Während seines Italienfeldzugs, an dem auch der Speyerer Bischof Otger teilnahm, verlieh er im Oktober 969 der Bischofskirche das Immunitätsprivileg, eine eigene Gerichtsbarkeit und die Kontrolle über Münze und Zoll. Damit schieden die Grafen als Machtfaktor in der Stadt aus und Speyer fiel endgültig unter den Schutz, die Kontrolle und die Herrschaft der Bischöfe. Mit dem Münzrecht entwickelte sich Speyer bis zum 12. Jahrhundert zu einer der wichtigsten Münzstätten im Reich.
Bischof Balderich (970–986), einer der gelehrtesten Männer seiner Zeit, begründete nach St. Galler Vorbild die Domschule zu Speyer, die zu einer der bedeutendsten des Reichs werden sollte. Unter den salischen und staufischen Kaisern übernahmen die Speyerer Bischöfe und Schüler der Domschule in zunehmendem Maße die Rolle als Statthalter bzw. Funktionäre des Reichs. Speyer schien damit den Charakter einer Königsstadt oder Reichslandstadt zu übernehmen.
Die erste Ummauerung des noch kleinen städtischen Areals ist für 969 belegt und erfolgte auf Veranlassung des Bischofs. Dieser Beginn der Speyerer Stadtbefestigung sollte die Stadt vor allem vor den um diese Zeit stattfindenden Ungarneinfällen schützen. Das Stadtgebiet reichte von der Bischofskirche bis zur heutigen Dreifaltigkeitskirche und zur Webergasse. Die ummauerte Fläche war noch relativ klein und wird zwischen 8 und 14 ha geschätzt. Dem Bischof unterstand aber nicht nur die ummauerte Stadt (civitas), sondern auch die unmittelbare Nachbarschaft („circuitus“ oder „marcha“) mit der Vorstadt im direkten Anschluss (Markt- und Kaufleutesiedlung) und dem Dorf Altspeyer. Somit stellte Speyer noch keine geschlossene städtische Siedlung dar.
Das 10. Jahrhundert war nach einer Zeit der Stagnation von einer Zunahme der Bevölkerung und wirtschaftlichen Tätigkeit begleitet. Die verkehrsgünstige Lage der Stadt (Rhein, Rheinübergänge, Fernstraßen) begünstigte die wirtschaftliche Entwicklung. Damit einher gingen entsprechende bedeutende Schritte in der Stadtwerdung. In der Vorstadt siedelten sich Kaufleute an (946 erstmals belegt) und im Bereich der Speyerbachmündung entwickelte sich ein Hafen mit anschließendem Marktbereich (Holzmarkt, Fischmarkt). Das ottonische Straßensystem verschwindet völlig. Die städtische Struktur des heutigen Speyer und die eigentliche Stadtwerdung, deren Prozess sich über 200 Jahre hinzog, geht auf diese Zeit zurück. In dieser Zeit begann der glanzvollste Abschnitt der Speyerer Stadtgeschichte, der bis in das 15. Jahrhundert andauern sollte. Die Geschichte der Stadt war zugleich die Geschichte des Reichs. Auch wenn zwei bekannte Zitate über Speyer aus dem 10. und 11. Jahrhundert nicht wörtlich zu nehmen sind, spiegeln sie die Entwicklung der Stadt doch wider. Ein Zögling der Domschule (973–981) und späterer Speyerer Bischof (1004–1031), der Dichter Walter von Speyer, bezeichnete in einer Widmung für seinen Lehrmeister und Vorgänger, Bischof Balderich (970–986) Speyer als „vaccina“ (Kühstadt). Das ottonische Speyer war immer noch stark bäuerlich geprägt. Im Jahre 980 rekrutierte der Bischof in Speyer zwanzig bewaffnete Reiter für den Italienzug Kaiser Ottos. Worms stellte beispielsweise vierzig, Mainz und Straßburg jeweils hundert.
Vermutlich etwa 150 Jahre später, anlässlich der Beisetzung Kaiser Heinrichs V. im Speyerer Dom 1125 schrieb der englische Mönch Ordericus Vitalis über Speyer von der metropolis Germaniae (Hauptstadt Deutschlands). Damit kommt zwar die damalige politische Bedeutung der Stadt zum Ausdruck, jedoch ist die damalige Auffassung „metropolis“ nicht mit dem heutigen Begriff der „Hauptstadt“ vergleichbar.

### Die Salier, Dombau und Stadterweiterungen

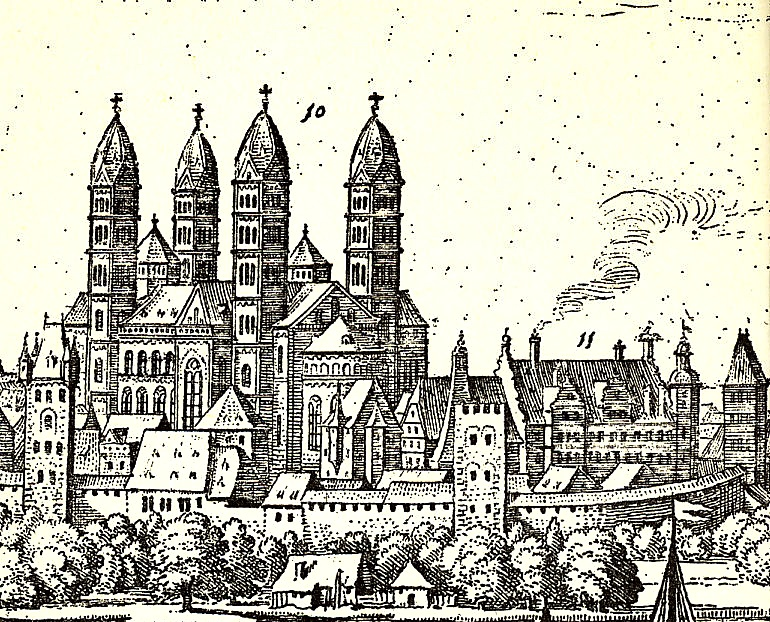
Speyerer Dom und (rechts daneben) die Bischofspfalz Speyer, nach Matthäus Merian, 1640

Am 4. September 1024 wurde der aus dem Speyergau stammende Salier Konrad II. bei Oppenheim am Rhein zum deutschen König gewählt. Die Salier gelten als die zweiten Gründer Speyers; mit ihnen rückte die Stadt in den Mittelpunkt der Reichspolitik und wurde zum geistigen Zentrum des salischen Königtums. Mit der Wahl Konrads II. begann die gezielte Förderung von Stadt und Kirche, die auch von den Staufern fortgesetzt wurde. Wenn Konrad II. und seine Frau Gisela nicht auf Reisen waren, lebten sie meistens auf der Limburg an der Haardt und hielten sich häufig in Speyer auf. Der Stadtschreiber Christoph Lehmann (1568–1638) schrieb in der „Chronica der Freyen Reichs Statt Speyer“: „Dieweil Conrad viel und offt zu Speyer im königlichen palatio gewohnt hat man ihne Cunradum den Speyerer genannt.“
Zwischenzeitlich 1027 zum Kaiser gekrönt, legte er in Speyer, auf dem Standort der vormaligen Bischofskirche, den Grundstein zum Speyerer Dom, auf der dem Rhein am nächsten gelegenen Spitze der Niederterrasse. Die Bauarbeiten begannen im Jahre 1030, nach anderen Forschungsergebnissen 1027. Speyer wurde mit Goslar zum bedeutendsten Ort salischer Gründungstätigkeit.
Der Dom sollte als Grablege für seine Dynastie dienen und „der in Stein geformte Ausdruck kaiserlicher Macht und Würde“ sein. und war zu der Zeit die größte Kirche der Christenheit. Konrad ließ erfahrene Baumeister in die Stadt holen u. a. den Speyerer Bischof Reginald aus St. Gallen, Bischof Benno von Osnabrück und Bischof Otto von Bamberg. Der mehrere Jahrzehnte andauernde Dombau gab den entscheidenden Impuls für die weitere Entwicklung der Stadt; der Zuzug zahlreicher Handwerker, Künstler und Händler brachte einem wirtschaftlichen Aufschwung.

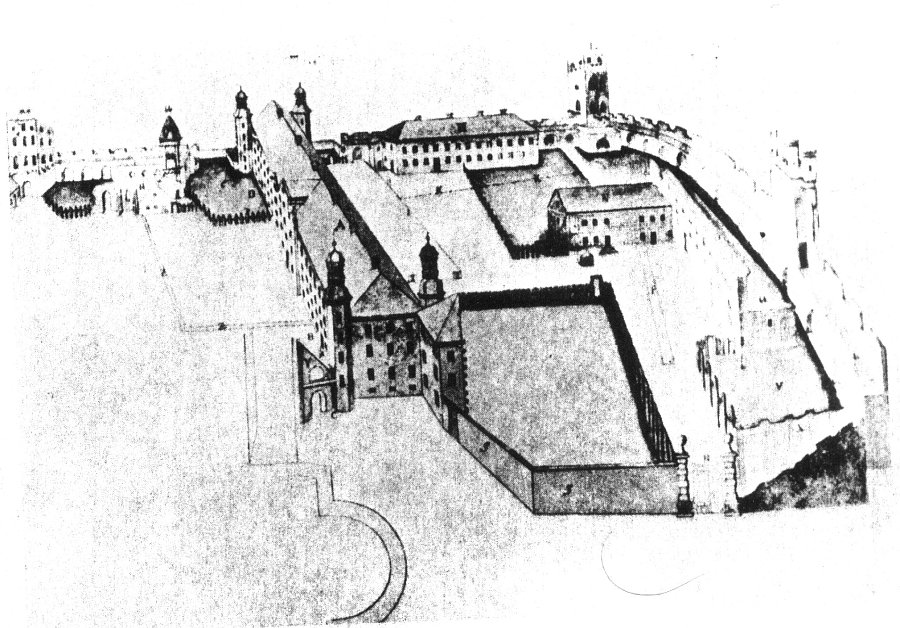
Königs- und Bischofspfalz (Zeichnung von 1765, Dom unten links)

Gemeinsam mit dem Dom entstanden weitere bedeutende Gebäude und Anbauten. Unmittelbar an der Nordostecke wurde die Königs- und Bischofspfalz angefügt, die vermutlich 1044/45 fertiggestellt war. Bereits seit der Karolingerzeit war es üblich, dass die Bischöfe ihre Residenz in einer Weise ausbauten, dass sie auch dem Aufenthalt der Könige dienen konnte. Die Pfalz war ein 74 m langer, 16 m breiter, dreigeschossiger Bau mit Geschosshöhen von 6 m, verfügte über eine eigene Kapelle und einen Verbindungsgang zum Dom. Die Dimensionen und aufwendige architektonische Gliederung waren für profane Gebäude in der Salierzeit beispiellos. Mit der nördlich verlaufenden Stadtmauer bildeten Dom und Pfalz den Freithof. An der Südseite des Doms entstanden ein quadratischer Kreuzgang, das zweigeschossige Domstiftsgebäude und die Klausurgebäude des Domkapitels. Insgesamt stellten Dom, Pfalz und die übrigen Anbauten einen repräsentativen Gebäudekomplex dar, der im Reich seinesgleichen suchte.

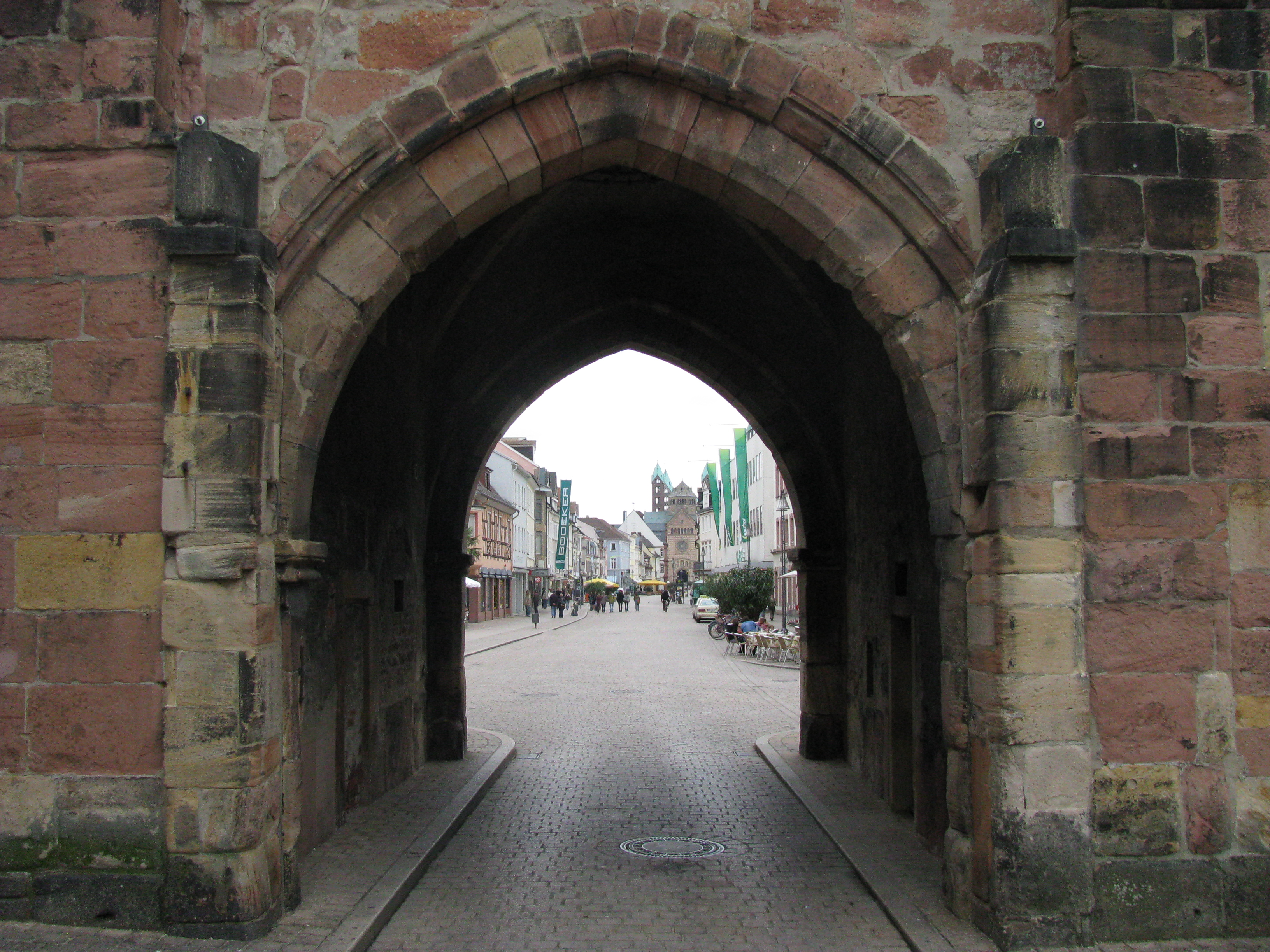
Blick durch das Tor des Altpörtels die Maximilianstraße hinunter zum Dom

Die umfangreiche und langjährige Bautätigkeit führte zur Erweiterung der Stadt. Sie erhielt insgesamt eine weitgehend neue Orientierung, und es entstand der charakteristische Grundriss mit den sich fächerartig vom Dom aus nach Westen ausbreitenden drei Straßen. Die mittlere wurde, nachdem der Bachlauf überdeckt wurde, mit schrittweisen Verlängerungen auf 650 m und einer Breite bis zu 50 m, zur Via Triumphalis zwischen Dom und dem später entstandenen Altpörtel. Auch wenn die parallel verlaufende Korngasse später einen Abschnitt verjüngte, prägt diese Ost-West-Achse, die heutige Maximilianstraße, bis heute das Stadtbild. Die ungewöhnliche Straßenbreite ist nach wie vor am Altpörtel und zwischen Dom und Alte Münz ablesbar. Die Stadt erfuhr in dieser Zeit Erweiterungen auf ca. 50 ha mit einer neuen Ummauerung, die ca. 1080 vollendet war. Die Vorstadt Altspeyer samt angefügtem Judenviertel verfügte in dieser Zeit ebenfalls bereits über eine eigene Mauer.
Unter Kaiser Konrad II. wurde das Stift St. Johannes Evangelist/St. Guido auf dem Weidenberg, vermutlich alter salischer Grundbesitz, begonnen. In salischer Zeit entstanden auch das St. Germansstift auf dem Germansberg und, unter Bischof Sigibodo, das Dreifaltigkeits-/Allerheiligenstift unweit des Doms.
Konrad II. starb am 4. Juni 1039 und wurde in dem noch im Bau befindlichen Dom beigesetzt, der unter seinem Sohn, dem jungen Heinrich III. fortgesetzt wurde. Auch er war der Stadt sehr zugetan, besuchte oft „sein geliebtes Speyer“ und beschenkte den Dom zwischen 1043 und 1046 mit dem prachtvollen Speyerer Evangeliar (Codex Aureus Escorialiensis, heute in Madrid), einem wahrscheinlich im Kloster Echternach entstandenen Evangeliar. In diesem heißt es u. a.: „Spira fit insignis Heinrici munere regis (Speyer wird ausgezeichnet und erhöht durch das fördernde Werk König Heinrichs)“. 1046 brachte Heinrich III. von seiner Kaiserkrönung in Italien Reliquien nach Speyer, unter anderem die Gebeine des seligen Guido von Pomposa, die 1047 in dem noch jungen St. Johannes Stift auf dem Weidenberg (das spätere St. Guido-Stift) feierlich beigesetzt wurden. Nach Goslar und Regensburg wurde Speyer unter Heinrich III. und unter Heinrich V. zur bevorzugtesten Pfalz des Reichs. Heinrich III. wurde nach seinem Tod am 28. Oktober 1056 im Beisein von Papst Viktor II. im noch immer unvollendeten Dom beigesetzt.

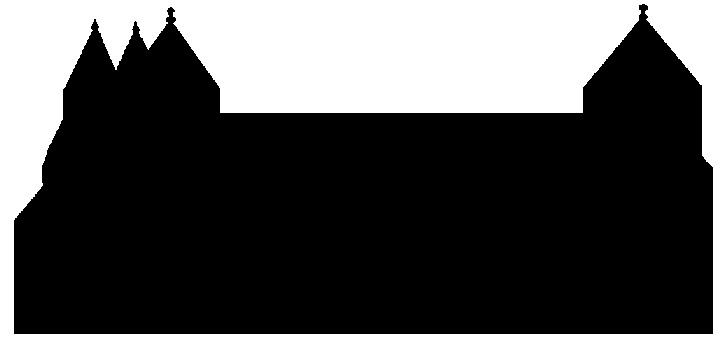
Dom (Profil von Norden), Erste Phase 1061

Seine Witwe, Agnes von Poitou, die die Regentschaft für ihren sechsjährigen Sohn, Heinrich IV. fortsetzte, blieb der Stadt und dem frühsalischen Dombau gewogen, wie auch später Heinrich IV. selbst, der das Immunitätsprivileg bestätigte.
Die politischen Beziehungen zwischen den Speyerer Bischöfen und dem Kaisertum wurden weiter intensiviert. Im Streit der Kaiser mit den Päpsten (Investiturstreit) gehörten sie zu den treuesten Parteigängern Heinrichs IV. und Heinrichs V., zum Beispiel Heinrich I. von Scharfenberg (1067–1072), Rüdiger Huzmann (1073–1090), Johannes I., Graf im Kraichgau (1090–1104) und Bruno von Saarbrücken (1107–1123). Bischof Rüdiger war es, der 1076 Papst Gregor VII. das Absetzungsschreiben überbrachte und Bischof Bruno handelte als Kanzler Heinrichs V. mit Papst Calixt II. das Wormser Konkordat aus.
Heinrich IV. brach im Dezember 1076 von Speyer nach Canossa auf, in Begleitung von Bischof Hutzmann. Wegen seiner Parteinahme für den Kaiser war der Bischof bis zu seinem Lebensende 1090 vom Papst gebannt.
Am Dom mussten bald statische Probleme überwunden und das Fundament gegen Überschwemmungen des nahen Rheins gesichert werden. Im Jahre 1080 begannen auf Veranlassung Heinrichs IV. die Arbeiten für den spätsalischen Dombau (Speyer II), der der Stadt einen zweiten Wachstumsschub bescherte. Bis zur Fertigstellung 1102 wurde in Speyer Architekturgeschichte geschrieben: Das auf seine heutige Höhe gezogene Mittelschiff wurde erstmals in einer Höhe von 33 m eingewölbt. Der Dom war der größte Kirchenbau seiner Zeit und symbolisierte mit seiner Monumentalität die kaiserliche Macht und das Christentum. Nachdem Konrad II. darin beigesetzt worden war, wurde der Dom zur Grabeskirche für sieben weitere Kaiser und Könige. Der Dom ist, nach der Zerstörung der Abtei Cluny, bis heute das größte romanische Bauwerk.

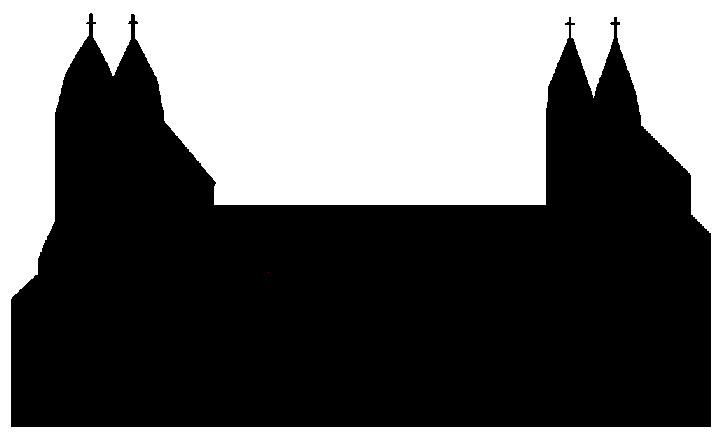
Dom (Profil von Norden), zweite Phase 1135

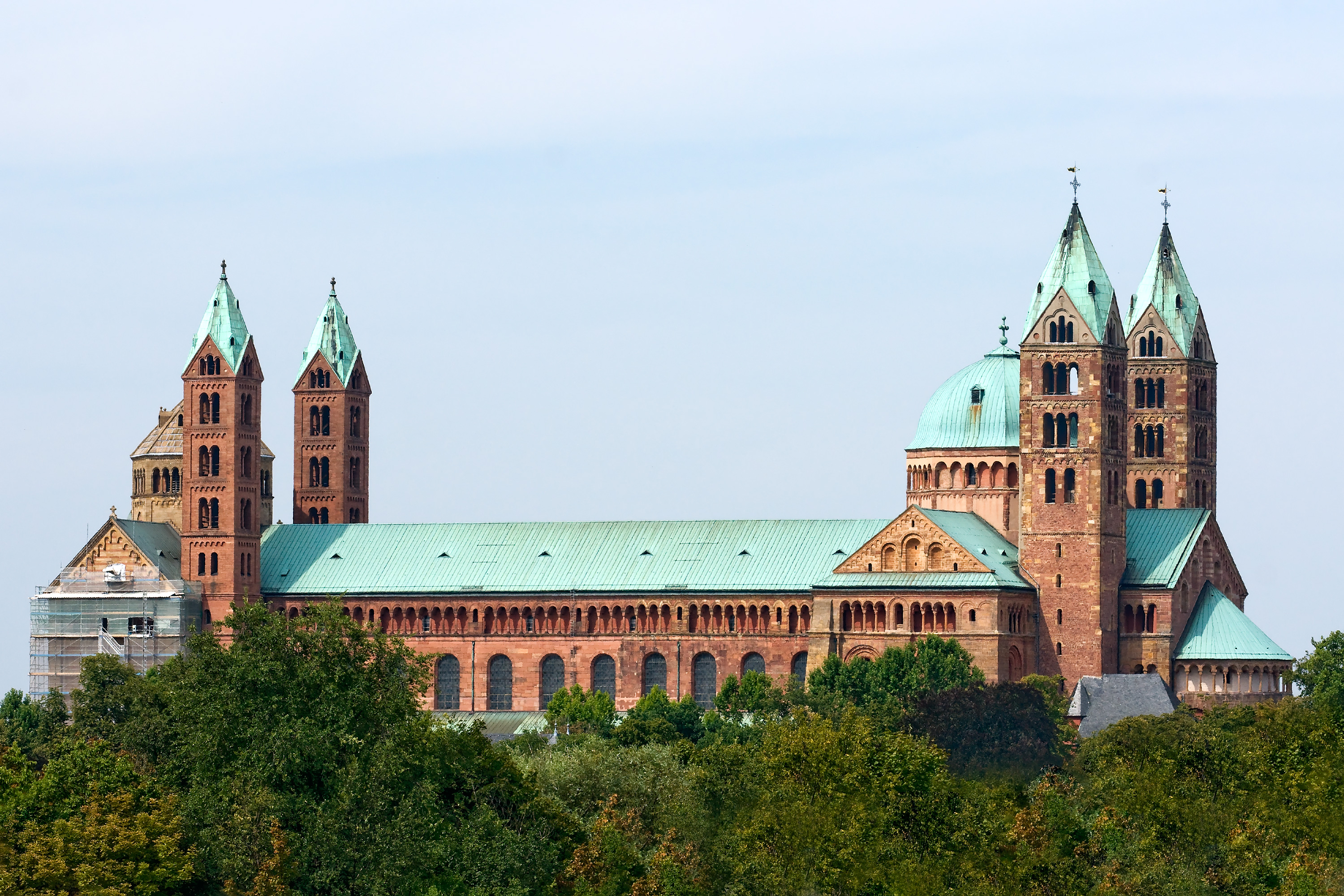
Speyerer Dom von Süden

Schon Anfang des folgenden Jahrhunderts wurde eine weitere Erweiterung der Speyerer Stadtmauer erforderlich und im Zeitraum zwischen 1200 und 1230 wurde der Stapelplatz (Fischmarkt) in die Ummauerung einbezogen. Ein Hinweis auf die steigende Bevölkerungszahl ist auch in der Gründung neuer Pfarrkirchen zu sehen; in der zweiten Hälfte des 12. Jahrhunderts entstanden St. Bartholomäus, St. Jakob und St. Peter. Die zunehmende Wohndichte innerhalb der Mauern und die damit einhergehende Urbanität stellte eine Abkehr von dem ländlich geprägten Ort und einen weiteren wichtigen Schritt der Stadtentwicklung dar. Möglicherweise kommt dies auch darin zum Ausdruck, dass ab Ende des 11. Jahrhunderts „Spira“ als alleiniger Name der Stadt Verwendung findet. Bis dahin wurde die Stadt in Urkunden entweder „civitas Spira vel Nemeta“ oder sogar nur „Nemetum“ genannt.
Konrad II. und seine Nachfolger statteten das Domstift mit Gütern und Vogteirechten aus, die die Grundlage für eine erfolgreiche Wirtschaft bildeten. Hierzu gehörte das Gebiet von Bruchsal und der dazugehörige Forst Lusshardt, weit gestreuter Besitz am oberen Neckar, im nördlichen Schwarzwald, in der heutigen Pfalz und im Kraichgau. In weiterer Entfernung bekam das Hochstift Güter im Hunsrück, dem Nahebergland und hessischen Bergland. Heinrich IV. beschenkte die Kirche von Speyer nach und nach mit Besitzungen in der Wetterau, im Remstal, im Nahegau, in Sachsen und verlieh ihr die Grafschaften von Lutramsforst (Südpfalz) und Forchheim. Damit kam faktisch der gesamte Speyergau in den Besitz der Kirche.
In einer Urkunde im Zusammenhang mit der Judenansiedlung 1084 ist in Bezug auf die Bevölkerung von Speyer erstmals von „cives“ als Bürgerschaft die Rede und in der Folgezeit bildete sich ein eigenständiges städtisches Recht heraus. Dieses Recht wird in einer weiteren Urkunde Heinrichs IV. aus dem Jahre 1101 als „ius civile“ oder „ius civium“ genannt. Im Jahre 1084 wird auch erstmals ein Rheinhafen im Bereich der Speyerbachmündung erwähnt. Speyer war damals der drittgrößte Stapelplatz und der größte Weinumschlagplatz am Oberrhein. Gehandelt wurden Tuch, Stoffe, Wein, Gewürze, Getreide, Obst, Mühlsteine, Keramik und Waffen. Von antiker Zeit bis ins 11. Jahrhundert blühte auch der Sklavenmarkt.
Nachfolger Bischof Hutzmanns wurde 1090 der Neffe und Vertraute Heinrichs IV., Johannes Graf im Kraichgau. In seiner Zeit bis 1114 erhielt das Bistum vom Kaiser weitere Güter im Gebiet von Rastatt. Heinrich IV. starb 1106 in Lüttich und wurde von seinem Sohn, Heinrich V. am 14. August 1111 im Königschor des Speyerer Doms beigesetzt. Bis dahin hatte Heinrich IV. in der ungeweihten Afrakapelle gelegen.

### Die jüdische Gemeinde von Speyer
Im Jahre 1084 siedelte sich auf Veranlassung Bischof Rüdiger Huzmanns in Speyer eine der ersten Jüdischen Gemeinden im Heiligen Römischen Reich an. Speyer gehörte zusammen mit Worms und Mainz zu den sogenannten SchUM-Städten und entwickelte sich bald zu einem der bedeutendsten Zentren des aschkenasischen Judentums.

### Der große Freiheitsbrief von 1111

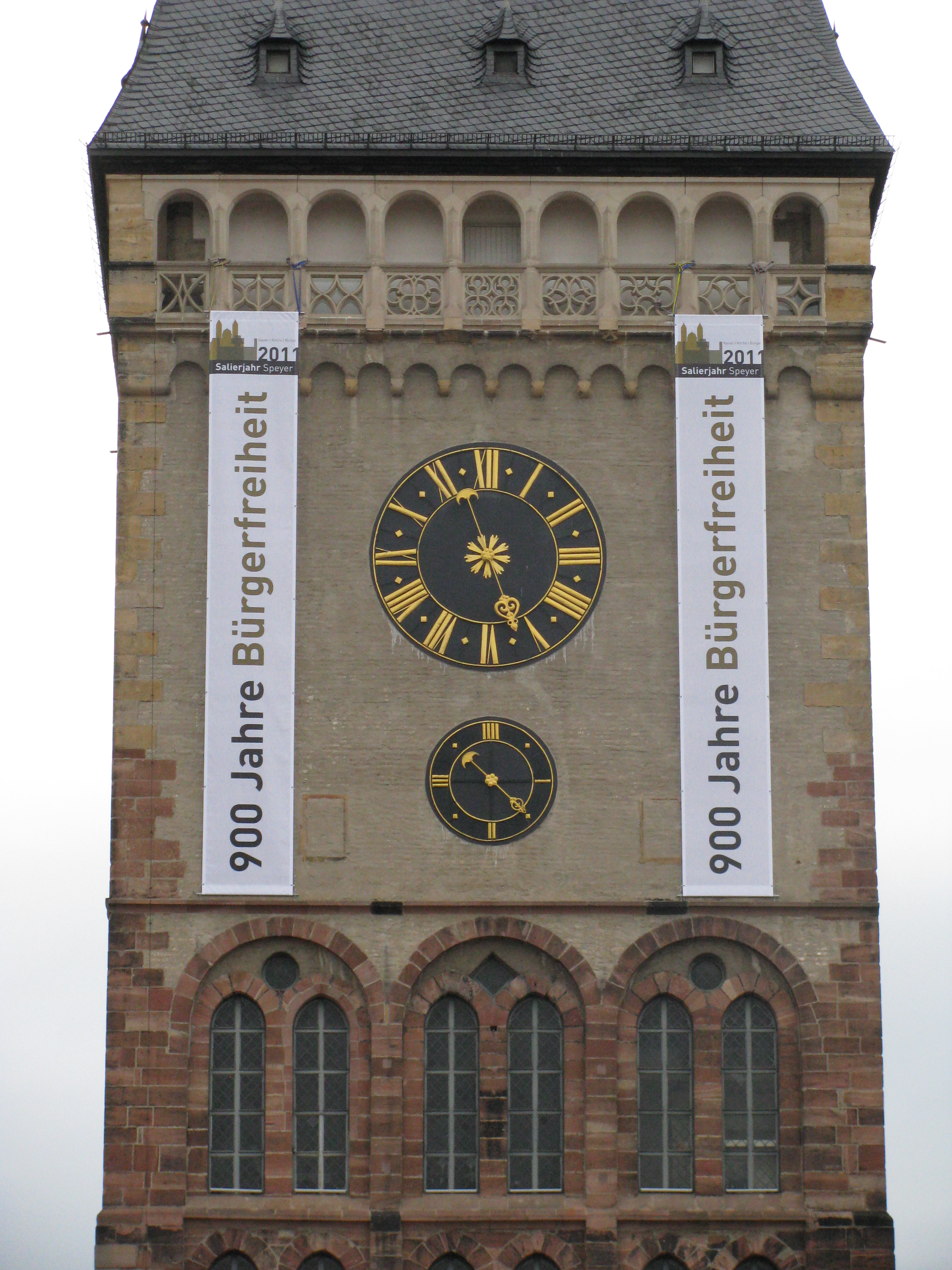
Speyer feiert 2011 900 Jahre Bürgerfreiheit

Am Tag der Beisetzung seines Vaters im Speyerer Dom, dem 14. August 1111, erteilte Heinrich V. der Stadt weitere Privilegien. Als erster Stadt in Deutschland gewährte der Große Freiheitsbrief den Bürgern persönliche Freiheiten und die Verleihung dieser Bürger-Privilegien markierte den Beginn der Entwicklung zur Freien Reichsstadt.
Die feierliche Einleitung lautete: Demnach wir durch göttliche Gnade und Beistand der Stadt zum Gedächtnis unserer Ahnen und wegen der standhaften Treue ihrer Bürger gegen uns vor anderen Städten zu erhöhen uns vorgenommen haben, so haben wir beschlossen, deren Rechte aus kaiserlicher Macht auf den Rat unserer Fürsten zu befestigen. Zusammen mit seinem Bild wurde der Brief in goldenen Buchstaben über dem Domportal angebracht, wo sie aber im Zuge der späteren Dombeschädigungen verloren ging.
Das Privileg befreite die Speyerer von der drückenden Erbschaftssteuer und gewährte ein Mitspracherecht bei Münzverschlechterungen. Außerdem wurde der Beherbergungs- und Transportzwang (auf dem Rhein) aufgehoben und die Bürger waren nicht mehr gezwungen, den Bannwein zu kaufen. Sie konnten nicht mehr vor außerstädtische Gerichte gestellt werden und wurden von Markt- und Handelsabgaben sowie Zöllen in der Stadt befreit. Diese Privilegien, die auch Zuwanderern zustanden, schufen die Voraussetzung für eine persönlich freie Einwohnerschaft mit einheitlichem Rechtsstatus, zum Beispiel Eigentumsgarantie. Dieser Brief wurde zum Vorbild für andere Städte im Reich. Was mit diesen Privilegien erstmals deutlich wurde, war das sich entwickelnde Interesse des Kaisertums an einer Stärkung des Bürgertums als Gegengewicht zur bischöflichen Macht.
Bischof Bruno von Saarbrücken ergriff 1116 Partei für die Adligen, die im Zusammenhang mit dem Investiturstreit unter Führung seines Bruders, Erzbischof Adalbert von Mainz, gegen Heinrich V. opponierten. Speyer, treu in seiner Parteigängerschaft für die Salier und Staufer, verjagte den Bischof daraufhin aus der Stadt. Dabei manifestierte sich erstmals eine belegte politische Handlung der Speyerer Bürgerschaft.
Heinrich V., dem es in Verhandlungen mit Papst Calixtus II. gelang, einen Kompromiss im Investiturstreit auszuhandeln, starb kinderlos 1125 in Utrecht und wurde als letzter salischer Kaiser im Speyerer Dom beigesetzt.

### Staufer
Im nachfolgenden Streit um die Königskrone obsiegte der von Erzbischof Adalbert von Mainz protegierte Supplinburger Lothar III., der am 13. September 1125 zum König gekrönt wurde. Auch in diesem Fall hielten die Speyerer zum staufischen Gegenkönig, dem späteren Konrad III., und wiederum wurde ein Speyerer Bischof, Siegfried II. von Wolfsölden (1127–1146) aus der Stadt verjagt, weil dieser zu dem Welfen gehalten hatte. Speyer nahm die Staufer auf und diese machten die Stadt, wie in der Kaiserchronik beschrieben, zu ihrer „houbetstat“, ihrem wichtigsten Stützpunkt. 1128 belagerten König Lothar und Erzbischof Adalbert daraufhin Speyer, das zu diesem Zeitpunkt bereits völlig ummauert gewesen sein muss, in dessen Verlauf es sich aber ausgehungert ergeben musste. Diese Auseinandersetzung unterstrich Speyers militärisch-politische Bedeutung.
Lothar III. weilte zweimal, 1135 und 1136, für längere Zeit in Speyer. Nach seinem Tod 1138 gelangten die Staufer mit Konrad III. an die Macht. Damit wurde die Politik der Salier in Speyer fortgesetzt, was u. a. im weiteren Bestehen der gemeinsamen Pfalz mit den Bischöfen und der wichtigen Funktion der Domschule als Reichskanzlei zum Ausdruck kam. Die Kaiser konnten sich weiterhin der Unterstützung der Speyerer Bischöfe sicher sein, die höchste Reichsämter bekleideten. Die Domschule entwickelte sich zur „Diplomatenschule des Reiches“ und viele Geistliche des Domstifts standen im Dienst der Reichskanzlei.
Die Predigten des Bernhard von Clairvaux an Weihnachten 1146 im Dom zu Speyer bewogen Konrad III., der zu einem Reichstag in Speyer weilte, am Zweiten Kreuzzug teilzunehmen. An dieses Ereignis erinnern vier Sandsteinplatten mit Messingschrift im Langhaus des Doms.
Unter seinem Neffen, Friedrich Barbarossa, wurde 1182 das Privileg Heinrichs V. von 1111 bestätigt und erweitert. Es ist die älteste Urkunde im Speyerer Stadtarchiv. Im Gegensatz zu den Speyerern blieben die Bewohner des Hochstifts außerhalb der Stadtmauern Untertanen des Bischofs und unterlagen noch bis in die Neuzeit den Gesetzen der Leibeigenschaft und des Erbrechts. Barbarossa, der den Speyerer Dom als seine letzte Ruhestätte betrachtete, kehrte 1190 nicht vom Dritten Kreuzzug zurück. Seine zweite Frau, Kaiserin Beatrix von Burgund, und seine kleine Tochter Agnes, wurden 1184 im Dom beigesetzt. Beatrix hatte als Mitgift die Freigrafschaft Burgund (Franche-Comté) in die Ehe gebracht.
Die Nachfolge Barbarossas trat sein Sohn, Heinrich VI., an, dessen Regentschaft von der Auseinandersetzung mit der Kirche, oppositionellen Fürsten und dem abtrünnigen Sizilien gekennzeichnet war. Im Dezember 1192 wurde der englische König Richard Löwenherz, der im Herbst 1190 in Sizilien einen gegen Kaiser Heinrich VI. gerichteten Unterstützungsvertrag mit dem illegitimen Herrscher Tankred geschlossen hatte, auf dem Rückweg vom 3. Kreuzzug bei Wien gefangen genommen und am 25. März 1193 auf dem Reichstag zu Speyer an Heinrich VI. übergeben. Am Eröffnungstag des Reichstags (22. März 1193) kam es zu einer denkwürdigen rhetorischen Auseinandersetzung zwischen dem Kaiser und seinem Gefangenen, die unerwartet in der Versöhnungsgeste einer Umarmung endete. Trotz alledem setzte der Kaiser seine Forderungen durch und in dem Speyerer Vertrag wurde ein Lösegeld von 100.000 Mark Silber (rund 23 Tonnen Silber) festgelegt. Vermutlich war es auf diesem Reichstag, dass er der Stadt das Recht und die Freiheit gewährte, einen Rat aus zwölf Bürgern aus ihrer Mitte zu wählen. Die Urkunde darüber ist nicht erhalten, aber dieses Recht wurde im Januar 1198 von Philipp von Schwaben in einem Vertrag mit der Stadt Speyer bestätigt. Mit offensichtlichem Einverständnis des Bischofs legitimierte Philipp damit die Ratsverfassung, die sich um die Jahrhundertwende auch in Lübeck, Utrecht und Straßburg durchsetzte. Dieses Privileg stellte einen weiteren wichtigen Schritt zur Stadtwerdung dar und unterstrich das Interesse der Kaiser an einer Stärkung des Bürgertums. Besonders bemerkenswert ist, dass die zwölf Räte nicht vom Bischof bestimmt wurden und auch keinen Eid auf diesen ablegen mussten. Sofern die Wahl der Räte nicht schon vorher Praxis war, stellt diese Privilegierung die Geburtsstunde des Speyerer Stadtrats dar. Heinrich VI. starb 1197 im Alter von 32 Jahren in Messina und wurde im Dom zu Palermo beigesetzt.
Heinrichs VI. dreijähriger Sohn konnte das Erbe nicht antreten, worauf ein Kampf zwischen Staufern und Welfen um die Königsherrschaft entbrannte (Deutscher Thronstreit). In dem erwähnten Vertrag von Januar 1198 ergriff Speyer wieder Partei für die Staufer und schloss mit ihrem Kandidaten, Philipp von Schwaben, dem jüngsten Bruder Heinrichs VI., ein gegenseitiges Hilfsbündnis. Die Partei der Staufer kürte im selben Jahr Philipp zum König, die Anhänger der Welfen wählten Otto IV. von Braunschweig.
Im Frühjahr 1199 versammelten sich stauferfreundliche Fürsten in Speyer und verfassten am 28. Mai eine Protestnote, die dem Papst das Recht absprach, an der deutschen Königswahl mitzuwirken, geschweige denn diese für rechtmäßig zu erklären und Innozenz III. aufforderte, nicht weiter die Rechte des Reichs in Italien zu verletzen. Die Fürsten drohten damit, nach Rom zu kommen, um die Kaiserkrönung Philipps durchzusetzen. Davon unbeeindruckt, erhielt Otto IV., mit dem Versprechen, der Kirche Territorien in Italien zu überlassen (Neußer Eid), 1201 von Innozenz die Zustimmung zu seiner Krönung. Im selben Jahr belagerte Otto Speyer, wo sich sein Kontrahent, König Philipp, aufhielt. 1205 hielt Philipp in der Stadt einen Hoftag ab. Der Machtkampf neigte sich zugunsten Philipps, der jedoch 1208 in Bamberg einem Mord zum Opfer fiel, bei dem der Reichskanzler und Speyerer Bischof, Konrad von Scharfenberg (1200 bis 1224), persönlich anwesend war. Otto IV., nun allgemein als König anerkannt, versuchte im Dezember 1208 Speyer mit einer umfangreichen Bestätigung von Privilegien aus dem staufischen Lager herauszulösen. Am 22. März 1209 erneuerte er im Vertrag zu Speyer gegenüber dem Papst den Neußer Eid von 1201, den er jedoch nie einhielt.
Ab 1207 wurden wichtige Ämter der Stadt von Bürgern besetzt und seit dieser Zeit führte der Rat ein eigenes Siegel. Mit diesen Privilegien nahm Speyer weiterhin eine Vorreiterstelle im Reich ein. Im weiteren Verlauf des 13. Jh. festigte sich die Rolle des Stadtrats und ab Mitte des Jahrhunderts entwickelte sich aus dem Stadtrat ein städtisches Gericht.
Friedrich II., dem Sohn Heinrichs VI., gelang es, als er volljährig war, Otto IV. die Macht abzuringen. Er ließ 1213, bei einem Hoftag in Speyer, die Leiche seines ermordeten Onkels, Philipp von Schwaben, in den Dom überführen. Die Domschule wurde unter Friedrichs Regentschaft zur Diplomatenschule des Reichs. Der Speyerer Bischof Konrad von Scharfenberg begleitete ihn 1220 zur Kaiserkrönung nach Rom. Für dieses Jahr ist erstmals ein Spital des Deutschen Ordens in Speyer belegt. Im Jahr 1221 begann der Franziskaner Cäsarius von Speyer seine Mission in Deutschland.

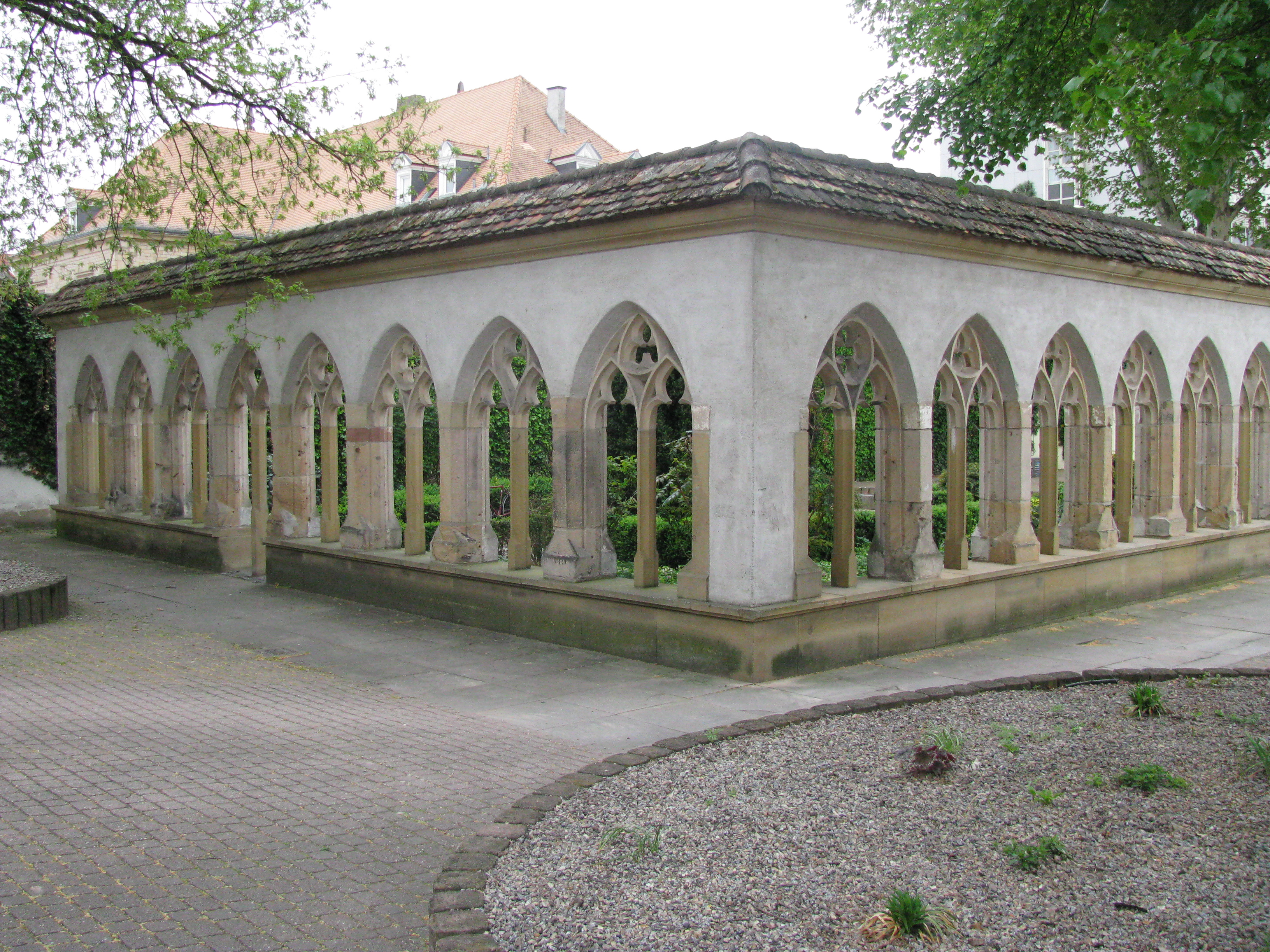
Reste des Augustinerklosters in der Hagedornsgasse

Das 13. Jh. sollte in Speyer von der Auseinandersetzung um die stadtherrlichen Rechte gekennzeichnet sein. Anfang des 13. Jh. mehren sich die Zeichen eines immer unabhängiger agierenden Stadtrats und, dass die Ratsverfassung institutionelle Formen annahm. 1220 ist der Stadtrat als universitas consiliariorum, 1224 als consiliarii Spirensis cum universo eorum collegio belegt, 1226 und 1227 erste Vertragsabschlüsse in eigenem Namen, zum Beispiel mit Straßburg. Schließlich ging die Gerichtsbarkeit von der Kirche auf die Stadt über. Während des Thronstreits um Friedrich II. waren die Städte zu einer mehr eigenständigen Politik ermutigt. Um die Mitte der zwanziger Jahre schloss Speyer mit den Städten Mainz, Worms, Bingen, Frankfurt, Gelnhausen und Friedberg einen Städtebund. Dieser wurde jedoch auf dem Hoftag des neuen Reichsregenten Herzog Ludwig von Bayern im November 1226, hauptsächlich auf Betreiben der geistlichen Fürsten, verboten. Mit dem Einverständnis des Bischofs erließ der Rat 1230 das erste Speyerer Stadtrecht, in dem es um den Umgang mit Verstößen gegen den Stadtfrieden ging. Dabei wurden erstmals zwei Bürgermeister genannt. 1237 tritt der Stadtrat mit der Bezeichnung Consules et universi cives Spirenses als selbständig handelnde Institution auf.

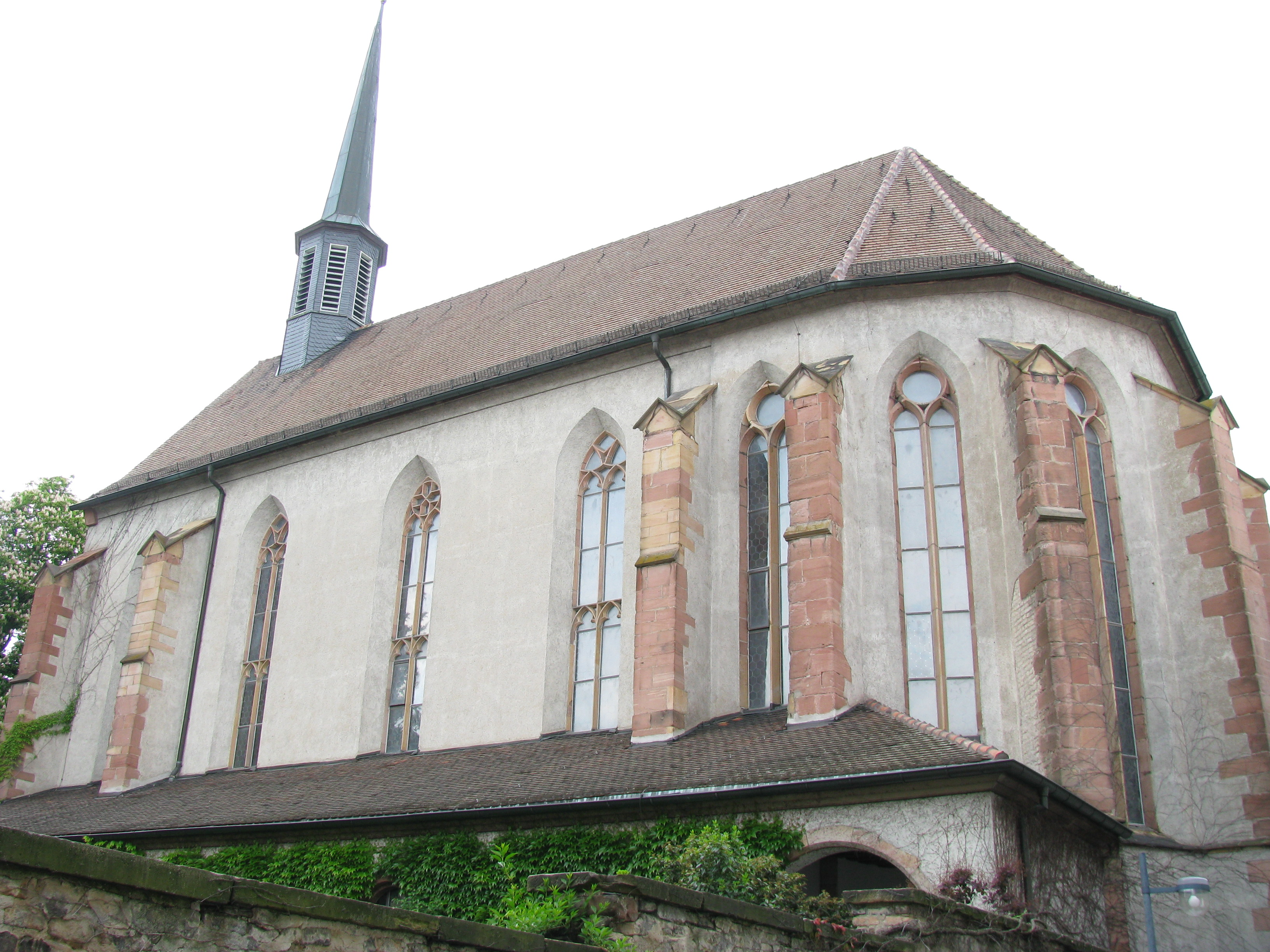
St. Ludwig, Korngasse

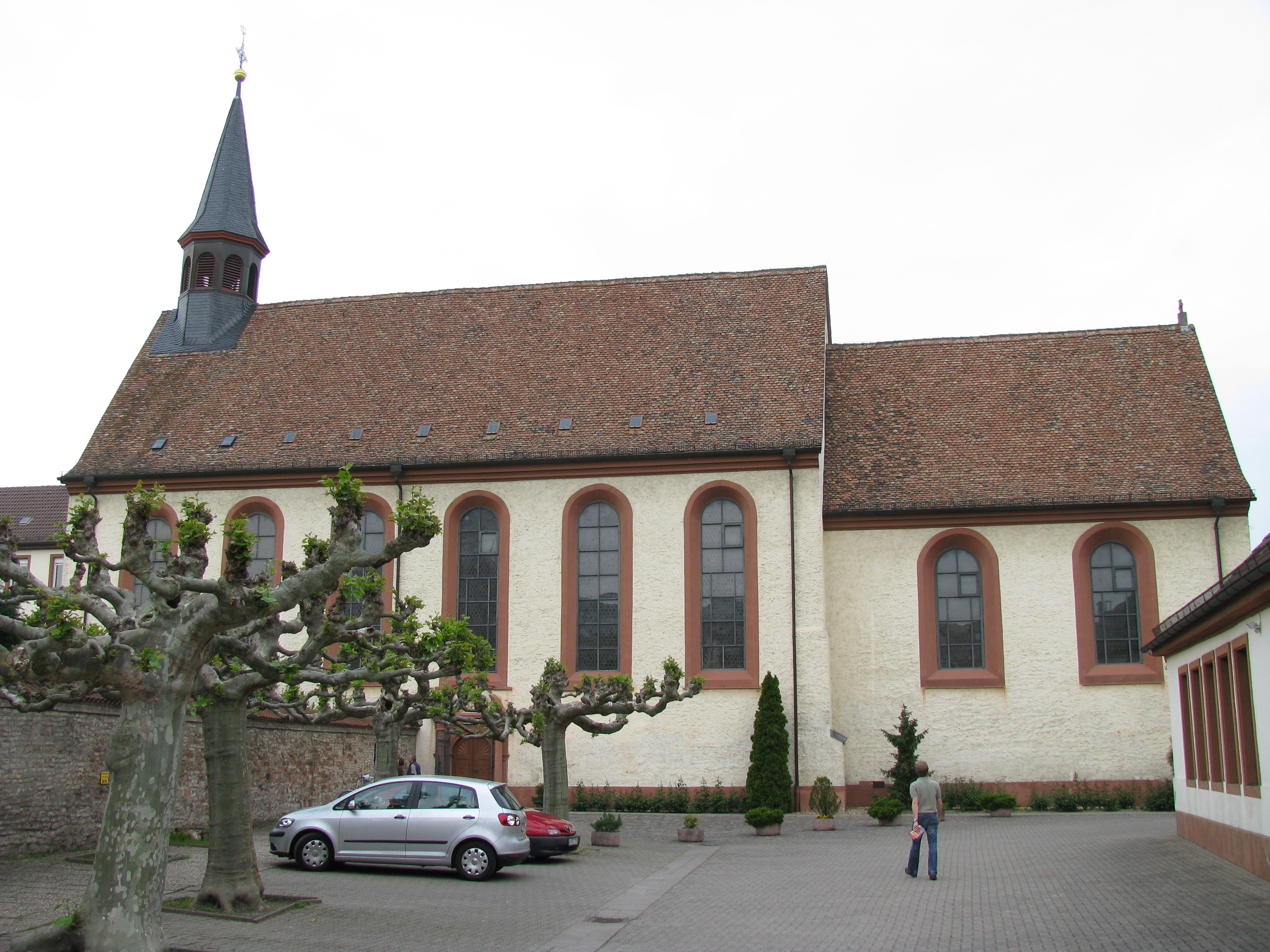
Kirche des Klosters St. Magdalena im Hasenpfuhl

Im 13. Jh. gründeten viele Orden Klöster in Speyer: 1207 übernahmen das Kloster Denkendorf das bis dahin durch ein Frauenkonvent verwaltete Heilig-Grab-Kloster nahe der Diebesbrücke in der Vorstadt Altspeyer. Auf dem Gelände des heutigen Wittelsbacher Hofs errichteten 1212 Zisterzienser aus Eußerthal eine Zweigstelle, nachdem bereits einige Jahrzehnte zuvor die Zisterzienser des Klosters Maulbronn den Maulbronner Hof an der Johannesstraße erhalten hatten. 1228 ließen sich in der Stadt die Reuerinnen aus St. Leon nieder, welche später auf eigenen Wunsch dem Dominikanerorden angegliedert wurden; ihr Kloster St. Magdalena ist heute das älteste in Speyer. Bis 1230 entstand ein Franziskanerkloster an der heutigen Ludwigstraße, 1230 übernahmen Deutschherren ein Ordenshaus mit Krankenhaus auf dem Gelände des heutigen Konsistoriums, 1262 kamen die Dominikaner, auf die die heutige Ludwigskirche an der Korngasse zurückgeht. Etwa in der Mitte des Jahrhunderts begannen Augustiner-Eremiten einen Klosterbau auf dem Gelände der heutigen Kreis- und Stadtsparkasse (ehemaliger Siebertsplatz, heute Willy-Brandt-Platz). 1294 stellten die Karmeliter ein Kloster am heutigen Postplatz fertig. 1299 kamen Klarissen von Oggersheim nach Speyer, die einen Hof im Bereich des heutigen St. Klara-Kloster-Weges zum St.-Klara-Kloster ausbauten. Viele Klöster unterhielten in den Städten Höfe als Stützpunkte für den Handel; in Speyer allein befanden sich 19 Klosterhöfe, von denen zwölf zu Zisterzienserabteien gehörten.

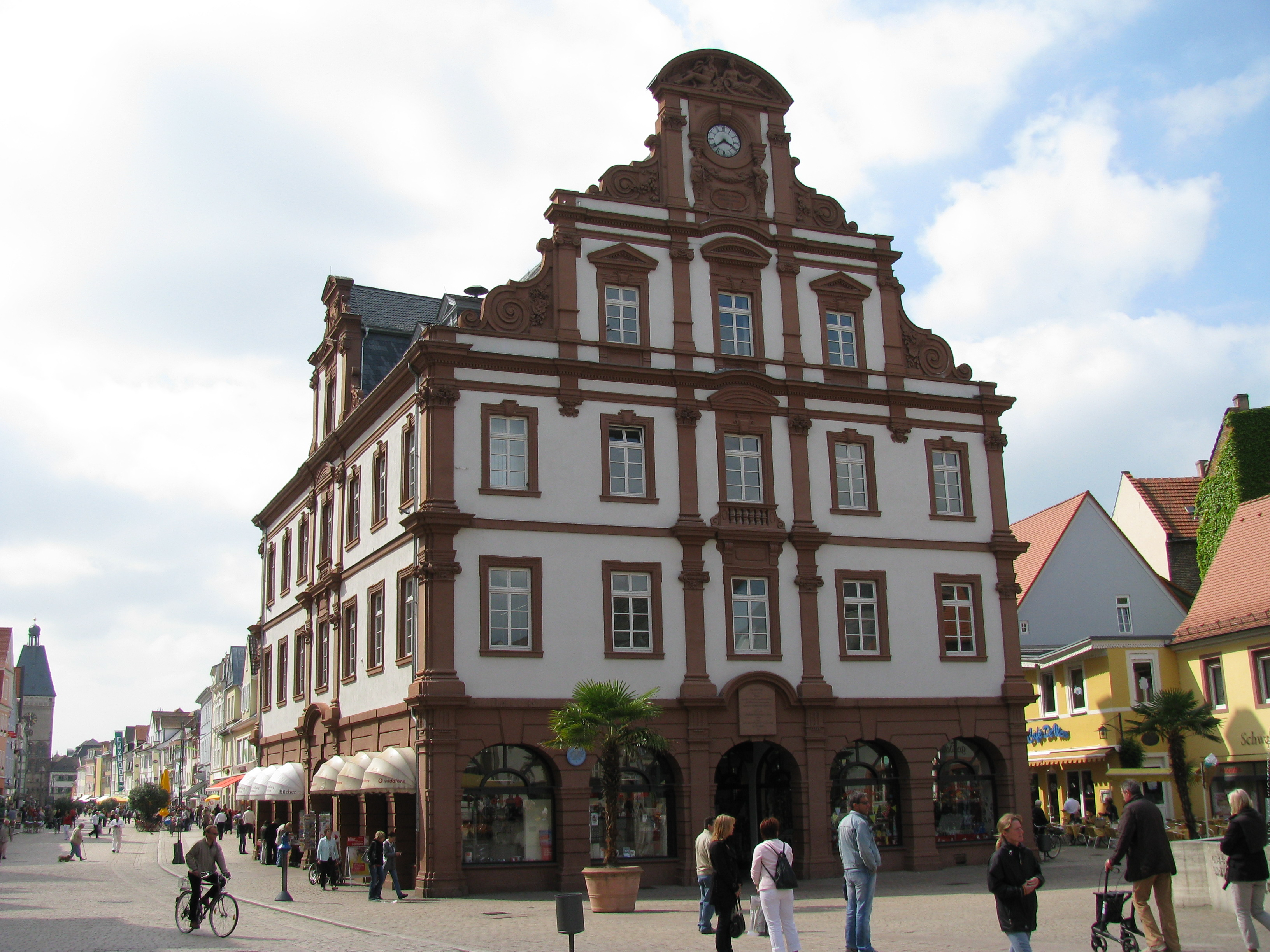
Ehemaliges städtisches Kaufhaus „Alte Münz“ auf dem Standort der mittelalterlichen Speyerer Münze

Durch starken Zuzug erweiterte sich die Stadt erneut: 1232 wurde erstmals die Vorstadt Hasenpfuhl genannt. Zum Ende des Jahrhunderts entstand in Speyer die erste Münze an der Stelle, die heute das alte städtische Kaufhaus Alte Münze einnimmt.
Im eskalierenden Streit zwischen Kaiser und Kirche ergriff Speyer 1239 erneut Partei für den zum zweiten Mal gebannten Friedrich II. und seinen elfjährigen Sohn Konrad. Dies führte zu offener Feindseligkeit mit den Bischöfen Konrad V. von Eberstein und ab 1245 mit Heinrich von Leiningen sowie mit der Speyerer Geistlichkeit, die den Papst vertraten. 1247 ordnete Friedrich II. an, die Geistlichkeit aus Speyer zu vertreiben; es ist aber nicht bekannt, ob dies gelang. Der päpstlich gesinnte Klerus konnte sich in Speyer nicht mehr sicher fühlen. Damit traten erstmals Spannungen zwischen Stadt und Kirche deutlich zutage, die sich mit der wachsenden Unabhängigkeit des Stadtrats ab Beginn des 13. Jh. abzeichneten. Trotz der politischen Unabhängigkeit waren die Einnahmequellen fast gänzlich in den Händen des Bischofs geblieben, weshalb der Stadtrat zur Lenkung der städtischen Geschicke keinerlei Mittel zur Verfügung hatte.
In einer Urkunde vom Juli 1245 gewährte Friedrich II. Speyer das Privileg einer vierzehntägigen Herbstmesse, die in zahlreichen Städten verbreitet werden sollte. Messen nahmen im Wirtschaftsleben des Mittelalters eine hervorragende Stellung ein und waren ein Kernstück der damaligen Wirtschaft. Friedrich begründete diese Politik mit dem allgemeinen Nutzen durch die Förderung des Güteraustauschs. Die Speyerer Herbstmesse ab Simon und Judas, war für die Kurpfalz, die Diözese als auch für den Neckarraum bis Heilbronn von Bedeutung. Die Stadt verfasste hierzu Einladungen an alle Städte und Handlungstreibenden des Reichs, in dem für die Teilnehmer als Ermunterung die Herabsetzung des Zolls um die Hälfte angekündigt wurde. Hiervon ausgenommen waren Utrecht, Köln, Trier und Worms, wichtige Handelspartner von Speyer, mit denen Sonderregelungen bestanden. Bemerkenswert an dieser Einladung ist, dass sich die Stadt eigenmächtig das Recht herausnahm, die Zölle zu senken. Die heutige Speyerer Herbstmesse geht auf diese Messe zurück. Im Fernhandel blieb Speyer völlig nach Frankfurt am Main orientiert, das auch auf dem Wasserweg erreicht werden konnte.

### Das Speyerer Domkapitel

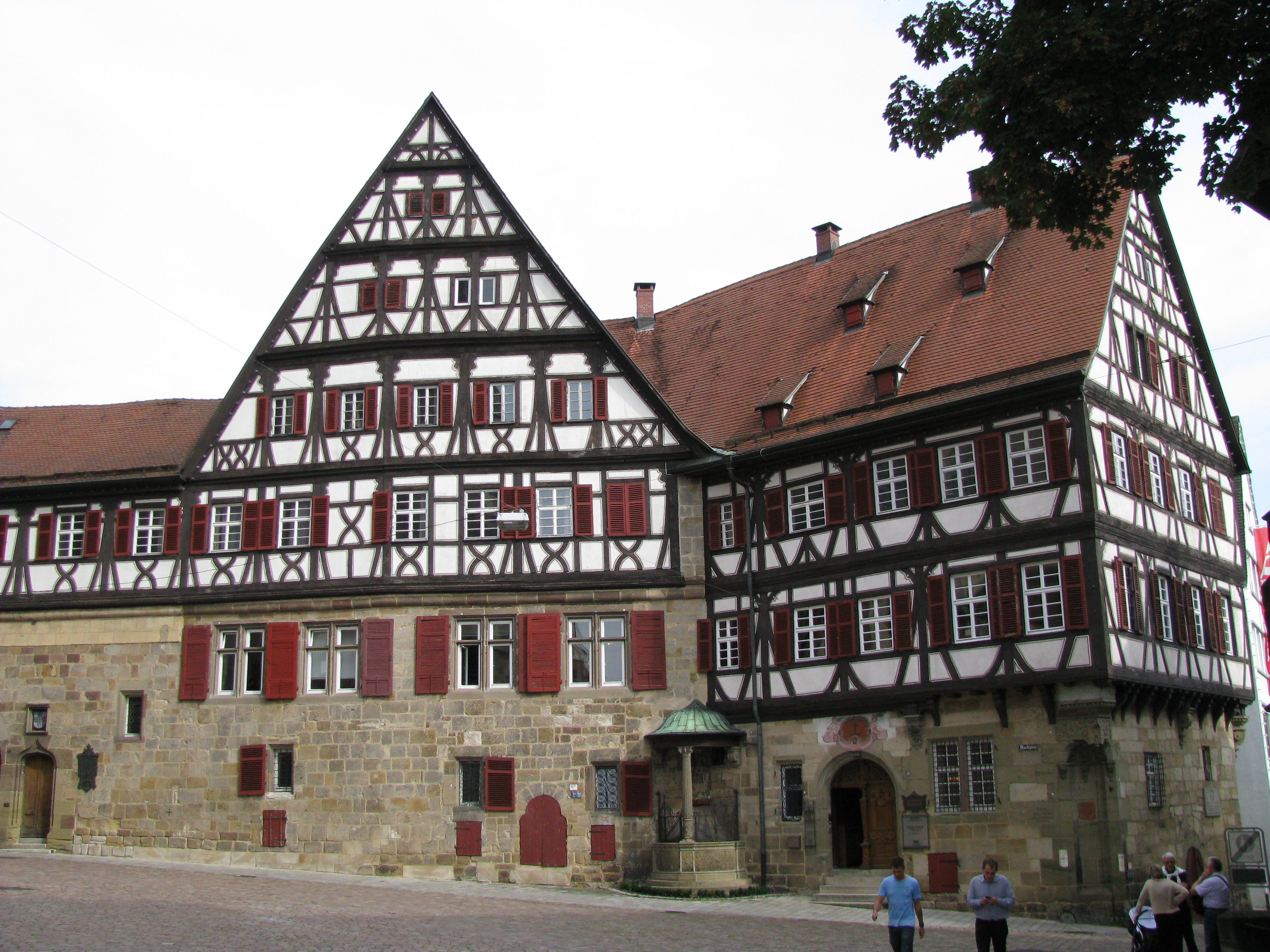
Speyrer Zehnthof in Esslingen, 1213 von Kaiser Friedrich II dem Domkapitel in Speyer vermacht, bis 1542 Zehnt- und Pfarrhof

Das alte Domkapitel (capitulum) des Fürstbistums war eine kirchliche Körperschaft mit ca. 30 Klerikern und verschiedenen Pflichten gegenüber der Kirche. Die wirtschaftliche Grundlage des Domkapitels waren Stiftungen und Schenkungen, wie zum Beispiel der Zehnthof in Esslingen. Das Kapitel unterstützte im Wesentlichen den Bischof bei der Verwaltung der Diözese, stellte aber eine eigenständige Einrichtung mit eigenen Statuten und Regeln dar und unterlag nicht der bischöflichen Kontrolle. Es wählte den Bischof und vertrat ihn in seiner Abwesenheit. Mit der Zeit war das Kapitel durchgängig vom Adel besetzt und 1484 bestimmte der Papst sogar, dass nur noch der Adel als Mitglied zugelassen werden darf. Das Domkapitel besaß Güter, die ebenfalls nicht der Kontrolle durch den Bischof unterlagen. Heinrich III, der 1041 und 1046 mehrere Stiftungen überreichte, machte dies sogar unter der Bedingung, dass der Bischof von der Verwaltung ausgeschlossen ist. Jeder Domkapitular oder Domherr (canonicus capitularis) hatte Anspruch auf eine Pfründe oder ein Einkommen und war verpflichtet in der Nähe des Doms zu wohnen. Dem Kapitel stand der Dompropst (praepositus) vor, das höchste Amt nach dem Bischof. Ab Ende des 12. Jahrhunderts ging die Führerschaft auf den Domdekan (decanus) über.
Das alte Domkapitel stellte einen wichtigen Wirtschaftsfaktor in der Stadt dar, da es über Einrichtungen wie Weinkeller, Scheunen, Kornspeicher, Werkstätten, Bäckereien etc. verfügte, in denen Domvikare (vicarii) unter Aufsicht des Domkapitels ihre Tätigkeiten verrichteten. Es gab etwa 70 Domvikare in Verbindung mit dem Speyerer Dom. Daher spielte das Domkapitel in Speyer eine wichtige Rolle im Kampf um die Macht in der Stadt.
Dem Domkapitel unterstellt und von einem Domkapitular, dem Stuhlbruderpropst geleitet, war die Speyerer Stuhlbruderschaft, eine Gemeinschaft von Laien, die täglich im Dom für die hier bestatteten Herrscher betete und in eigenen Pfründenhäuschen lebte.
Die Bücherei des Domkapitels

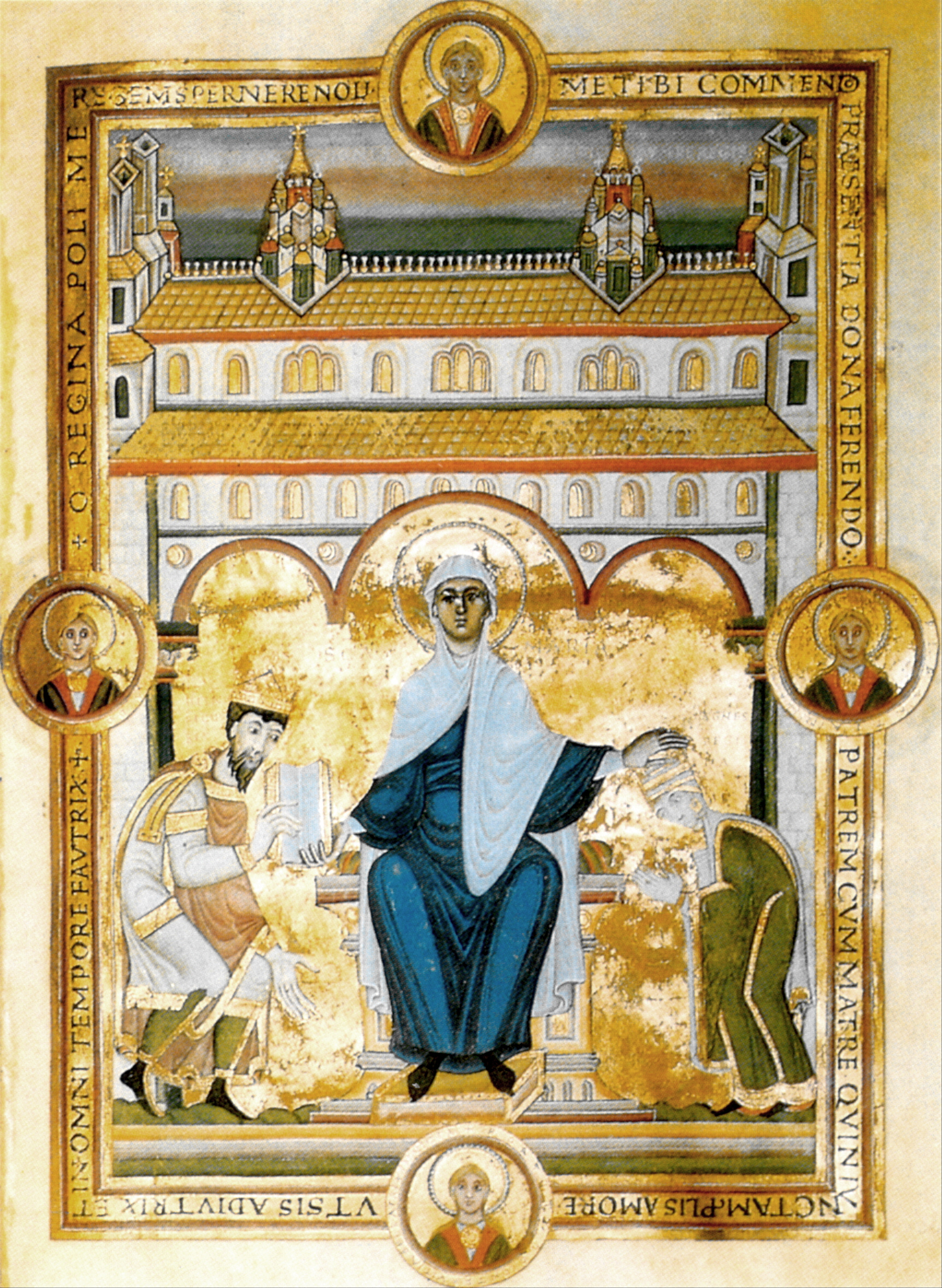
Codex Aureus Spirensis (Speyerer Evangeliar 1043–1046), Heinrich III. und seine Frau Agnes vor der thronenden Maria mit dem Dom zu Speyer im Hintergrund

Mit dem Dom wurden drei Bibliotheken in Verbindung gebracht: die Dombibliothek mit den liturgischen Büchern als Teil des Domschatzes, zum Beispiel der Speyerer Evangeliar (Codex Aureus Spirensis), die Pfalzbibliothek des Bischofs (ab ca. 1381 in Udenheim) und die Bibliothek des Domkapitels, die größte der drei Büchereien. In seinem Loblied auf Speyer (Pulcherrimae Spirae summique in ea templi enchromata) im Jahre 1531 bemerkte der Schüler Philipp Melanchthons, Theodor Reysmann, dass sich diese Bibliothek in einem Raum befindet, der sich an den Versammlungsraum des Domkapitels im Obergeschoss des Ostflügels des Kreuzgangs anschloss und dass dessen Hauptzugang mit einer eisernen Tür gesichert war (Enchromata, Zeilen 785–810). Ein weiterer Zugang zur Bibliothek war durch eine Tür des Kreuzgangs möglich, die zu einer Wendeltreppe führte, die wiederum direkt in die Bibliothek führte (Hern d(octor) Balthasar Feldman Vic(arius) ist bewilligt, d(a)s er mög ein schlüssel zu dem schneckhen, so unden Im Creutzgang hienuff in die Liberej | gehet). Aus den Protokollen des Domkapitels vom 11. Februar 1503 geht hervor, dass Bücher abhandengekommen waren und künftig kein Verleih ohne Wissen und Zustimmung des Kapitels statthaft sein sollte (Item soll man auch die ordenung der buch(e)r halben, wider ernewern, Vnd das furter kein buch vss der libery genomen werden soll, Es geschehe dan mit willen vnnd wissen meyner herrn vom Capitel). Einige Bücher waren angekettet. Solche Anfragen wurden fast immer abgelehnt.
Im August 1552 besetzten Truppen des Markgrafen von Brandenburg-Kulmbach, Albrecht Alcibiades (1522–1557), die Stadt und plünderten den Dom und die angrenzenden Gebäude. Dabei ging Archivmaterial verloren und die Bücher wurden in das nahe gelegene Haus des Deutschen Ordens gebracht, wo man sie verpackte. Albrecht hatte im Sinn, die Bücher seinem Stiefvater, dem Pfalzgrafen von Neuburg (später Kurfürst von der Pfalz) zu geben, der schon immer ein Auge darauf gehabt hatte. Dazu kam es nicht, weil die Truppen übereilt die Stadt verlassen mussten. Es ist nicht bekannt, ob alle Bücher wieder zurück in die Bibliothek gelangten.
Eine der bedeutendsten Handschriften der Bibliothek war ein Sammelband des 9. oder 10. Jahrhunderts mit rund einem Dutzend antiken und frühmittelalterlichen Werken zur Geographie, Verkehrs- und Verwaltungsgeschichte, der nach 1550–1551 verloren ging. Alle bekannten und existierenden Kopien der Notitia dignitatum, eines einzigartigen Dokuments der römischen Reichskanzleien und eines der sehr wenigen überlieferten Dokumente über die spätantike Verwaltung, stammen entweder direkt oder indirekt von diesem Codex Spirensis ab. Die Notitia war das umfangreichste Dokument im Codex.

### Eskalierender Streit zwischen Stadt und Geistlichkeit

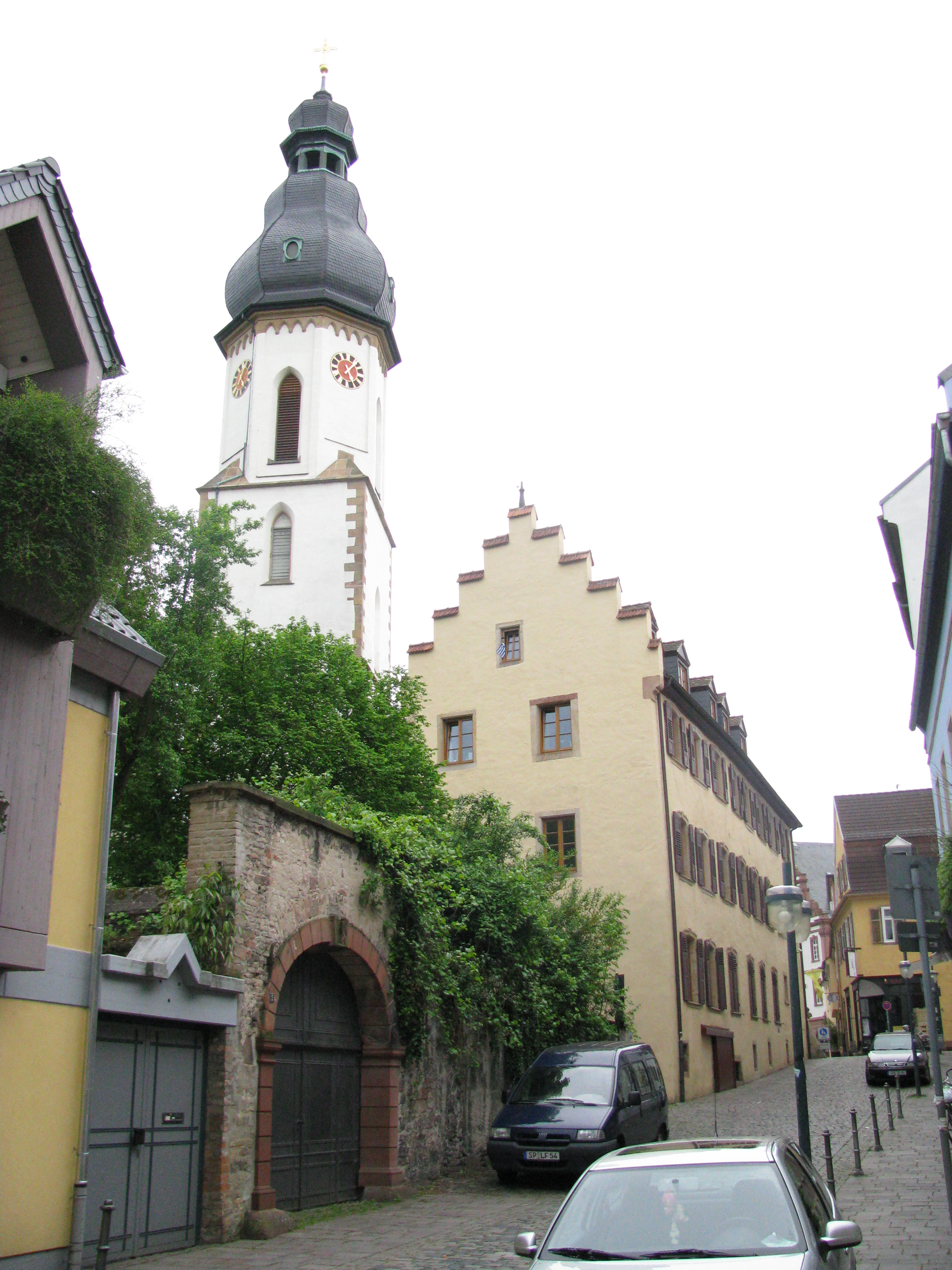
Ehemaliges städtisches Spital, gegr. 1259, (Torbogen: rückwärtiger Zugang) mit Turm der Georgskirche im Hintergrund

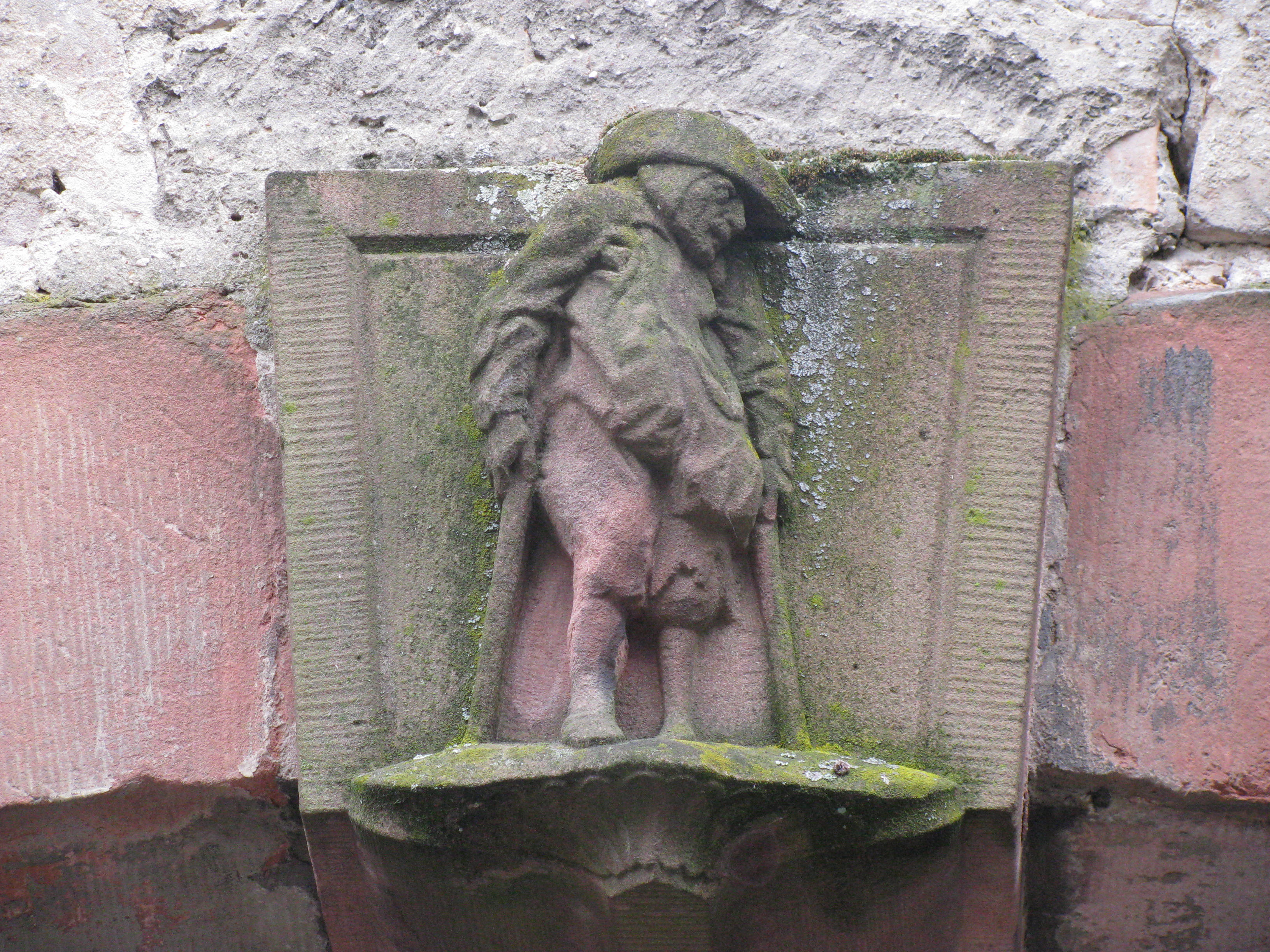
Schlussstein im Tor zum Spital mit Bettler auf Stelzen

Die zweite Hälfte des 13. Jh. war von heftigen Streitigkeiten zwischen der Stadt und dem Bischof, und vor allem den Stiften, gekennzeichnet, die vom Investiturstreit nur noch verschärft wurden. Den vier Speyerer Kollegiatstiften, Domstift, St. German, Weidenstift und Dreifaltigkeitsstift, gelang es als „die ecclesiae Spirenses, als ein die gesamte Pfaffheit der Stadt repräsentierendes Bündnis“ sich mit Bischof und Rat um die Macht zu streiten und stellten einen wichtigen Machtfaktor in der Stadt dar. Sie schreckten zur Erreichung ihres Zieles nicht vor einer Verfälschung ihrer eigenen Geschichte zurück. Dabei zogen die Stifte und der Bischof nicht immer an einem Strang.
Es war insbesondere das Domkapitel, das sich zum eigentlichen Kontrahenten der Bürgerschaft entwickelte. Es kam immer wieder zu gegenseitigen Bedrohungen, wirtschaftlichen Sanktionen, Straf- und Gegenmaßnahmen, die Steuern und Einnahmen betrafen. Die Kirche wollte einerseits nicht auf Einnahmen verzichten und andererseits keine Abgaben an die Stadt entrichten. Bürger verweigerten dafür Zahlungen an die Kirche. So bedrohte beispielsweise Bischof Beringer jene Bürger mit dem Bann, wenn sie nicht ihren Zinszahlungen gegenüber den Speyerer Kanonikern nachkamen. Von außen wirkte der Machtkampf zwischen Papst und Kaiser in diese Auseinandersetzungen hinein. Während die Bürgerschaft sich auf die Seite des Kaisers stellte, stand die Geistlichkeit zum Papst. Kaiser und Papst bedachten ihre Parteigänger mit Privilegien. So erhielt die Stadt 1242 von Friedrich II. den Speyerbach zurück. Auch die Gestattung der Herbstmesse 1245 ist in diesem Licht zu sehen. Die Päpste Gregor IX. und Innozenz bestätigten 1239 dem Domkapitel Besitztümer (Kirche in Heiligenstein und Deidesheim) und 1244 umfangreiche Rechte. Am 30. Juli 1246 nahm Papst Innozenz Personen und Besitzungen der Domkirche sogar unter seinen besonderen Schutz. Kaiser Friedrich II. ordnete daraufhin an, die Geistlichkeit aus Speyer zu vertreiben. Es ist nicht bekannt, ob dies umgesetzt wurde.
Nach der Absetzung Friedrichs II. durch Papst Innozenz IV. im Jahre 1245 und insbesondere nach Friedrichs Tod 1250 und dem Tod seines Nachfolgers, Konrad IV. 1254, begann eine Zeit der Unsicherheit und Unruhe, die bis zur Wahl Rudolfs I. im Jahre 1273 anhielt. Im Juli 1254 schloss sich Speyer mit 58 anderen Städten zum Rheinischen Bund der Städte und Fürsten zusammen, der einen allgemeinen Landfrieden für die Dauer von zehn Jahren ausrief, um die Unsicherheit in der Zeit des Interregnums zu überwinden. Hierbei wurden auch Abmachungen über Zölle getroffen. Aufgrund ihrer dadurch gestärkten Machtstellung konnten sich die Städte ihr Wohlverhalten gegenüber König und Papst mit Privilegienbestätigungen entgelten lassen, wie beispielsweise von Wilhelm von Holland 1254 und 1255 und Richard von Cornwall 1258. Die Allianz löste sich jedoch 1257 wieder auf. 1258 vereinbarte Speyer mit Worms die Anerkennung der zwiespältigen Wahl Alfons von Kastiliens zum deutschen König, anstelle des ebenfalls gewählten Richard von Cornwall. Sollte Alfons die Wahl nicht annehmen, würden Speyer und Worms für einen anderen König stimmen.
In der Mitte dieses Jahrhunderts ist erstmals belegt, dass es in Speyer „öffentliches Eigentum“ in Form von städtischem Grundbesitz gibt. 1259 entstand durch eine Schenkung des Ratsherrn und Münzerhausgenossen Ulrich Klüpfel von Gütern und Rechten in Böhl und Iggelheim der Grundstock für die erste bürgerliche Stiftung, das „Spital“.
Die Bischöfe hatten sich nach Auffassung der Stifte bei der Erosion der Rechte der Kirche gegenüber der Stadt zu nachgiebig gezeigt. Dies stieß auf vehementen Widerstand der vier Stifte der Stadt, vor allem des Domkapitels, die sich von der Erhebung des Ungelds durch die Bürgerschaft beeinträchtigt fühlten. Bischof Heinrich II. hatte am 1. April 1262 das Recht auf das „Ungeld“ (Abgaben auf Wein) für die Dauer von fünf Jahren an die Stadt abgegeben. Im Gegenzug verzichtete der Stadtrat auf die freie Ratswahl, die ihm schon lange zugestanden worden war. Trotzdem ging den vier Stiften dieses Zugeständnis des Bischofs zu weit und 1264 schlossen sie sich gegen diese Vereinbarung zusammen. Auslöser hierfür war, dass die Bürger Speyers u. a. Gebäude und Anpflanzungen der Stiftsgeistlichkeit zerstört hätten und sich die Kirche Schikanen ausgesetzt sah. Als Gegenmaßnahme beschlossen die Stifte, dass weder Ratsherren, andere Bürger, noch deren Verwandten bis in die vierte Generation, Kanoniker oder Bruder der Speyerer Kirche werden oder ein Benefizium erhalten durften. Trotz dieser Androhungen wurde die Zahlung des Ungelds und anderer Abgaben weiterhin verweigert. Im folgenden Jahr kam es schließlich 1264/65 zu einem Aufstand einiger Ratsherren und Bürger, der sich auch gegen die Willfährigkeit des Rats gegenüber dem Bischof wandte, und nicht nur die Stiftsgeistlichkeit, sondern auch das bischöfliche Gericht, Bürger und Juden sahen sich Gewalttätigkeiten ausgesetzt. Diese Auflehnung stellte den ersten offenen und schwerwiegenden Widerstand zumindest eines Teils der Speyerer Bürgerschaft gegen Bischof und Klerus dar. Die Anführer wurden samt Familien und Helfern im Dezember 1265 aus der Stadt verbannt, fanden aber beim Grafen von Leiningen Aufnahme. Die Spannung zwischen Geistlichkeit und Bürgern schwelten jedoch weiter. Am 1. November wurde die Reichsunmittelbarkeit der Stadt Speyer bestätigt. Speyer galt hinsichtlich seiner gewonnenen Freiheiten für andere Städte als glänzendes Beispiel. Papst Clemens IV. wiederum bestätigte 1268 alle bisher zugesagten Privilegien für die Speyerer Kirche, zu denen auch die Freiheit von weltlichen Abgaben zählte.

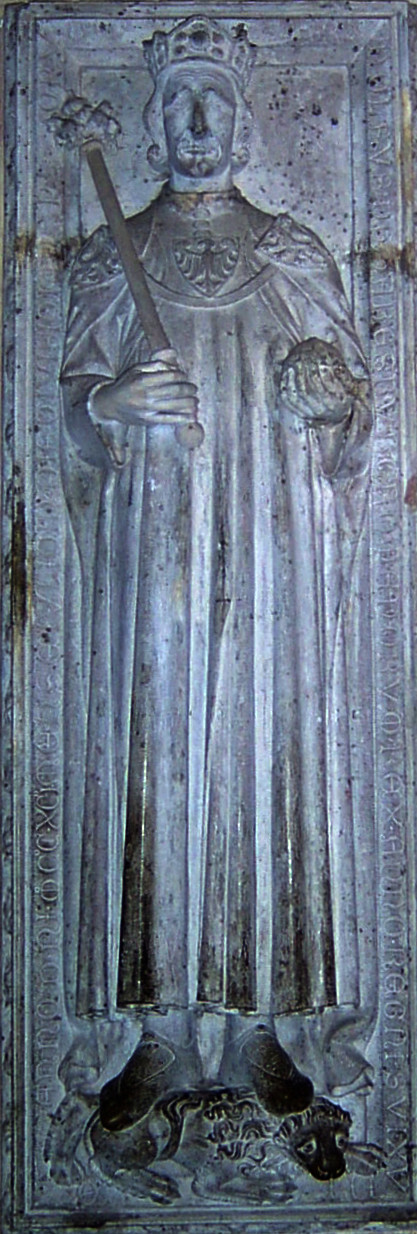
Rudolf von Habsburg, Grabplatte im Speyerer Dom

1273 hielt König Rudolf I. von Habsburg kurz nach seiner Wahl einen Hoftag in Speyer, auf dem er seinen Bürgern das Privileg Friedrich Barbarossas von 1182 erneuerte und er sich erfolglos für die Restitution der verbannten Aufständischen einsetzte. Unter Rudolf I. diente Speyer als Muster für Städtegründungen und Stadterhebungen, so zum Beispiel Neustadt (1275), Germersheim (1276), Heilbronn (1281) oder Godramstein (1285). Mit Otto von Bruchsal, dem Propst des Guidostifts, war wieder ein Speyerer Hofkanzler des Königs.
1275 versuchte der Stadtkämmerer die Domgeistlichkeit vor ein weltliches Gericht zu bringen, worauf 1276 der Bann über ihn verhängt wurde. Dies blieb jedoch ohne Folgen, da er nach wie vor Mitglied des Stadtrats blieb. Zu den Unstimmigkeiten über das Ungeld kamen der Weinausschank und Abgaben der Kirche auf Getreideausfuhren. Aufgrund der Weigerung der Kirche, Abgaben zu zahlen, erließ die Stadt ein Ausfuhrverbot. Am Karfreitag 1277 wurde der Wortführer der Stifte, Domdekan Albert von Mussbach, ermordet. Der oder die Mörder wurden nicht gefasst, möglicherweise sogar von der Stadt gedeckt. Der Papst verlangte eine Untersuchung der Beschwerden der Speyerer Kirche und die Stadt dehnte die Maßnahmen gegen die Geistlichkeit aus. Den Bürgern wurde verboten, Wein von der Kirche zu kaufen. Bäcker durften ihr Getreide nicht mehr in kirchlichen Mühlen mahlen. Außerdem begann die Stadt zwei Türme neben dem Dom und den Häusern der Stiftsgeistlichen zu errichten. 1279 beschwerten sich die Stifte beim Papst, dass die Stadt von ihnen die Zahlung einer Kaufs- und Verkaufssteuer forderte, den Bürgern den Kauf von Wein in ihren Häusern und die Ausfuhr von Wein und Getreide zur Umgehung der Markt- und Verkaufsgebühren, verboten hatte. Am 13. April 1280 sah sich der Bischof gezwungen, der Stadt nachzugeben. Er schwor, alle Privilegien der Stadt künftig zu achten, womit er erstmals vorbehaltlos die Freiheiten der Stadt anerkannte. Die Stadt machte sich daraufhin daran, ihre Macht abzusichern, indem sie Ritter Johannes von Lichtenstein auf ein Jahr zum Kriegsdienst gegen alle ihre Feinde verpflichtete. Lichtenstein überließ der Stadt ein Drittel der staufischen Burg Lichtenstein und die Kropsburg. Dies nahmen die vier Stifte der Stadt zum Anlass, sich nochmals zur Verteidigung ihrer Rechte und Freiheiten zu verbünden.

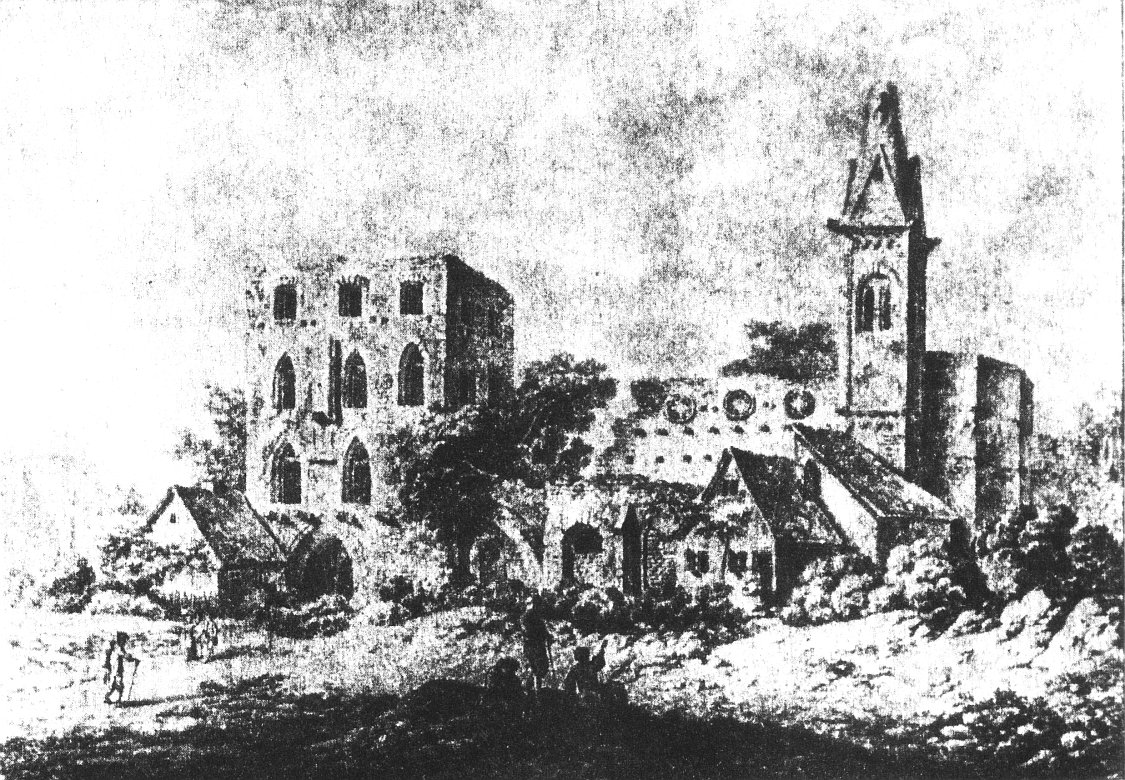
Nikolauskapelle und Domstaffelturm

Die Stifte konnten vom Bischof keine Unterstützung für ihre Anliegen gegenüber der Stadt erwarten und erneuerten 1281 ihr Bündnis zur Verteidigung ihrer Rechte. Der Wirtschaftskrieg zwischen Stadt und Geistlichkeit spitzte sich weiter zu. Aus der Rachtung König Rudolfs vom 21. Oktober 1284 geht hervor, dass das Verbot der Getreideausfuhr erneuert worden war, nachdem die Geistlichkeit Getreide außerhalb der Stadt zu höheren Preisen verkaufen wollte. Außerdem verbot die Stadt den Weinkauf von Geistlichen und die Einfuhr von Wein, womit die Geistlichen den Preis in der Stadt unterbieten und Profit ziehen wollten. Die Bürger verweigerten die Zahlung des „kleinen Zehnten“ an die Kirche, und der Bau der zwei Türme wurde fortgesetzt. Daraufhin verließ der Klerus die Stadt, und der Bischof verhängte vergeblich ein Interdikt. Auch entließ er die bischöflichen Amtsinhaber und löste die Gerichte auf, woraufhin die Amtsinhaber von Bürgern ersetzt wurden. Im Rahmen der Rachtung kam es schließlich zu einem Kompromiss, der die Konflikte aber nicht bereinigte. Weinausschank und Gerichtszuständigkeit blieben dabei außen vor. Daher beschloss die Stadt 1287, dass Ratsmitglieder eine Reihe von Ämtern nicht nebenher bekleiden durften: Kämmerer, Schultheiß, Vogt, Münzmeister und Zöllner, womit die Träger der wichtigsten bischöflichem Ämter vom Rat ausgeschlossen waren.
Rudolf I. verstarb am 15. Juli 1291 in Speyer und wurde im Dom beigesetzt. Die Skulptur auf seiner Grabplatte zeigt ein lebensnahes Abbild des Königs, das kurz nach seinem Tode geschaffen wurde und gilt als eine herausragende künstlerische Leistung dieser Zeit.

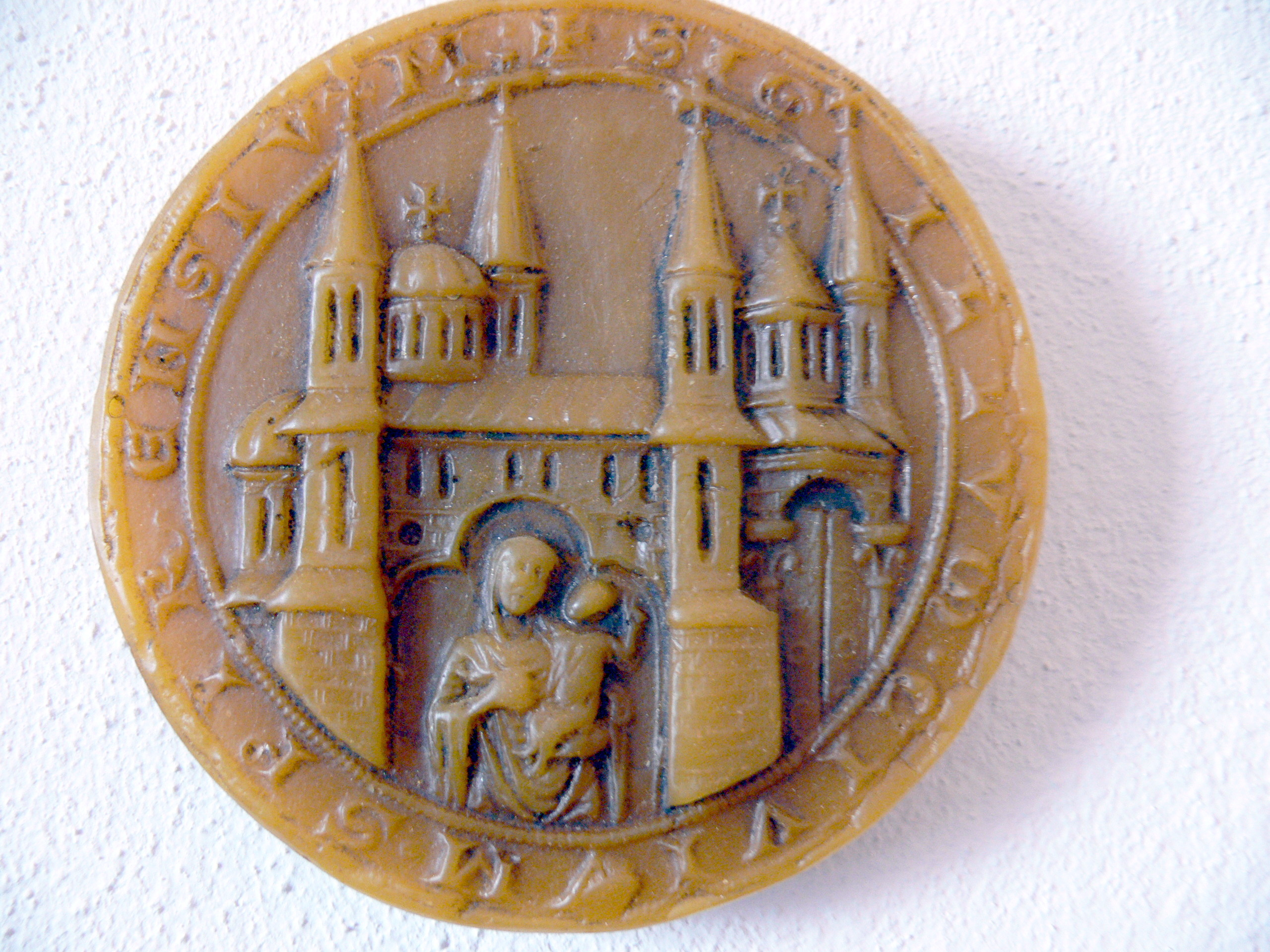
Speyerer Stadtsiegel mit dem Dom 1293

### Speyer wird Freie Reichsstadt
1293 schloss Speyer mit den Städten Worms und Mainz ein „ewiges“ Bündnis zur Behauptung ihrer Rechte gegenüber ihren Bischöfen und dem König. Im September 1294 legte der Rat unter den Bürgermeistern Bernhoch zur Krone und Ebelin vor dem Münster feierlichen Protest gegen anmaßendes Vorgehen des Bischofs ein. Dieser Protest wurde in allen Speyerer Kirchen verlesen. Am 31. Oktober desselben Jahrs schlossen Bischof Friedrich und der Stadtrat einen Vertrag, der in allen wesentlichen Punkten die langjährigen Forderungen der Stadt erfüllte und der das Ende der bischöflichen Macht festschrieb. Die Bürger wurden samt ihren Gütern von Abgaben und Steuern, der „herbergas“ (Beherbergungspflicht), vom Bannwein, der Heersteuer, Kollekten, Prekarien und anderen Diensten freigestellt. Der Bischof besetzte Gerichte und Ämter auf Vorschlag des Rats. Er durfte künftig keine Kleriker oder Laien ohne Schuldbeweis gefangen nehmen. Hinsichtlich des Weinverkaufs sollte eine Regelung gefunden werden. Dieser Vertrag enthielt auch einen Passus, der die Verbannung der aufständischen Bürger 1265 als ungerecht bezeichnete und ihre Erben in die Stadt zurückkehren durften. Damit endete zwar die spannungsreiche Herrschaft der Bischöfe, und Speyer wurde freie Reichsstadt, aber der Streit um die Sonderrechte der Stifte war noch nicht beigelegt.
Im Zusammenhang mit den Auseinandersetzungen zwischen Stadt und Geistlichkeit gibt es eine der ältesten Nachweise der Fastnacht in Deutschland. In der Speyerer Chronik des Stadtschreibers Christoph Lehmann von 1612, der aus alten Akten berichtet, heißt es: „Im Jahr 1296 hat man Unwesen der Fastnacht etwas zeitig angefangen / darinn etliche Burger in einer Schlegerey mit der Clerisey Gesind das ärgst davon getragen / hernach die Sach beschwerlich dem Rhat angebracht / und umb der Frevler Bestrafung gebetten.“ (Clerisey Gesind meint die Bediensteten des Bischofs und des Domkapitels, also der Kleriker). Die Stiftsgeistlichen beschuldigten eine Reihe von Ratsmitgliedern und Bürgern verschiedener Gewalttätigkeiten, zum Beispiel des gewaltsamen Eindringens in Höfe von Domgeistlichen, in den kirchlichen Immunitätsbezirk um den Dom und tätliche Angriffe auf kirchliche Diener. Offensichtlich ist hier von Übergriffen die Rede, die das Domkapitel zum Anlass für eine Klage gegen Rat und Bürger von Speyer nahm und mit Exkommunikation drohte. Aufgrund der entschlossenen Reaktion der Stadt verlief die Angelegenheit jedoch im Sande und es ist bezeichnend, dass selbst eine solche Androhung die Bürger nicht von solchen Aktionen abhielt.
Bischof Friedrich sagte am 2. Februar 1298 zu, eine Exkommunikation, eine Inhibition oder ein Interdikt nur nach ordnungsgemäßer Vorladung und Schuldüberführung zu verhängen. Der Unmut der Stifte richtete sich daraufhin gegen den Bischof, und sie opponierten weiterhin gegen den Verlust ihrer Privilegien. Eine Vermittlung durch den Mainzer Erzbischof kam erst 1300 zustande. Unterdessen erhielt die Stadt von König Adolf weitere Rechte zugesprochen. Nach einer Urkunde von 1297 nahm König Adolf die Bürger von Speyer und Worms unter seinen Schutz. Im Gegenzug sagten die beiden Städte dem König ihre Unterstützung zu. Die Bürgerschaft erhielt das Recht, nur in ihrer eigenen Stadt gerichtlich belangt zu werden. Außerdem erhielten sie den umgeleiteten Speyerbach zurück, und 1298 wurden ihnen noch die Einkünfte von den Juden der Stadt zugesprochen. In der Schlacht bei Göllheim am 2. Juli 1298 nahm ein Speyerer Kontingent auf der Seite Adolfs gegen Herzog und Gegenkönig Albrecht von Habsburg teil. Adolf kam dabei ums Leben. Albrecht wurde kurz darauf als König bestätigt. In Speyer fand er schnell einen Verbündeten in seiner Auseinandersetzung mit den rheinischen Kurfürsten; schon im Februar 1299 bestätigte er die Privilegien der Stadt, die zu seinem bevorzugten Aufenthaltsort wurde. 1301 erteilte er der Bürgerschaft offiziell das Recht zur Eintreibung des Ungelds.
Trotz der Vermittlung des Mainzer Bischofs gingen die Streitigkeiten aufgrund kleinerer Vorfälle weiter. Nach dem Tode Bischof Friedrichs wurde Sigibodo II. von Lichtenberg, ein Parteigänger König Albrechts, als Nachfolger gewählt. Allerdings musste er dem Speyerer Klerus in einer „Wahlkapitulation“ versichern, dass er die Zugeständnisse an die Stadt rückgängig macht. Außerdem wurde eine Truppe von 60 berittenen Söldnern zum Kampf gegen die Bürgerschaft aufgestellt. Die Stadt verweigerte dem neuen Bischof den Zutritt und die Huldigung und verbot vielmehr den Weinverkauf durch und Zinszahlungen an Geistliche. In der Folge kam es über sieben Monate zu kriegerischen Auseinandersetzungen, und die Umgebung Speyers sowie die Höfe der Kirche wurden verwüstet. Am 4. Oktober 1302 schlossen die Kriegsparteien einen Vertrag, in dem nahezu alle Forderungen der Bürgerschaft zugestanden wurden. Es blieb sogar beim Verbot des Weinausschanks durch Geistliche. Damit blieben den Bischöfen nur noch die Rechte, die sie bereits 1294 mit Bischof Friedrich ausgehandelt worden hatten. Ihr Machtbereich beschränkte sich auf den Bereich der Domimmunität, die deshalb auch Domstadt genannt wurde. Damit gab es innerhalb der Stadtmauern zwei eigenständige politische Herrschaften.

### Hausgenossen und Zünfte
Im 14. Jahrhundert spielte die generalis discordia, die Auseinandersetzung zwischen Bürgerschaft und Klerus, nur eine untergeordnete Rolle. Im wittelsbachisch-habsburgischen Thronstreit stand Speyer erneut im Mittelpunkt der Reichspolitik. Vor diesem Hintergrund entwickelte sich ein Machtkampf um die Ratsbesetzung zwischen den Münzer-Hausgenossen und den Zünften.
Das Entstehen einer städtischen Führungsschicht war ursprünglich eine Begleiterscheinung der bischöflichen Stadtherrschaft. Aus den adligen und bürgerlichen Dienstleuten sowie erfahrenen und reichen Bürgern entstand ein Verwaltungspatriziat, das für die Frühzeit der Stadtentwicklung von entscheidender Bedeutung war. Die Münzer-Hausgenossen hatten sich durch ihre langjährige Monopolstellung im Geldverkehr zu einer höchst einflussreichen Gruppe mit besten Kontakten zum Königtum entwickelt. Ab den 1270er Jahren entstand durch Verschmelzung des Verwaltungspatriziats mit Kaufleuten, dem Ortsadel der Umgebung und vor allem der Münzer-Hausgenossen eine neue Führungsschicht, die sich besonders durch ihre wirtschaftliche Macht auszeichnete.
Die Anfänge des Zunftwesens sind in Speyer nicht belegt. Als sie erstmals Anfang des 14. Jh. erwähnt werden, zeichnen sie sich bereits durch einen hohen Organisationsgrad aus. Eine Schlüsselfunktion in Speyer hatte die Tuchfabrikation, deretwegen in der Umgebung der Anbau der Färberpflanze Krapp betrieben wurde. Es gilt als sicher, dass das Zunftbürgertum den weitaus größten Anteil an der Speyerer Einwohnerschaft hatte. Zünftig organisierte Berufsgruppen in Speyer waren Bäcker/Müller, Fischer, Gärtner, Ackerleute, Metzger, die etwa ein Drittel aller Nennungen in Urkunden ausmachen. Mit etwa jeweils einem Fünftel ist der Sektor der Textilherstellung und der Dienstleistungen (Handel, Weinschank, Transport, Marktverkehr) genannt. Daneben gab es noch Pelz- und Lederverarbeitung und -handel, das Baugewerbe, Metallverarbeitung und, nicht zuletzt, städtische Bedienstete und Aufsichtspersonal. Einige der Gewerbe waren verstärkt oder allein in bestimmten Stadtgebieten vertreten: die Lauer im Westen der Hasenpfuhlvorstadt, die Hasenpfühler um das Hafengebiet am Speyerbach, die Gärtner in der Gilgenvorstadt, die Fischer in der Fischervorstadt. Die Zunfthäuser der Krämer, Schuhmacher, Brontreger, Altgewänder und Schmiede gruppierten sich südlich, die der Bäcker, Metzger, Salzgässer, Schneider, Weinleute, Weber, Tucher und Steinmetze nördlich der großen Marktstraße (heute Maximilianstraße), mit Schwerpunkten im Bereich Salzgasse/Fischmarkt und Greifengasse.
Auf zunehmendem Druck der Zünfte kam es mit der Ratsänderung von 1304 zu einem Vertrag über die künftige Zusammensetzung des Speyerer Rats. Dieser sollte künftig aus 11 (Münzer-)Hausgenossen und 13 Zunftvertretern bestehen, wobei jede Gruppe einen Bürgermeister stellte. Durch geschicktes Taktieren gelang es jedoch den Hausgenossen bis 1313 den Rat wieder allein in ihren Händen zu halten.

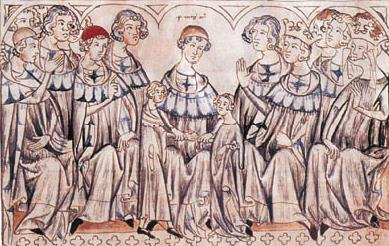
Hochzeit Johanns von Luxemburg mit Elisabeth von Böhmen in Speyer 1310

König Heinrich VII. hielt 1309 in Speyer einen Hoftag ab, auf dem er einen symbolträchtigen Akt vollzog: Er ließ die Körper von Adolf von Nassau und Albrecht von Habsburg, die sich in der Schlacht bei Göllheim 1298 als Feinde gegenübergestanden hatten, am 29. August 1309 feierlich nebeneinander im Dom beisetzen. Damit fanden im Speyerer Dom die letzten beiden Könige ihre Ruhestätte und machten ihn gleichzeitig zur größten Ansammlung von Königsgräbern in Deutschland. Im folgenden Jahr, am 1. September 1310, ließ er in Speyer seinen vierzehnjährigen Sohn, Johann von Luxemburg mit Elisabeth vermählen.
1313 brachen in ganz Europa Epidemien und Hungerkrisen aus, von denen auch Speyer nicht verschont blieb.
Am 20. März 1327 verbündeten sich 13 Zünfte zu einer Eidgenossenschaft mit der Verpflichtung zu unbedingter gegenseitiger Hilfe wider jedermann und setzten die Einführung einer neuen Ratsordnung durch. Mit 16 Vertretern der Zünfte gegenüber 15 der Hausgenossen war die Alleinherrschaft der Hausgenossen beendet. Von diesem Zeitpunkt an wurden Urkunden nur noch von den beiden Bürgermeistern, nicht aber vom gesamten Rat, beurkundet. In der Nacht vom 22. auf den 23. Oktober (Severinstag) 1330 versuchten die Hausgenossen ein letztes Mal das Blatt zu wenden und im militärischen Handstreich die Stadt zu übernehmen. Dabei hofften sie auf die Zustimmung Kaiser Ludwigs des Bayern. Der Severinsaufruhr konnte vereitelt werden und die Rädelsführer wurden von der Stadt verbannt. In einem Sühnevertrag auf Vermittlung der Städte Mainz, Straßburg, Worms, Frankfurt und Oppenheim im Dezember 1330 wurde der Rat auf paritätisch besetzte 28 Mitglieder festgelegt.
Auf ihre letzten Vorrechte verzichten mussten die Hausgenossen 1349, als sich in Speyer das Prinzip der reinen Zunftverfassung durchsetzte. Von diesem Zeitpunkt an mussten sich die Hausgenossen als Zunft etablieren und waren damit nur noch eine Gruppierung unter 14 anderen Zünften.
Als Reichsstadt war Speyer Mitglied der rheinischen Bank im Reichsstädtekollegium des Reichstages und hatte Sitz und Stimme auf den oberrheinischen Kreistagen. 1346 und 1381 fanden in Speyer Städtetage statt.

## Freie Reichsstadt und gefährdete Unabhängigkeit
Mit der Zunftherrschaft geriet die Politik nur bedingt in ruhigeres Fahrwasser. Die zweite Hälfte des 14. Jahrhunderts begann in Speyer mit der unsäglichen Vernichtung und Vertreibung der Judengemeinde, mit Epidemien und dem Durchzug der Geißlerscharen. Die weiteren Jahrzehnte waren von Rivalitäten zwischen einflussreichen Speyerer Familien beherrscht, die zu kriegerischen Auseinandersetzungen und Verschwörungen führten. Die Stadt sah sich durch den hohen Aufwand für die städtische Bündnispolitik finanziell hoch belastet und der Bischof und einzelne entmachtete Hausgenossen versuchten die Atmosphäre des Unmuts auszunutzen. Mitte des Jahrhunderts verursachen die Machtspiele Rudolf von Offenburgs, ab 1352 Ratsherr, ab 1358 einer der Bürgermeister von Speyer für Empörung. Unter dem Vorwurf u. a. des Verrats der Friedensordnung, der Verleumdung und übelster Parteibildung wurde er 1369 von der Stadt verbannt und fand Exil bei Markgraf Rudolf IV. von Baden. Seine Gegenspieler in der Stadt, die Familie Frispecher, besetzte bei seinem Weggang die einflussreichsten Positionen. Die Ratswahlordnung vom Juli 1375 trug dazu bei, diese Positionen zu sichern, was zu einem offenen Aufruhr gegen den Rat, angeführt vom Hausgenossen Heinrich von Landau führte. Mit einer Gruppe von 13 Bürgern entmachtete er den Rat und holte Rudolf von Offenburg zurück in die Stadt. Der Aufruhr scheiterte jedoch, da ihnen eine gewünschte förmliche Zustimmung zu dieser Machtübernahme durch die Bürgergemeinde versagt blieb. Die ganze Stadt hatte sich bewaffnet und eine Auseinandersetzung konnte nur durch Schlichtung durch Ratsherren aus Mainz und Worms verhindert werden. Heinrich von Landau und Rudolf von Offenburg flohen aus der Stadt; einige Anhänger wurden gefasst und hingerichtet. Heinrich von Landau fand Asyl bei Bischof Adolf von Nassau, der seit 1372 mit Speyer im Streit lag. Im Mai 1376 scheiterte ihr Versuch, die Stadt zu belagern; Heinrichs Verbindungsleute in Speyer wurden entdeckt und hingerichtet und Pfalzgraf Ruprecht d. Ä. musste zwischen Stadt und Bischof einen Sühnevertrag vermitteln.
1386 wurde innerhalb des Stadtrats eine Verschwörung aufgedeckt als deren Hintergrund sich die Rivalität der Familien Frispecher und Fritze herausstellte. Nach der Vereitelung dieses Umsturzes stabilisierte sich eine Ratsherrschaft, die zunehmend von der obrigkeitlich geprägten Zunftoligarchie vereinnahmt war.
Die Kontroversen zwischen Stadt, Bischof und Klerus schwelten im Hintergrund weiter. Die nach wie vor bestehenden Privilegien der Geistlichkeit bezüglich des Weinschanks, Gerichtsstandes und zunehmenden Besitzes der toten Hand (der Kirche übereigneter Besitz, der nicht mehr der Besteuerung unterlag) erregten den Unmut des Stadtrats und der Bürger. Alle diese Privilegien führten zu erheblichen Einnahmeausfällen seitens der Stadt. 1323 verbot sie den Bürgern Wein außerhalb der vereinbarten und vorgesehenen Zeit bei Geistlichen zu kaufen. 1345 wurde dieses Verbot nochmals verschärft. 1343 wurden Angehörige des geistlichen Gerichts vom Bürgerrecht ausgeschlossen, womit die Stadt auch die Tätigkeit des geistlichen Gerichts zu behindern suchte. Zumindest ein Teil des Klerus bewarb sich daraufhin um die Bürgerrechte.
In der zweiten Hälfte des 14. Jahrhunderts zeigte sich auch, dass die Speyerer Bischöfe ihren stadtherrlichen Anspruch nie aufgegeben hatten. Zur Vertretung ihrer Interessen gewannen sie die Unterstützung Kaiser Karls IV. und vor allem der Pfalzgrafen bei Rhein, wohingegen die Stadt sich nicht mehr uneingeschränkt auf den Rückhalt der Kaiser verlassen konnte. Speyer hatte sich diesen Rückhalt als Parteigänger der gegen Karl IV. gerichteten antiluxemburgischen Koalitionen in den Städtebünden verscherzt. Außerdem hatte sich die Stadt gegen einen von Karl IV. favorisierten Kandidaten, Lamprecht von Brunn, gestellt, der 1336 Bischof von Speyer wurde. Dieser erreichte folglich, dass Karl IV. die für Speyer nachteilige Rachtung König Rudolfs von 1284 bestätigte, womit die für die Kirche ungünstigen Verträge von 1294 und 1302 in Frage gestellt werden konnten. Karl IV. ging sogar noch weiter und bestätigte am 20. April 1366 in der sog. Magna Charta des Hochstifts alle Rechte und Besitzungen der Kirche in Speyer, wobei er alle bestehenden Verhältnisse ignorierte, und die Stadt aufforderte, den Bischof als ihren geistlichen und weltlichen Herren anzuerkennen. Andererseits gelang es der Stadt, Gegensätze zwischen Kaiser und Bischof auch zu ihren Gunsten auszunutzen. Als Bischof Adolf, der 1376 die Stadt erfolglos belagert hatte, mit Karl IV. in einen politischen Gegensatz geriet, bestätigte der Kaiser der Bürgerschaft 1378 nochmals das städtische Besteuerungsrecht und das Recht auf Weinmaßänderung.
Mit Nikolaus von Wiesbaden gelangte 1381 jedoch ein Bischof ins Amt, der sich im Bund mit den mächtigen Pfalzgrafen (Kurfürsten der Pfalz) unnachgiebig zeigte, 1399 gefolgt von Raban von Helmstatt. Raban war ein enger Vertrauter des Pfalzgrafen Ruprecht III., der 1400 zum König gewählt wurde. Im Laufe seiner gut 30-jährigen Amtszeit gelang es Raban, die Privilegien der Stadt Stück für Stück zurückzuschrauben. Ein ähnliches Schicksal teilte die Stadt Worms, wo ab 1405 ebenfalls ein Parteigänger Ruprechts, Matthäus von Krakau, Bischof wurde, und viele andere Reichsstädte, die ihre Privilegien in Frage gestellt sahen. Schon 1401 erhielt Raban von Ruprecht I. eine umfangreiche Bestätigung der bischöflichen Privilegien, die gleichzeitig alle entgegenstehenden Rechte außer Kraft setzte. Mit Hilfe des Königs konnte Raban die Stadt 1405 Repressalien aussetzen, indem er die Getreideeinfuhr sperren ließ, um die Rücknahme von Statuten gegen den Klerus zu erzwingen. Die Bürger verweigerten daraufhin die Zahlung des Zehnten, worauf das Domkapitel Bürgermeister Fritze exkommunizierte. Stadt und Klerus überhäuften sich in den folgenden Jahren mit Klagen und Gegenklagen. 1411 erwirkte die Stadt vom Pisaner Gegenpapst Johannes XXIII. eine Reihe von Schutz- und Bestätigungsurkunden. Ein bewährtes Druckmittel des Klerus war auch, dass der Stiftsklerus die Stadt verließ. 1414 konnten die Speyerer König Sigismund zur Privilegienbestätigung überreden, die Raban noch im selben Jahr durch eine weitere Bekräftigung der Kirchenrechte aushebelte. Es kam immer häufiger zu Beschlagnahmungen, Nötigungen und kleineren Gewaltmaßnahmen. Ein Versuch, den Streit auf dem Konzil von Konstanz vor König Sigismund schlichten zu lassen, schlug gänzlich fehl. Der Streit wurde vielmehr weiter angeheizt, als der Altbürgermeister Conrad Roseler bei einem Wortgefecht dem Bischof Raban seine Sicht der Dinge zu verstehen gab: „Der Koenig ist unser Herr/Ihr nicht/habt auch kein Gebott über uns/wir sind euch Gehorsam nit schuldig/So hant wir gegen euch als Obrigkeit nichts/und nur wider unseren Gegentheil gehandelt“. 1418 zog die Domgeistlichkeit nochmals aus der Stadt aus.

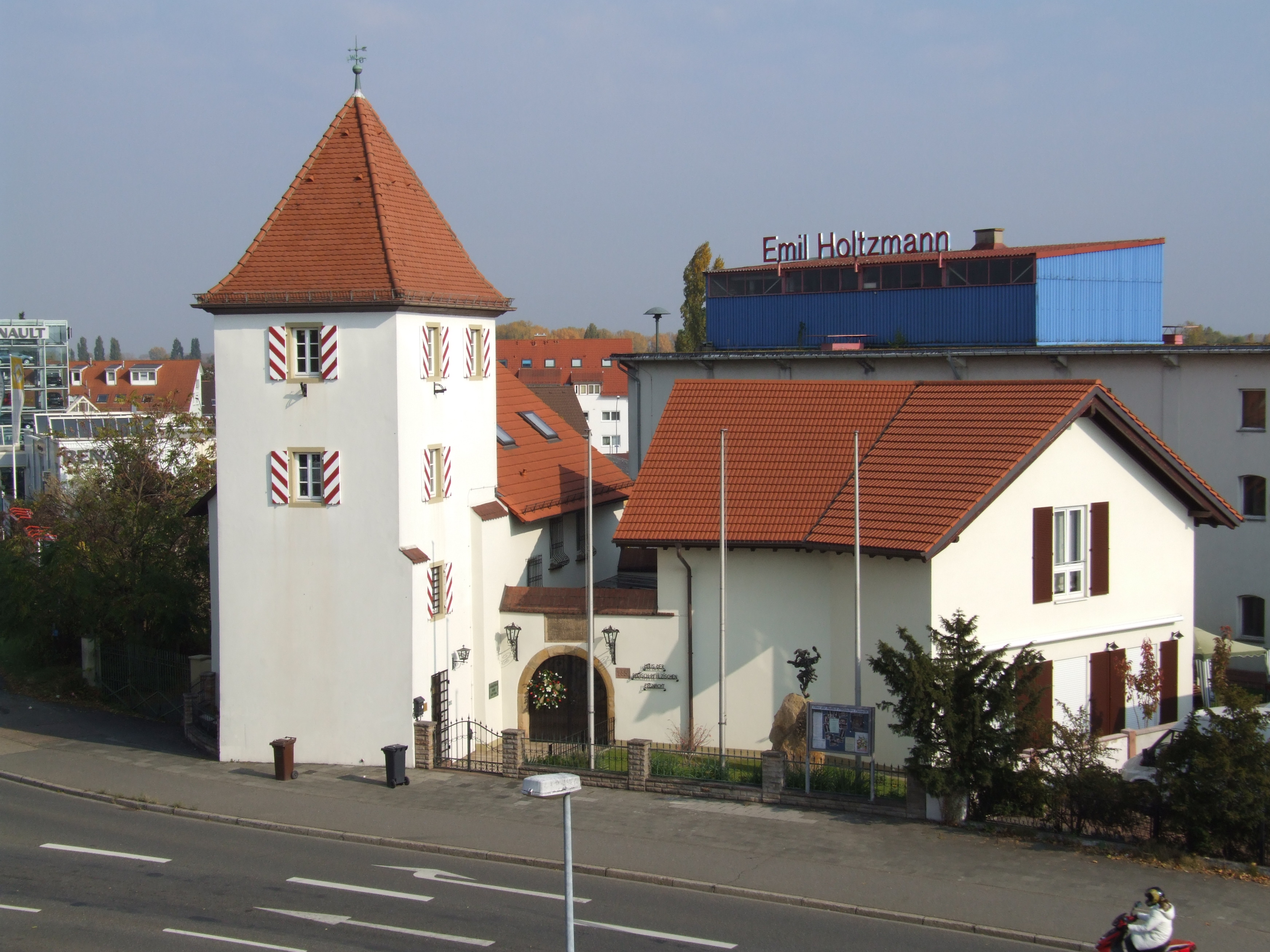
Wormser Warte (Wartturm) in Speyer

Der Speyerer Rat erkannte, dass er mit Verhandlungen, Klagen und Schlichtungen allein nicht weiter kam und bemühte sich ab 1419 um militärischen Beistand. Diesen fand er bei Herzog Stefan von Pfalz-Simmern-Zweibrücken, einem territorialpolitischen Gegner Bischof Rabans. Schon 1410 hatte die Stadt begonnen, eine beispielhafte Landwehr (siehe: Speyerer Landwehr) zu errichten, die ohne Unterbrechung um die Stadtmark verlief und aus einem System von Gräben und einem mit Hecken versehenen Wall bestand. In Abständen gab es Warten (Türme) aus Stein oder Holz. Die Harthäuser Warte entstand 1410, die Niederwarte (am Spitzrheinhof) 1432, die Landauer Warte 1445 und die Wormser Warte 1451. Innerhalb der Stadt wurde eine Söldnertruppe als Kern einer städtischen Streitmacht unterhalten. Hintergrund dieser Bewehrung und Aufrüstung war das um sich greifende Fehdewesen, in das Speyer öfter einbezogen wurde. Mit der Unterstützung Herzog Stephans brachen Speyerer Bürger 1419 die in Hanhofen im Bau befindliche bischöfliche Burg Mariantraut ab und benutzten das Material zur Verstärkung der eigenen Stadtmauer. Es folgte ein langwieriges Klage- und Schiedsverfahren gegen die Speyerer Bürger vor Pfalzgraf Ludwig III., dem Bruder des Herzogs von Zweibrücken, in dem Raban die unabhängige Stadtführung in Frage und Schadenersatzforderungen in Höhe von 450.000 Gulden stellte. Die Schiedsentscheidung des Pfalzgrafen am 3. Oktober 1419 folgte in allen wesentlichen Punkten den Anträgen des Bischofs und fiel katastrophal für Speyer aus. Die Geistlichkeit erhielt nicht nur Recht hinsichtlich des Ungelds, der Getreideeinfuhr, des Weinschanks, der Gerichte und Ämter in der Stadt, dem Bischof wurde darüber hinaus auch noch die weltliche Macht in der Stadt bestätigt.
Raban gelang es, ein Hilfeersuchen der Stadt an Papst Martin V. zu hintergehen, und die Berufung dem Erzbischof Konrad III. von Mainz übertragen zu lassen. Die Konradinische Rachtung vom 27. Mai 1420 entsprach im Wesentlichen dem Schiedsspruch des Pfalzgrafen und ging teilweise sogar darüber hinaus. Schließlich gelang es Raban 1421 noch, die Privilegienbestätigung Kaiser Siegmunds von 1419 für ungültig erklären zu lassen.
Der Stadt blieb nur noch der aktive Widerstand der Speyerer Bürgerschaft. Der Rat ignorierte die Rachtung, lehnte weitere Vermittlungen ab und bemühte sich weiter um politisch-militärische Unterstützung. Mit Graf Emich VII. von Leiningen, Markgraf Bernhard von Baden und sogar mit dem Bischof von Mainz wurden Bündnis- und Hilfsverträge abgeschlossen. Bischof Raban betrieb daraufhin die Eroberung Speyers mit militärischen Mitteln und fand dafür Unterstützung vom Pfalzgrafen Ludwig III., seinem Bruder Herzog Otto von Bayern und den Erzbischöfen von Trier und Mainz, die ein Heer zusammenstellten. Im Juni 1422 begann die Belagerung, der die Stadt zwei Monate standhielt, ehe die Verteidigungskräfte nachließen. Kaiser Siegmund griff ein und verhinderte die Unterwerfung der Stadt. Speyer wurde jedoch gezwungen, die Konradinische Rachtung anzuerkennen, insgesamt 43.000 Gulden Schadensersatz zu leisten und die Soldzahlungen des Heers von fast 60.000 Gulden aufzubringen. Mithilfe von Sondersteuern war Speyer in der Lage, im November 1426 die letzte Rate zu zahlen.
In Beschwerdebriefen an Kaiser Siegmund bemühte sich die Stadt ab 1425 um eine Aufhebung oder Abmilderung der Rachtung, in dem sie genauestens die Vorgänge um den Bischof und die Nachteile für das Reich darlegte. Zunächst erreichte sie, dass Siegmund die Rachtung kassierte und die Stadt wieder voll in ihren Rechten einsetzte, aber die Urkunde wird nie ausgefertigt. Wiederum gelang es Bischof Raban, zusammen mit dem Mainzer Erzbischof, ein für die Stadt günstiges Urteil zu hintertreiben und deutlich abzuschwächen. Immerhin erhielt Speyer im März 1431 zumindest eine formale Bestätigung ihrer Privilegien und des Gewohnheitsrechts, aber die Rachtung blieb für alle neu aufkommenden Streitigkeiten in Kraft und ließ sich ohne Zustimmung des Klerus nicht ändern. Für Speyer stellte dieser Zustand erhebliche finanzielle Einbußen, Einschränkungen seines bisherigen Rechts und somit einen Einbruch in der bisherigen städtischen Entwicklung dar. Der Verlust der reichsstädtischen Freiheiten war nur mit Mühe abgewehrt worden. Es blieb bei der rechtlichen Unterscheidung zwischen Bürgern der Stadt und den geistlichen Einwohnern. Aber Bischof Rabans Versuch, die Stadtherrschaft zu erringen, war gescheitert und Speyer erholte sich langsam von dieser Krise.
1434 kam mit dem Kurfürsten Ludwig III. von der Pfalz ein Schutz- und Schirmvertrag auf 10 Jahre zustande. Ab 1439 war die Region von marodierenden Armagnaken bedroht, aus französischen Diensten entlassene Söldner. 1439 schloss Speyer mit Mainz, Worms und Straßburg ein Bündnis, das die Aufstellung eines Heers von 100 Gleven vorsah, jeweils 30 aus Mainz und Straßburg und 20 aus Worms und Speyer. Möglicherweise aufgrund der äußeren Gefahr rückten Stadt und Geistlichkeit näher zusammen. Auch der Bischof trug zur Stärkung der Abwehrkraft der Stadt bei und stellte einen Werk- und Büchsenmacher ein, der auch Pulver herstellen und Kriegsknechte ausbilden konnte. Am 25. April 1440 kam es sogar zu einem Freundschaftsvertrag. 1441 fand in Speyer ein Städtetag zu Beratung über die Bedrohung statt, 1443 wurde die Stadtmauer ausgebessert und die Landwehr ausgebaut. Am 28. Februar 1443 wurde erneut ein Schirm- und Schutzvertrag mit Kurfürst Ludwig IV. von der Pfalz geschlossen, der von seinem Nachfolger, Friedrich I., übernommen wurde. Auch das Verhältnis Speyers zum König verbesserte sich. Der 1440 gewählte Friedrich III. von Österreich besuchte Ende Juli 1442 die Stadt, um sich huldigen zu lassen. Der Kaiser forderte Speyer 1444 auf, Abgesandte auf den Reichstag zu Nürnberg zu schicken, wo über die Armagnakengefahr beraten wurde. Am 1. November fand in Speyer zu diesem Thema nochmals ein Reichstag statt, aber die Armagnaken zogen sich nach Lothringen zurück.
An kriegerischen Auseinandersetzungen gab es in diesen Jahren dennoch keinen Mangel, denn Speyer war immer wieder in Fehden verwickelt, teilweise weil es selbst involviert war, teilweise weil es Verbündete unterstützen musste. In der Nacht vom 5. auf den 6. Mai 1450 brach im Dom ein Feuer aus, das die Orgel, die westliche Kuppel, die Glocken und das Gebälk des Langhauses vernichtete. Der größte Schaden, den der Dom bis dahin erleiden musste, war bis 1453 wieder behoben. Der generelle Friede in der Region wurde erst 1455 unterbrochen, als ein offener Konflikt zwischen Kurpfalz und Pfalz-Veldenz unter Herzog Ludwig ausbrach. Speyer beteiligte sich mit einem Truppenkontingent von 50 Schützen auf kurpfälzischer Seite.
1459 bis 1462 musste sich Speyer wieder an einer kriegerischen Auseinandersetzung der Kurpfalz beteiligen, diesmal im Zusammenhang mit dem Pfälzer Krieg und der Mainzer Stiftsfehde gegen Kurmainz. Zu dessen Verbündeten gehörten u. a. wieder Herzog Ludwig von Zweibrücken-Veldenz, Graf Emich von Leiningen und Graf Ulrich von Württemberg. Verbündete der Kurpfalz waren außer der Stadt Speyer u. a. der Bischof von Speyer, der Landgraf Ludwig von Hessen, die Städte Weißenburg, Straßburg, Heilbronn und Wimpfen. Speyer beteiligte sich mit 200 Schützen, die im April 1460 kurzfristig nach Mannheim geschickt wurden. Kurz danach stellte die Stadt dem pfälzischen Heer 30 Reisiger, 60 Schützen und 10 Gleven. Dieser Krieg führte zu großen Verheerungen, in deren Verlauf Meckenheim von den Kurmainzern, Hassloch, Böhl und Igelheim von den Kurpfälzern verwüstet wurden. Letztere griffen anschließend die Burg Schauenburg an der Bergstraße an und schleiften sie. Vom 4. bis 7. Juli 1460 kam es zu einer Schlacht bei Pfeddersheim, an der sich Speyer mit 60 Schützen und zehn Heerwagen beteiligte. Am 24. August 1460 beteiligten sich 50 Speyerer Schützen an der Erstürmung des leiningischen Schlosses Hassloch. Am 17. April 1461 wurde das Schloss nochmals erstürmt und dem Erdboden gleichgemacht. In der Schlacht bei Meisenheim im Juni 1461 konnten Veldenz und Leiningen bezwungen werden. Die Verhältnisse waren damit jedoch nicht bereinigt. Aufgrund der Streitigkeiten um die Besetzung des Erzbistums Mainz entstanden zwei Bündnissysteme und Speyer sah sich in der prekären Lage, dass der Bischof zur Gegenpartei mit Papst und Kaiser zur Gegenpartei der Kurpfalz und Hessens gehörte, über die auch noch die Reichsacht und der Kirchenbann verhängt wurde. Die Stadt wurde heftigst von beiden Parteien umworben, konnte sich aber, obwohl die Bevölkerung den Pfalzgrafen unterstützte und es zu gewalttätigen Auseinandersetzungen mit dem Bischof kam, durch geschicktes Taktieren aus dem weiteren Konflikt heraushalten. Nachdem er mit der für Kurpfalz siegreichen Schlacht bei Seckenheim, an der auch Söldner des Bischofs teilgenommen hatten, beendet war, söhnte sich die Stadt schnell mit Kurfürst und Bischof aus. Allerdings war es für Speyer sehr beunruhigend, dass der neue Erzbischof von Mainz am 28. Oktober 1462 sich der Stadt bemächtigte und für Mainz die Zeit der freien Reichsstadt beendete.

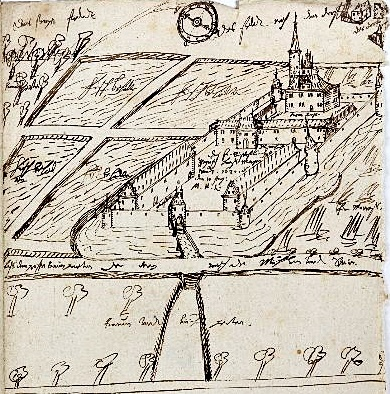
Zeichnung der Burg Marientraut, gefertigt von Landgraf Moritz von Hessen-Kassel, 1630

Mit Matthias von Rammung übernahm 1464 in Speyer ein Bischof das Amt, der nochmals konkrete Anstrengungen unternahm, die Befugnisse der Kirche auszubauen bzw. zurückzugewinnen. Dabei geriet die Stadt unverschuldet 1465 mit der Kirche in Konflikt, weil sie auf Geheiß des kaiserlichen Hofgerichtes einem Bürger gegen den Bischof zu seinem Recht verhelfen sollte. Zu allem Überfluss wandte sich der Kurfürst in dem sich hochschaukelnden Streit gegen Speyer. Im Bündnis mit dem Bischof und seinem einstigen Gegner, Herzog Ludwig von Veldenz, erwog er sogar die Einnahme der Stadt. Erst am 21. Dezember kam es, nach Einschaltung Kaiser Friedrichs III. zu einem Vertrag, der den Streit beilegte. In der Folgezeit verbesserten sich die Beziehungen zwischen Stadt und Bischof und 1467 kam es sogar zu einem Freundschaftsvertrag, womit die Spannungen mit der Geistlichkeit jedoch noch lange kein Ende hatten. Die Fertigstellung der bischöflichen Burg Marientraut bei Hanhofen 1470 musste Speyer widerwillig hinnehmen.
1470/71 kam Speyer abermals in eine Situation, in der sie sich mühsam um eine neutrale Haltung bemühen musste. Wiederum geriet Kurfürst Friedrich I. überkreuz mit dem Kaiser, weil er sich der Stadt und des Klosters Weißenburg bemächtige und beide, Kurfürst und Kaiser, verlangten in dem entbrannten Krieg die militärische Hilfe Speyers.

## Eine prosperierende Stadt
Speyer war, wie beispielsweise Worms oder Straßburg, „freie“ als auch „Reichs-“ stadt und auf den Bedeutungsunterschied zwischen den beiden Bezeichnungen wurde Wert gelegt. Reichsstädte unterlagen dem Kaiser oder König in Person. Freistädte betrachteten sich als unmittelbar dem Reich unterstellt.
Nach den politischen Rückschlägen um 1420 begann sich die Stadt ab Mitte des Jahrhunderts wieder zu erholen. In den Zunftlisten 1514 waren acht ganze und acht halbe Zünfte gelistet. Die ganzen Zünfte waren:
1. Hausgenossen oder Münzer
2. Krämer: mit Krämern, Apothekern, Glasern, Säcklern, Weißgerbern, Nestlern, Nadlern, Malern, Spenglern, Sattlern, Kartenmalern, Gürtlern, Bürstenbindern und Weinknechten
3. Weber: mit Wollwebern, Leinenwebern, Sergenwebern, Blaufärbern und Schwarzfärbern
4. Tucher: mit Tuchern, Hutmachern, Kornmessern, Tuchscherern und Sackträgern
5. Schneider: mit Schneidern und Seidenstickern
6. Schmiede: mit Goldschmieden, Hufschmieden, Schlossern, Sporenmachern, Harnischmachern, Kannengießern, Messerschmieden und Badern
7. Metzger
8. Gärtner

Zu den halben Zünften gehörten
1. Salzgässer: mit Hökern (Kleinhändler), Seilern und Ölverkäufern
2. Hasenpfühler: mit Schiffsleuten, Schiffbauern und Fuhrleuten
3. Kürschner
4. Zimmerleute: mit Zimmerleuten, Schreinern, Wagnern, Drehern, Hafnern, Bendern, Steinmetzen, Maurern und Schieferdeckern
5. Bäcker
6. Fischer
7. Schuster
8. Lauer (Rotgerber)

Die Anzahl der Zünfte war nicht konstant. Aus der Reihenfolge kann auf ihre Bedeutung geschlossen werden, die sich mit der Zeit ebenfalls verändern konnte. Die Hausgenossen stellten das Speyerer Patriziat, deren Bedeutung für Wirtschaft und Politik sich aus ihrer vorwiegenden Funktion als Großhändler und Geldverleiher entwickelte. Speyer nahm auf dem Geldmarkt Südwestdeutschlands eine beachtlich starke Rolle ein, wobei sich die Patrizier als auch Stadt und zunehmend arrivierte Bürger als Kreditgeber betätigten.
Das wesentliche Standbein der Wirtschaftskraft war jedoch die Tuchherstellung und der Tuchhandel, von dem ca. 15 % der Bevölkerung abhingen. Unter Berücksichtigung von Nebengewerben, die von der Tuchherstellung abhingen, wie zum Beispiel Wollkämmer, Spinner, Walker, Färber, war der Anteil noch höher. Der Tuchexport ging bis an die Nord- und Ostsee, Schlesien, Siebenbürgen und die Schweiz. Von Bedeutung war die Stadt auch für den Weinhandel. Pfälzer und rheinhessische Weine wurden von Speyer, meist über den Rhein, in alle Welt verschifft.
Bis zum Ende des Jahrhunderts hatten sich in Speyer zwei bekannte Druckereien etabliert, Peter Drach und Conrad Hist.
Der Dominikaner Heinrich Kramer (lat. Henricus Institoris) veröffentlichte 1486 in Speyer sein Buch, Hexenhammer (lat. Malleus Maleficarum), das bis ins 17. Jahrhundert hinein in 29 Auflagen erschien. Es sollte als religiös-rechtliche Grundlage für die Hexenprozesse im Rahmen der Inquisition dienen, wurde als solche jedoch nie offiziell anerkannt.
Speyer spielte in der Städtepolitik des Reichs eine kaum zu übersehende Rolle. Ab Mitte des 15. Jahrhunderts wurden die Städte üblicherweise von den Kaisern zur Teilnahme an den Reichstagen gebeten; ab 1489 nahmen sie regelmäßig daran teil, auch wenn sie lange noch nicht als gleichberechtigt mit den anderen Territorien galten. Ende des 15. Jahrhunderts wurde in Speyer die Registratur der rheinischen Städtegruppe eingerichtet.

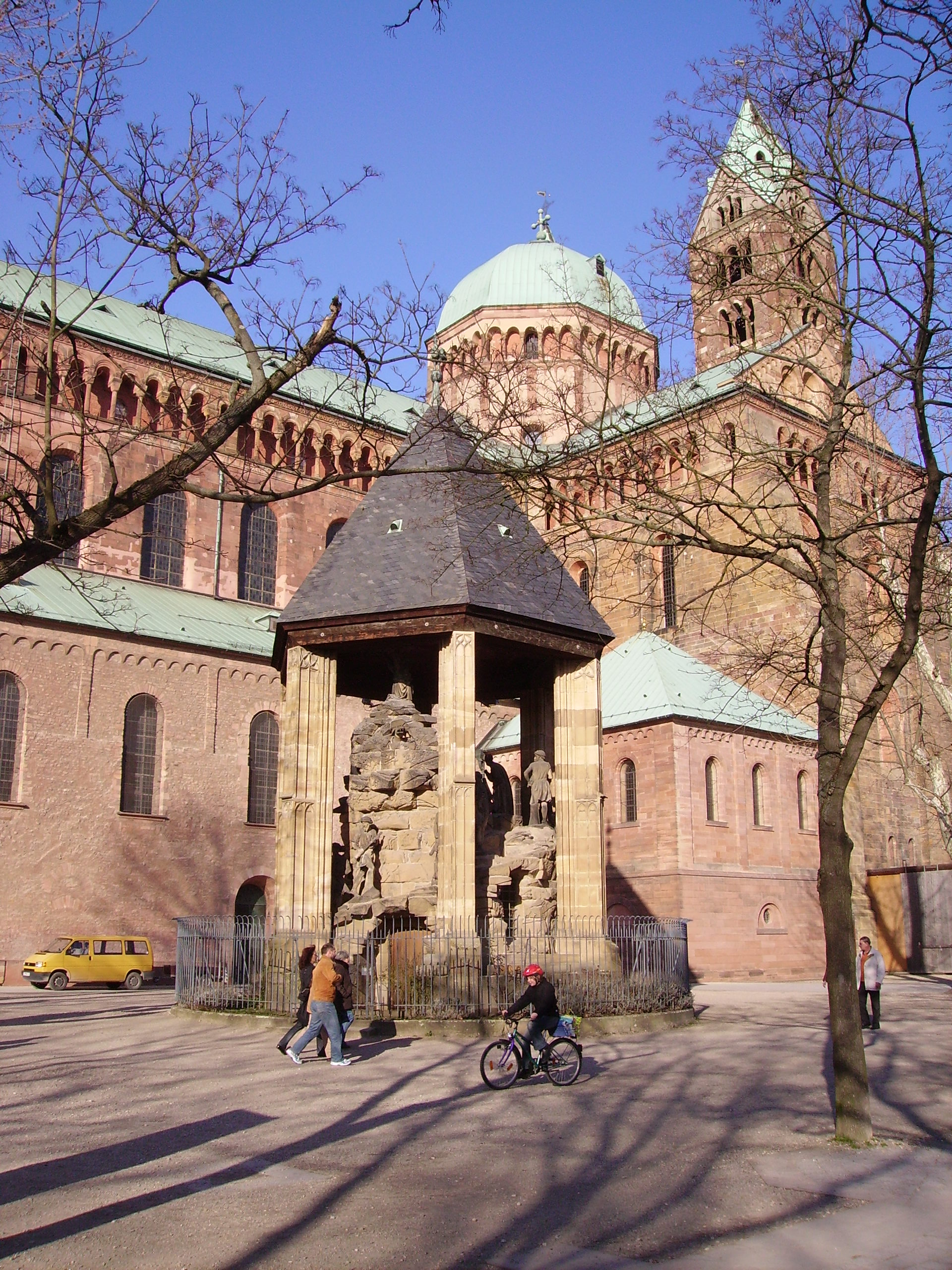
Ölberg, großenteils Nachbildung aus dem 19. Jahrhundert

Speyer war zur Teilnahme am Reichstag 1471 in Regensburg gebeten worden, wo es um Militärhilfe gegen die Türken ging, die Konstantinopel eingenommen hatten. Die Städte berieten sich daraufhin auf mehreren Städtetagen, davon einer am 1. August 1473 in Speyer, auf dem man sich gegen eine Hilfeleistung nach dem 10. Pfennig aussprach. Der Kaiser setzte aber durch, dass die Städte 1.396 Mann zu einem Reichsheer von 10.000 Mann beisteuern mussten. Auf Speyer entfielen dabei 22, sechs zu Ross und 16 zu Fuß. Bei der Verteilung dieser Lasten wird deutlich, welchen Rang man der Stadt im Vergleich zu anderen beimaß: Worms musste 15 Mann zum Heer beisteuern, Weißenburg neun, Nürnberg 42, Frankfurt 45, Straßburg und Köln jeweils 60. Anlässlich des Reichstags 1474 in Augsburg fanden am 1. August und nochmals am 30. November 1471 wieder Städtetage in Speyer statt, um über weitere Hilfen gegen die Türken zu beraten. Wiederum zeigten sich die Städte unwillig. Dagegen stimmten die Städte einer Hilfe im Krieg gegen Herzog Karl von Burgund zu, der das Stift Köln überfallen hatte. Speyer stellte hierfür 200 Mann zur Verfügung, von denen zehn nach sechs Monaten nicht mehr heimkehrten. In Frankfurt wurden 1486 Geldbeiträge in Höhe von 527.900 Gulden beschlossen; Speyer sollte 4.000, Weißenburg 800, Worms 2.000, Heilbronn 2.000, Wimpfen 300, Frankfurt 10.000, Straßburg 12.000, Nürnberg 12.000 zahlen. 1487 wurden in Nürnberg nochmals Geldbeiträge beschlossen, von denen 1.500 auf Speyer, 300 auf Weißenburg, 600 auf Worms, 2.000 auf Frankfurt, 3.000 auf Straßburg entfielen. Dann wurden 1489 wieder Mannschaften angefordert, die ein Heer von 29.487 Mann zum Krieg gegen Frankreich und Ungarn bilden sollten. Auf Speyer entfielen davon 85, auf Worms 58, Weißenburg 17, Straßburg 137 und Frankfurt 167. 1488 schickte Speyer 74 Söldner für einen Kriegszug des Kaisers nach Flandern, um den Thronfolger Maximilian aus Gefangenschaft zu befreien.
Maximilian I. folgte seinem Vater 1493 auf den Thron und besuchte schon wenige Monate später bis zum Juli 1494 Speyer, wobei er nicht nur seine Frau, sondern auch Herzog Albrecht von Sachsen, den neapolitanischen Gesandten und angeblich König Richard III. von England, als Gefolgschaft mitbrachte.
1511 wurde im Kreuzgang an der Südseite des Doms die Großplastik des Ölbergs, entworfen von dem Heilbronner Künstler Hans Seyfer, fertiggestellt. In jenen Tagen wurde das überdachte Bauwerk mit einer kleinen Kapelle im Inneren als großes Kunstwerk gepriesen.
In den Jahren 1512–1514 wurde das westliche Haupttor der Stadtbefestigung, das Altpörtel, deutlich aufgestockt. Die Rundbögenarkaden zeigen Einflüsse der Renaissance. Das Stadttor ist bis heute erhalten und zählt zu den höchsten Deutschlands.

## Bürgeraufstand 1512/13

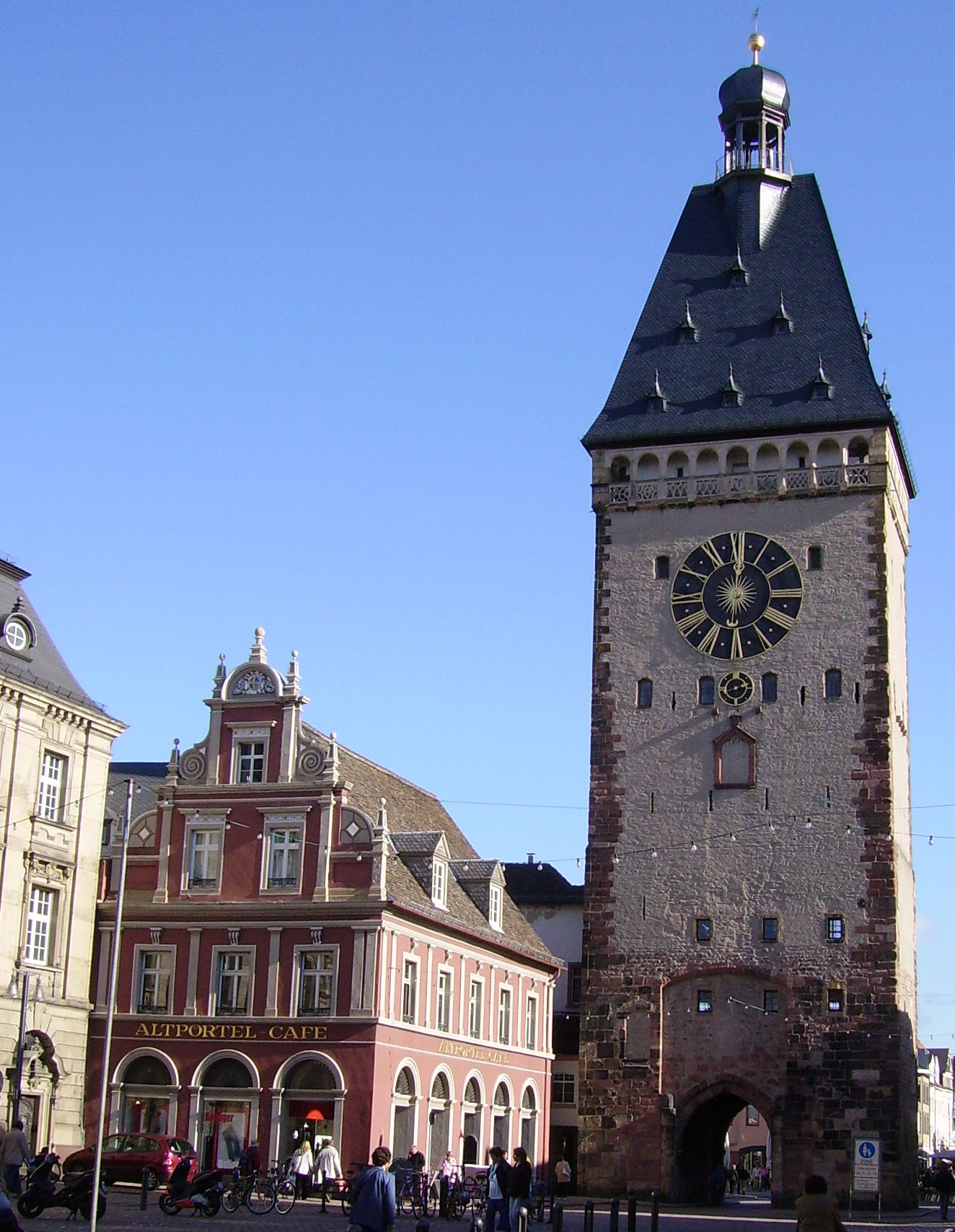
Altpörtel, Westseite. Der untere Teil entstand zwischen 1230 und 1250, das oberste Geschoss mit der spätgotischen Maßwerkbrüstung, Arkadenbögen und Galerie 1512–1514; das steile Dach kam erst 1708 hinzu

Die Verpflichtungen der Stadt gegenüber dem Reich führten zu hohen steuerlichen Belastungen der Bürger bei direkten und indirekten Steuern. Das Steuersystem sah eine verhältnismäßig stärkere Belastung kleinerer Vermögen vor. Aufgrund der zunehmenden Besteuerung stieg auch der Unmut über die Steuerfreiheit des Klerus.
1512/13 kam es zu einem von den Zünften getragenen Bürgeraufstand gegen den Rat. Zu ähnlichen Erhebungen zwischen 1509 und 1514 kam es in mindestens 19 anderen Städten. Auslöser war ein Gerücht der Zunftmeister der Zimmerleute in der Fastenzeit 1512, dass der Rat die Bürger hintergehen wolle, um zu mehr Einnahmen zu kommen. Sie hatten einen alten Brief von 1375 gefunden, in dem es um die Verkleinerung des Weinmaßes ging. In der sich aufheizenden Atmosphäre kam es im Juni 1512 zu Verhaftungen und Zunftversammlungen, denen sich bald alle Zünfte anschlossen. Eine wesentliche Forderung war, dass der Rat die Stadtrechnungen vorlegt. Die ganze Bürgerschaft trat in Waffen auf. Der Ratshof wurde besetzt, zwei Gefangene befreit und einige Ratsherren flüchteten in den Dom. Die Aufständischen wählten am 28. Juni 1512 einen Ausschuss aller Zünfte, der Verhandlungen mit dem Rat aufnahm. Der Rat beugte sich dem Ausschuss und stellte ihm eine Sicherheitsurkunde aus, der das unbehinderte Verhandlungsrecht übertrug. Damit war der Rat praktisch handlungsunfähig. Einige Ratsmitglieder wurden aus der Stadt verbannt, und Bürgermeister Jakob Meurer zog zum Bischof nach Udenheim. Der Kaiser schickte einen Vermittler nach Speyer, der erreichte, dass vor Zeugen aus anderen Städten die Stadtrechnungen aus mehreren Jahren vorgelegt wurden. In weiteren Verhandlungen ging es um das Weinmaß und das Weinungeld. Der Ausschuss wollte, dass der Weinkauf mit einer Abgabe belegt wird, womit auch endlich der Klerus besteuert würde. Außerdem forderte der Ausschuss die höhere Besteuerung der Reichen. Der Rat lehnte dies ab mit der Begründung, dass die Reichen dann die Stadt verlassen würden. Nachdem keine Einigung mit dem Rat erzielt werden konnte, wurde am 7. August im Retscher eine Gemeindeversammlung einberufen. Der Rat machte kleinere Zugeständnisse, blieb aber in der Sache hart. Nochmals sandte der Kaiser eine Abordnung zur Schlichtung, der die Konfliktparteien ihre Standpunkte vortrugen.
Die wahren Hintergründe des Aufstands traten dabei immer mehr zutage. Durch die tatenlose Hinnahme der Rachtung durch den Rat sei die Stadt um 100.000 Gulden geschädigt worden; innerhalb von 30 Jahren hätte die Geistlichkeit Güter im Wert von 60.000 Gulden hinzugewonnen. Der Ausschuss warf dem Rat unter anderem Hinterziehung, Unterschlagung und Misswirtschaft vor und die kostenträchtige Fehde mit Herrn von Heydeck. Er fasste seine Beschwerden in 39 Artikeln zusammen, über die der Kaiser entscheiden sollte: Unter anderem sollten die Ratsämter durch je zwei Personen aus Rat und Gemeinde besetzt werden, das früher übliche größere Weinmaß sollte wieder eingeführt werden, das Hausungeld von Wein und Mehl für ein Jahr halbiert werden, eine Weinkaufabgabe oder der doppelte Schoss von den Reichen eingeführt werden. Der Rat wies alle Anschuldigen mit Begründungen zurück und verwies auf die Treue- und Gehorsamspflicht der Gemeinde. Eine Schlichtung kam nicht zustande. Der Rat bemühte sich am 25. August 1512 um Unterstützung vom Kaiser auf dem Reichstag in Köln. Die Stimmung in der Stadt blieb aufgeheizt, es kam aber zu keinen Gewalttaten. Am 30. September wurde die Entscheidung des Kaisers zu den 39 Klagepunkten der Bürgerschaft übermittelt; die wesentlichen Forderungen wurden abgelehnt. Zwar kam es zu merklichen Änderungen der städtischen Verfassung, aber der Versuch, das oligarchische Stadtregiment zu verändern, war fehlgeschlagen. Die Gegensätze in der Stadt schwelten weiter und der Bürgerausschuss blieb beisammen. Ein Aufstand der Weber am 21. Dezember 1512 konnte an der Situation nichts ändern, und die Zünfte sprachen auf eine Anfrage vom 8. April 1513 dem Rat ihr Vertrauen aus.
Unterdessen wurden die Bemühungen des Rats um eine Milderung der konradinischen Rachtung wieder aufgenommen und Verhandlungen zogen sich über das Jahr 1513 hin. Nach mehreren Anläufen einigte man sich am 19. Dezember 1514 auf die später sogenannte „große Rachtung“. Darin gab es einige Zugeständnisse an die Stadt.

## Reichstage und Reformation

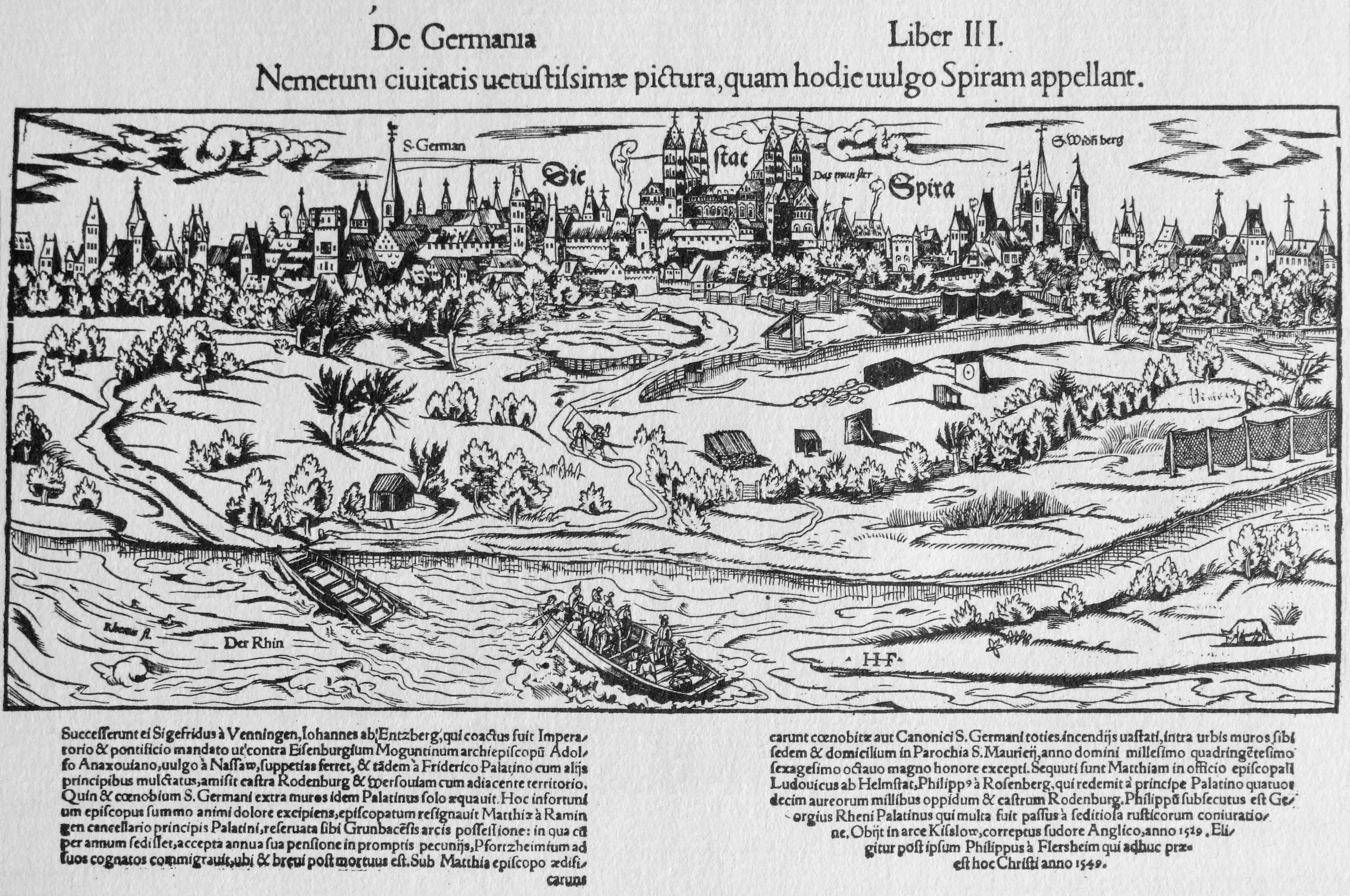
Stadtansicht zur Zeit der Reichstage. Holzschnitt aus Sebastian Münsters „Cosmographia universalis“, Basel 1550

In der ersten Hälfte des 16. Jahrhunderts rückte Speyer in den Mittelpunkt deutscher Geschichte. In Speyer fanden mehr als 50 Hoftage statt und von den 30 Reichstagen, die es in diesem Jahrhundert gab, wurden fünf in Speyer abgehalten (siehe Hauptartikel Reichstage zu Speyer). Darüber hinaus fanden in Speyer Reichsdeputationstage, zum Beispiel 1558, 1560, 1583, 1595, 1599/60, Kurfürstentage, zum Beispiel 1588 und Reichsmoderationstage, zum Beispiel 1595 statt.
Hinsichtlich humanistischer Gedanken im Vorfeld der Reformation als auch des direkten Einflusses lutherischer Lehren gibt es indirekte Hinweise auf Einflüsse in Speyer. In den Jahrzehnten um die Jahrhundertwende bestand in der Stadt ein Freundeskreis humanistisch gesinnter Geistlicher, zu denen bereits die Bischöfe Matthias von Rammung und Ludwig von Helmstatt zählten. Letzterer berief 1483 Jakob Wimpfeling als Domprediger nach Speyer. Sein Nachfolger wurde 1498 ein weiterer Humanist, Jodocus Gallus. Wimpfeling und Gallus waren Mitglieder in der Rheinischen Literarischen Genossenschaft (Sodalitas litteraria Rhenania) und zum genannten Freundeskreis zählte auch der Dompropst Georg von Gemmingen. Mittelpunkt der Speyerer Humanisten war das Haus des Domdekans Thomas Truchseß von Wetzhausen, ein Schüler Johannes Reuchlins, der 1514 auch am Urteil im Reuchlin-Streit mitwirkte (siehe Dunkelmännerbriefe). Gastgeber war auch Domvikar Matern Hatten, mit dem bekannte Humanisten des Reichs in Kontakt standen. Erasmus von Rotterdam und der Heidelberger Gelehrte Hermann von dem Busche verkehrten mit Hatten und trafen sich 1518 in Speyer. Erasmus weilte viermal in der Stadt. Busch wiederum stand in Verbindung mit Martin Luther und Philipp Melanchthon. Domvikar Hatten pflegte auch gute Beziehungen zum Speyerer Weihbischof Anton Engelbrecht (ab 1520), der reformatorische Ideen vertrat, weshalb ihn Bischof Georg absetzte und er 1525 nach Straßburg floh. Hatten und Engelbrecht spielten eine Rolle bei der Entlassung Bucers aus den Gelübden des Dominikanerordens 1521. Auch Martin Bucer (Martin Butzer) wohnte 1520 einige Monate bei Hatten, als er auf der Flucht vor einem drohenden Ketzerprozess in Heidelberg war. Auf Veranlassung Hattens kam 1525 ein Pfarrer nach Speyer, der lutherisch predigte. Hatten, der sich damit offiziell zu Luthers Lehren bekannte, wurde 1527 vom Domkapitel der Prozess gemacht und entlassen, worauf er ebenfalls nach Straßburg ging. Ob dieser Pfarrer der erste lutherisch predigende war, ist nicht klar, denn auch andere Speyerer Geistliche aus dieser Zeit wurden für ihre lutherische Gesinnung gekannt: Werner von Goldberg, der auf seine Pfarrstelle an der St. Martinskirche (nördl. Vorstadt) verzichten musste, Michael Diller, Prior des Augustiner-Eremitenklosters und Anton Eberhard, Prior des Karmeliterklosters.
Speyerer Druckereien müssen sich schon früh an der Verbreitung lutherischer Schriften beteiligt haben, denn 1522 forderte Papst Hadrian VI. den Rat auf, Druck und Verbreitung solcher Schriften zu unterlassen. Auf eine frühe lutherfreundliche Gesinnung des Rats lässt sich zumindest ab 1522/23 schließen, weil sich die Stadt auf den Reichstagen für ein allgemeines Konzil und die Abstellung der Missbräuche in der Kirche einsetzte. Auf den Städtetagen zu Speyer und Ulm 1522 und 1524 sprach man sich gegen eine Behinderung der Ausübung der evangelischen Lehre aus. Man hielt allgemein das Wormser Edikt von 1521 für nicht durchführbar und die Räte hielten sich nicht daran. Aus Angst vor Ärger oder gar Verhöhnung, was 1524 schon vorkam, wurden die Prozessionen in Speyer nicht mehr in der üblichen Form durchgeführt. Der Schluss erscheint gerechtfertigt, dass lutherisches Gedankengut in Speyer, wie in den meisten Reichsstädten, nicht zuletzt wegen der jahrhundertealten tiefsitzenden antiklerikalen Stimmung, auf besonders fruchtbaren Boden fiel und bis 1525 festen Fuß gefasst hatte.

### Bauern- und Bürgererhebung
1525 wurde die Rheingegend von einer Bauernerhebung erfasst, die das Hochstift Speyer am 20. April erreichte. Der Aufstand richtete sich hauptsächlich gegen kirchlichen Besitz und die Bauern wandten sich gegen den Zehnten, die Zinsen und Gülten. Am 30. April planten sie „gen Speyer zu ziehen und daselbst der Pfaffheit Nester, die viel Jar mit Nachtheil und grossen Schaden der Armen erhalten weren worden, zu zerstören“. Der lutherische Einfluss auf diese Erhebung ist erkennbar. Beim Anmarsch auf Speyer wurde die Absicht bekundet, „die Stadt Speier zu belegern und die Geistlichen irs Gefallens darin zu reformieren“ und sie erwarteten hierfür sogar die Unterstützung der Stadt. Die Bürger sollten unbehelligt bleiben.
Die Unzufriedenheit der Bauernschaft hatte auch das Bürgertum erfasst; es kam zu Versammlungen, auf denen die Abschaffung der Rachtung verlangt wurde. Am 24. April trug der Rat den vier Stiften auf Druck der Bürgerschaft acht Beschwerdeartikel vor. Im Falle einer Nichtannahme würden die Bürger die vier Stifte überfallen und den Dom zerstören. Angesichts der Bedrohungen (aufständische Bauern und Bürger) nahm die Geistlichkeit am 25. April 1525 die acht Artikel an und am 28. April leistete sie den Bürgereid. Damit gab sie alle bisherigen Sonderrechte auf, unterwarf sich den allgemeinen Lasten und Pflichten und übernahm sogar einen Anteil an den Verteidigungslasten. Der Rat wollte allerdings eine Solidarisierung der Bürgerschaft mit den Bauern verhindern. Mit den anrückenden Bauern kam es Anfang Mai zu Verhandlungen, die am 5. Mai 1525 in den Vertrag von Udenheim (Wohnort des Bischofs) mündeten. Darin wurden den Bauern Zugeständnisse gemacht, die Stadt wurde verschont und sie zogen weiter.
Am 23./24. Juni 1525 gelang es dem Pfälzer Kurfürsten Ludwig V. die aufständischen Bauern in Pfeddersheim (bei Worms) zu stellen und vernichtend zu schlagen. Diese Niederlage hatte sofort Auswirkungen für Speyer, denn der Klerus ging sofort daran, die erzwungenen Zusagen beim Kurfürsten rückgängig zu machen. Speyer musste am 8. Juli den Vertrag mit der Geistlichkeit für nichtig erklären und die Rachtung von 1514 wieder anerkennen. Als einziges Zugeständnis musste die Geistlichkeit jährlich einen Beitrag von 200 Gulden als Abgeltung für die Verluste der Stadt zahlen. Damit war der ernsthafteste Versuch Speyers gescheitert, den Klerus zu entmachten. Die Stadt setzte jedoch ihre Bestrebungen fort, Änderungen zu ihren Gunsten zu erreichen. Am 4. Januar konnte sie mit der Geistlichkeit eine neue Rachtung abschließen, die wiederum einige Verbesserungen für die Stadt mit sich brachte.

### Reichstag von 1526

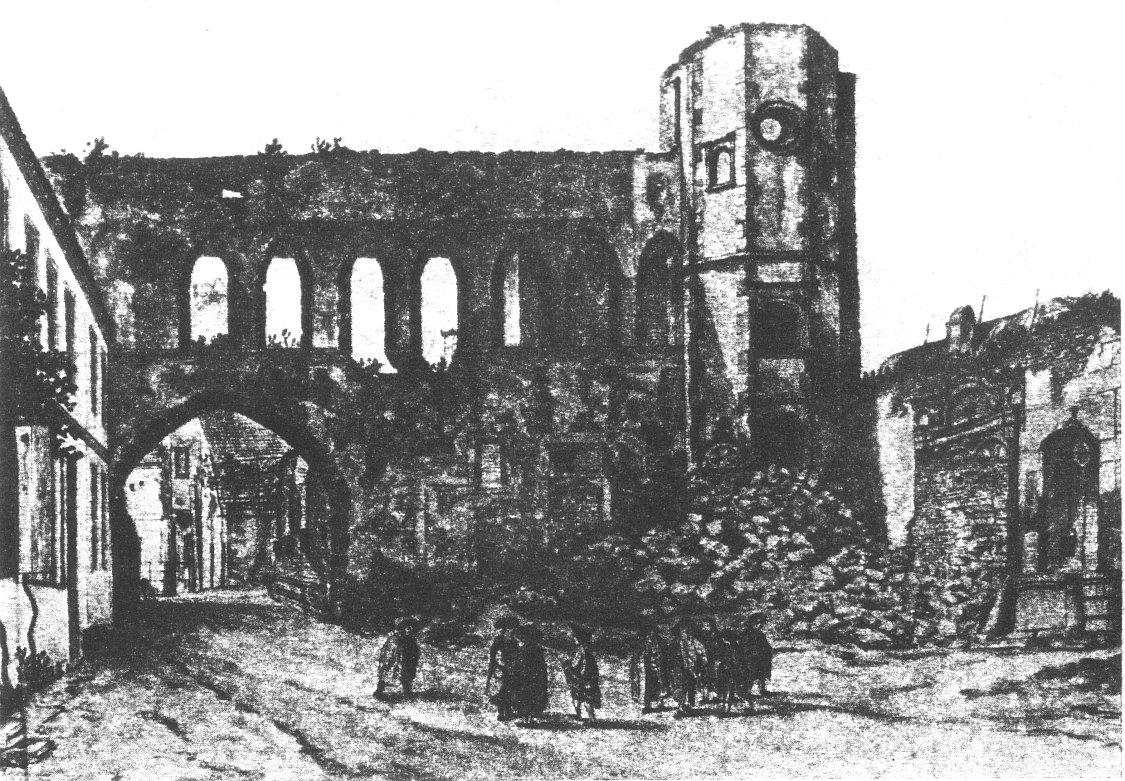
Ruine des Ratshofs 1789, in dem die Reichstage stattfanden; rechts die zugemauerte Tür zur Audienzstube des Reichskammergerichts. Aquarell von Franz Stöber.

Glauben, Reformation und Aufstände waren seit Luthers Thesenveröffentlichung und dem Wormser Reichstag von 1521 die dominierenden Themen der Innenpolitik. Vor diesem Hintergrund versammelte sich der Reichstag des Jahrs 1526 in Speyer. Wie in allen gastgebenden Städten stellte die Unterbringung, Verköstigung und Betreuung mehrerer tausend Gäste eine große Herausforderung für Rat und Bürgerschaft dar. Allein die Liste der unmittelbaren Reichstagsteilnehmer mit ihrem höheren Gefolge umfasste 1.000 Personen. Andererseits bedeuteten solche Veranstaltungen für eine Stadt beträchtliche Einnahmen.
Auf den vorausgehenden Städtetagen war bereits ausgiebig über Glaubensfragen beraten worden. Kaiser Karl V. wurde von seinem Bruder, Erzherzog Ferdinand, vertreten. Offizielle Verhandlungsthemen auf Wunsch des Kaisers waren die Glaubensfrage und die Einhaltung des Wormser Edikts bis zu einem Konzil, Vorkehrungsmaßnahmen gegen weitere Aufstände, Abwehrmaßnahmen gegen die Türken und die Kostentragung für das Reichsregiment und das Reichskammergericht.
Der Reichstag begann prunkvoll am 25. Juni 1526 mit einer Prozession der Fürsten und Abgesandten zum Dom und einem feierlichen Hochamt. Zwar gab es schon eine kleinere evangelische Gruppe, aber zwischen Alt- und Neugläubigen bestanden noch keine starren Fronten und der Umgang blieb kollegial. An eine Spaltung der Kirche dachte noch keiner. Die markantesten Lutheraner waren Kurfürst Johann von Sachsen und Landgraf Philipp von Hessen. In ihrem Gefolge befanden sich Johannes Agricola, Georg Spalatin und der Magister Adam von Fulda, die während der Tagungen in Speyer predigten. Daneben waren die vertretenen Reichsstädte in ihrer Mehrzahl lutherisch. Die einflussreichsten unter ihnen waren Nürnberg und Straßburg, aber auch Ulm, Frankfurt und Augsburg. Bedeutende Vertreter in Speyer waren der Wormser Bürgermeister Philipp Wolff, Jakob Sturm und Martin Herlein aus Straßburg, Bernhard Baumgärtner aus Nürnberg und Bernhard Besserer aus Ulm.
Nach zwei Monaten mit Beratungen und Disputen fällte der Reichstag am 27. August hinsichtlich des Glaubens keine klare Entscheidung. Am Widerspruch des Kaisers scheiterte der Versuch einer nationalkirchlichen Reform. Vielmehr kam es zu einem folgenreichen Kompromiss: Die Versammlung bat den Kaiser binnen eineinhalb Jahren ein Generalkonzil oder eine Nationalversammlung einzuberufen. Bis dahin sollte jeder sich Reichsstand für sich und sein Land so verhalten, „wie ein jeder solches gegen Gott und kaiserliche Majestät hoffe und vertraue zu verantworten“. Die religiöse Trennung Deutschlands war auf diesem Reichstag aber offenkundig geworden.
Der Reichstag fällte zwei Beschlüsse abseits der großen Themen, die für Speyer von großer Bedeutung waren: Reichsregiment, auch Reichsrat genannt, und Reichskammergericht, neben dem Kaiser die obersten Repräsentanten des Reichs, sollten von Esslingen nach Speyer verlegt werden, was für die Stadt eine sehr hohe Auszeichnung darstellte. Der Einzug der beiden Institutionen erfolgte im folgenden Jahr. Das Reichsregiment wurde schon wenige Jahre später, 1530, vom Kaiser aufgelöst, aber das Gericht blieb in Speyer für 162 Jahre bis 1689 und hatte vielfache wirtschaftliche und politische Auswirkungen. Neben den direkt dort tätigen hochgestellten Richtern kam zahlreiches Kammergerichtspersonal, die selbstständige Behörde der Gerichtskanzlei mit subalternen Beamten, Unterbeamten und Bediensteten sowie freiberuflich Tätigen, wie Prokuratoren und Advokaten mit ihrem Personal in die Stadt.
Nicht zuletzt unter Berufung auf den Beschluss des Reichstags von 1526 breitete sich die Reformation im Reich weiter aus. Auf den folgenden Reichstagen 1527 befasste man sich nur mit der Türkengefahr, obwohl Kaiser Karl V. die neue Lehre unbedingt ausgerottet sehen wollte.

### Reichstag von 1529 und Protestation zu Speyer
1529 wurde ein zweites Mal ein Reichstag in Speyer einberufen, auf dem der Kaiser die Reichsstände gegen die Reformation mobilisieren wollte. Wieder vertrat Ferdinand, zwischenzeitlich König, den Kaiser und dieses Mal sollten die Hilfe gegen die Türken, die Glaubensfrage, der Unterhalt für Reichsregiment und Reichskammergericht und, bei Bedarf, weitere Fragen auf der Tagesordnung stehen. Den Beschluss zur Glaubensfrage von 1526 hatte Karl V. aufgehoben, mit dem Befehl, einen Beschluss in seinem Sinne zu fassen. Im Gefolge der evangelischen Fürsten waren neben vielen alten Gesichtern die Reformatoren Philipp Melanchthon und Erhard Schnepf; im Gefolge Ferdinands befand sich Johann Faber, der im Dom leidenschaftlich gegen Luther predigte und dabei verkündete, dass die Türken besser als die Lutheraner seien. Der Reichstag wurde am 15. März 1529 eröffnet und die Versammlungen fanden wieder im Ratshof statt, der erweitert worden war. Schon am 22. März beschloss ein Ausschuss aus 18 Mitgliedern den Speyerer Abschied von 1526 aufzuheben. Die drei einzigen lutherischen Vertreter im Ausschuss, Kurfürst Johann von Sachsen, Jakob Sturm und Christoph Tetzel hatten dagegen gestimmt. Die Beschwerde der evangelischen Reichsstände am 12. April gegen diesen Beschluss, mit dem das Wormser Edikt wieder in Kraft treten sollte, blieb zwecklos; der Beschluss des Ausschusses ging auch in der Hauptversammlung durch.
Die evangelischen Fürsten und Reichsstädte waren nicht bereit, sich diesem Mehrheitsbeschluss zu unterwerfen und verfassten am 19./20. April 1529 ein Protestschreiben. Sie verwahrten sich nicht nur dagegen, dass der Beschluss von 1526 einfach durch Mehrheitsentscheid aufgehoben werden konnte, sondern vertraten überdies das Prinzip, dass Glaubensangelegenheiten überhaupt nicht durch Mehrheitsvoten entschieden werden können. Der Reichstag verweigerte die Annahme der Appellation, welches daraufhin Kaiser Karl V. übersandt wurde. Mit der gegen den Reichstagsbeschluss gerichteten Protestation zu Speyer der evangelischen Fürsten ging ein weltgeschichtlich bedeutsames Ereignis von Speyer aus: auch wenn es sich bei diesem Protest erst einmal nur um einen juristischen Akt handelte, war damit die Trennung der christlichen Kirche West-Europas besiegelt. Die Protestation der Fürsten und Städte gilt als Geburtsstunde des Protestantismus und seit diesem Reichstag nannte man die Anhänger der reformatorischen Bewegung Protestanten. Noch am gleichen Tag besprachen sich Kursachsen, Hessen, Straßburg, Nürnberg und Ulm in Speyer über ein Defensivbündnis, an dem sich weitere reformatorische Orte beteiligen sollten. Das Bündnis scheiterte jedoch an der Uneinigkeit der Protestanten (Luther-Zwingli) und aus Furcht die Glaubensfrage noch weiter zu politisieren.
Ein folgenreicher Beschluss dieses Reichstags war das Wiedertäufermandat. Damit wurden radikalere Strömungen des Protestantismus, die bereits viele Anhänger gefunden hatten, offiziell mit der Todesstrafe bedroht.
Man ließ Diller und Eberhard, trotz Verärgerung des Kaisers, unbehelligt und unter der Hand gefördert in der Stadt predigen. Immer mehr Speyerer Geistliche verließen ihre Kirche und in einer Kirche nach der anderen wurde nach der neuen Lehre gepredigt. Das endgültige Bekenntnis zum Luthertum durch die Stadt erfolgte 1540, als der Rat Diller und Eberhard offiziell als der „Stadt speyerischer evangelischen Prediger“ anstellte. Die Speyerer Bürger traten in der Folgezeit geschlossen zum evangelischen Glauben über; bis 1675 gab es nur noch 42 Katholiken in der Stadt. Diese Entscheidung der Stadt sollte noch lange nachwirken. So wurde noch 1698 beim Wiederaufbau nach dem Pfälzischen Erbfolgekrieg nur die Ansiedlung von Protestanten gestattet. Eine weitere bedeutende Maßnahme war im selben Jahr eine lutherisch geführte Ratsschule, die der Rat in Konkurrenz zur Domschule des Bischofs einrichtete.

Statuen dreier herausragender Vertreter der Reformation auf den Speyerer Reichstagen (Gedächtniskirche Speyer)
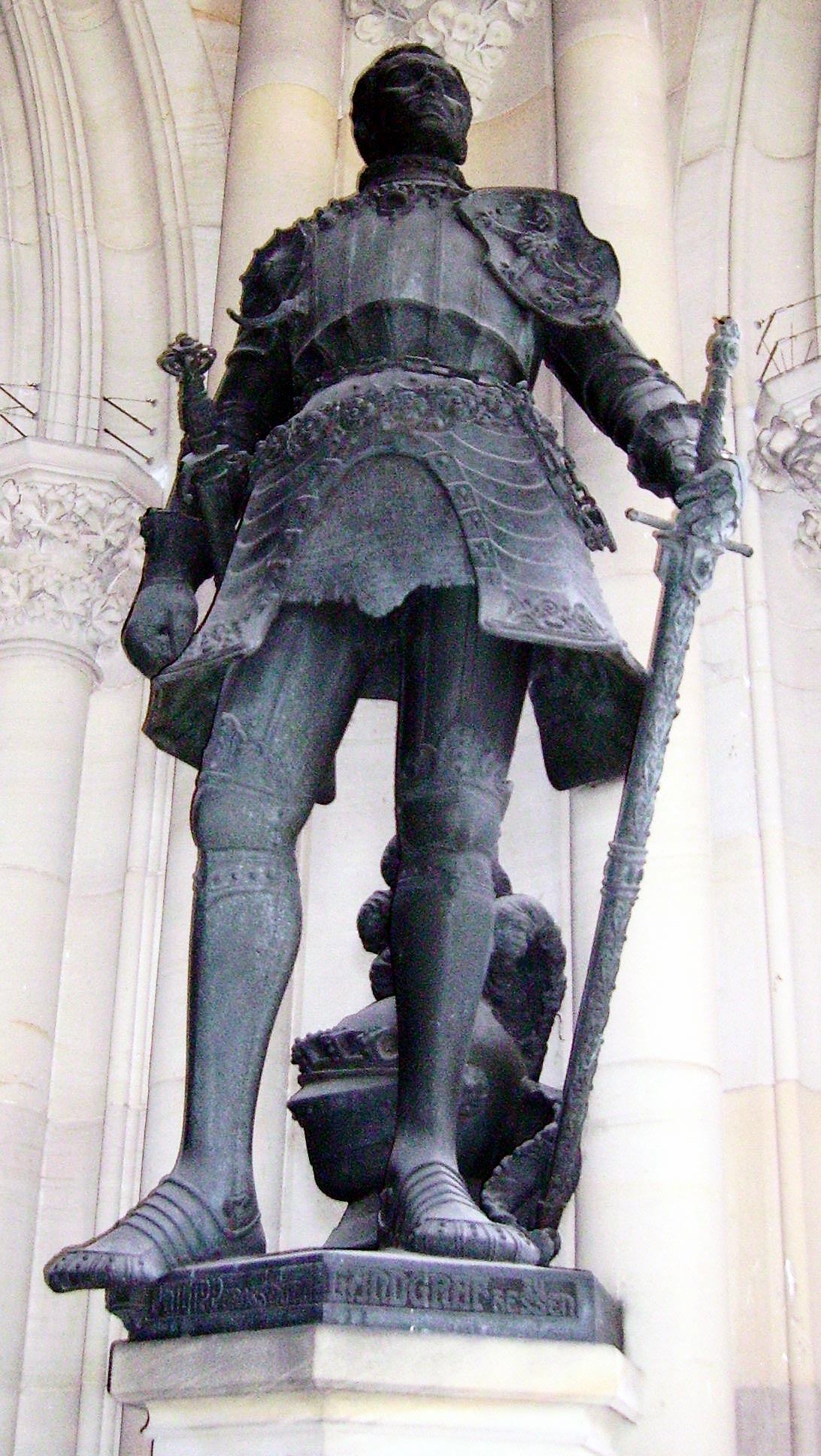
Landgraf Philipp I. von Hessen
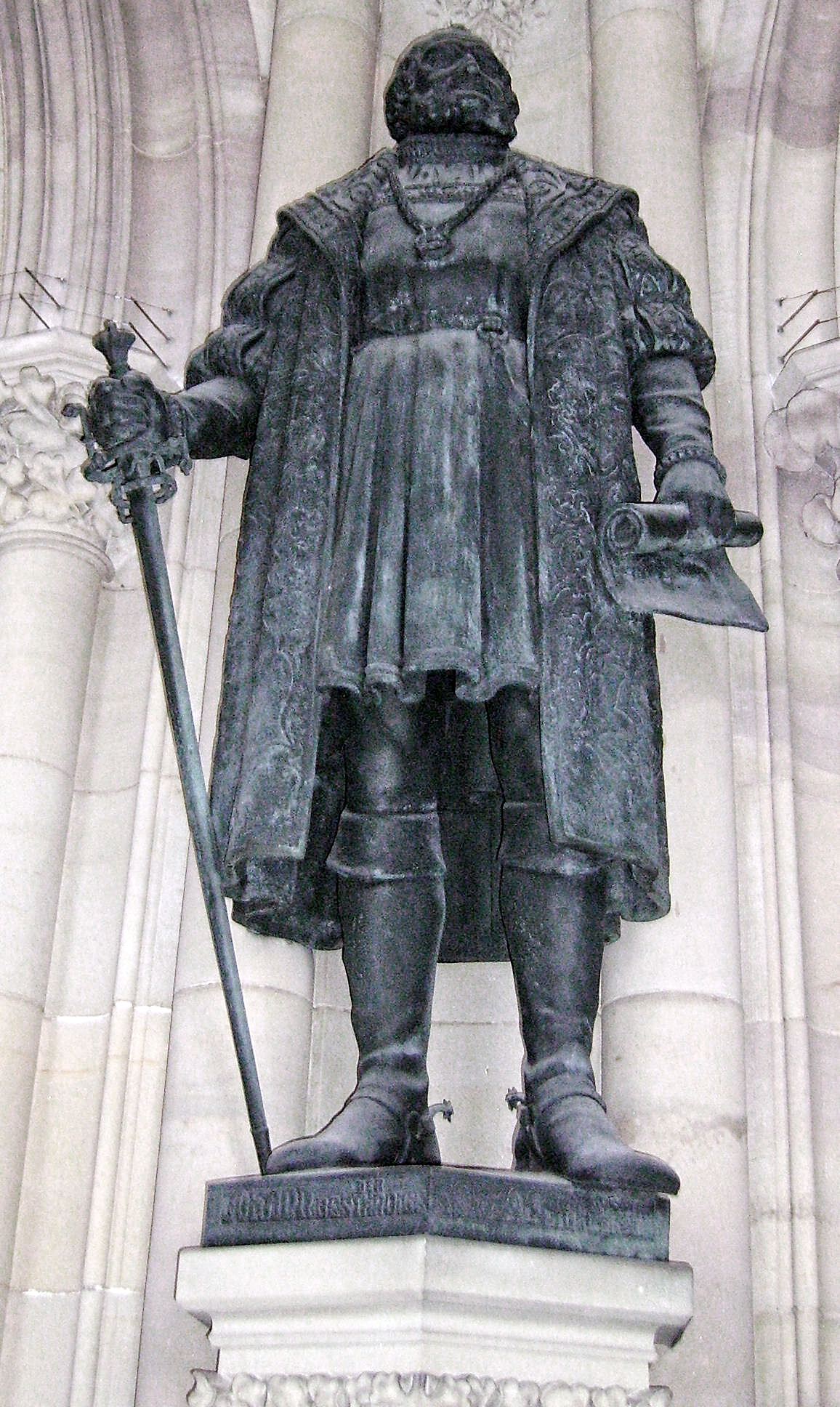
Kurfürst Johann von Sachsen
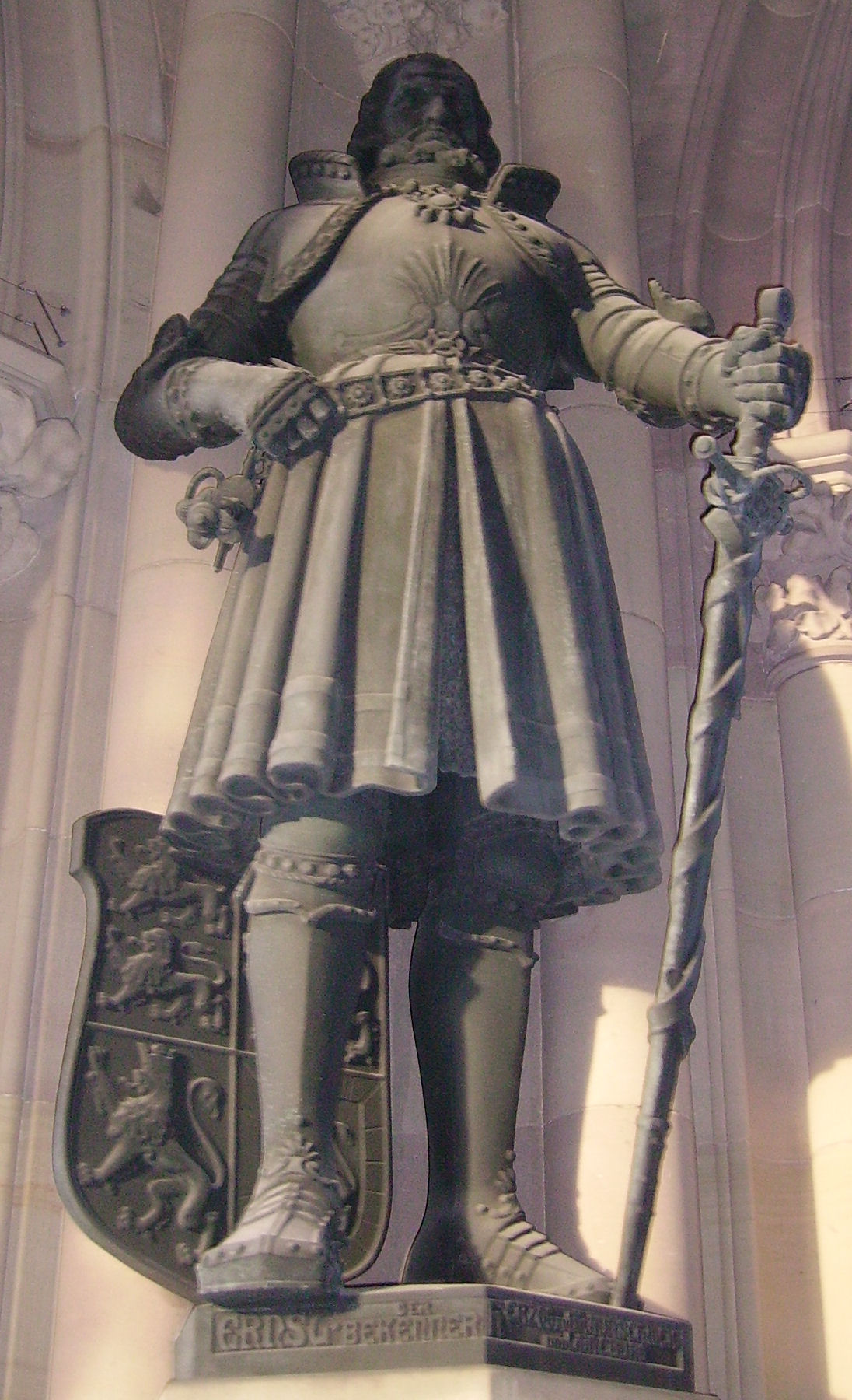
Herzog Ernst I. von Braunschweig-Lüneburg

### Reichstag von 1542
Der Reichstag von 1541 in Regensburg beschloss die Einstellung der Religionsprozesse und Achterklärungen gegen die Evangelischen. Der Reichstag von 1542 fand vom 8. Februar bis 11. April 1542 wieder in Speyer statt, nach wie vor unter der Regentschaft Karls V. und nochmals unter der Leitung König Ferdinands I. Im Vordergrund stand die Bedrohung des Reichs durch die Türken, die kurz zuvor Ofen erobert hatten. Die Reichsstände genehmigten eine allgemeine Vermögenssteuer, den gemeinen Pfennig, zur Finanzierung des Reichsheers. Die Protestanten, vom Reichstag in Regensburg ermutigt, verlangten eine völlige Neubesetzung des rein katholischen Reichskammergerichts unter Ausschluss von Geistlichen und ihre Anerkennung durch alle Reichsstände. Sie konnten aber keine dieser Forderungen durchsetzen.

### Reichstag von 1544
Der Reichstag von 1544 dauerte vom 20. Februar bis 10. Juni und übertraf die in Speyer vorangehenden Versammlungen an Glanz, Aufwand und Ausstrahlung. Dieses Mal nahm Kaiser Karl V. selbst daran teil. Den Protestanten wurde ein besonders pompöser Einzug in die Stadt bereitet. Der Kaiser konnte nur mit Mühe verhindern, dass sogar in den Kirchen evangelisch gepredigt wurde. Selbst der Erzbischof und Kurfürst von Köln, Hermann V. von Wied, ließ in seinem Quartier im Augustinerkloster lutherisch predigen.
Auf Wunsch des Kaisers sollte über eine wirksame Türkenhilfe, die Unterstützung der kaiserlichen Politik gegen Frankreich, das mit den Türken im Bunde war und wieder über die Glaubensfrage verhandelt werden. Grundsätzlich zeigte sich der Kaiser kompromissbereiter, weil er auch die Protestanten für seine Politik gewinnen wollte. Zwar erreichten die Protestanten nicht die Aufhebung des Wormser Edikts, aber die Suspension des Augsburger Abschieds von 1542. Über die Finanzierung des Reichskammergerichts kam keine Einigung zustande. Als Folge wurde das Reichskammergericht aufgelöst und es konnte nur auf Bitten des Kaisers mit einer Notbesetzung weiter arbeiten. Außerdem wurde die Verwendung von säkularisiertem Kirchenvermögen für Kirchen, Schulen, Armenwesen oder Hospitäler ermöglicht und ein Nationalkonzil in Aussicht gestellt. Die Versammlung bewilligte Hilfen für eine Offensive gegen die Türken. Für den Herbst wurde ein weiterer Reichstag zugesagt, auf dem die Frage eines Konzils besprochen werden sollte.
Im Rahmen dieses Reichstags wurde am 23. Mai im Frieden zu Speyer auch ein Streit im Ostseeraum beigelegt, der den Niedergang der Hanse reflektierte. Auf Druck der Holländer verzichtete Kaiser Karl V. für das Haus Habsburg gegenüber dem protestantischen Dänisch-Norwegischen König Christian III. (Dänemark und Norwegen) u. a. auf die Krone. Als weiteren wichtigen Akt auf diesem Reichstag gewährte Karl V. mit dem Großen Speyrer Judenprivileg den Juden umfassende Freiheiten und Sicherheiten. Als Anlass können zunehmende Einschränkungen und Übergriffe gesehen werden, befeuert durch die bekannten judenfeindlichen Schriften Martin Luthers von 1543.

### Das Reichskammergericht
Mit der Bestimmung Speyers als Standort des Reichskammergerichts 1526 endete für 162 Jahre eine Zeit der ständigen Ortswechsel. Das Gebäude des Reichskammergerichts befand sich unweit des Doms, an der Stelle, an der heute das Restaurant Domhof steht, das auch eine eigene Brauerei besitzt. Als Institution des Reichs war die Einrichtung mindestens bis 1555 eine Bastion des Katholizismus in Deutschland. Nach der beinahen Auflösung 1544 konnten bis 1548 keine Urteile gefällt werden. Auf dem Reichstag 1548 in Augsburg wurde das Gericht im katholischen Sinne erneuert und der letzte protestantische Prokuratore entlassen. Trotz der personellen Verstärkung lagen 1552 noch über 5.000 unerledigte Fälle vor, was zu dem Ausspruch führte: „Lites Spirae spirant, non exspirant“ (Zu Speyer schnaufen die Prozesse, ohne den letzten Schnaufer zu tun). In diesen Jahrzehnten hauptsächlich mit Religionsprozessen beschäftigt, waren die Urteile des Gerichts aufgrund seiner rein katholischen Besetzung ausgesprochen parteiisch und trugen zur Verschärfung der religiösen Spannungen im Reich und beispielsweise zur Entstehung des Schmalkaldischen Bunds bei. Luther war über das Gericht sehr verärgert und meinte: „das kaiserliche Kammergericht, siehe, welch eine Teufelshure das regiert“. Auch Melanchthon hielt mit seiner Kritik nicht zurück: „das Chamergericht wurd so lang im alten Stand pleiben, so lang der Pfaffen Fueß im Reich steet“. Dies blieb nicht ohne Einfluss auf die innerstädtische Lage in Speyer und Sympathien für den neuen Glauben konnten nicht mit der Militanz vertreten werden, wie es in anderen Reichsstädten geschah.
Im Augsburger Reichs- und Religionsfrieden 1555 wurde auch vereinbart, das Reichskammergericht paritätisch mit Katholiken und Protestanten zu besetzen. Allerdings dauerte die volle Umsetzung dieses Beschlusses noch bis 1648. Einschließlich der Familien und des Gesindes belaufen sich die Schätzungen zwischen 630 und 800 Personen, die mit dem Gericht in Verbindung standen, was einen Anteil von 8 bis 10 % der Stadtbevölkerung ausmachte. Die Geistlichkeit machte in jener Zeit etwa einen ebenso großen Anteil aus. Einerseits wird an diesen Zahlen der große Einfluss auf das Leben der Stadt durch diese Bevölkerungsgruppe deutlich; andererseits zeigt sich, welcher Anteil der Bevölkerung von städtischen Lasten befreit war. Bis zum Umzug des Gerichts kam es im 16. und 17. Jahrhundert zu zahlreichen Streitigkeiten (Gravamina), die vorm Kaiser ausgetragen wurden. Dabei ging es um Steuern und Abgaben als auch um die gerichtlichen Zuständigkeiten unter anderem, weil Reichsgerichtsangehörige nur ihrer eigenen Gerichtsbarkeit unterstanden. In der Regel entschied der Kaiser zugunsten des Gerichts. Das Reichskammergericht war auch bei den Friedensverhandlungen in Münster und Osnabrück Gegenstand der Verhandlungen, wobei auch hier eine Gravamina von beiden Seiten eingebracht wurde.
1577 gehörten zum Reichskammergericht 129 Männer einschließlich 44 zugelassener Anwälte. Hinzu kommen die Praktikanten, Sollizitanten und Parteien, die am Gericht Verfahren laufen hatten.
Zu den positiven Einflüssen des Reichskammergerichts zählt auch, dass es in Speyer bemerkenswerterweise zu nur einer Hexenverbrennung kam. Eine solche ist im Jahre 1581 belegt, in dem es heißt: „Barbara, Hans Kölers burgers weib, eine zauberin, ist den 25. Januarij verbrendt wordenn“. Dass dies nicht häufiger vorkam, wird mit der hohen Rechtskultur begründet, die Speyer vor anderen Städten des Reichs auszeichnete. Das Reichsgericht war immer wieder mit Hexenprozessen befasst und sprach sich meistens zugunsten der Angeklagten aus. Aus naheliegenden Gründen wurde das Gericht in Speyerer Fällen immer als Revisionsinstanz angerufen.

### Reichstag von 1570 und Gegenreformation

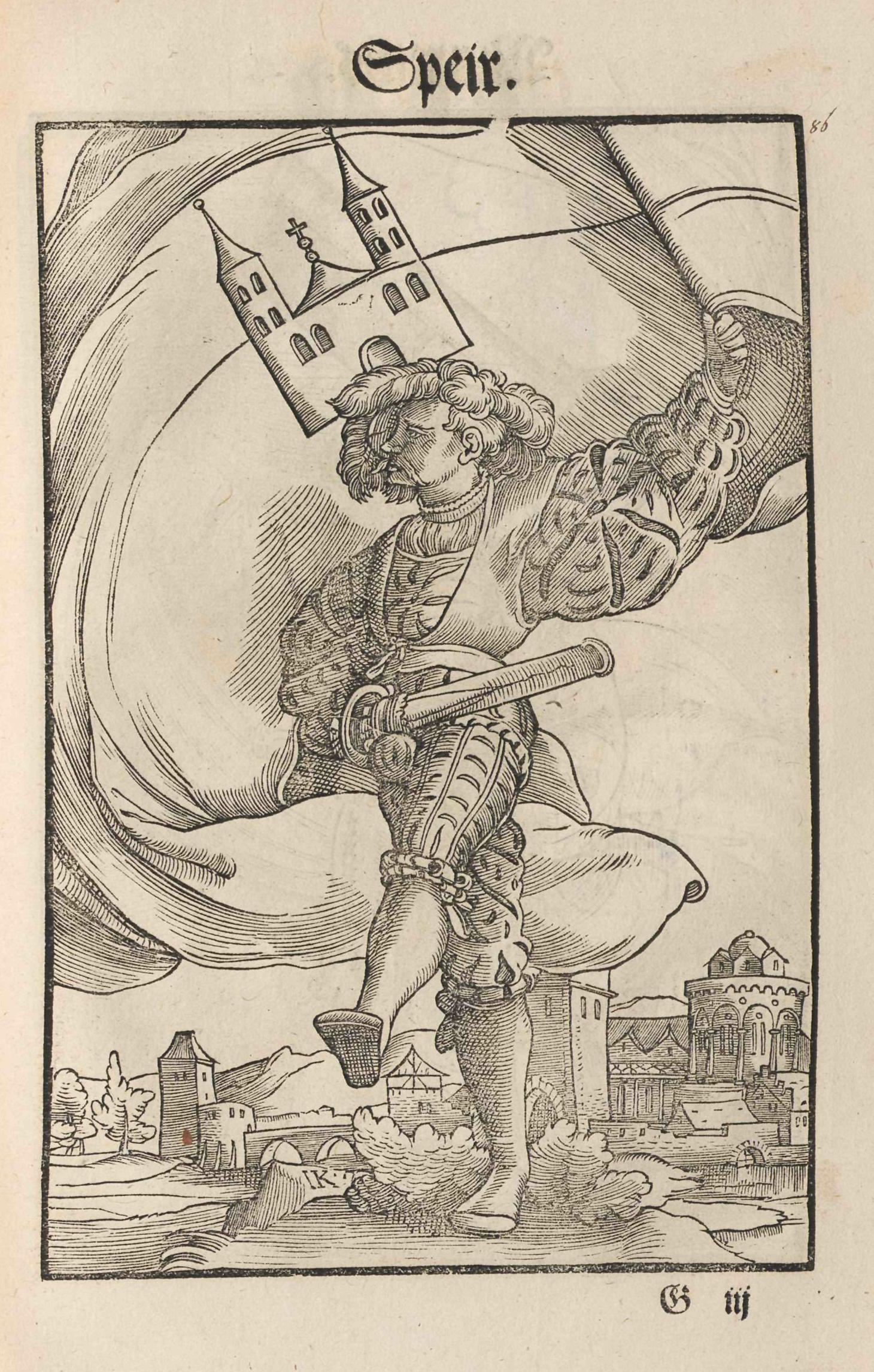
Der Speyerer Bannerträger (1545) Das runde Gebäude am rechten Rand ist die Heilig-Grab-Kirche

1570 wurde der letzte Reichstag in Speyer bereits voll im Lichte der Gegenreformation unter der Regentschaft von Kaiser Maximilian II. abgehalten. In den Jahren 1545 bis 1563 war es endlich zu dem lange erwarteten Konzil in Trient gekommen, das die Gegenreformation einleitete und an dem auch der Bischof von Speyer Marquard von Hattstein auf Einladung von Papst Pius IV. teilnahm.

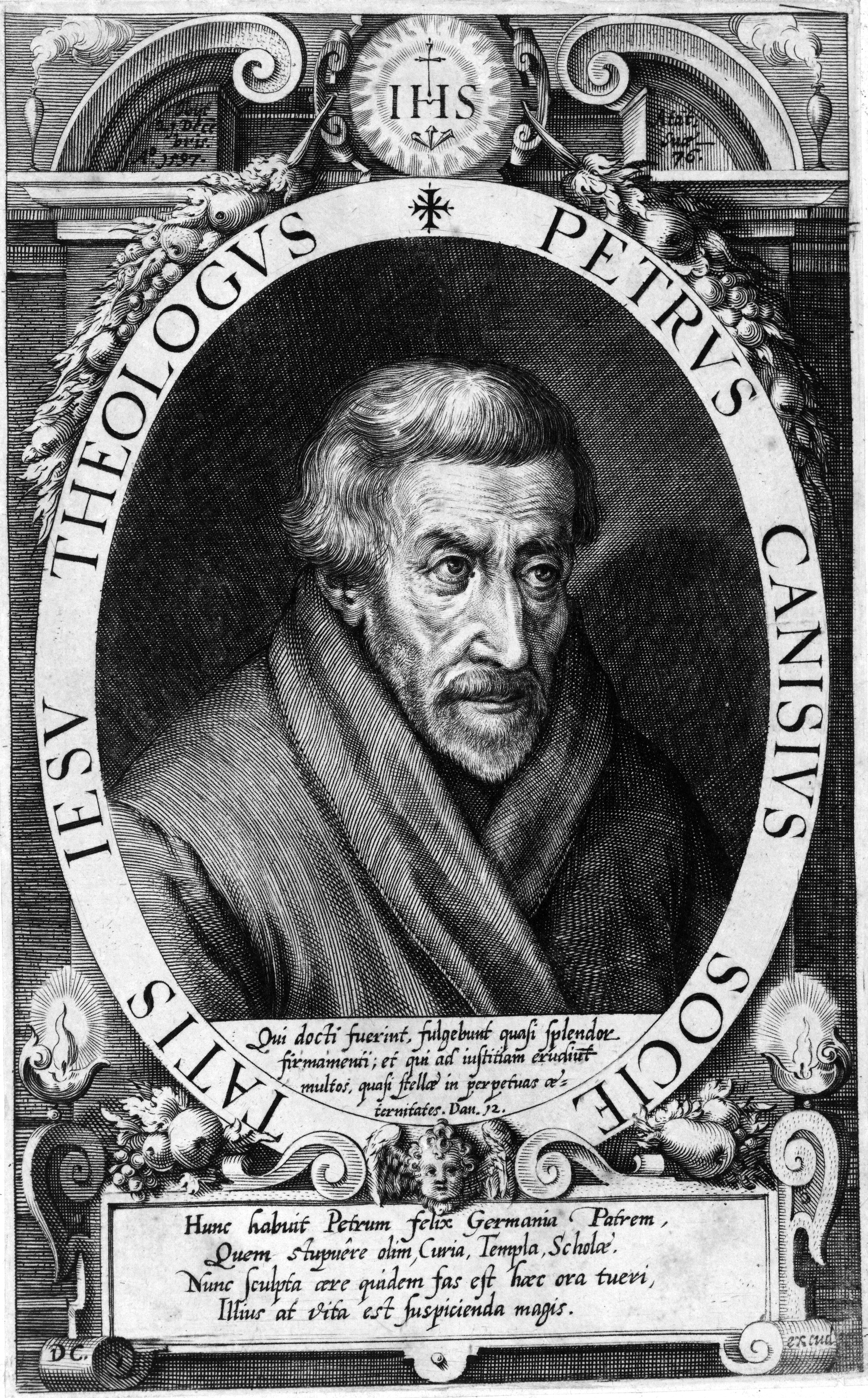
Petrus Canisius

Mit der Ankunft des Petrus Canisius 1565 machte sich die Gegenreformation in Speyer bemerkbar. Im Mai 1567 wurde in Speyer die Jesuitenschule mit drei Klassen eröffnet; ein Jahr darauf folgte beim Dom die Niederlassung des Jesuitenordens in Verbindung mit einer Lateinschule, die bis 1580 ca. 230 Schüler zählte. Der Speyerer Rat wandte sich vehement, aber erfolglos, gegen die Jesuiten, weil er die Störung des Religionsfriedens befürchtete. Der Rat erließ daraufhin ein Verbot, katholische Schüler in Kost und Logis zu nehmen.
Abgesehen von diesem Zuwachs befanden sich die Klöster der Stadt zum Zeitpunkt des Reichstages in einem armseligen Zustand. Das Heiliggrabkloster wurde 1567 vom Herzog von Württemberg eingezogen, da sich Prior und Konvent für den neuen Glauben entschieden hatten. Der Rat verweigerte die Rückgabe der Kirche an die Dominikaner. Ihr Prior wurde 1576 wegen Unzucht verhaftet und exkommuniziert. Bei den Franziskanern war nur noch ein Ordensbruder da und die Gebäude verwahrlosten. Die Augustinerkirche wurde auf Grundlage eines Simultaneumsvertrages von beiden Konfessionen genutzt. Die Frauenklöster waren verarmt und spielten im Leben der Stadt kaum eine Rolle.
Der Reichstag von 1570 war der prächtigste und längste, der je im Westen des Reiches abgehalten wurde und übertraf an Glanz bei weitem die Versammlungen von 1526 und 1529. Zwar nahmen wieder zahlreiche Fürsten teil, aber mit diesem Reichstag begann eine Tendenz zur Gesandtenkonferenz. Gleichzeitig fand in Speyer ein Städtetag statt. Beim Einzug Kaiser Maximilians wurden über 500 Personen in seinem Gefolge gezählt, darunter Kaiserin Maria, die Töchter Anna, Elisabeth, Eleonore, Margarethe, die Söhne Maximilian, Mathias, Albrecht, Wenzel, sechs Leibärzte, 27 Falkner und Jäger, ein Dompteur, ein Leopardenwärter, zwei Tapezierer, 40 Bäcker, 15 Handwerker, ein Orgelmacher, 21 Trompeter und Heerpauker, ein Kapellmeister mit 12 Bassisten, einem Kammerbassisten, neun Tenören, 13 Altisten, sieben Diskantsängern und etwa 16 Sängerknaben.
Bei einer Einwohnerschaft von etwa 8.000 stellte die Veranstaltung eine schwere Belastung für die Stadt dar, die mit Vor- und Nachteilen behaftet war. Im Vorfeld ließ der Rat mehrere Straßen pflastern und provisorische Holzhütten errichten. Mit dem Tross des Kaisers kam erstmals ein Elefant in die Stadt, für den auch ein Stall gestellt werden musste. Seit 1542 scheint die Zahl an besser gebauten Häusern in der Stadt, die für Einquartierungszwecke aufgenommen wurden, von 210 auf 300 gestiegen zu sein. Im Rahmen der Festlichkeiten fand im Dom die Trauung der Kaisertochter Elisabeth mit dem französischen König Karl IX. statt, der jedoch nicht persönlich erschien und vom Bruder des Kaisers, Erzherzog Ferdinand II vertreten wurde.
Viele kleinere Städte waren nicht selbst auf dem Reichstag zugegen und ließen sich üblicherweise von anderen Teilnehmern vertreten. So ließen sich die Städte Mühlhausen und Weil der Stadt von Speyer vertreten.
Die Versammlung wurde am 13. Juli 1570 mit einer Messe im Dom eröffnet und zog sich über acht Monate hin. Themen der Beratungen waren eine umfassende Reichsreform, eine weitere Türkenhilfe, eine Reiter- und Fußknechtsordnung, eine neue Reichskammergerichtordnung und eine Reichskanzleiordnung. Von Glaubensfragen war kaum die Rede. Mit der Reichsreform kam man überhaupt nicht weiter. Unter anderem wurde beschlossen, Druckereien nur noch in Reichs-, Residenz- und Universitätsstädten zu erlauben. Außerdem sollte ein Teil des vom Herzog Johann Friedrich II. von Sachsen konfiszierten Landes an seine Kinder Johann Casimir und Johann Ernst zurückgegeben werden, wobei Johann Casimir das Coburger Land erhielt.
Im Vertrag von Speyer mit dem Kaiser legte Johann II. den ungarischen Königstitel ab und nannte sich von da an Johann Sigismund Fürst von Siebenbürgen und Teilen des Königreichs Ungarn (siehe auch Partium). Der Reichstag fand mitten in der Zeit einer allgemeinen Wirtschafts- und Hungerkrise statt, die auch über die Stadt hereinbrach. Witterungsbedingt kam es zu Missernten. Regenfälle hatten schon die Anreise zum Reichstag schwer behindert und eine Reihe von Wintern 1568 bis 1573 war so hart, dass der Rhein zufror. Die Sterblichkeitsrate nahm sprunghaft zu.
1572 wurde den Calvinisten in Speyer die St. Ägidien-Pfarrkirche überlassen. Damit hatte sich die zweite große reformatorische Strömung in Speyer etabliert.

## Zerstörung und Niedergang

### Ein unsicherer Frieden
Bis auf ein Ereignis im Jahre 1552 verlief die Zeit in Speyer zwischen 1530 und 1620 vergleichsweise friedlich. Dennoch blieb die Stadt von Unglück nicht verschont. Es kam immer wieder zu Pestepidemien, beispielsweise in den Jahren 1539, 1542, 1555 und 1574. Der Schmalkaldische Krieg 1546 hatte auf Speyer keine direkten Auswirkungen. Für Speyer war es sehr hilfreich, dass Kurfürst Friedrich II. ab April 1546 die Reformation in der Kurpfalz einführte und die Messe abschaffte.
1552 hatte der evangelische Markgraf Albrecht Alkibiades von Brandenburg, der es auf kirchliche Güter abgesehen hatte, das Hochstift Speyer überfallen und viele Orte gebrandschatzt. Speyer hatte ihm ohne Gegenwehr die Tore geöffnet, die Soldaten plünderten geistliche Güter und verlangten vom Bischof Rudolf von und zu Frankenstein, der in Udenheim weilte, eine Lösegeldzahlung. Durch den unerwarteten Tod des Bischofs, ehe es zu Verhandlungen kam, war es zu Verzögerungen gekommen und vom 19. bis 23. August begannen Raubzüge und Zerstörungen, von denen nicht nur die Geistlichkeit, sondern auch die Stadt betroffen war. Wenigstens konnten wichtige Urkunden und Bücher später zurückgewonnen werden.
Innerhalb der Stadt entwickelte sich ein Kleinkrieg zwischen protestantischer Bürgerschaft und katholischem Klerus mit gegenseitigen Vorwürfen, Sticheleien, Verleumdungen, Behinderungen. Nach wie vor hatten die Privilegien der Kirche auf Grundlage der Rachtung Bestand. Geistlichkeit und das noch immer überwiegend katholische Reichskammergericht stellten Fremdkörper in der Stadt dar.

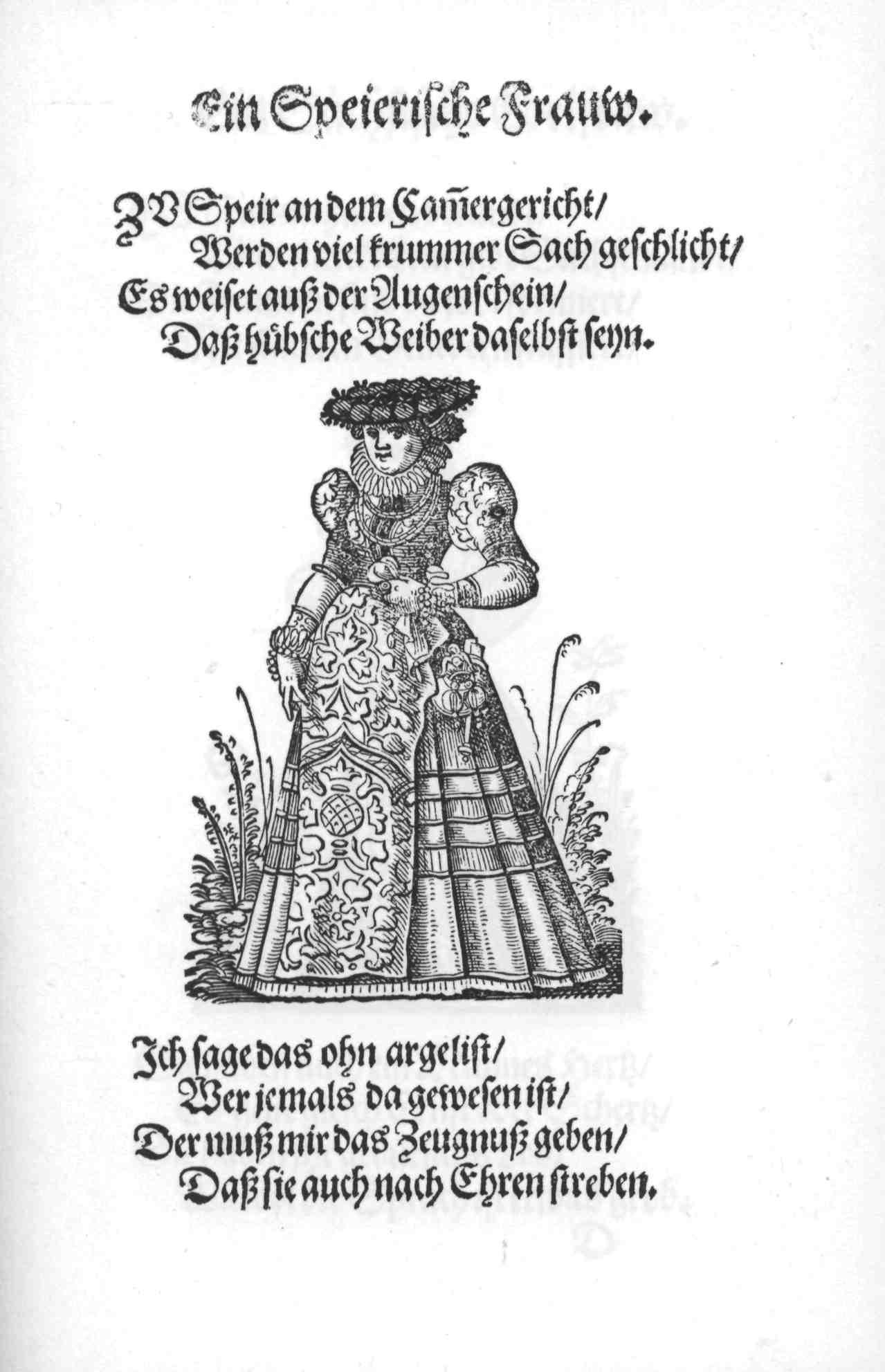
Frauentracht in Speyer 1586

Die Geschichte der Freien Reichsstadt Speyer als Teil des protestantischen Lagers in der ersten Hälfte des 17. Jahrhunderts war dadurch geprägt, dass sie einerseits Mitglied im Bündnis der Protestantischen Union und andererseits dem Einfluss der katholischen Liga in Person des Speyerer Bischofs ausgesetzt war.
Um 1600 war das System des Religionsfriedens um den Kompromiss von 1555 (Augsburger Religionsfriede) in eine schwere Krise geraten. Mit dem zunehmenden Erfolg der Gegenreformation im Reich entwickelte sich die Kurpfalz immer stärker zum Exponenten der evangelischen Gegenreaktion. Hatten die Türkenkriege über die Jahrzehnte noch einen gewissen Zusammenhalt bewirken können, so fiel dieser solidarisierende Außendruck mit der Waffenstillstandsvereinbarung 1606 weg.
1581 hatte der entschiedene Katholik Eberhard von Dienheim den Bischofsstuhl übernommen. Seitens der Protestanten hatte es sogar Überlegungen gegeben, den Bischofsstuhl mit einem evangelischen Prinzen zu besetzen. Die Kurpfälzer gingen so weit, die Säkularisation des Speyerer Hochstifts in Betracht zu ziehen. Eine Visitation des Hochstifts im Jahr 1583 kam zu dem Ergebnis, dass der Lebenswandel und das Pflichtbewusstsein der Geistlichen sehr zu wünschen übrig ließ. Die Jesuiten wurden daher verstärkt in die Pflicht genommen. 1599 wurde das Speyerer katholische Gesangbuch eingeführt und 1602 ließ der Bischof Kapuziner im Hochstift ansiedeln. Der Bischof lebte weit über seine Verhältnisse und das Hochstift war 1605 mit 126.000 Gulden verschuldet. Die Streitigkeiten zwischen Stadt und Bischof gingen unvermindert weiter.
Speyer trat 1610 der Protestantischen Union bei und pflegte die Beziehungen zu den anderen Reichsstädten Süddeutschlands besonders intensiv, als die Spannungen zwischen der Liga und der Union immer bedrohlicher wurden. 1613 begann Bischof Philipp Christoph von Sötern mit dem Neubau der bischöflichen Pfalz in Speyer und, gegen den Protest der Stadt, dem Ausbau seines Sitzes in Udenheim (ab 1623 Philippsburg) zu einer Festung. Die Liga betrachtete diese Festung als Gegenpol zur kurpfälzischen Festung in Mannheim. Am 20. Juli 1612 verfügte der Rat die Errichtung eines evangelischen Konsistoriums und 1616 wurde eine Schule für katholische Mädchen eingerichtet, aus der die Klosterschule St. Magdalena hervorging.
1612 erschien nach zehnjähriger Arbeit die Erstausgabe der Chronica der freien Reichsstadt Speier von Christoph Lehmann. Das Werk wurde sehr populär, da es sich auch intensiv mit der Reichsgeschichte befasste und wurde im Laufe des folgenden Jahrhunderts viermal aufgelegt.
1618 beteiligte sich Speyer an der Schleifung der Udenheimer Bischofsfestung durch ein pfälzisch-badisches Heer, deren Wiederaufbau wurde aber bald in Angriff genommen.

### Der Dreißigjährige Krieg

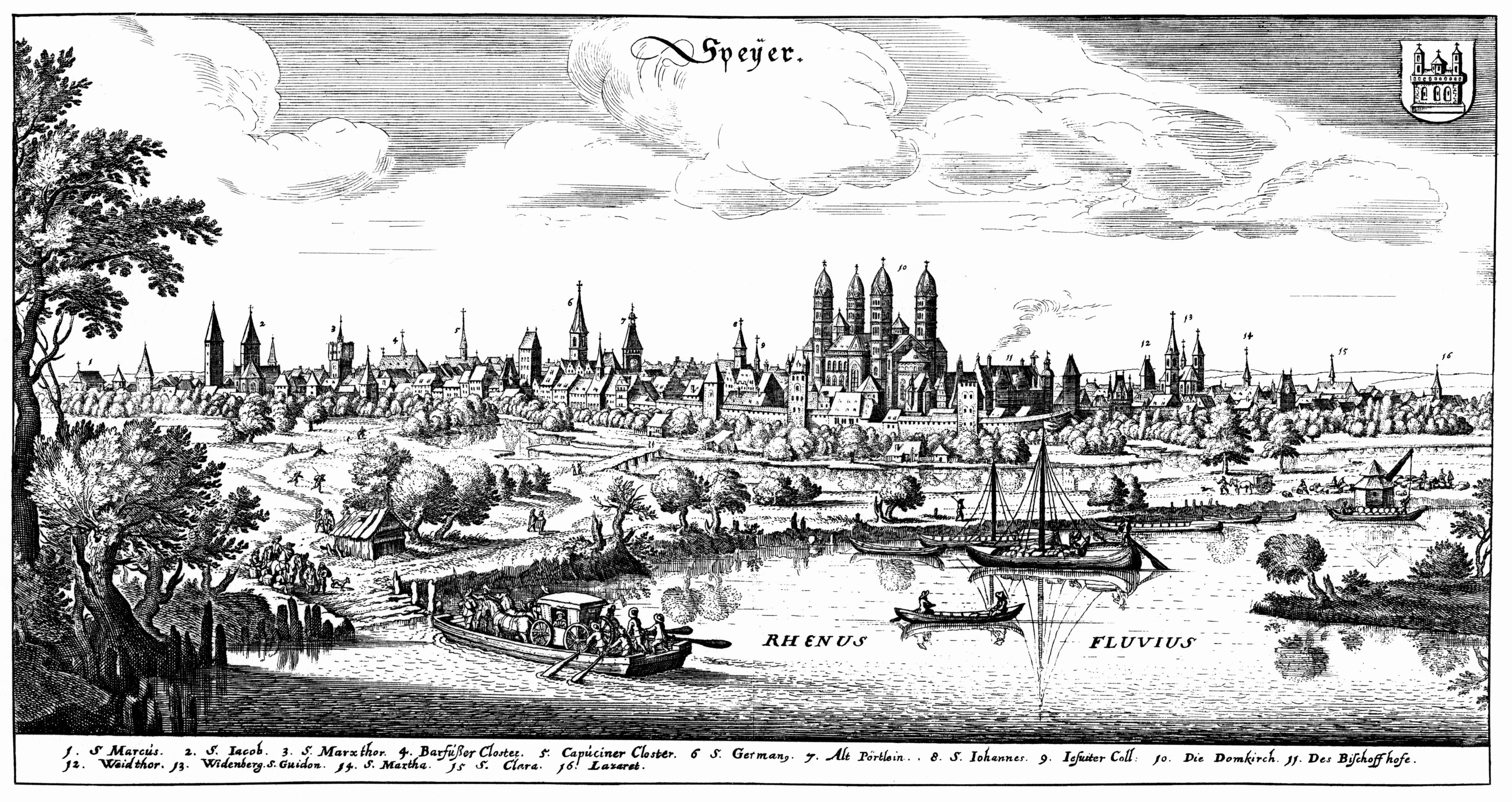
Speyer 1637, Stich von Merian

In den Kriegswirren des Dreißigjährigen Krieges (1618–1648) teilte Speyer das Los der meisten Reichsstädte. Die Mitgliedschaft der Stadt in der protestantischen Union, die Verpflichtungen gegenüber dem Reich, das die katholische Sache vertrat und die Vernetzung mit umliegenden Territorien, die teilweise militante Vertreter der Union waren und teilweise der Liga angehörten und die ständige Heranziehung zum Tragen der Kriegslasten für das Reich und die Beeinträchtigungen des Handels durch die Kriegseinwirkungen führten zu Verschuldung und Verarmung. Hinzu kam die abnehmende Verteidigungsfähigkeit mangels Geld und Personal, so dass sich Speyer, wie die übrigen Reichsstädte, bald gezwungen sah, einen Kurs der Neutralität einzuschlagen. Aus diesem Grund trat Speyer 1621 aus der Union aus. Neutralität gegenüber dem Reich war ein Novum, und vor allem der Kaiser bestand auf seine Rechte gegenüber den Reichsstädten, so dass immer ein Balanceakt zwischen protestantischer Union und katholischer Liga nötig war.
Innenpolitisch musste der lutherische Magistrat mit dem Bischof, vier Stiften und der katholischen Minderheit auskommen, die verbündete benachbarte Kurpfalz war calvinistisch. Die Teilnahme an der Schleifung der Festung in Udenheim, die zum Verteidigungsnetzwerk der Liga gehörte, sollte Speyer teuer zu stehen kommen. Die Stadt wurde wegen Landfriedensbruch angeklagt und fast zehn Jahre nach Ausbruch des Krieges einigte man sich auf die Zahlung von 150.000 Gulden. Nach dem Zerfall der Union erließ der Kaiser, auf dem Höhepunkt seiner Macht, 1628 das Restitutionsedikt, wonach alle geistlichen Güter, die die Protestanten seit 1555 eingezogen hatten, zurückzugeben waren. Dies wurde als Versuch der Rekatholisierung gesehen, aber die Auswirkungen blieben für Speyer gering. Das Edikt wurde bereits 1635 de facto und 1648 rechtlich aufgehoben.

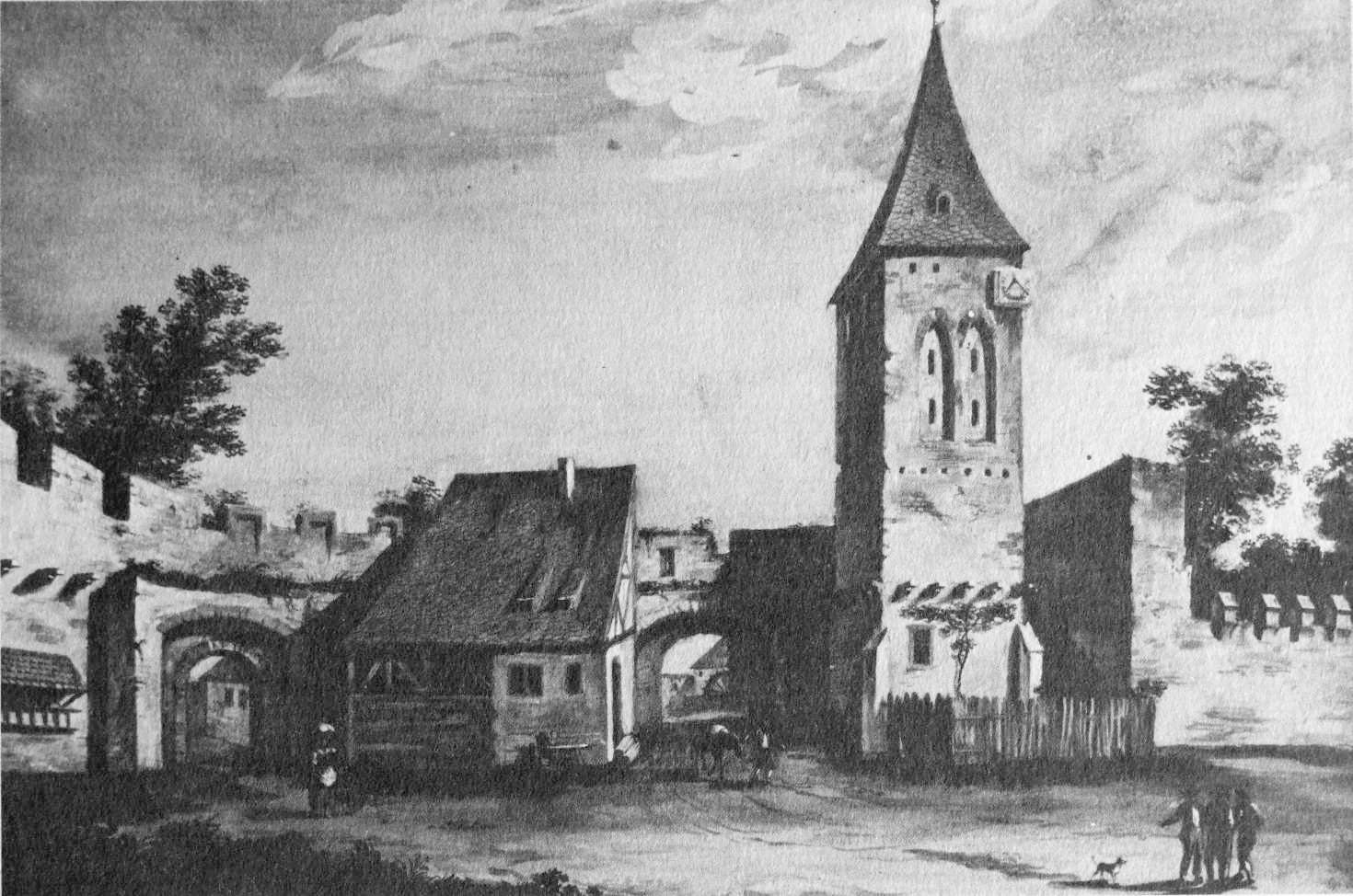
Stadtbefestigung am Fischmarkt. Zeichnung aus dem Jahre 1760.

Im weiteren Verlauf des Krieges befand sich das ummauerte, aber selbst kaum verteidigungsfähige Speyer im Spannungsfeld der häufig umkämpften Festungen Frankenthal, Friedrichsburg und Philippsburg, dem mit Hilfe der Liga bis 1623 wieder aufgebauten Udenheim. Damit fiel der Stadt ständig die Rolle als Zufluchtsort, Lazarett, Versorgungsstation und/oder Truppenlager zu. Die Spanier, die auf katholischer Seite fochten, besetzten die Kurpfalz. Philippsburg wurde zum Ausgangspunkt von militärischen Operationen der Liga und Speyer musste Truppendurchzüge, Einquartierungen und Schatzungen über sich ergehen lassen und Verwundete und Flüchtlinge aufnehmen. 1632–1635 wurde Speyer abwechselnd von den Schweden, den Kaiserlichen und den Franzosen erobert, 1635 bis 1644 wiederum von kaiserlichen Truppen; im Anschluss daran nochmals von den Franzosen bis über das Kriegsende hinaus. 1632 brach die Pest aus und 1636/37 eine Hungersnot.

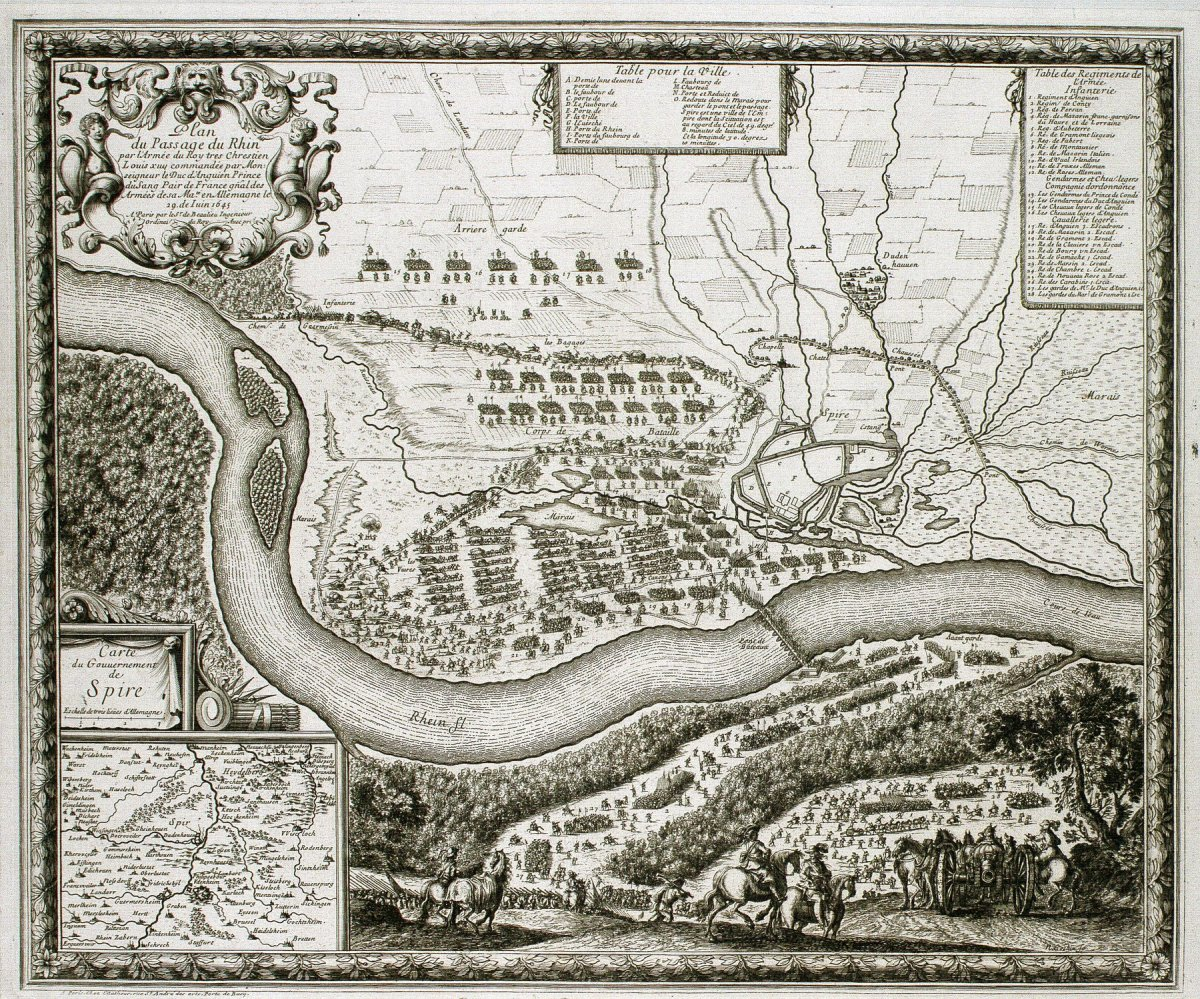
Karte des Rheinüberganges der Franzosen bei Speyer am 19. Juni 1645

Hinzu kamen Besetzungen der Stadt durch Spanier, Schweden, Franzosen und kaiserliche Truppen, die einander in nur kurzen Abständen folgten. Jedes Mal mussten Geld und Sachleistungen erbracht und Einquartierungen erduldet werden. Erst 1650 verließen die letzten Heere die Stadt, zurück blieben Schulden, Hunger und Seuchen. Auch wenn die Bausubstanz in dieser langen Kriegszeit sehr verfiel, so hatte Speyer das Glück, die Zeit weitgehend unbeschadet zu überstehen. Mannheim war völlig zerstört worden. Die Einwohnerschaft war jedoch stark zurückgegangen und die Vorstadt St. Markus aufgegeben worden. Ein Ratsprotokoll vom 18. Juli 1653 gibt den Verlust mit 25 % an, wobei er von vielen Flüchtlingen, die in der Stadt geblieben waren, verringert worden war.
Mit dem Frieden 1648 kamen weitere Geldforderungen an die Städte hinzu. Das Reich musste an Schweden eine Abfindungssumme von fünf Millionen in Gold zahlen („Schwedische Satisfaktion“), von denen 37.000 Gulden auf Speyer entfielen. Des Weiteren waren die Städte weiterhin verpflichtet, dem Kaiser Römermonate zu leisten, der Rechnungseinheit für Kriegszüge. So entfielen auf Speyer 25 Römermonate, die teilweise 1653 mit Gewalt abgepresst wurden. Die Spanier verlangten 500.000 Reichstaler, damit sie aus der Festung Frankenthal abziehen. Auch hiervon entfiel ein großer Teil auf die Reichsstädte und Speyer war ständig in Verhandlungen, um Kredite aufzunehmen und Schuldnachlässe zu erreichen.
Speyer war mit seinem Schuldenproblem nicht allein; das ganze Reich war davon betroffen. Der Reichsabschied von 1654 legte eine Regulierung und Reduktion der Schulden fest, aber Prozesse und Verhandlungen wegen der verschuldeten Reichsstädte zogen sich noch bis in die 70er Jahre hin. Erschwerend kam für die Stadt hinzu, dass ihr die Kurpfalz allmählich die wirtschaftlichen Vorteile des Rheines als Handelsweg entriss. Speyer musste sich, wie beispielsweise auch Straßburg, mit dem Verlust des Stapelrechtes abfinden.

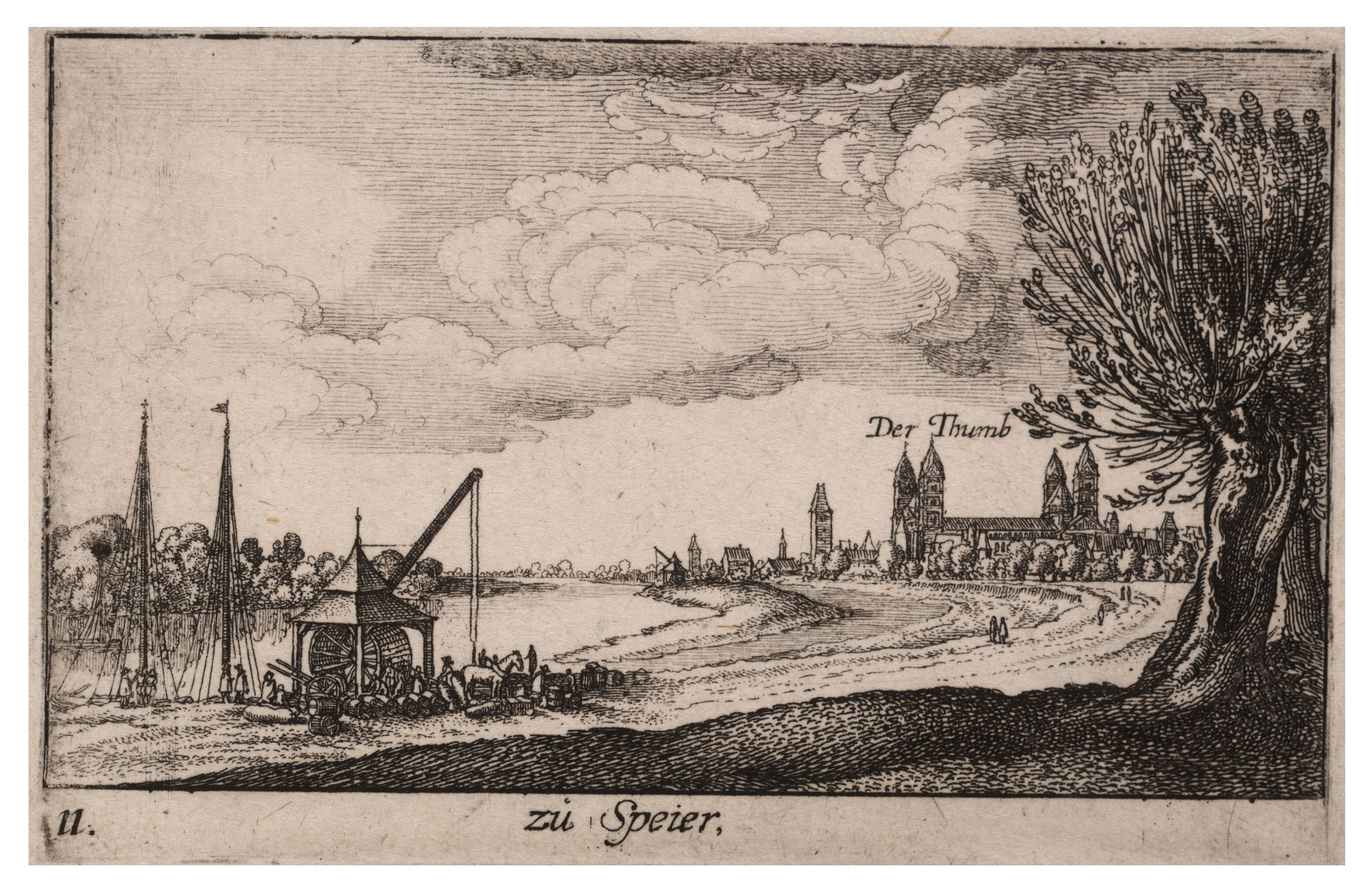
Speyer um 1650

Auch in den Jahren nach dem Friedensschluss kam es immer wieder zu Streitigkeiten zwischen Stadt und Bischof und Stadt und Klerus. Der Bischof hatte seine Residenz nach wie vor nicht in Speyer, sondern in Udenheim und die Stadt war noch immer sehr darauf bedacht, eine bischöfliche Regierung in Speyer zu verhindern und behinderte auch die Tätigkeiten der bischöflichen Beamten. Insbesondere kam es 1653 zu einem großen Streit um die Nutzung eines für den Bischof Lothar Friedrich von Metternich-Burscheid wichtigen Geleitweges zur Fährverbindung über die Rheinhäuser Weide. Von beiden Seiten kam es wiederholt zu Beschwerden und Klagen. 1670 wurde der Bürgermeister Johann Mülberger wegen Landesverrat von seinem Amt enthoben; man warf ihm vor, die Stadt an den Bischof ausliefern zu wollen.
Zwischenzeitlich kam es zu bedeutenden Verschiebungen im europäischen Kräfteverhältnis und Frankreich entwickelte eine Vormachtstellung. Es setzte eine aggressive Expansionspolitik in Gang und läutete eine neue Phase von Kriegen ein. Die Vorbereitungen waren beispielsweise an den zunehmenden Aktivitäten im Bereich der Festung Philippsburg bemerkbar, die in französischer Hand lag. 1661 geriet Landau unter französische Herrschaft und wurde in den nächsten Jahrzehnten zur Festung ausgebaut; 1670 besetzten die Franzosen das Herzogtum Lothringen und 1681 Straßburg. Mit Zerstörungen in der Kurpfalz und im nahen Germersheim 1674 im Französisch-Niederländischen Krieg waren die Auseinandersetzungen nahe an Speyer herangekommen. In Verhandlungen mit den Franzosen und dem Reichstag gelang es der Stadt, auf ihre Neutralität zu pochen. Die Kurpfalz wollte diese Neutralität nicht akzeptieren, setzte die Stadt unter Druck und besetzte 1676 Dudenhofen, die Warttürme der Landwehr und die Vorstadt Hasenpfuhl. Im gleichen Jahr konnte die Festung Philippsburg von einem Reichsheer zurückerobert werden. 1683 musste die Stadt wieder Kontributionen an das Reich leisten, das im Südosten wieder von Türken, diplomatisch von Frankreich unterstützt, bedroht wurde. Die Türkenbedrohung des Reiches verhalf den Franzosen ihre Ostgrenze weiterhin ohne Gegenwehr des Reiches in Richtung Rhein zu verschieben.

### Der Pfälzische Erbfolgekrieg

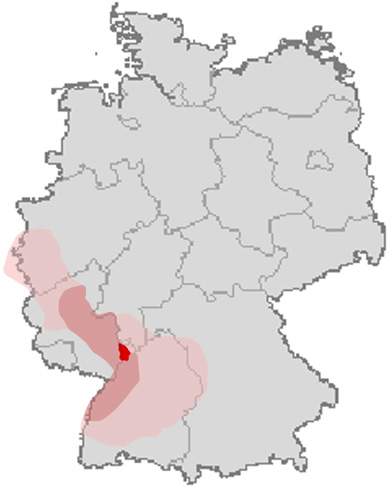
Vom Pfälzer Erbfolgekrieg betroffene Gebiete (visualisiert auf den heutigen Grenzen)

Ein günstiger Anlass für den nächsten Schritt bot sich den Franzosen mit dem Tod des Kurfürsten von der Pfalz Karl II. Ludwig XIV. verlangte rechtswidrig Teile der Kurpfalz als Erbe seiner Schwägerin Liselotte von der Pfalz, obwohl er im Heiratsvertrag ausdrücklich darauf verzichtet hatte und brach den Pfälzischen Erbfolgekrieg (1688–1697) vom Zaun, von dem die Kurpfalz und große Teile Südwestdeutschlands betroffen waren. Eine der ersten Kampfhandlungen war die Einnahme der Festungen Philippsburg und Mainz im Oktober 1688. Als sich die französischen Armeen nach den anfänglichen Erfolgen zurückziehen mussten, wurden die verlassenen Gebiete systematisch verwüstet, um dem Gegner die Verfolgung zu erschweren. Darüber hinaus verfolgten die Franzosen den Zweck, für ein Jahrzehnt ein Glacisareal zu schaffen, das die Verteidigung des eigenen Territoriums erleichtern sollte. Von diesen rücksichtslosen Zerstörungen auf Betreiben des französischen Kriegsministers Louvois und seines engsten Vertrauten Chamlay waren insbesondere Siedlungen in der Rheinpfalz und Nordbaden betroffen.

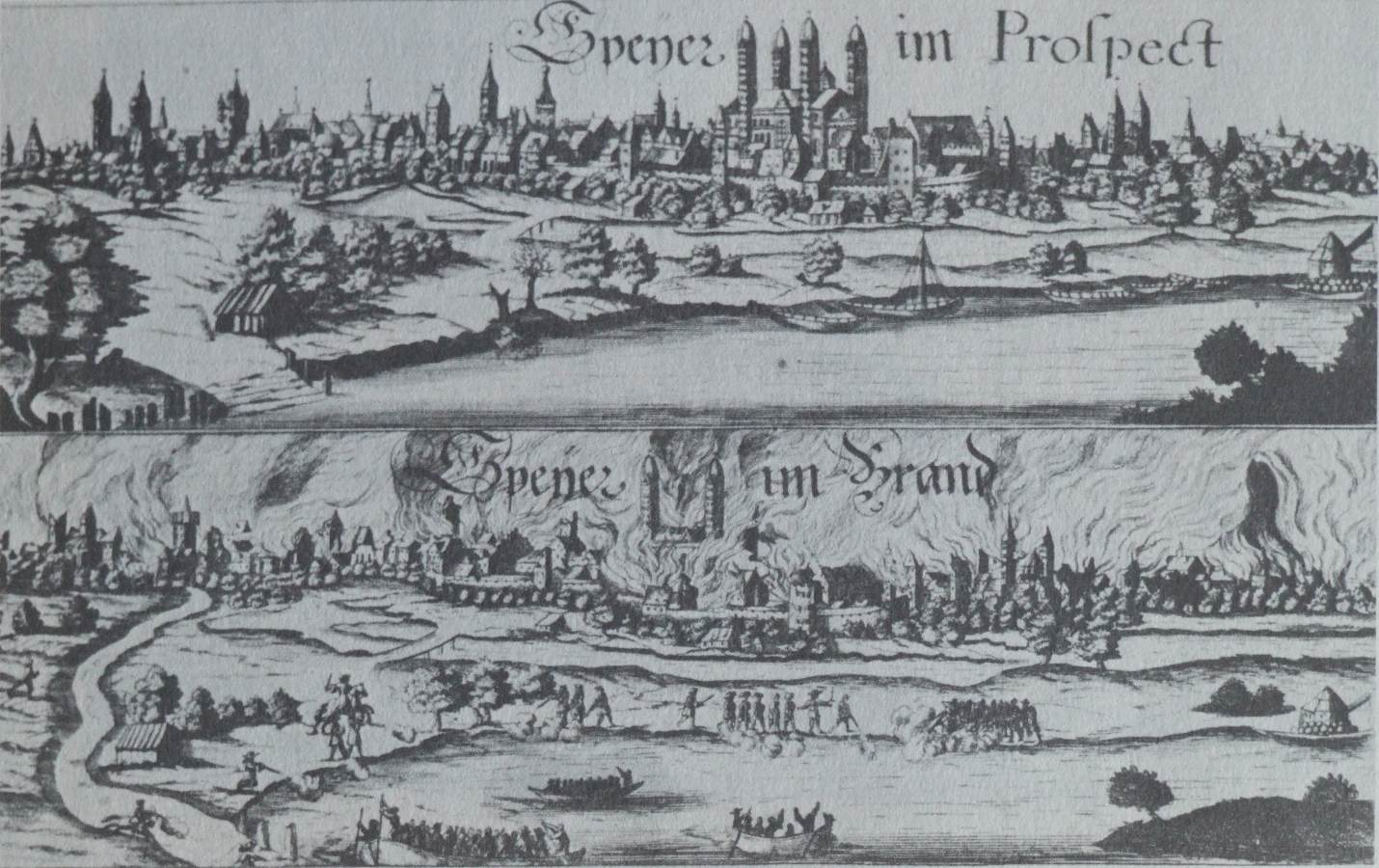
Speyer vor und während des Brandes von 1689. Zwei Kupferstiche auf einem Flugblatt von Johann Hoffmann, Nürnberg, 1689

Die Stadt Speyer sollte dasselbe Schicksal ereilen. Von der Festung Landau kommend standen zu Beginn des Jahres 1689 französische Truppen unter Joseph de Montclar vor der Stadt. Nachdem Speyer von diesen Truppen übernommen worden war, wurde das Karmeliterkloster Hauptquartier. Zwei Tage nach einer Besichtigung der Stadtbefestigung durch Montclar begannen am 30. Januar die Entfestigungsarbeiten, bei denen große Teile der Stadtmauer ebenso wie die meisten Türme mit der Hilfe der Bürger abgebrochen wurden. Einige Tore wurden sogar gesprengt. Ursprünglich sollte auch das neben dem Hauptquartier befindliche Altpörtel gesprengt werden. Da die Karmeliter den General davon überzeugen konnten, dass das Kloster wegen seiner Baufälligkeit allein durch die hiermit verbundene Erschütterung einstürzen könnte, brach dieser die bereits vorbereitete Sprengung ab. Am 23. Mai erging von General Duras der Befehl, die Stadt innerhalb einer Woche zu räumen. Er sagte aber auch, dass die Bewohner nicht glauben sollen, dass die Stadt abgebrannt werde. Vier Tage später gab Montclar jedoch dem Bischof bekannt, er habe den Befehl erhalten, die gesamte Stadt, außer den Dom, abzubrennen. Die Generäle selbst waren über den Befehl nicht glücklich und daher bereit, den Bewohnern Karren zum Abtransport des Eigentums zur Verfügung zu stellen. Die verbliebene Habe durfte im Dom gelagert werden. Der Domschatz wurde auf Veranlassung des Domkapitels nach Mainz gebracht. Nachdem die Bürger ihren Besitz weggebracht hatten, verließen sie die Stadt. Dabei achteten die Franzosen darauf, dass die Bevölkerung nicht über den Rhein floh. Sie unterbreiteten deshalb ein Umsiedlungsangebot ins Elsass und nach Lothringen mit kostenlosen Bauplätzen, zehn Jahren Steuerfreiheit und Transporthilfen. Wie aber schon in Heidelberg und Mannheim gingen nur wenige darauf ein. Wer nicht über den Rhein kam, floh in den Wald und hoffte, dass Speyer verschont bliebe, da, so hatten es die Franzosen berichtet, Deutsche Truppen nahe waren. Die Hoffnung war vergebens, da die Franzosen am Morgen des Pfingstdienstags (31. Mai) ihr Feldlager auf dem Germansberg bezogen und am Nachmittag die Inbrandsetzung gleichzeitig am Weidenberg und an der Stuhlbrudergasse begannen. Als auch der scheinbar sichere Dom in Brand geriet, ließ der Bischöfliche Statthalter Heinrich Hartard von Rollingen die wertvollsten Grabmäler in die Domdechanei bringen. In der Nacht vom 1. zum 2. Juni entfachte ein Gewittersturm das bisher meist nur schwelende Feuer so stark, dass kurz vor Mitternacht der Glockenturm des Doms Feuer fing. Es konnte zwar dreimal gelöscht werden, allerdings schwelte die Feuersbrunst im Dom dennoch weiter. Als schließlich die schlecht zugängliche Ostkuppel brannte, war der Dom nicht mehr zu retten. Darüber hinaus wurden auch betrunkene Soldaten beim Zündeln im Dom erwischt. Im allgemeinen Chaos gelang es zudem einigen Soldaten, die oberen Kaisergräber aufzubrechen. Sie wurden durch das Feuer vertrieben, welches auch das Gewölbe im Westteil in Mitleidenschaft zog und damit zu dessen Einsturz führte. Nachdem der Brand erloschen war, zeigte sich das Ausmaß: Die Stadt war fast vollständig zerstört, nur die Gilgenvorstadt, das in Altspeyer gelegene St.-Klara-Kloster, das Judenbad, das Altpörtel und wenige andere Häuser waren unversehrt. Auch der Dom war schwer beschädigt. Völlig zerstört war zudem das Gebäude des Reichskammergerichts. Da Speyer auf Befehl der Franzosen nicht länger bewohnt werden durfte, verteilte sich die Bevölkerung der Stadt in den gesamten süddeutschen Raum mit Schwerpunkt Frankfurt, wohin auch der Magistrat flüchtete, und Straßburg.

### Wiederaufbau 1698–1792

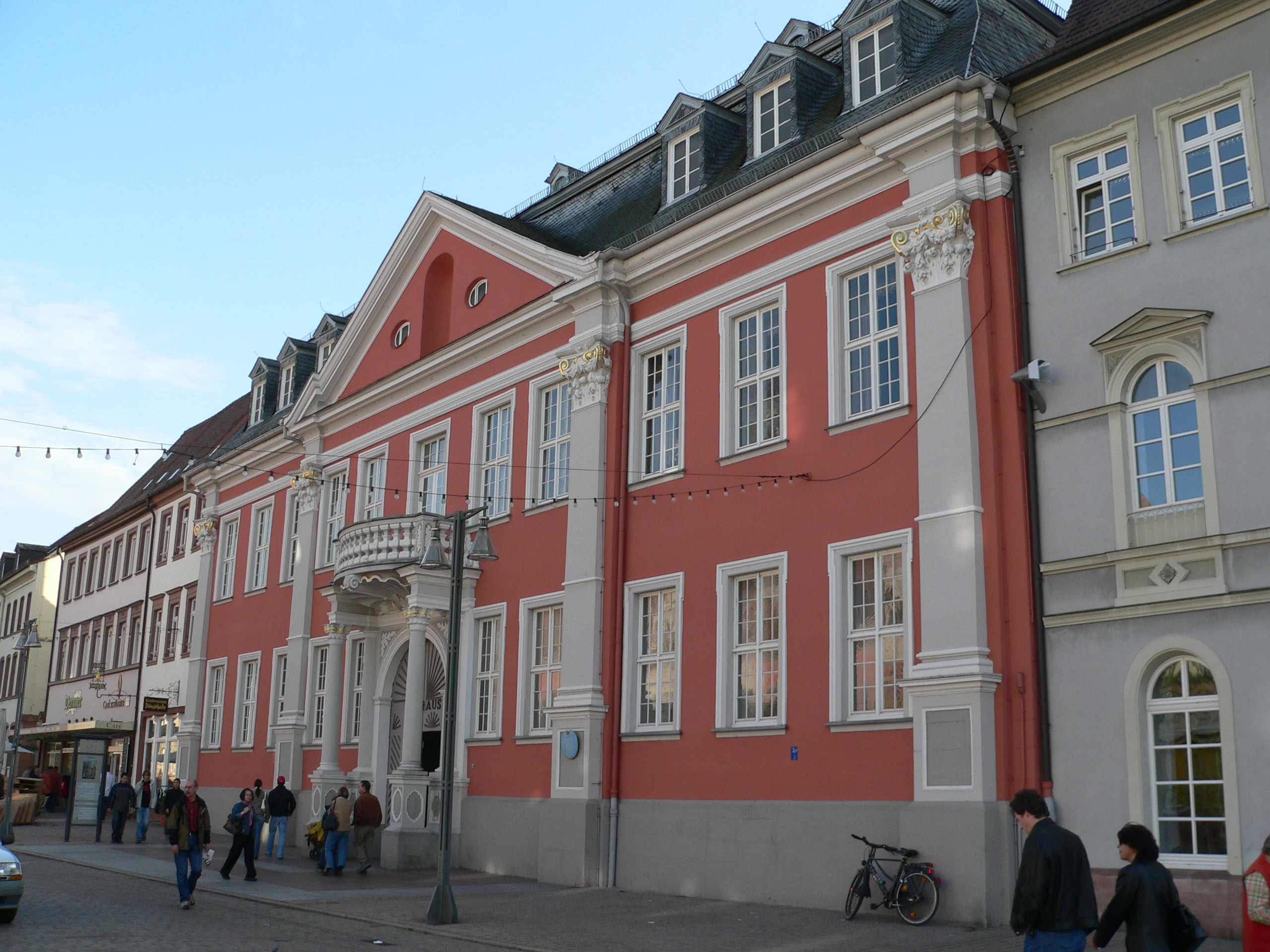
Altes Rathaus, erbaut zwischen 1712 und 1726 von Johann Adam Breunig

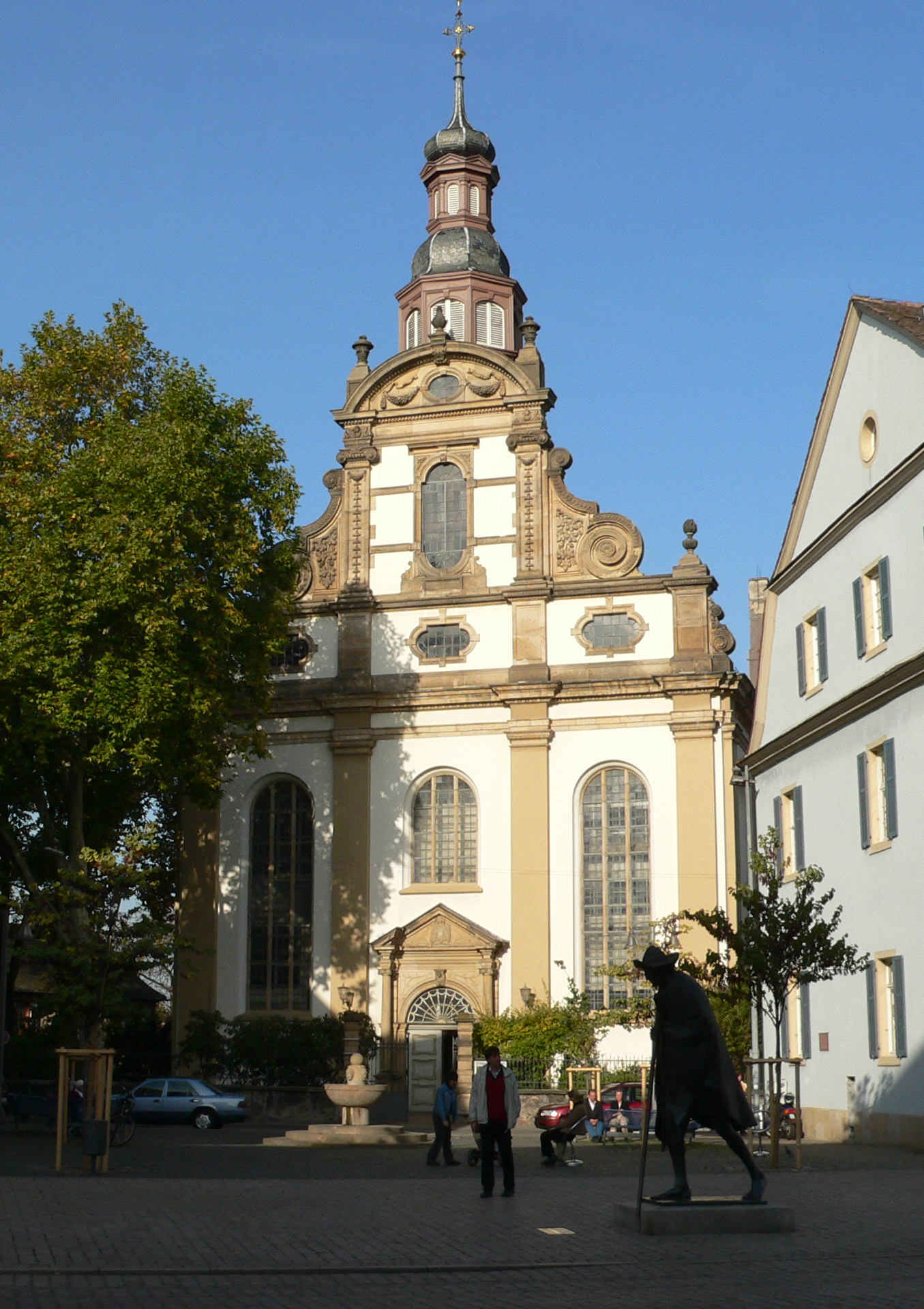
Dreifaltigkeitskirche 1701–1717

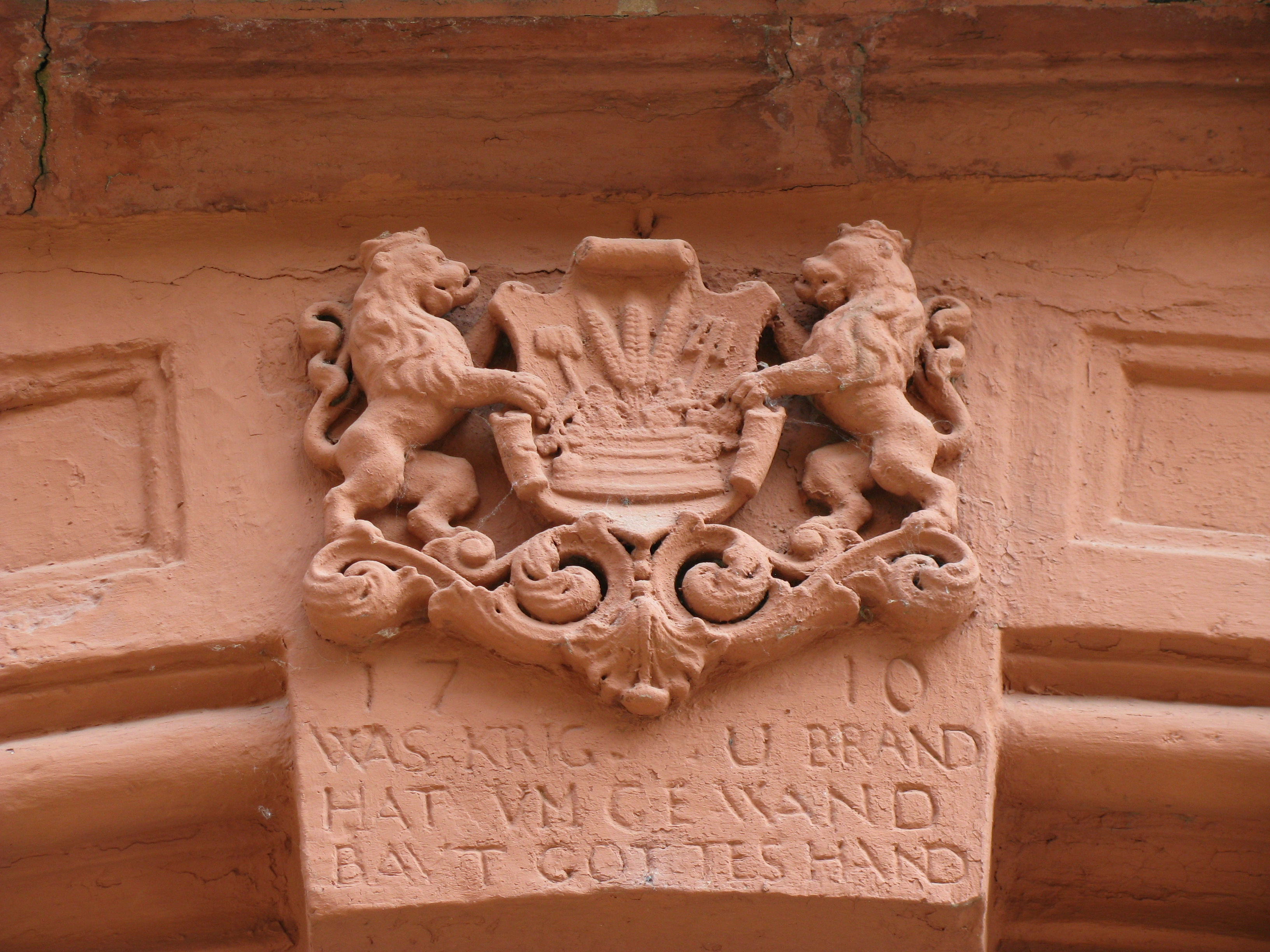
Inschrift an einem Haus in der Johannesstraße mit Verweis auf den Wiederaufbau

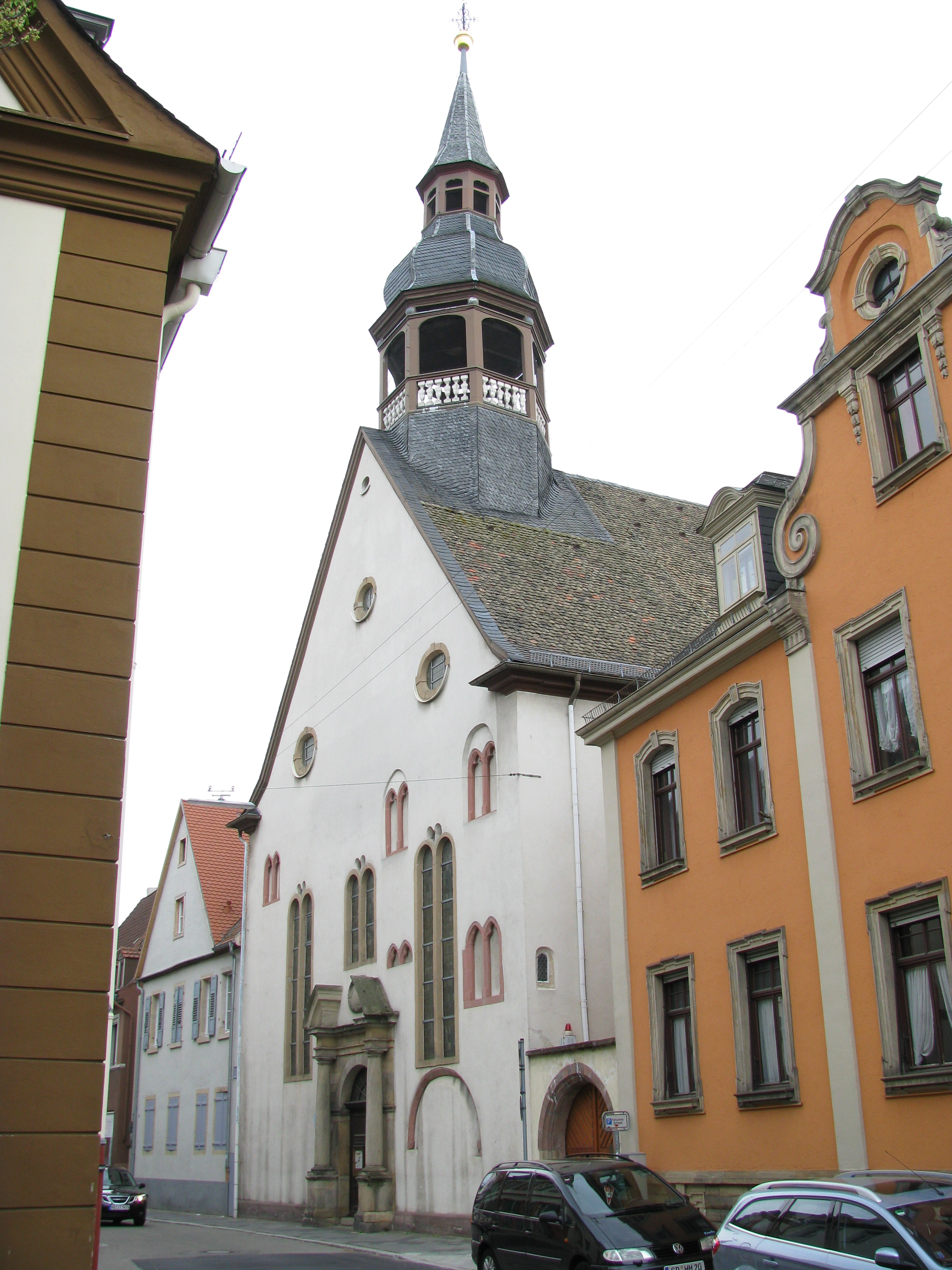
In den Ruinen eines Patrizierhauses entstand 1700–1702 die Heiliggeistkirche. Die blinden gotischen Fenster wurden bei Restaurierungsarbeiten freigelegt.

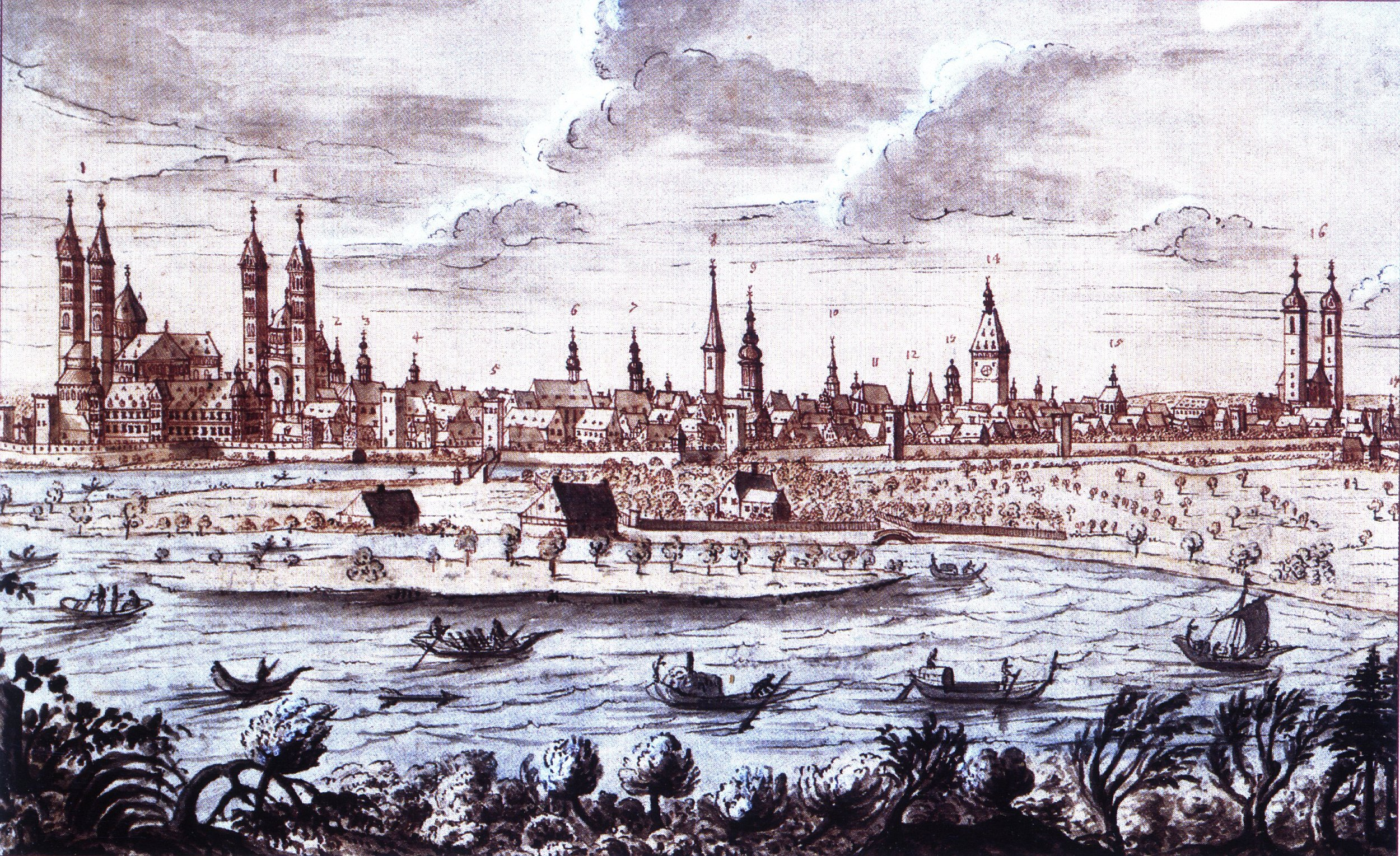
Speyer vor 1750: Deutlich zu erkennen die noch klaffende Lücke im Dom aufgrund des Brandes von 1689

Der Speyerer Stadtrat in Frankfurt machte sich ab 1698 daran, die verstreute Bevölkerung zu sammeln und Anreize für eine Rückkehr in die zerstörte Stadt zu bieten. Hierzu gehörten u. a. Steuererleichterungen, aber auch Drohungen, den herrenlosen Grundbesitz einzuziehen. Für den Wiederaufbau wurde Geld gesammelt. Das Reichskammergericht wurde nach Wetzlar verlegt, womit eine wichtige Bevölkerungsgruppe für eine Rückkehr nach Speyer ausfiel. Eine andere Gruppe, der Klerus, insbesondere das Allerheiligen-, St.-Guido und der Domstift, machte sich jedoch sehr bald daran, das städtische Leben in den Randbezirken anzustoßen.
Aus den Jahrzehnten des Wiederaufbaues, der ab 1698 einsetzte, stammen zum Beispiel die Barockbauten der reformierten Heiliggeistkirche (Bauzeit 1700–1702) und der lutheranischen Dreifaltigkeitskirche (Bauzeit 1701–1717), den ersten Kirchenneubauten in Speyer. Das Rathaus wurde erst 1726 fertiggestellt, und der Neubau des Städtischen Kaufhauses (Alte Münze) entstand am städtischen Markt. In der Hauptstraße entstanden viele weitere Häuser im spätbarocken Stil der Zeit.
Doch sehr bald wurde Speyer abermals von Kriegsereignissen berührt, dem Spanischen Erbfolgekrieg (1701–1714), in dessen Verlauf die Stadt wieder zu Kontributionen herangezogen wurde. Als es 1703 zu militärischen Manövern der Franzosen im Raum Landau kam, sah sich die Stadt veranlasst, auf dem Reichstag erneut an ihre Neutralität zu erinnern. Am 17. Oktober 1703 begannen die Franzosen unter Tallard mit der Belagerung der Festung Landau. Diese hatten sie erst ein knappes Jahr davor an die Kaiserlichen verloren. Ein hessisch (kaiserlich)-niederländisches Hilfskorps unter Johann Ernst (Nassau-Weilburg) und Friedrich von Hessen-Kassel sollte nun der Festung zu Hilfe eilen und sammelte sich am 13. November 1703 südwestlich von Speyer, wo sie noch auf Verstärkung warten wollten, um am nächsten Tag in Richtung Landau weiterzuziehen. Während die Kaiserlichen ihr Hauptquartier in Speyer aufschlugen, bezogen die holländischen Generäle Quartier bei Heiligenstein. Tallard zog es vor, nicht auf einen Angriff zu warten, sondern selbst anzugreifen, und traf auf die lagernden deutschen Truppen am 15. November, als die gesamte Führung in Speyer den Geburtstag des Kaisers feierte. In der Schlacht am Speyerbach fügten die Franzosen den Alliierten eine verlustreiche Niederlage zu. Die Festung Landau kapitulierte noch am selben Tag. 8000 Soldaten kamen ums Leben; im Allmendwald bei Harthausen / Hanhofen stehen heute noch steinerne Kreuze über Gräbern der Gefallenen. Unter anderem verlor der kaiserliche Generalmajor von Hochkirchen sein Leben, der im Kölner Dom beigesetzt ist. Als Tallard nach der Zweiten Schlacht bei Höchstädt 1704 in Gefangenschaft geriet, soll er von Friedrich von Hessen-Kassel mit den Worten „Revanche für Speyer!“ begrüßt worden sein.
Ab der Mitte des Jahrhunderts musste Speyer ein Truppenkontingent von 20 bis 35 Mann unterhalten und im Siebenjährigen Krieg musste es 17.000 Gulden zahlen. Insgesamt kosteten die vier Kriege des 18. Jahrhunderts die Stadt über 100.000 Gulden. Speyer war hoch verschuldet und die Bürger unterlagen einer hohen Steuerlast.
Der Speyerer Weinhandel lebte nicht mehr auf; an dessen Stelle trat die Tabakfabrikation.
Erwähnenswert ist jedoch, dass Johann Seger Ruland, Schwiegersohn des Speyerer Bürgermeisters Sigmund Heinrich Stegmann, in einem verwilderten Speyerer Garten auf unbekannte Reben stieß, die er 1711 erstmals kelterte. Der Weißwein, ein Pinot gris, fand Zuspruch und die Rebe fand in der Region unter dem Namen Ruländer, unter dem die Rebsorte in Deutschland klassifiziert ist, schnelle Verbreitung.
1719 wurde Damian Hugo von Schönborn Bischof von Speyer. Da die Residenzstreitigkeiten mit der Stadt noch immer bestanden, verlegte er seinen Sitz in das bäuerliche Bruchsal, wo er das Schloss Bruchsal errichten ließ.
Verarmung, Steuerlast, stagnierende Wirtschaft und Verfilzung des Magistrats führten 1752 bis 1754 zu Unruhen unter den Bürgern und Zünften, die aber nach vielen Verhandlungen und Entgegenkommen des Stadtrates beigelegt werden konnten.
Mitte der 70er Jahre machte man sich endlich an den Wiederaufbau des Domes, von dem das westliche Drittel in Ruinen stand. Die östliche unzerstörte Hälfte war nach Westen abgeschlossen und weiter für Gottesdienste benutzt worden. Nach Abbruch der beiden Westtürme erhielt der Dom 1778 ein neues barockes Westwerk von Franz Ignaz Michael Neumann und eine neue Innenausstattung.

## Französische Revolution und Napoleon

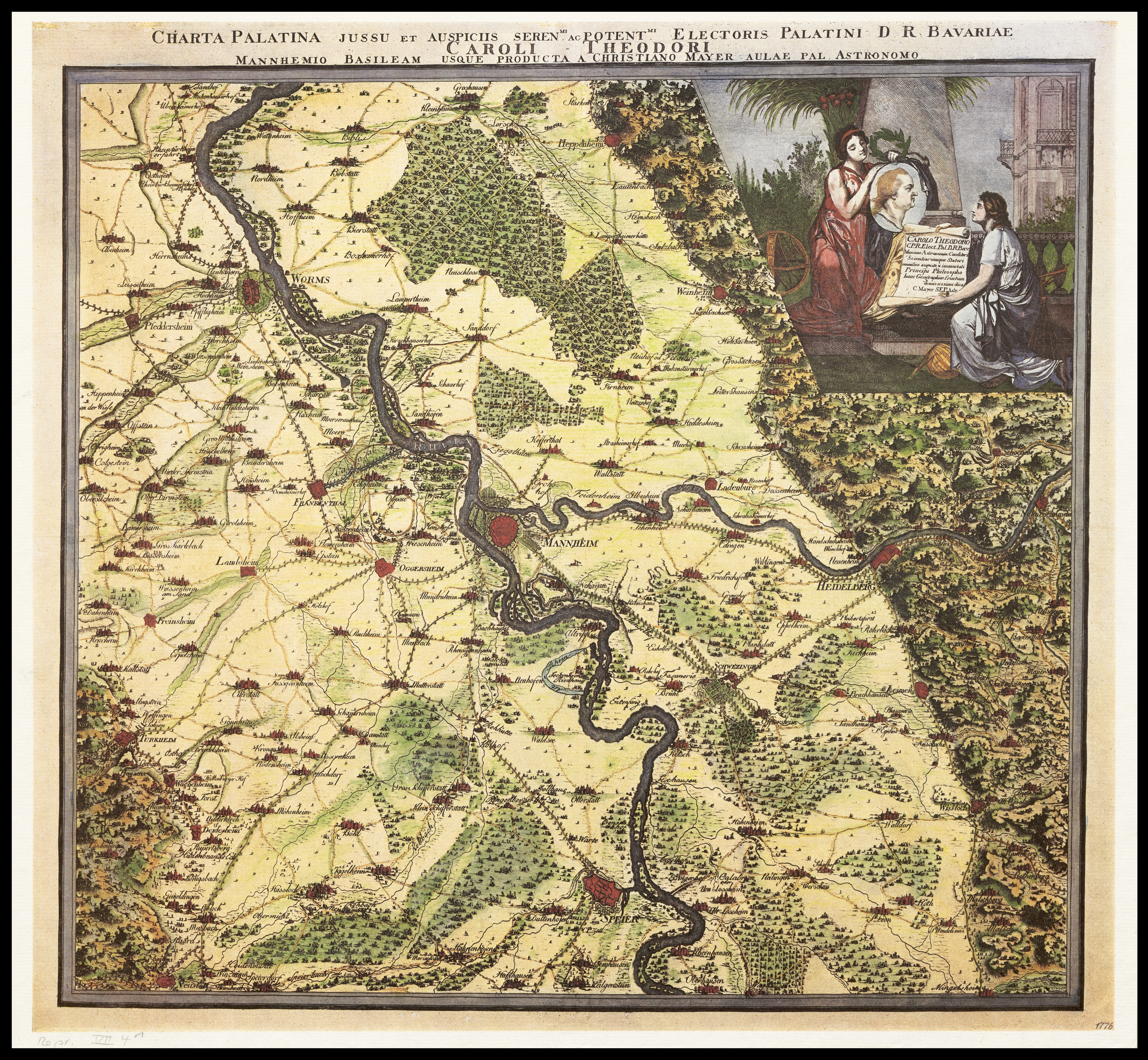
Rheinebene zwischen Speyer und Worms um 1775

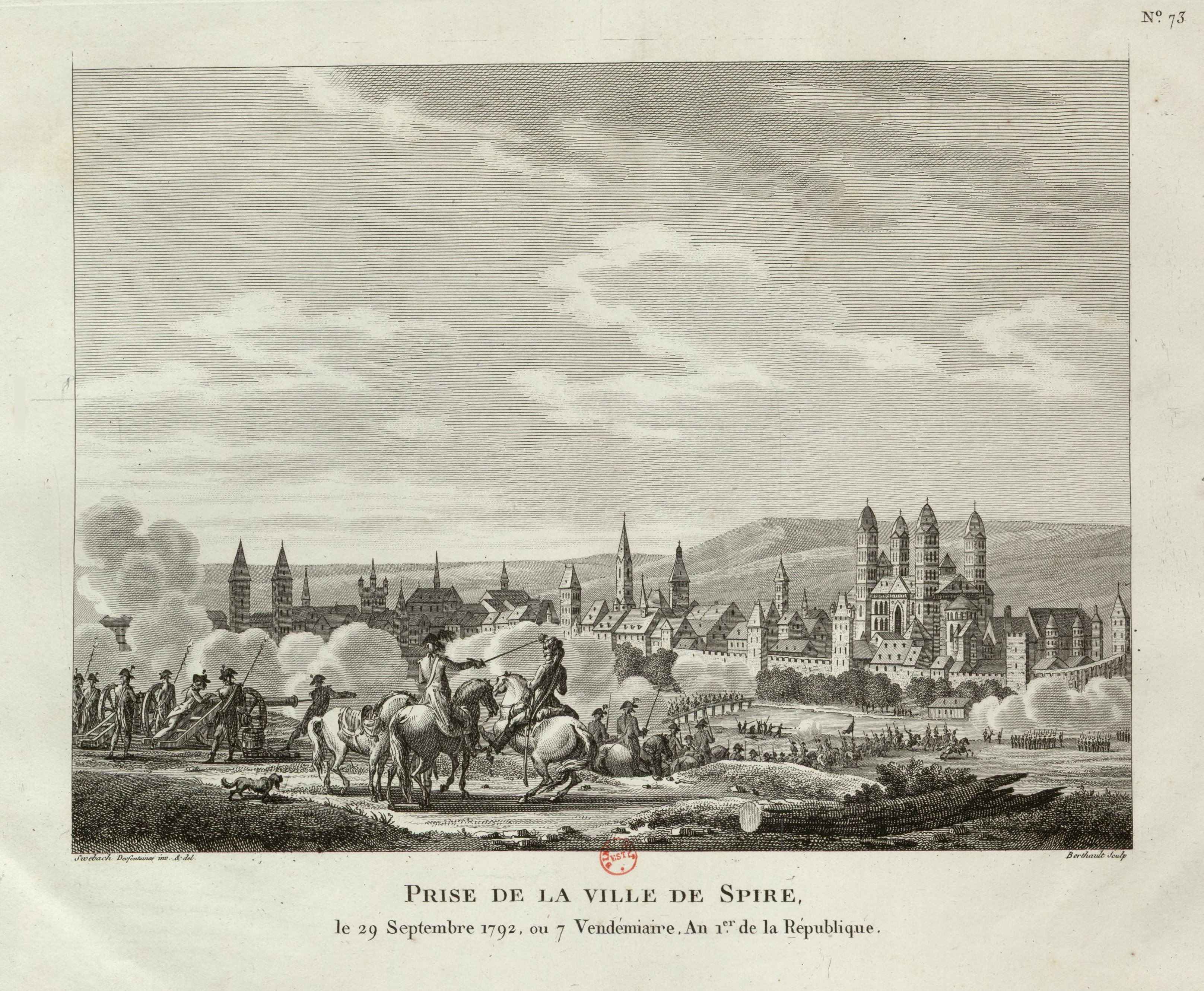
Französische Revolutionstruppen erobern Speyer 1792. Man beachte die nicht korrekte Darstellung des Domes mit noch vier Türmen

Die Französische Revolution 1789 läutete das Ende der reichsstädtischen Geschichte Speyers ein. 1792 wurde die Stadt von Revolutionstruppen der Armée du Rhin von der Festung Landau aus eingenommen. Zwar kam es in den Folgejahren mehrere Male zu kurzfristigen Rückeroberungen durch das Reich, aber schließlich wurde die Pfalz links des Rheins am 21. März 1797 endgültig annektiert; Speyer blieb als Sitz einer Unterpräfektur (Arrondissement) im Département du Mont-Tonnerre (Donnersberg) bis 1814 unter französischer Herrschaft.
Die Einnahme der Stadt war nochmals mit Brandschatzungen verbunden, wobei der Dom nochmals Schaden litt. Die Revolutionstruppen brachten die Errungenschaften der neuen Republik mit und schafften den Feudalismus ab. Die ständischen Sonderrechte (Grundherrschaft, Patrimonialgerichtsbarkeit) verschwanden. In der Hauptstraße wurde ein Freiheitsbaum aufgestellt, Straßen und Plätze wurden umbenannt, ein revolutionärer Klub gegründet, alte Wappen und Symbole der Reichsstadt und des Reiches entfernt, das alte Strafrecht wurde abgeschafft, Galgen und Lasterstein beseitigt, die Zünfte aufgelöst und an die Stelle des Bürgermeisters trat der Maire. Der Friedensrichter und Gemeinderat (Munizipalrat) wurden in der ersten Volkswahl bestimmt. Von den Bürgern wurde eine neue Eidesleistung verlangt: Ich schwöre treu zu sein dem Volk, den Grundsätzen der Freiheit und Gleichheit und entsage allen bisher genossenen Privilegien auf das Feierlichste. Speyer, den 11. März 1793 im 2. Jahr der Frankenrepublik. Auch der noch in der Stadt verbliebene Klerus wurde zu diesem Eid gezwungen. Bei den ersten demokratischen Wahlen stimmten mit Abstand die meisten Bürger, wie auch in Worms, für den alten Rat. Mit der Eingliederung in die Französische Republik 1797 wurde die reichstädtische Verfassung aufgehoben und die Reichsstadt aufgelöst; Speyer erhielt eine französische Behördenverfassung. Darüber hinaus wurde sämtlicher Kirchenbesitz zu Nationaleigentum, welches zunächst an Privatleute verpachtet und ab 1803 verkauft wurde. Käufer waren oft die vorherigen Pächter.

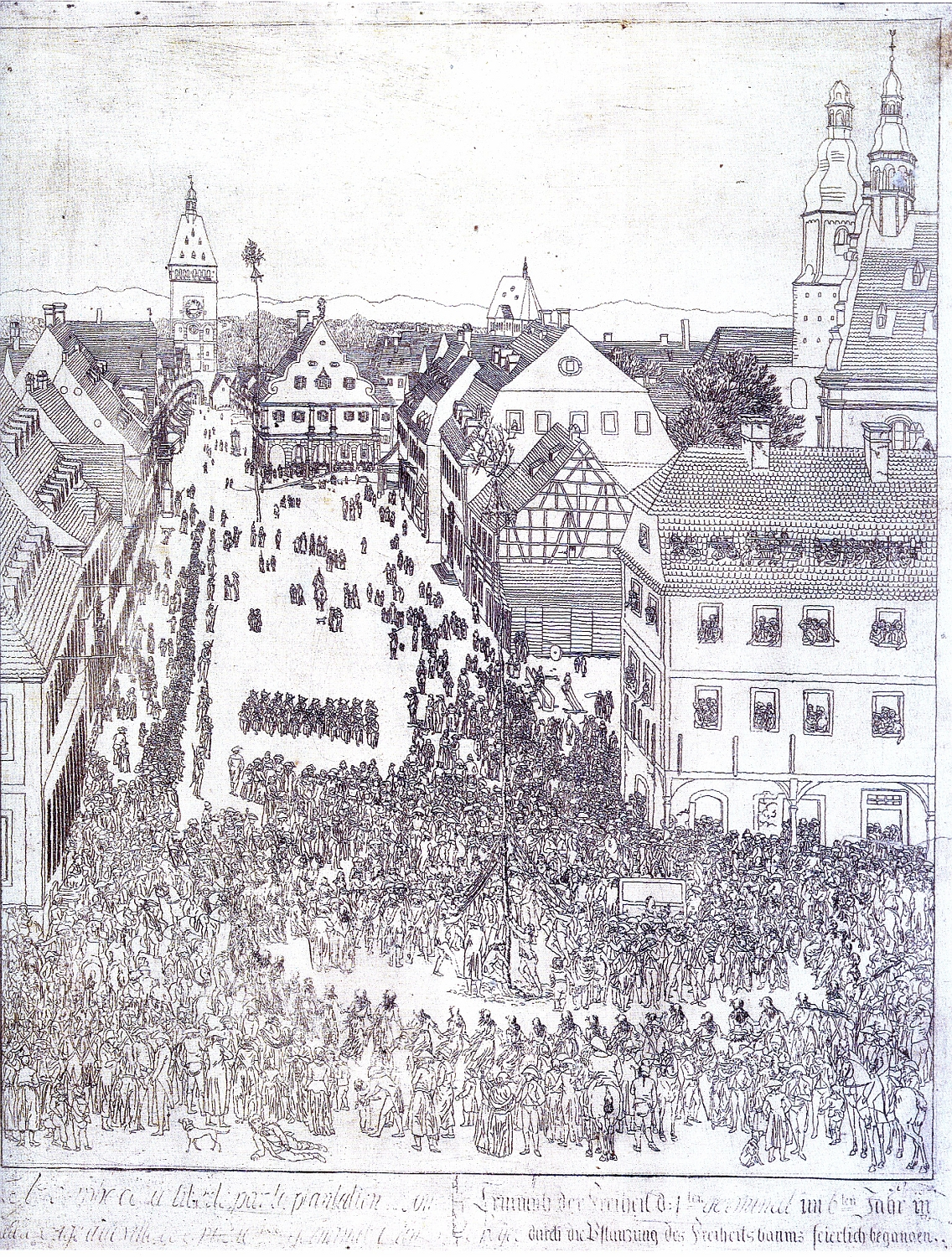
Johannes Ruland (1744–1830): Errichtung des Freiheitsbaums in Speyer

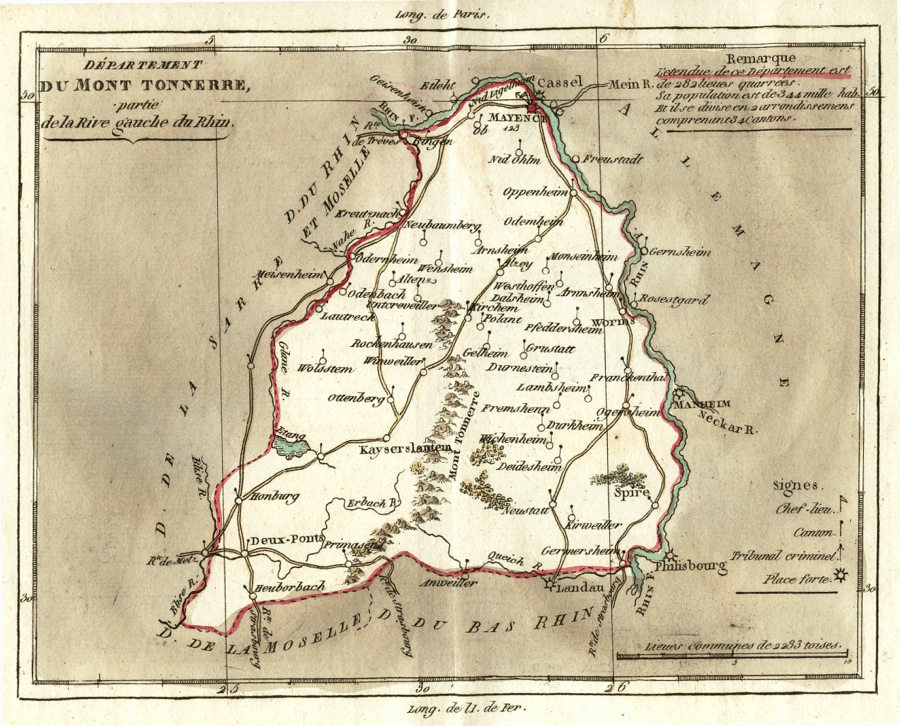
Zeitgenössische Karte des Départements du Mont Tonnerre

Ende 1799 wurde Napoleon Bonaparte erster Konsul und Alleinherrscher in Frankreich, 1804 erklärte er sich zum Kaiser. Damit verschwand schon nach kurzer Zeit die Möglichkeit der Wahlen; es gab nur noch ein Vorschlagsrecht, und der Friedensrichter wurde auf zehn Jahre ernannt. Die Presse wurde zensiert, Druckereien kontrolliert, Vereine und Versammlungen mussten genehmigt werden, die städtische Finanzpolitik war sehr eingeschränkt, die Schuldenlast der Stadt wuchs weiter, und neue Steuern wurden eingeführt (Oktroy, der den Handel belastete, Tür- und Fenstersteuer). Dafür verschwand der unbeliebte Revolutionskommissar, und Napoleon nahm Reformen in Angriff, die auch für Speyer von Bedeutung waren. Das Gerichtswesen wurde vereinheitlicht und neu geordnet. Die Rechtssicherheit verbesserte sich erheblich mit der administrativen Trennung von Zivil- und Strafrecht sowie der Einführung des Code civil (1804), der anders als in den rechtsrheinischen deutschen Gebieten in der Pfalz bis zur Einführung des BGB im Jahr 1900 bestehen blieb. Justiz und Verwaltung wurden auf allen Ebenen voneinander getrennt, Finanzverwaltung und Steuerwesen reformiert. Während der Präfekt des Departements in der Regel aus Frankreich kam, besetzte man die Stellen der Unterpräfekten meist mit Einheimischen, das die Akzeptanz der Reformen förderte. Speyer wurde sukzessive zu einem Verwaltungszentrum ausgebaut. Bis 1806 gab es drei Notariate, und es entstand eine neue Schicht von Verwaltungsfunktionären.
Auch wenn es in napoleonischer Zeit kaum Bautätigkeiten in der Stadt gab, kam es zu einem schnellen Anstieg der Bevölkerung. Die Einwohnerzahl stieg von 2805 im Jahre 1797 auf 5000 im Jahre 1804. Bis 1815 hatte sie annähernd wieder den Stand des 16. Jahrhunderts erreicht. Ab 1800 machte sich auch ein wachsender Geburtenüberschuss bemerkbar. Es kam auch zu einer Verschiebung der Religionszusammensetzungen. Bis 1813 erreichte der Anteil der katholischen Bevölkerung 25 %.
1806 war geplant, den Dom bis auf den Westbau abzureißen und den Westbau zu einem Triumphbogen zu Ehren Napoleons umzubauen, was der Mainzer Bischof Joseph Ludwig Colmar verhindern konnte. Die französischen Truppen nutzten den Dom als Viehstall, Futter- und Materiallager. Neben dem Umbau des Domes plante man auch einige Straßen zu begradigen, wodurch jedoch der Charakter der gewachsenen Stadt verloren gegangen wäre. Aufgrund des Frühen Endes der Napoleonischen Ära kamen die Pläne jedoch nie zur Ausführung. Lediglich die Wormser Heeresstraße (heute Wormser Landstraße) wurde etwas begradigt, weshalb auch die Ruinen des Heilig-Grab-Klosters abgebrochen wurden. 1806 wurden die Bischofspfalz abgebrochen; 1822 folgten der Kreuzgang und die Katharinenkapelle. Seit dieser Zeit steht der Dom völlig frei.
Das Ende der französischen Herrschaft begann nach der Niederlage Napoleons in der Völkerschlacht bei Leipzig 1813. Ein erster Angriff der Alliierten erfolgte im Raum Mannheim am 31. Dezember 1813 mit der Erkämpfung des Rheinüberganges und der Verfolgung der flüchtenden Franzosen in Richtung Kaiserslautern. Noch am selben Tag zogen sich die Franzosen ohne Kampfhandlungen aus Speyer zurück. Dabei ließen sie Hunderte von Typhuskranken im Speyerer Lazarett zurück, das den Verletzten der zurückströmenden napoleonischen Armeen gedient hatte. In den folgenden Wochen diente es den Verletzten der Alliierten, die durch Speyer kamen. Nach Speyer kam eine badische, dann eine bayerische Garnison. Mit Napoleons Rückkehr von Elba kam es 1815 wieder zu Kampfhandlungen, bei denen die Stadt erneut Etappenort war. Dabei stand Speyer noch einmal wenige Stunden lang im Rampenlicht der großen Politik, als sich am 27. Juni 1815 Kaiser Alexander I. von Russland, Kaiser Franz I. von Österreich und Preußens König Friedrich Wilhelm III. im alliierten Hauptquartier in der Stadt trafen.
Die Befreiungskriege gegen Napoleon und die Neuordnung der europäischen Staatenwelt auf dem Wiener Kongress von 1815 brachten wieder eine Änderung der Machtverhältnisse im pfälzischen Raum. Aus einem Memorandum, das 50 Notabeln aus Stadt und Kanton Speyer für die Alliierten aufsetzten, wurde deutlich, dass man sich der Vorteile, die die französische Herrschaft gebracht hatte, bewusst war. Darin brachten sie zum Ausdruck, dass „die heiligsten Grundsätze“ des gesellschaftlichen Vertrags, die der bisherigen Verfassung des Landes zugrunde gelegen hätten, auch die künftigen Verhältnisse bestimmen würden: Nationalrepräsentation, Gleichheit der Rechte für alle, Gewissens- und Pressefreiheit, gleiches Maß der Besteuerung, Unabhängigkeit der richterlichen Gewalt, öffentliches Verfahren im Zivil- und Strafprozess, Geschworenengerichte und persönliche Sicherheit. Diese Einrichtungen seien die Basis der Verfassung, unter der sie seit langem gelebt hätten, unter der eine neue Generation aufgewachsen sei, und im Sinne dieser Grundsätze sei die Jugend des Landes erzogen. Damit gaben die Unterzeichner unmissverständlich zu verstehen, dass sie nicht gewillt waren, hinter den erreichten Stand der öffentlichen Verhältnisse (Rheinische Institution) zurückzukehren.
In der Verwaltung trat zunächst auch keine Veränderung ein; gemäß der Leipziger Vereinbarung sollten alle Beamten ihre bisherige Tätigkeit fortsetzen. Auf der Pariser Ministerkonferenz 1814 wurde beschlossen, das linksrheinische Gebiet nördlich der Mosel preußischer Verwaltung zu unterstellen. Das Gebiet südlich der Mosel sollte gemeinsam von Bayern und Österreich verwaltet werden. In Bad Kreuznach entstand am 16. Juni 1814 die k. u. k. österreichische und die königlich bayerische gemeinschaftliche Landesadministrations-Kommission. Für Besatzungszwecke wurde der Bezirk geteilt; der bayerische umfasste im Wesentlichen die Pfalz und die angrenzenden Landstriche bei Alzey, Ottweiler und Birkenfeld. Diese Aufteilung hatte mit der späteren Entscheidung des Wiener Kongresses, dass die Pfalz an Bayern fällt, nichts zu tun.
Nach einem zwischen Bayern und dem Kirchenstaat geschlossenen Konkordat wurde Speyer ab 1817 wieder Bischofssitz, und der Dom wurde in den folgenden Jahren wieder instand gesetzt.

## 19. Jahrhundert: Bürger und Beamte

Karte der Pfalz um 1900

Im Ergebnis des Wiener Kongresses fiel das Gebiet der späteren Pfalz dem Königreich Bayern als Ausgleich für das an Österreich abgetretene Salzburg zu. 1816 wurde Speyer zur Kreishauptstadt des in der Folgezeit so genannten Rheinkreises. Konkurrenten bei dieser Entscheidung waren Zweibrücken mit 6200 Einwohnern, Kaiserslautern mit 3800 und Frankenthal mit 3700. Speyer hatte zu diesem Zeitpunkt 6000 Einwohner und bot aufgrund seiner Lage und Ausstattung mit geeigneten Gebäuden die besten Voraussetzungen. Außerdem gab es aus dem französischen Arrondissement einen Verwaltungsapparat, auf den aufgebaut werden konnte. Als Regierungsgebäude wurde bis 1839 das Speyerer Rathaus zur Verfügung gestellt. Die Bayerische Staatsregierung beließ die von den Franzosen eingerichteten Rechtsverhältnisse und Einrichtungen. Dies hatte nicht nur Vorteile, sondern auch zur Konsequenz, dass die Einschränkungen für den Stadtrat, die unter den Franzosen galten, zunächst weiter Bestand hatten. Maire, Gemeinderat, Adjunkten und Polizeikommissär wurden nicht mehr vom Ersten Konsul ernannt, sondern vom Landkommissariat, von der Kreisregierung und dem König. Die Beschlüsse bedurften nach wir vor der Genehmigung durch die Aufsichtsbehörden. Erst 1818 und 1837 wurden wieder Gemeinderatswahlen eingeführt. Das Wahlrecht war jedoch derart eingeschränkt, dass es 1819 in Speyer nur 270 passive Wahlberechtigte gab; 1829 waren es sogar nur 214, 1838 518, 1843 waren es 534 von 10.000 Einwohnern und 1848 360.
Speyer wurde Sitz des pfälzischen Postwesens, der Verwaltung des Salzmonopols, der Oberzoll-Inspektion, des Landkommissariats für die nördliche Vorderpfalz und das Gendarmeriekommandos für den Rheinkreis. Das Bezirksgericht kam allerdings nach Frankenthal und die oberste Militärverwaltung nach Landau. Speyer wurde zwar wieder Garnisonsstadt, aber bis 1874 mit ständig wechselnden Einheiten und mit unterschiedlichen Verweildauern; ab 1844 wurde eine Standortkommandantur eingerichtet.

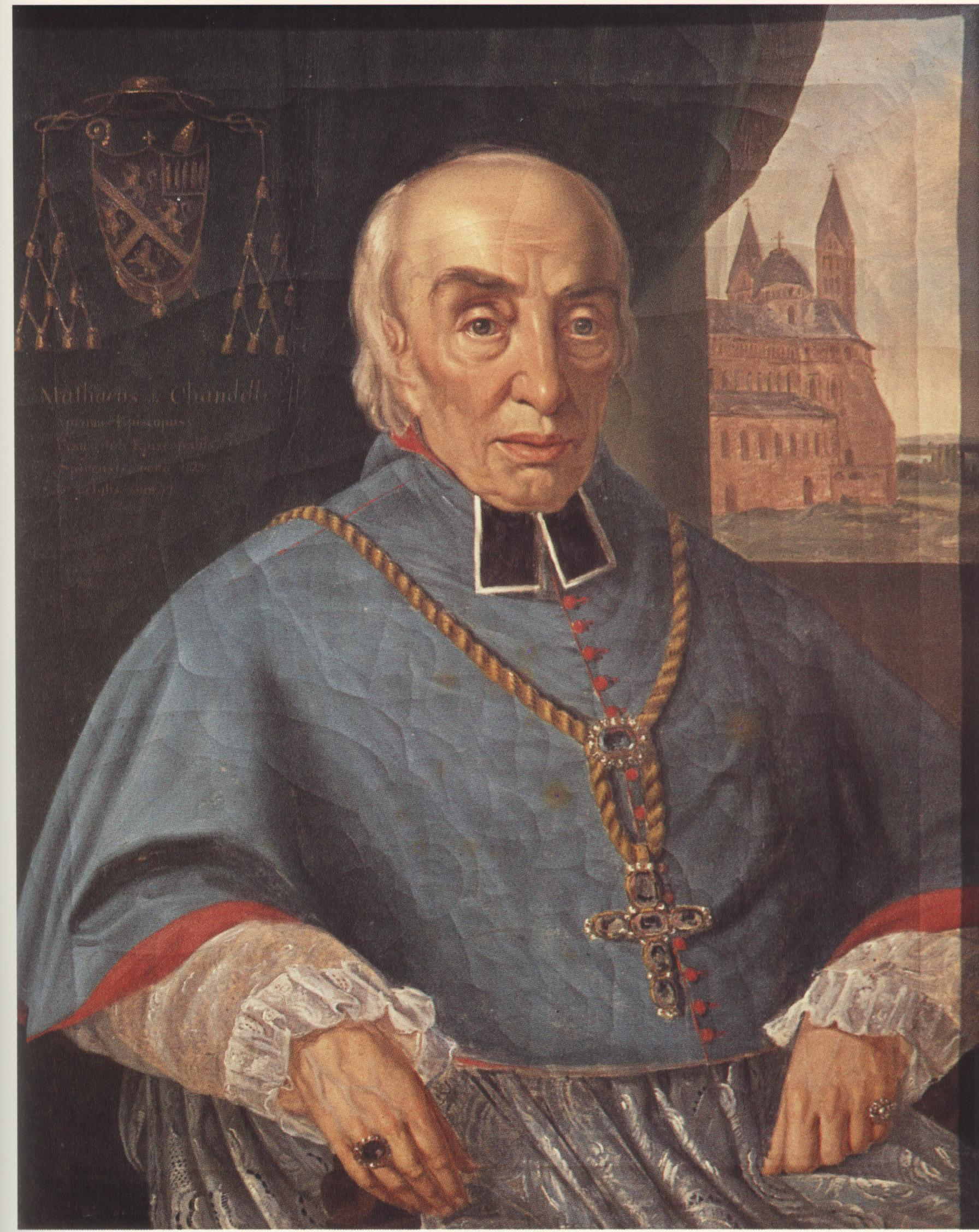
Bischof Matthäus Georg von Chandelle

1816 wurde in Speyer das für den bayerischen Rheinkreis zuständige evangelische Konsistorium geschaffen und 1818 kam es zur Vereinigung der reformierten und evangelischen Kirchen. Auf katholischer Seite erfolgte eine territoriale Neugliederung: Im bayerischen Konkordat vom 5. Juni 1817 wurde Speyer als Suffraganbistum von Bamberg eingerichtet. Die feierliche Inthronisierung des ersten Bischofs, Matthäus Georg von Chandelle fand 1822 in St. Magdalena statt, weil der Dom noch nicht nutzbar war. Die Wiedereinrichtung eines Bischofssitzes in Speyer erregte das Misstrauen des Stadtrates, der sich veranlasst sah, die Regierung auf die früheren Auseinandersetzungen hinzuweisen und die Bitte vorzutragen, Eigentum und Gewissensfreiheit der Protestanten unangetastet zu lassen. Diesem Misstrauen begegneten die Katholiken mit Zurückhaltung; beispielsweise wurde die Fronleichnamsprozession innerhalb des Domes abgehalten. Selbst ab 1833 blieb man im Bereich des Domgartens. Auf Veranlassung des neuen Bischofs kam 1827 wieder ein Priesterseminar nach Speyer. Zum 1. Januar 1838 wurde der Name Pfalz anstelle des Rheinkreises eingeführt.

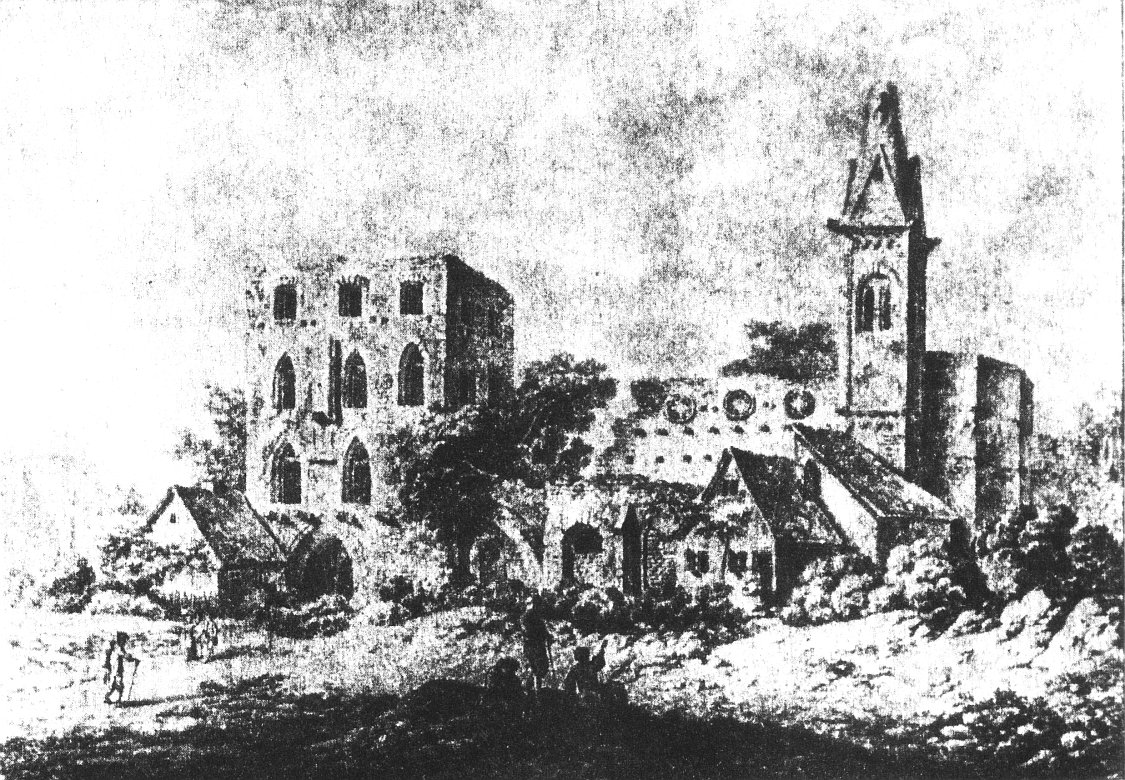
Die Ruinen des Domstaffelturms und der Nikolauskapelle nördlich des Domes wurden abgetragen

Am Ende der französischen Besatzungszeit war Speyer bei weitem noch nicht wieder aufgebaut. Insbesondere viele größere Gebäude lagen noch in Trümmern und der Dom war dem Verfall ausgesetzt. Die Stadtmauer war größtenteils noch erhalten, hatte aber seit 1792 ihre Verteidigungsfunktion verloren (Entfestigung) und innerhalb der Stadt gab es große unbebaute Areale, die meist als Gärten genutzt wurden. Die Gilgen- und Hasenpfuhlvorstadt waren noch dünner besiedelt und das säkularisierte St. Magdalenenkloster stand völlig im Grünen. Seine Kirche diente als einzige der katholischen Gemeinde der Stadt.
Im März 1818 wies König Ludwig I. die Sanierung des Domes an. In diesem Zusammenhang wurden die Ruinen des Kreuzganges und das verfallene Dompfarrhaus abgetragen. 1822 konnte erstmals seit 1792 wieder ein Gottesdienst abgehalten werden.
Das Abbruchmaterial wurde für die Errichtung einer neuen Kaserne an der Stelle des heutigen Museums errichtet. Zur Kaserne gehörten auch das benachbarte Deutschordenshaus und das anschließende Mirbach-Haus sowie das ehemalige Jesuitenkolleg mit der ehemaligen Kirche als Reithalle.
Der Zuwachs an administrativer Bedeutung hatte den Ausbau des Verwaltungsapparates mit zahlreichen Behörden zur Folge, was wiederum einen deutlichen Wirtschaftsaufschwung und Zuwachs in der Einwohnerschaft mit sich brachte; die Einwohnerzahl verdoppelte sich in der ersten Hälfte des 19. Jahrhunderts und eine rege Bautätigkeit prägte das Stadtbild.
Es kam sehr bald zu Missstimmungen mit der bayerischen Staatsregierung in München da 1819 Waren aus der Pfalz mit Zöllen belegt wurden. Dies führte dazu, dass sich die Pfalz verstärkt gesamtdeutsch orientierte und der im gleichen Jahr von Friedrich List gegründete Deutsche Handels- und Gewerbeverein großen Anklang fand. Die Zölle wurden in Schritten ab 1824 (Süddeutscher Zollverein) bis 1834 (Beitritt Badens zum Deutschen Zollverein) abgeschafft. Erst 1843 wurde die Gründung einer Pfälzischen Handelskammer gestattet, die jedoch in Kaiserslautern ansässig wurde.

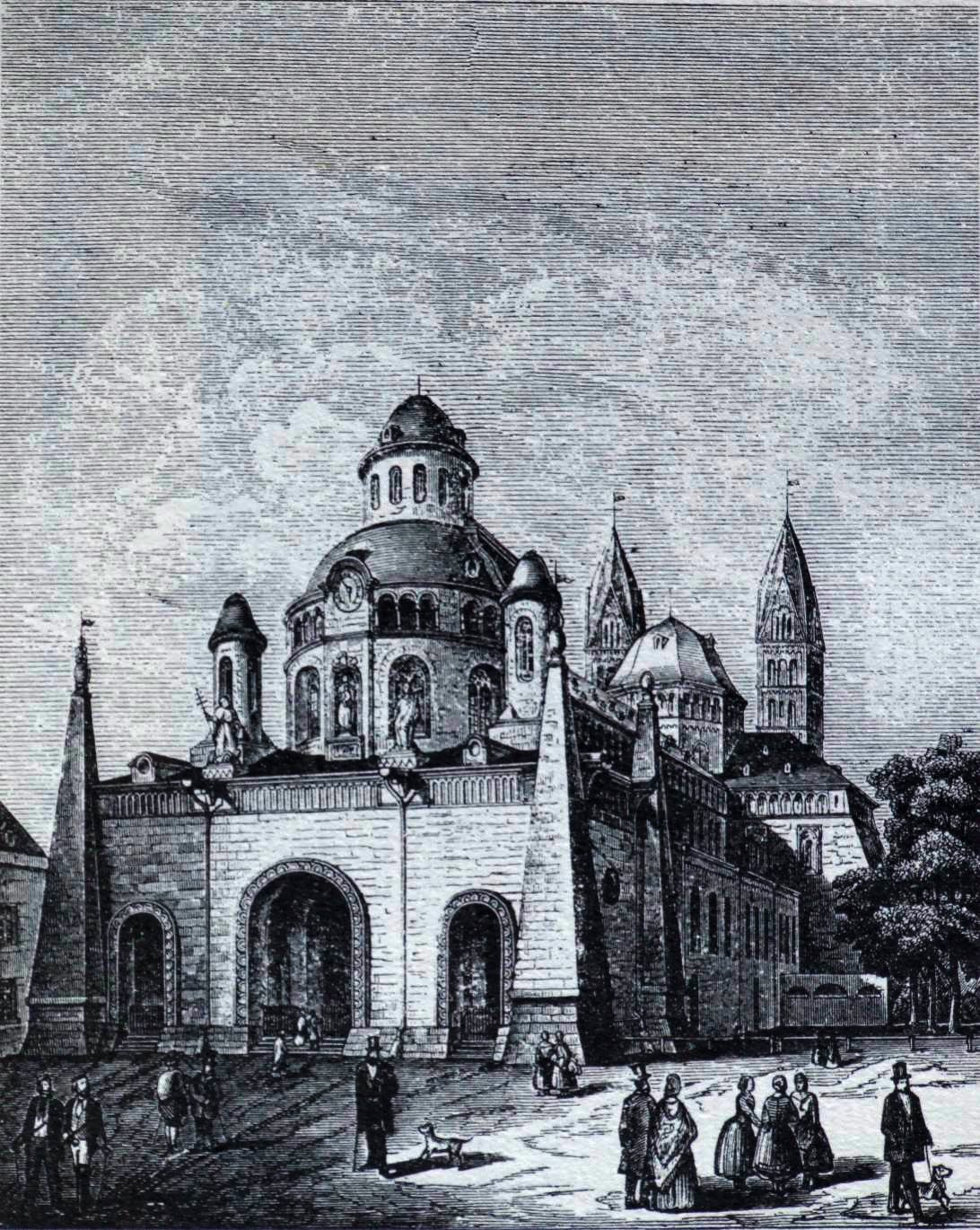
Speyerer Dom mit Barockfassade, Zeichnung von 1830

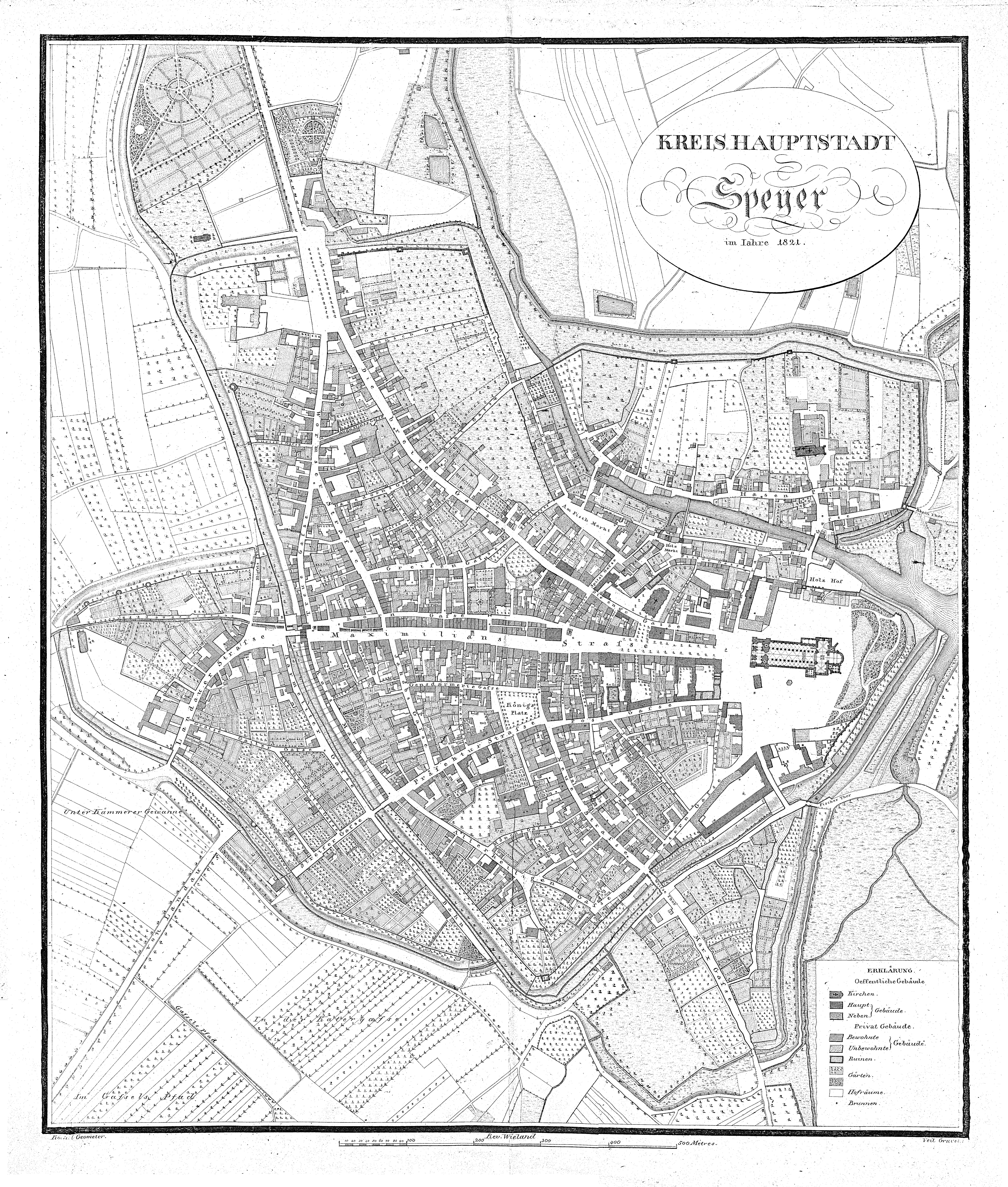
Die Kreishauptstadt Speyer im Jahr 1821

1817 und 1825 schlossen Bayern und Baden Verträge über die Rheinbegradigung ab. Erste Pläne sahen vor, dass der Fluss von der Stadt abgerückt werden sollte, worauf die Stadt 1826 bei der bayerischen Staatsregierung Protest einlegte. Daraufhin wurden die Begradigungspläne im Bereich Speyer geändert. Nicht verhindern konnte die Stadt dagegen, dass die Rheinschanze gegenüber von Mannheim 1820 als Hafenplatz genutzt werden durfte, weil sie davon große wirtschaftliche Nachteile befürchtete. Damit war die Keimzelle für die Stadt Ludwigshafen am Rhein gelegt. In den 1820er Jahren gab es auch intensive Überlegungen, einen Rheinseitenkanal von Straßburg bis Speyer zu bauen, der einen Anschluss an den Rhein-Rhône-Kanal schuf. Das Projekt geriet Ende des Jahrzehnts in Vergessenheit, wurde aber nach der Reichsgründung nochmals aufgegriffen. Ab 1830 begann Speyer mit dem Ausbau seines Rheinhafens im Bereich der Speyerbachmündung. Hierfür diente ein Teil des Rheinarmes, der direkt unterhalb des Heidentürmchens bis zum heutigen Festplatz führte.
Auch beim Eisenbahnbau ging es nicht nach den Idealvorstellungen der Stadt, die am liebsten eine linksrheinische Bahnverbindung von Basel nach Mainz verwirklicht gesehen hätte, wie sie 1829 auch von den Franzosen favorisiert wurde. An einer solchen war Bayern jedoch nicht interessiert. Speyer wurde auch enttäuscht, dass die ab 1836 geplante Bahnlinie von Saarbrücken nach Mannheim über Schifferstadt geführt wurde. Noch im Jahre 1838 ging man davon aus, dass Speyer Endpunkt dieser Bahn sein würde. Die Stadt wäre sogar bereit gewesen, den Umweg der Bahn zu finanzieren. Stattdessen erhielt Speyer zunächst eine Stichverbindung, die am 11. Juni 1847 feierlich eröffnet wurde. Der Bahnhof entstand nicht, wie es die Stadt wünschte, am Rheintor, sondern auf der heutigen Stelle, außerhalb der damaligen Stadt, westlich der damals dünn besiedelten ehemaligen Vorstadt Altspeyer.
Der Großteil der Stadtbevölkerung in der ersten Hälfte des 19. Jahrhunderts war arm und die Stadt sah sich veranlasst, verschiedene Maßnahmen für deren Unterstützung durchzuführen. Hierzu gehörte ein in der Stadt aufgrund der vielen Grünflächen ausgeprägtes Allmendwesen und, insbesondere nach der Julirevolution 1831 die Vergabe von Meliorationsarbeiten. Ende 1845 kaufte die Stadt große Mengen Kartoffeln, um sie verbilligt abzugeben; 1846 wurde Brot für Arme subventioniert und 1847 wurde Bauern Saatkartoffeln zur Verfügung gestellt. Einerseits erregte dies den Unmut der Reichen in der Stadt, andererseits sollte mit diesen Maßnahmen der Unmut unter den Armen in den Revolutionsjahren besänftigt werden.
Im Bereich des Bildungswesens verfügte die Stadt über Einrichtungen aller Art und damit über das am besten ausgebaute Schulsystem in der Pfalz. 1817 wurde die allgemeine Schulpflicht eingeführt, wobei allerdings ein Schulgeld zu entrichten war. Bis 1821 diente das alte Waisenhaus in der Ludwigstraße als Schulgebäude für vier evangelische und zwei katholische Klassen mit insgesamt 700 Schülern und sechs Lehrern. 1821 errichtete die Stadt ein neues Gebäude auf dem Ruinengelände des Reichskammergerichtes mit 12 Räumen. 1829 eröffnete eine Schule für 200 Mädchen im Sankt-Magdalena-Kloster, was dem mehrheitlich protestantischen Stadtrat ein Dorn im Auge war und ein Streit um die Finanzierung durch die Stadt setzte sich bis 1838 fort.

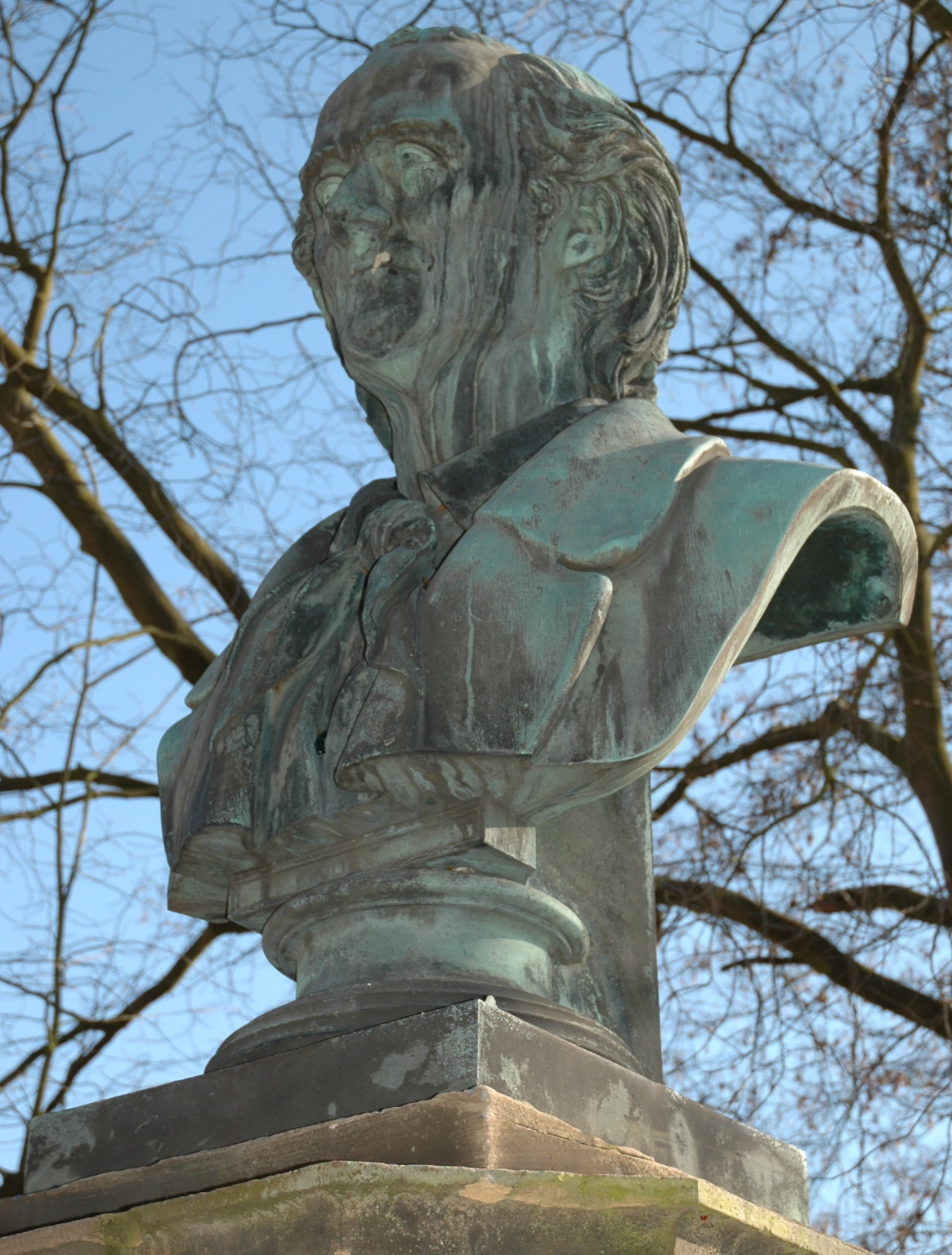
Büste des Friedrich Magnus Schwerd im Speyerer Domgarten

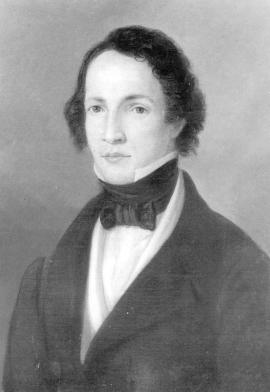
Johann Kaspar Zeuß

1817 entstanden weiterhin ein Progymnasium, ein Gymnasium und als Vorstufe zur Universität ein Lyceum, das einzige in der Pfalz. Sie waren gemeinsam im sogenannten Fürstenhaus in der Postgasse untergebracht und bekannte Professoren waren Ludwig Feuerbach, Friedrich Magnus Schwerd und der Regionalhistoriker Johann Kaspar Zeuß. Die Bibliothek des Lyceums war mit 9000 Bänden die größte im Rheinkreis. 1839 wurde das Priesterseminar um ein bischöfliches Konvikt erweitert, so dass das Gymnasium deutlichen katholischen Zuwachs bekam. Auf Beharren des Bischofs musste daher ab 1855 der Geschichtsunterricht konfessionell getrennt werden.
1841 wurde eine Mädchenschule eingerichtet, die Keimzelle des heutigen Hans-Purrmann-Gymnasiums.
Es entstanden die ersten Vereine: die Harmoniegesellschaft (1816), der Musikverein (1818, ab 1829 Cäcilienverein), die wiederbelebte Schützengesellschaft (1820), die bereits seit 1529 bestand, der Turnverein (1846/1848 gegen großen Widerstand der Bezirksregierung), und die Liedertafel (1847). Für den Badebetrieb wurden 1820 zwei Badeplätze festgelegt: am Rhein etwas oberhalb der Stadt und am Woogbach westlich des Wormser Tores. 1821 wurde das erste Badeschiff eingerichtet.
Die Speyerer Presse hatte im Vormärz eine überregionale Bedeutung. Der Buchdrucker Jakob Christian Kolb hatte bereits 1802 eine Lizenz von den Franzosen für die Gazette de Spire, wobei es damals schon Probleme mit der Zensur gab. Ab 1814 publizierte Kolb, und später sein Sohn Georg Friedrich, die Speyerer Zeitung (ab 1816 Neue Speyerer Zeitung).
Unter der Redaktion von Johann Friedrich Butenschoen nahm das Blatt eine entschieden fortschrittliche Position ein. Mit ihren liberalen und demokratischen Ansichten geriet es immer wieder in Konflikt mit der bayerischen Zensur. Friedrich von Gentz, enger Mitarbeiter des österreichischen Staatskanzlers Metternich, bezeichnete die NSZ als die frechste Zeitung in Deutschland. Auch die Staatsregierung in München vertrat die Ansicht, dass sich die NSZ „unter den deutschen Zeitungen durch den übelsten Geist und den unanständigsten Ton“ auszeichnet und drohte mit der völligen Einstellung.
Die Franzosen hatten in der Pfalz ihr Rechtssystem und liberalere Auffassungen hinterlassen, als sie rechtsrheinisch vorzufinden waren, was zunehmend zu Spannungen mit dem bayerischen König führte. In den ersten Jahrzehnten der bayerischen Regentschaft waren die Angehörigen der Pfälzer Kreisregierung mehrheitlich liberal gesinnt. Ab 1830 wurden sie jedoch immer mehr von Kräften aus Bayern ersetzt, die im konservativen Geist herangezogen worden waren, was zunehmend zu Spannungen zwischen Regierenden und Regierten führte. Die Julirevolution 1830 in Frankreich veranlasste die bayerische Regierung den pfälzischen Regierungspräsidenten Joseph von Stichaner zu erhöhter Wachsamkeit aufzurufen, wobei sie ausdrücklich auf die Gefährlichkeit der NSZ hinwies. Am 28. Januar 1831 stellte eine Verordnung Ludwigs I. alle politischen Schriften unter Zensur, die jedoch auf Druck der Öffentlichkeit und der liberalen Kammeropposition im Juni 1831 wieder zurückgenommen werden musste. Damit waren die Pressionen für die oppositionelle Presse aber nicht beseitigt, denn sie war verstärkt Beschlagnahmungen, Postkontrollen und Verhaftungen ausgesetzt.
Nach dem Hambacher Fest 1832 wurde die NSZ zum publizistischen Motor der liberalen Bewegung in der Pfalz und gab den Liberalen eine wichtige Stimme gegen die ab 1838 einsetzende Reaktionspolitik. Im selben Jahr wurde Kolb in den Speyerer Stadtrat gewählt, wo er sich für den Eisenbahnbau und das Gewerbewesen der Stadt einsetzte.
Das Blatt setzte sich nicht nur für die „Märzforderungen“ der Liberalen ein, sondern auch für die Einheit Deutschlands. Insbesondere polemisierte es scharf gegen die kleindeutsche Lösung und ein preußisch-deutsches Kaisertum. Karl Friedrich Heintz, Appellationsgerichtsrat in Zweibrücken und Kammer-Abgeordneter beschrieb 1846 die Lage in der Pfalz dramatisch: Die Verärgerung über die bayerische Regierung sei so groß, dass der geringste Anlass zum Verlust der Provinz führen könnte. Laut Bezirkspräsidium war das Volk durchaus politisiert und überall herrschte Unzufriedenheit. Eine hohe Inflation in den Jahren 1846 und 1847 veranlasste die Stadt zu außerordentlichen Hilfsmaßnahmen. Im Gegensatz zur kritischen Lage in Baden liegen weder in städtischen Akten noch in der Presse Belege für eine revolutionäre Stimmung in der Speyerer Bevölkerung vor.
Da die NSZ zunehmend auch kulturkämpferische Positionen vertrat entwickelte sich ab 1848 das Bistumsblatt „Der Christliche Pilger“ als katholische Interessenvertretung; die Zeitung besteht noch heute.

### Die Revolution 1848/49

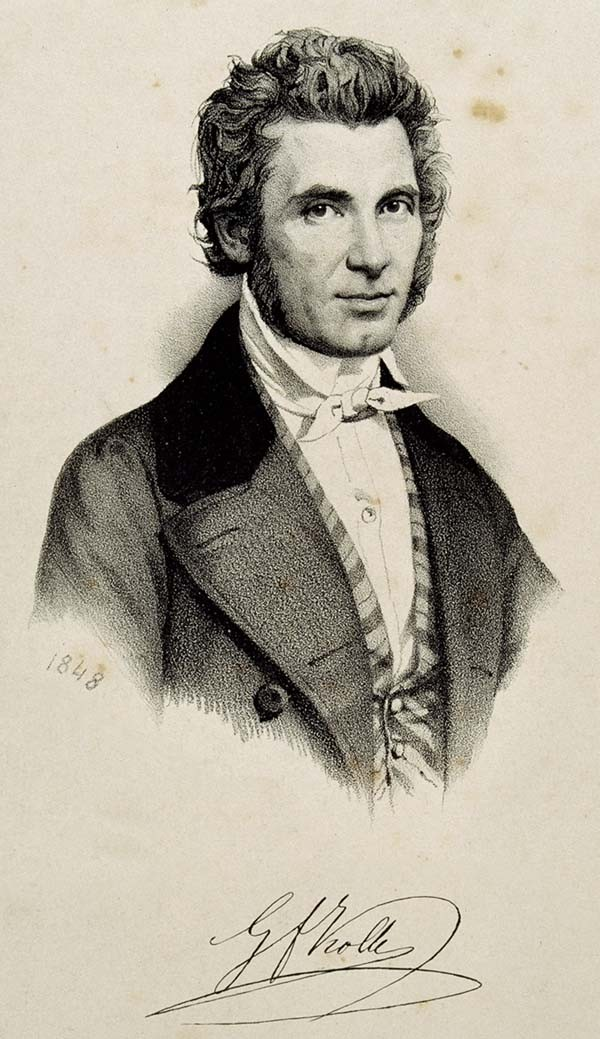
Georg Friedrich Kolb

Die NSZ meldete am 28. Februar 1848 die Ereignisse der Pariser Februarrevolution. Am 3. März zählte die Zeitung die politischen Wünsche der Pfälzer auf: unter anderem Pressefreiheit, Volksbewaffnung, Revision der Verfassung, freie Gemeindeverwaltungen, und Amnestie für politische Vergehen. Am 7. März 1848 stimmten einige hundert Bürger, die sich am Rathaus versammelt hatten, einer Adresse der pfälzischen Abgeordneten an den König zu und wählten Deputierte zur Überbringung der Bittschrift. Mitte April wurde ein Volksverein zur Steuerung der Wahlen gegründet, dem spontan über 200 Einwohner beitraten. Die folgenden Monate blieben bis auf unbedeutende kleinere Zwischenfälle ruhig. Der Volksverein war in diesem Jahr die bestimmende Kraft und organisierte Feiern und Veranstaltungen, die friedlich abliefen. Beispielsweise gedachte man am 9. November 1848 der Erschießung des Revolutionärs Robert Blum in Wien in einem Demonstrationszug vom Domplatz zum Friedhof; am 21. Januar 1849 wurden feierlich die Grundrechte verkündet.
Bei der Wahl der bayerischen Abgeordneten zur Nationalversammlung in der Frankfurter Paulskirche wurde Kolb mit großer Mehrheit für Speyer-Germersheim gewählt. Die Wahl zum Gemeinderat im darauf folgenden Mai konnten ebenfalls die Demokraten gewinnen und Kolb fiel das Bürgermeisteramt zu. Auch bei den Kammerwahlen im November erhielt Kolb die meisten Stimmen im Wahlkreis Speyer-Frankenthal. Somit war Kolb zwischen Bürgermeisteramt, Landtag und Paulskirche hin- und hergerissen. Die Arbeit in der Paulskirche betrachtete er ab Herbst 1848 mit wachsender Skepsis.
Bayern lehnte im Frühjahr 1849 die Paulskirchenverfassung ab. Der Speyerer Stadtrat schloss sich am 28. April der Forderung des Volksvereines an, den Landtag einzuberufen, um Druck auf König Max II. auszuüben. Das war am selben Tag, an dem Friedrich Wilhelm IV. von Preußen die ihm von der Paulskirchenversammlung angebotene Kaiserkrone ablehnte.
Am Tag darauf fand in der Fruchthalle in Speyer eine Volksversammlung (siehe Reichsverfassungskampagne) statt, die die Paulskirche aufforderte, sich in Permanenz zu erklären. Am 2. Mai wurde ein provisorischer Landesverteidigungsrat zur Verteidigung und Durchführung der Reichsverfassung gewählt, der Speyerer Stadtrat erklärte, dass die Reichsverfassung in ganz Deutschland gelte und die Nichtanerkennung durch eine einzelne Regierung strafbar sei. Am selben Abend sprach Kolb vom Balkon des Rathauses zu einer Menschenmenge und nahm ihnen den Eid auf die Reichsverfassung ab. Am nächsten Tag wurden in Speyer Barrikaden errichtet, um den Durchmarsch preußischer Truppen zur Verstärkung der Garnison in Landau zu verhindern; in der Landauer Straße wurden sogar Bäume gefällt. Die Volkswehr, der sich in Speyer stationierte Soldaten anschlossen, bezog Stellungen und Speyerer Bürger, unter ihnen auch Mädchen, griffen zu den Waffen. Auch die Landauer Bürger verbarrikadierten ihre Stadt und die Soldaten mussten umkehren.
Die am 17. Mai 1849 in Kaiserslautern etablierte provisorische Regierung der Pfalz, der auch Kolb angehörte, ließ sich am 21. Mai in Speyer nieder, entließ einige Beamte der Bezirksregierung, die nach wie vor die Reichsverfassung nicht anerkannte und setzte Friedrich Hilgard als Zivilkommissar ein. Als Symbol der demokratischen Bewegung wurde vom Dom die schwarz-rot-goldene Flagge gehisst. Danach zog sich die Regierung wieder nach Kaiserslautern zurück. Hilgard beschlagnahmte alle erreichbaren öffentlichen Gelder, entließ weitere Beamte, die loyal zur alten Regierung standen und trieb von reicheren Bürgern eine Zwangsanleihe von 10.000 Gulden ein. Die noch nicht nach Germersheim geflohenen Mitglieder der Bezirksregierung wurden verhaftet. Anfang Juni versuchte Kolb die revolutionäre Entwicklung zu bremsen, worauf die provisorische Regierung den Stadtrat auflöste. Bei den darauf folgenden Neuwahlen wurde dieser aber fast vollständig wieder bestätigt. Bei diesen Gemeinderatswahlen am 9. Juni waren erstmals alle volljährigen männlichen Bürger der Stadt wahlberechtigt.
Der bayerische Landtag wurde mehrmals vertagt und am 11. Juni 1849 wegen der ungeklärten Stellung der pfälzischen Abgeordneten aufgelöst. Zwei Tage später marschierten preußische Truppen in die Pfalz ein; sie besetzten Speyer am 16. Juni ohne Widerstand.
Vereinbarungsgemäß rückten am 21. Juni bayerische Truppen unter Generalleutnant Karl Theodor von Thurn und Taxis nach, der den Kriegszustand über die aufständische Provinz verhängte. Die alte Regierung wurde wieder eingesetzt. Die Reichsverfassungskampagne und der Pfälzer Aufstand waren niedergeschlagen und Aktivitäten in ihrem Sinne galten als Hochverrat. Die NSZ wurde verboten, Kolb bis Januar 1850 in Zweibrücken inhaftiert und die Zensur deutlich verschärft.

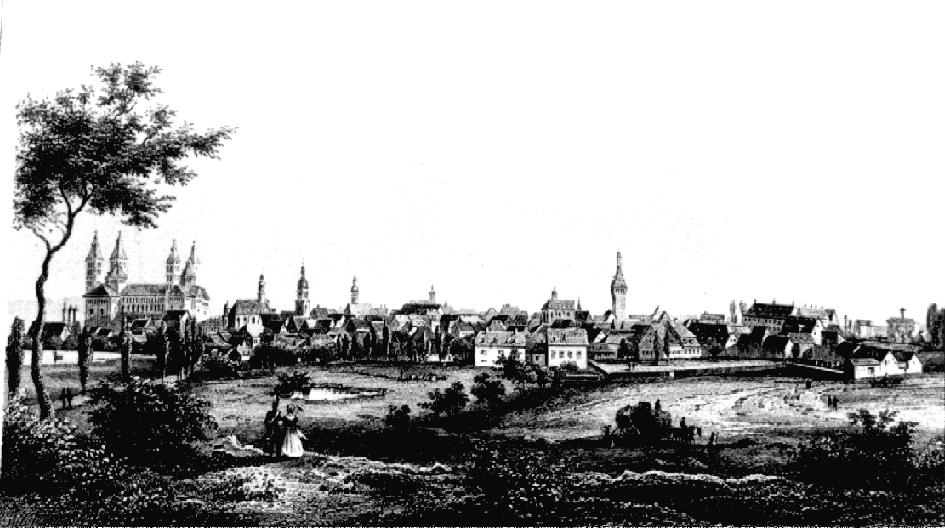
Speyer 1855 von Norden

Nach der Niederschlagung der deutschen Revolution von 1848/49 mussten viele revolutionär gesinnte Speyerer fliehen, wobei es viele vorzogen, gleich ganz das Land zu verlassen. Hierzu zählten Martin Reichard, Friedrich Hilgard, Ludwig Heydenreich und Heinrich Weltz. Die darauffolgende Restauration konnte sich unter der zahlreichen von Bayern abhängigen Beamtenschaft in Speyer besonders gut durchsetzen. Die NSZ musste nach Jahren des amtlichen Boykotts 1853 ihr Erscheinen einstellen und Kolb verließ Speyer. Die Pfalz galt weiterhin als renitent, die Zügel der Regierung in München wurden besonders straff gehalten und erst gegen Ende des Jahrhunderts gelockert.

### Bauliche und wirtschaftliche Entwicklung bis 1900

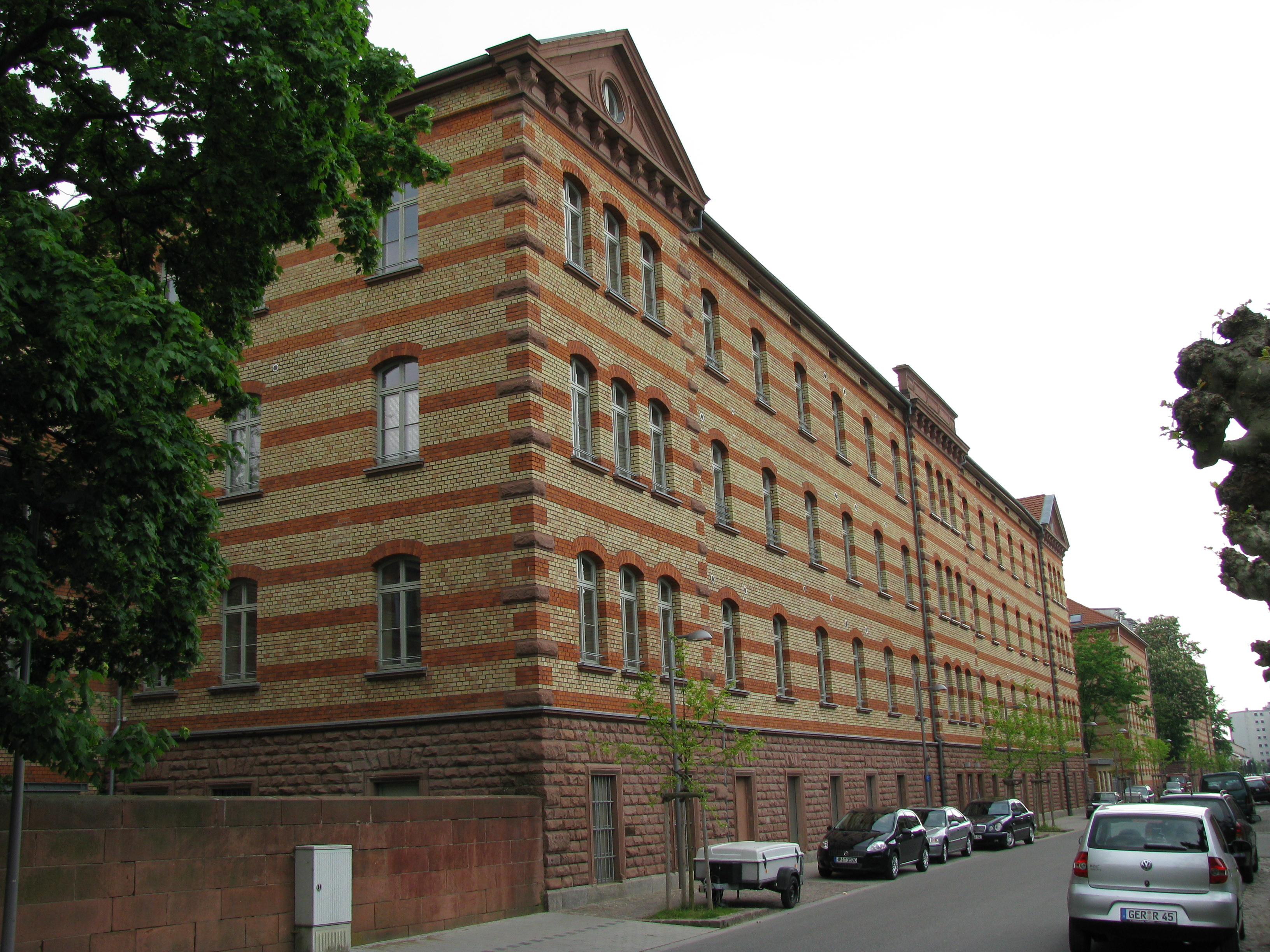
Kasernenneubau

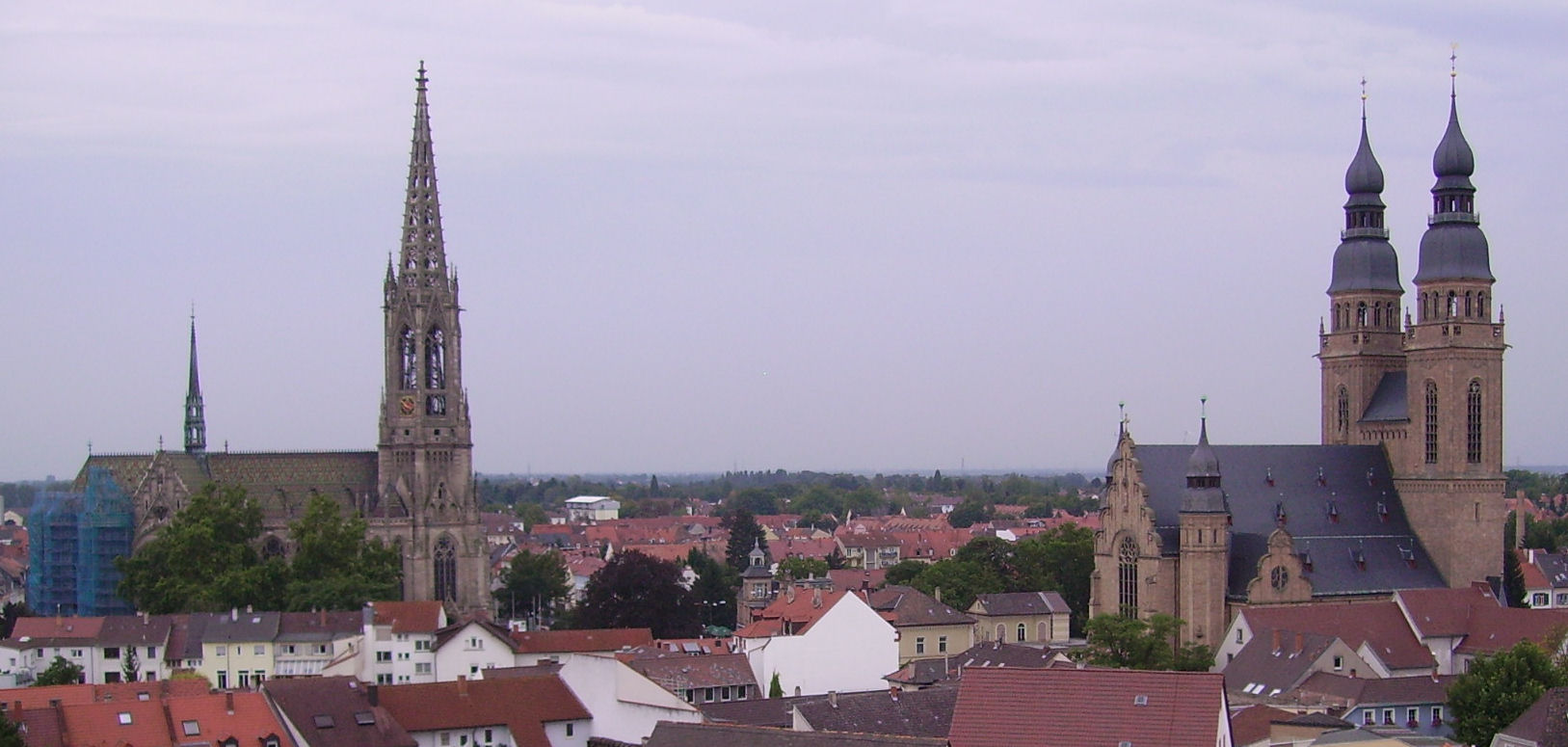
Links: Gedächtniskirche, rechts: St. Joseph

1839 bis 1841 wurde der Hirschgraben im Norden der Stadt aufgefüllt und der zusammengelegte katholische und protestantische Friedhof nördlich daran angrenzend angelegt. An der Westseite des Friedhofes wurde 1846 mit dem Bau des Bahnhofes begonnen.
1853 bis 1856 entstand auf Beschluss des Stadtrates der Hafen. Er entstand im Mündungsbereich des Speyerbaches, der zu diesem Zweck geradlinig in den Rhein geführt wurde. Ein weiteres Großprojekt in diesen Jahren war die Restaurierung des Domes auf Veranlassung König Ludwigs I von 1854 bis 1858.
Ende 1849 hatte Speyer 10410 Einwohner. Bis 1867 waren es 12728 und rund 1900 Soldaten; das Wachstum hatte sich aufgrund der verstärkten Auswanderung deutlich verlangsamt. Hierzu trugen nicht nur die verschärfte politische Situation bei, sondern auch eine wirtschaftliche Krise und Inflation um die Mitte des Jahrhunderts. Ab 1859 verlor Speyer den Rang als größte pfälzische Stadt an Kaiserslautern. Die Zuwanderung aus der Region führte aber dazu, dass der Anteil der katholischen Bevölkerung stetig zunahm, 1849 betrug der Anteil 41,1 %, 1867 bereits 46,7 %. Das Wachstum der Stadt verhielt sich aber noch immer innerhalb des ehemaligen Befestigungsringes, wo die Freiflächen noch nicht aufgebraucht waren.
1852 wurde im Dominikanerinnenkloster St. Magdalena das Institut der Armen Schulschwestern eingerichtet. Darüber hinaus entstand dort gegen große Widerstände der Stadt eine Schule in Konkurrenz zur städtischen Volksschule.
Eine Typhusepidemie 1854/55 führte zur Gründung der pfälzischen Diakonissenanstalt, für dessen Mutterhaus die Stadt das ehemalige reformierte Schulhaus neben der Heilig-Geist-Kirche zur Verfügung stellte. 1861 konnte in größere Räumlichkeiten neben dem St. Georgs Turm bezogen werden. Ab 1857 gab es Überlegungen zum Gedenken an die Reformation auf der Stelle des Retschers, also auf vermeintlich historischem Boden, eine protestantische Kirche zu errichten und es wurden im ganzen Land Sammlungen initiiert. Die geplante Kirche wurde letztlich 1893 bis 1904 vor dem früheren Gilgentor als Gedächtniskirche der Protestation errichtet.
1854 bis 1856 wurde am Dom das barocke Westwerk abgerissen, um weitgehend die ursprünglichen romanischen Bauformen mit den beiden West-Türmen wieder zu ersetzen. Planer war der bekannte Architekt der Neuromanik, Heinrich Hübsch. Bei den Restaurierungsarbeiten wurden heidnisch-römische Grabsteine entdeckt, die man ins Museum brachte.
Am 29. November 1860 brannte in Speyer die erste Gasbeleuchtung. 1864 wurde die Bahnstrecke von Schifferstadt nach Speyer bis Germersheim verlängert.
1865 wurde das alte Augustinerkloster zwischen Wormser Straße und Breiter Gasse (Johannesstraße) abgebrochen. An dessen Stelle entstand bis 1867 ein gemeinsames Schulgebäude für die höhere Töchterschule, das Realgymnasium und die Gewerbeschule. Zur Rheinüberquerung wurde 1865 eine Schiffsbrücke eingerichtet.

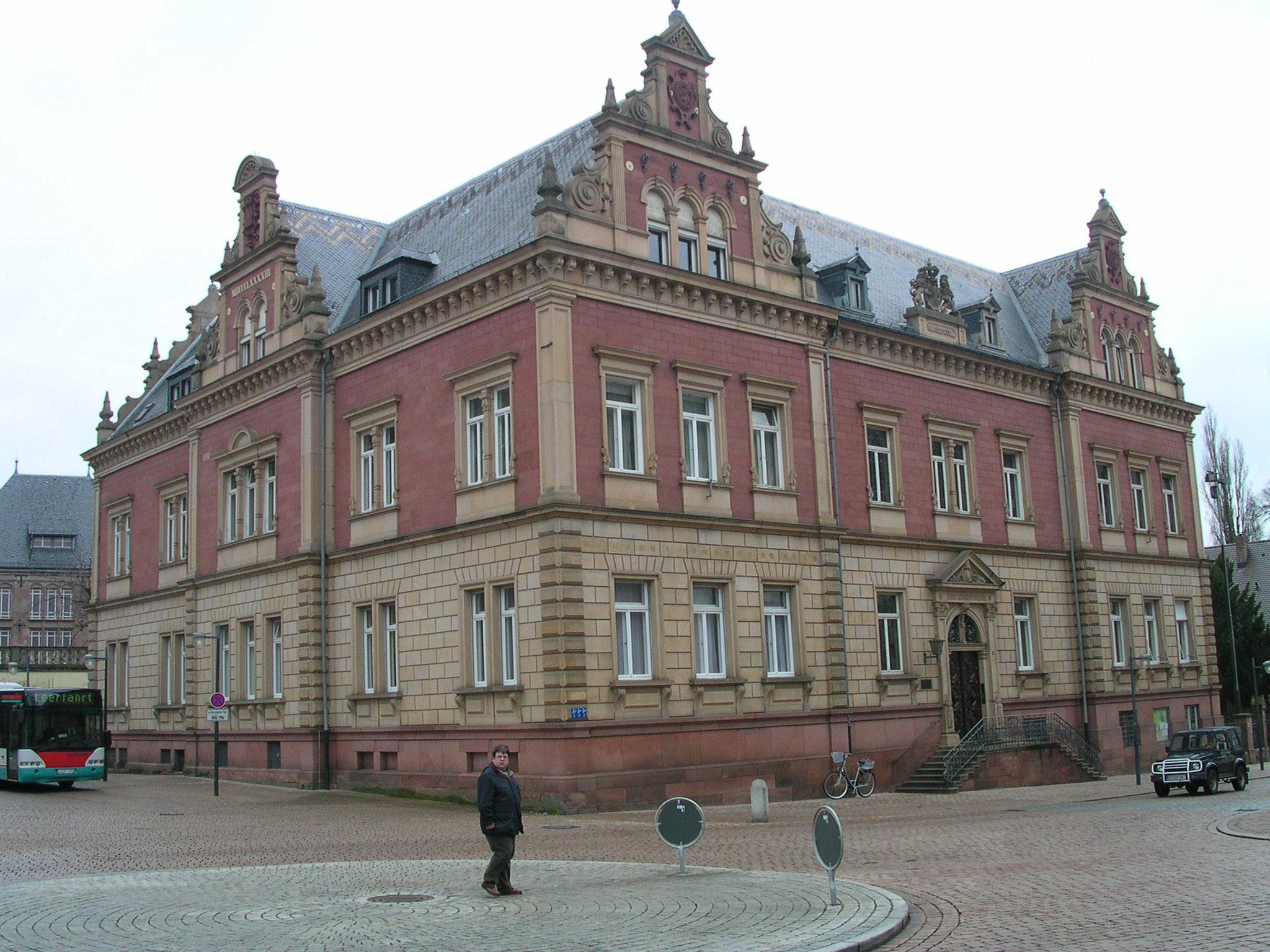
Protestantisches Konsistorium

Um die Mitte des Jahrhunderts vollzog sich in ein deutlicher Wandel im Wirtschaftsleben der Stadt. 1833 lebte noch etwa die Hälfte der Einwohner von der Landwirtschaft. Dieser Anteil war bis 1861 auf 30 % gesunken, 1895 betrug er nur noch 8,6 %. 1864 wurde zur Förderung von Handel und Gewerbe ein genossenschaftlicher Vorschussverein gegründet, aus dem die Speyerer Volksbank hervorging.
Nach der Gründung des Norddeutschen Bundes und dem baldigen Anschluss der süddeutschen Länder bis 1868 wählten die Speyerer ihren Abgeordneten für das Zollparlament. Damit waren sie jedoch von der diskutierten kleindeutschen Lösung nicht überzeugt. Für wenige war ein Deutschland ohne Österreich vorstellbar. Dies änderte sich erst mit Ausbruch des Deutsch-Französischen Krieges 1870. Aufgrund seiner Grenznähe war die Stadt Transitort für Truppen und Verwundete, was ihr große Lasten für Lazarettkosten, Einquartierungen, Versorgungsleistungen und Vorspanndienste aufbürdete.
1871 war die Bevölkerungszahl der Stadt auf 13227 gestiegen. 1873 wurde die Bahnstrecke Heidelberg–Speyer über Schwetzingen eröffnet. Sie führte vom Bahnhof im Bogen nördlich um die Stadt zum Rhein östlich des Domes (heutiges Industriegleis) und auf der Schiffsbrücke über den Fluss.
Nach der Zahl der Beschäftigten stellte die Zigarrenindustrie das bedeutendste Gewerbe der Stadt dar. Speyer war Mittelpunkt eines großen Tabakanbaugebietes und es gab zahlreiche Handelshäuser und Betriebe. Zigarren wurden auch in Heimarbeit gedreht. Ein dritter wichtiger Industriezweig der Stadt war die Ziegelfabrikation. 1889 wurde die Baumwollspinnerei gegründet, deren großes mehrstöckige Gebäude heute unter Denkmalschutz steht und dem Historischen Museum der Pfalz als Depot dient.

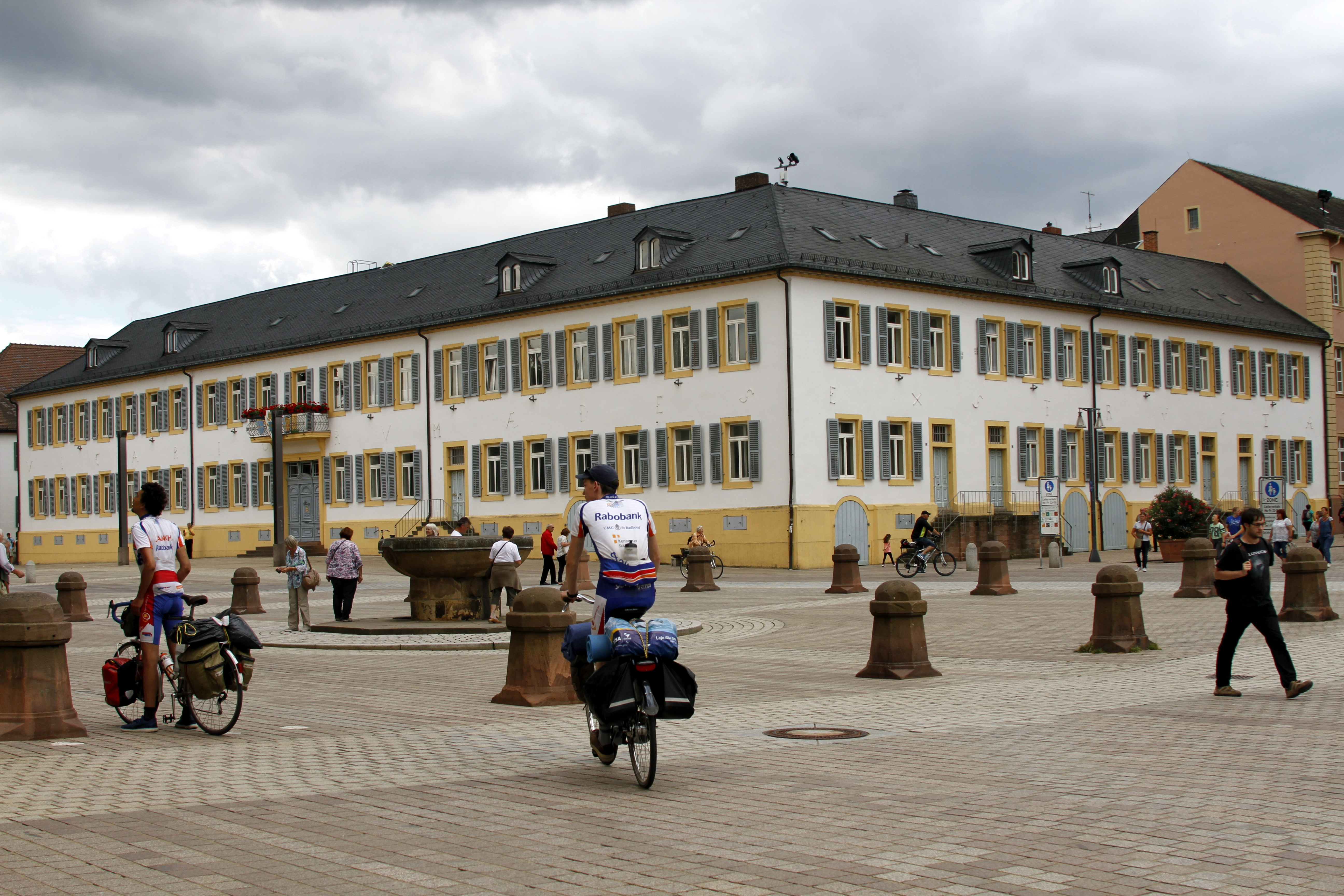
Bischöfliches Palais

Speyer entwickelte sich in dieser Zeit zu einer Hochburg des Brauwesens, welches somit zu dem wichtigsten Wirtschaftszweigen der Stadt zählte. Bis zum Jahr 1890 bestanden 20 Brauhäuser, die insgesamt 250.000 Hektoliter Bier pro Jahr herstellten. 500 Jahre Brautradition der Stadt gingen jedoch 1970 mit der letzten in Speyer bestehenden Brauerei Schwartz-Storchen zu Ende. Die Brauerei Zum Storchen war 1859 aus der Brauerei Sick hervorgegangen. In den 1860er Jahren entstand die Brauerei Schwartz aus der Übernahme der älteren Brauerei Zum Weißen Bären. 1873 zog sie aus Platzmangel von der Korngasse an einen neuen Standort am damaligen westlichen Stadtrand zwischen Bahnlinie, Oberer und Unterer Langgasse, wo ein völlig neues großzügiges Werksgelände entstand. 1887 hatte sie einen Ausstoß von 35.000 hl, 1914 waren es 54.000 hl. 1888 übernahm die Brauerei Zum Storchen die Brauerei Hauser und zog vom Postplatz ebenfalls in ein neues Werksgelände in direkter Nachbarschaft zur Schwartz’schen Brauerei an der Oberen Langgasse (unmittelbar westlich der Bahnlinie).
1914 fusionierte die Schwartz‘sche mit der Brauerei Zum Storchen, mit einem damaligen Ausstoß von 99.000 hl, zur Schwartz-Storchen AG, derzeit die größte Brauerei Südwestdeutschlands, auf die etwa die Hälfte der Speyerer Bierproduktion entfiel. In der Zeit bestanden in Speyer noch fünf weitere Brauereien, u. a. noch eine größere (Zur Sonne) und vier kleinere (Landauer Tor, Alte Pfalz, Anker und Sternemoos). Nur die Brauerei Anker existierte noch bis in die 1960er Jahre. 1936 war die Schwartz-Storchen Brauerei mit 146 Beschäftigten einer der größten gewerblichen Arbeitgeber in Speyer. 1969 wurde sie von der Eichbaum Brauerei übernommen u. der Braubetrieb im Jahr darauf nach Mannheim verlegt. Zuletzt waren in Speyer ca. 90.000 hl hergestellt worden.
Weitere wichtige Speyerer Betriebe aus dieser Zeit waren eine Fabrik für Stiefelschäfte, die erweiterungsbedingt an die Burgstraße umsiedelte (spätere Schuhfabrik ROWO/Salamander), die Cement- und Asphaltfabrik und die Celluloidwerke in der Rheinstraße. Die Arbeitsbedingungen vielfach unmenschlich und entwürdigend und die Bezahlung war schlecht, so dass es ab Ende des Jahrhunderts zu zahlreichen Streiks kam, die sich bis zum Ersten Weltkrieg hinzogen.

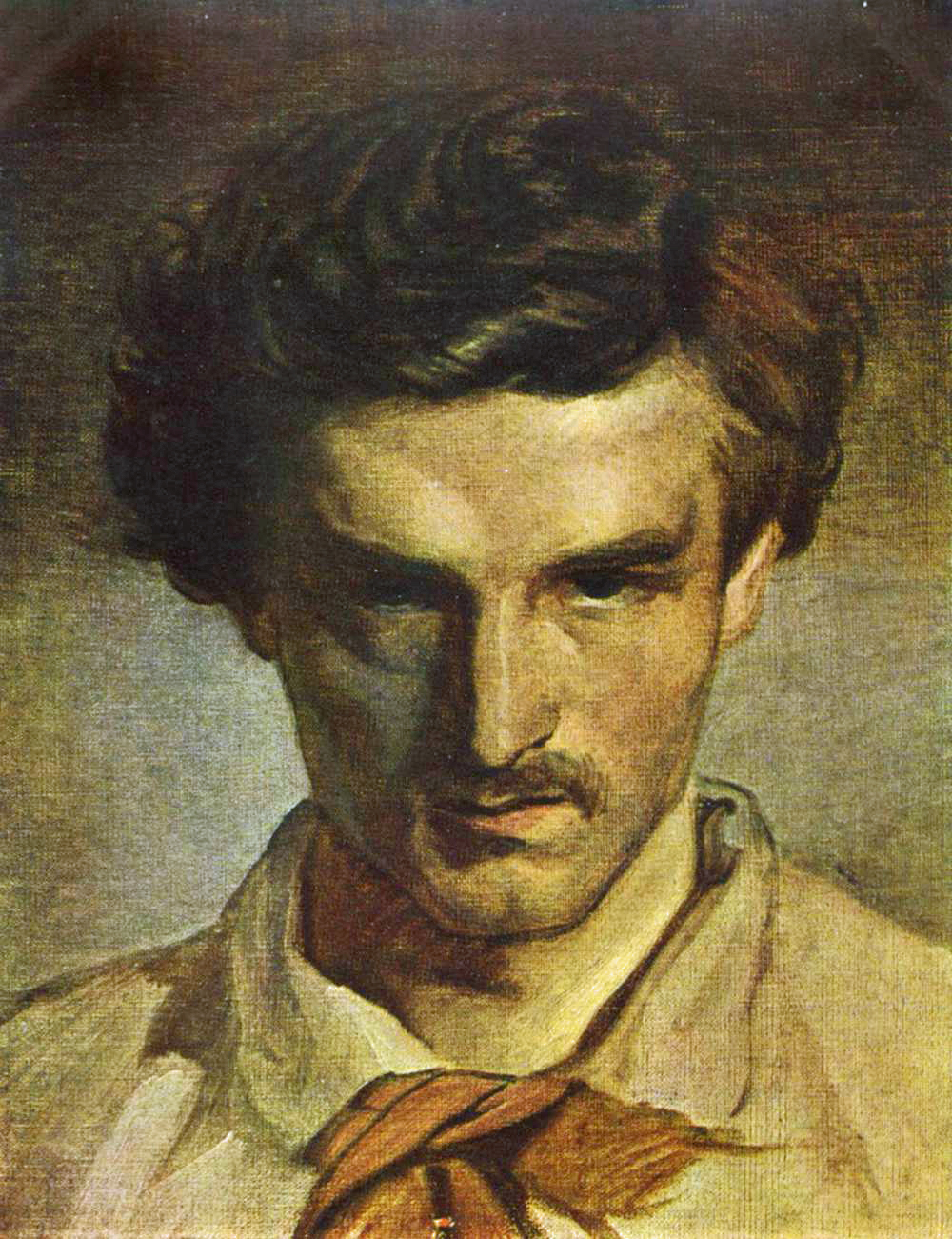
Der Maler Anselm Feuerbach (Selbstbildnis)

Im Deutsch-Französischen Krieg waren die 5. Chevaulegers ins Elsass verlegt worden und erst 1874 wurde Speyer wieder Garnisonssitz mit einer bayerischen Pioniereinheit, für die 1888/89 an der Rulandstraße eine neue Kaserne errichtet wurde. Der Hafen erfuhr in den Jahren 1892/94 seinen Ausbau in der heutigen Form. In dieser Zeit wurde auf Land- und Reichstagsebene über den Bau eines Rheinseitenkanales zwischen Straßburg und Speyer diskutiert, was jedoch nie umgesetzt wurde. Stattdessen wurde die Schifffahrtsrinne von Sondernheim bis Straßburg auf 2 m vertieft. 1883 erhielt Speyer eine zentrale Wasserversorgung. Der Wasserturm wurde errichtet und an der Iggelheimer Straße ein Pumpwerk.
1884 begann der Bau der Diakonissenanstalt. Zur Grundsteinlegung erschien auch der nach der Revolution nach Amerika ausgewanderte Heinrich Hilgard, der mit großzügigen Spenden die Projekte für die Anstalt als auch für die Gedächtniskirche maßgeblich unterstützte. Die einzige städtische Volksschule an der Himmelsgasse war für 1500 Kinder völlig unzureichend. 1893 wurde endlich die Rossmarktschule in der Rossmarktstraße gebaut.
Abgesehen von den genannten Industriebetrieben blieb die bauliche Entwicklung der Stadt bis in die 1890er Jahre innerhalb der ehemaligen Stadtmauern. Erst ab 1885 entstanden erste neue Wohnbaugebiete außerhalb der Altstadt beiderseits der Landauer Straße. Zusammen mit den Kirchenbauten, der Diakonissenanstalt und der neuen Kaserne entwickelte sich die Stadt deutlich in südwestliche Richtung. Eine weitere Entwicklungsachse zeichnete sich etwas später nach Norden zum Bahnhof ab. Der Unternehmer Franz Kirrmeier errichtete dort für seine Tochter die Villa Ecarius. 1881 wurde 1 km nördlich ein neuer Friedhof angelegt, der allen Konfessionen diente.
Bis zum Ende des Jahrhunderts und um die Jahrhundertwende wurden eine Reihe von Repräsentations- und Verwaltungsbauten errichtet: 1892 der Saalbau im Hof des Rathauses, 1893 das Protestantische Konsistorium, 1901 das Oberpostamt, 1902 das Kreisarchiv, das Landgericht mit Gefängnis (heute Amtsgericht) und das Gymnasium, 1903 die Landesversicherungsanstalt, das Oberversicherungsamt und das Bezirksamt.
Zu den bedeutendsten Söhnen der Stadt aus dem 19. Jahrhundert zählen der Maler Anselm Feuerbach (1829–1880), der Dichter Martin Greif (1839–1911) und der Maler Hans Purrmann (1880–1966).

## Das 20. Jahrhundert

### Ausgehende wilhelminische Ära und Erster Weltkrieg

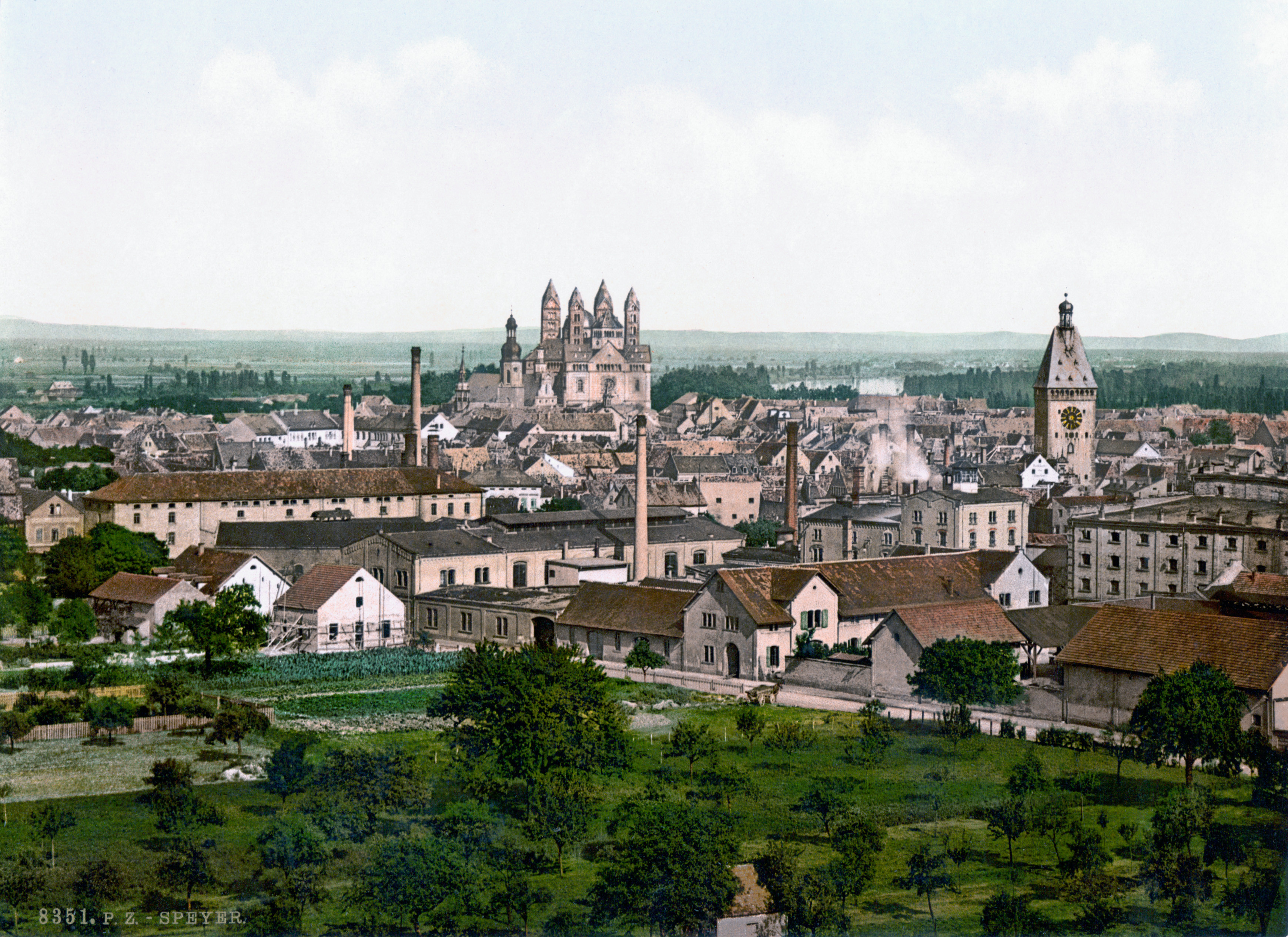
Speyer von Westen um 1900

Die ausgehende wilhelminische Ära fügte dem Speyerer Stadtbild weitere repräsentative Neubauten bzw. bedeutende Einrichtungen hinzu. 1901/2 entstand das neue Gymnasium (heute Gymnasium am Kaiserdom) auf dem ehem. Kasernengelände an der Großen Pfaffengasse.
1904 wurde der 105 m hohe neugotische Bau der Gedächtniskirche eingeweiht. Der Kauf des Grundstücks am westlichen Stadtrand erfolgte bereits 1883, zum Spatenstich kam es jedoch erst nach Unterstützung durch Kaiser Wilhelm II. 1890, die Grundsteinlegung war 1893. Auch als Reaktion auf den Bau der Gedächtniskirche wurde 1912 bis 1914 nur wenige Meter entfernt die Josephskirche mit zwei 91 m hohen Türmen auf dem Gelände des ehemaligen Kapuzinerklosters St. Ägidien erbaut. 1888 konstituierte sich ein Kirchenbauverein zur Errichtung der katholischen St. Josephskirche. Zusammen mit dem Kaiserdom und dem Altpörtel beherrschen diese beiden Kirchen das Stadtbild von Speyer.

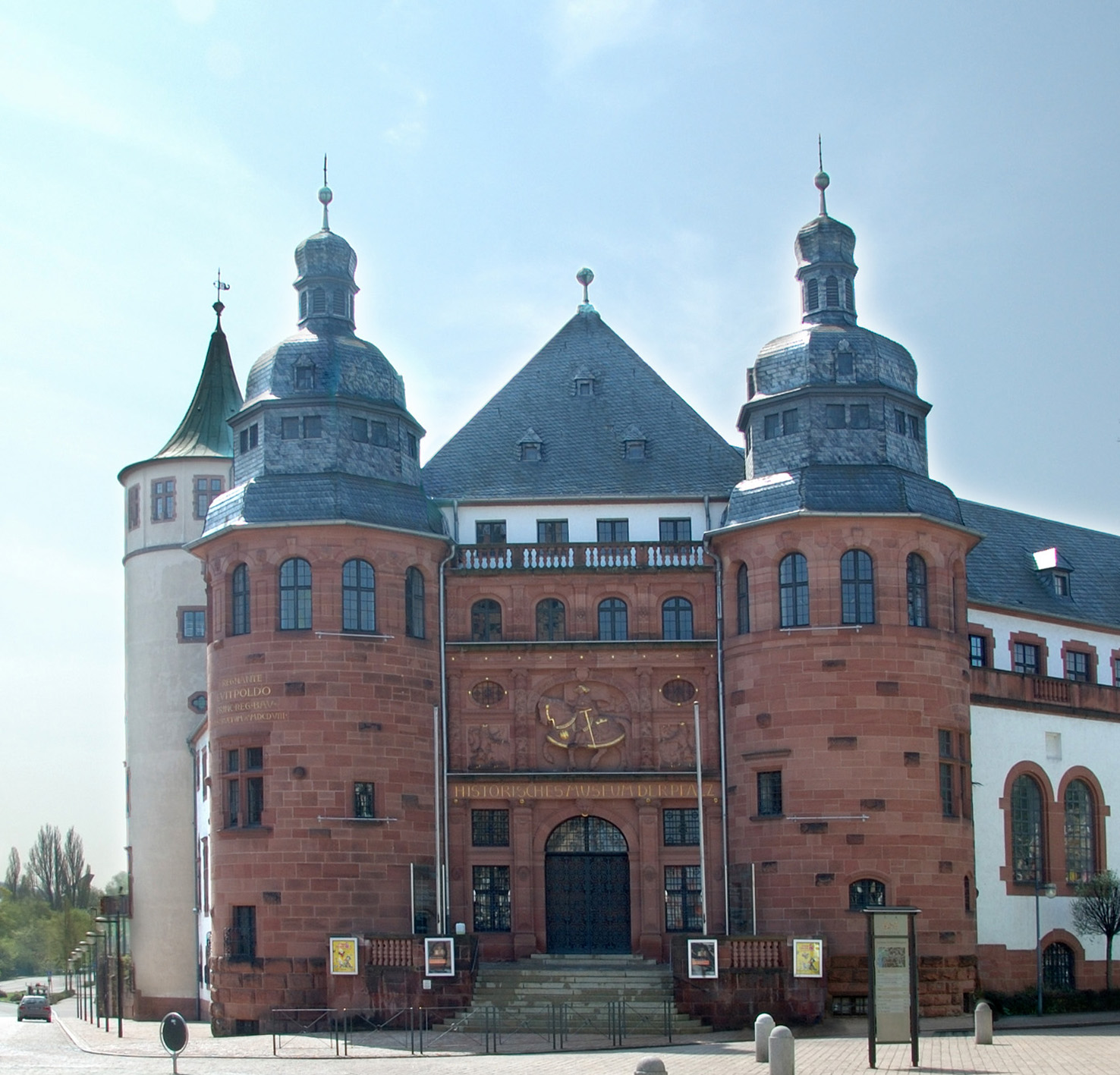
Historisches Museum

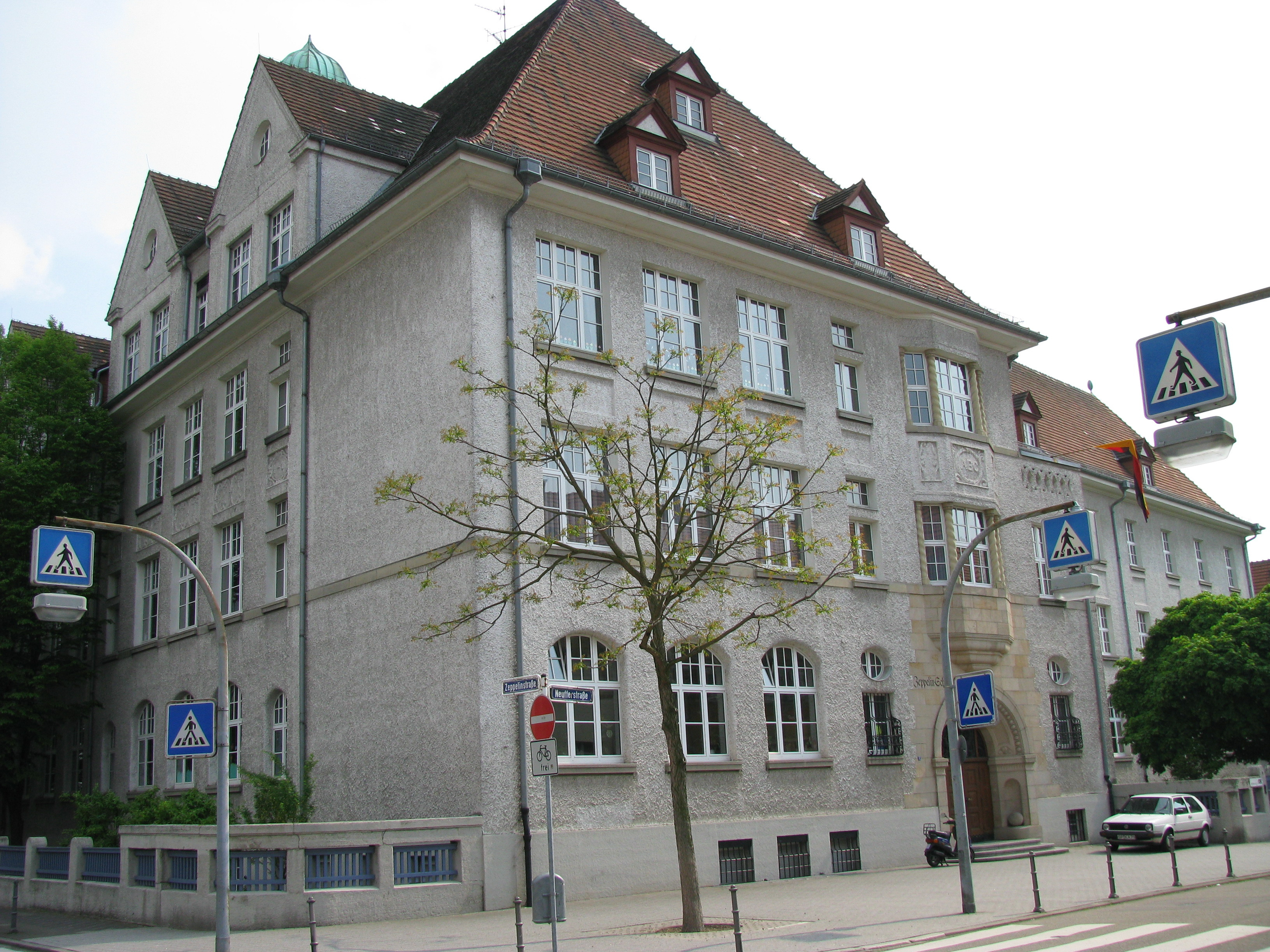
Zeppelinschule

1904 erfolgte auch die Gründung des Vincentiuskrankenhauses der Niederbronner Schwestern am Gießhübelbach. Daneben entstand 1908/10 das Mutterhaus St. Joseph der selbständig gewordenen Armen Schulschwestern, denen die Räumlichkeiten im St.-Magdalena-Kloster nicht mehr ausreichten. 1907 wurden das Bischöfliche Ordinariat, 1909 das Rentamt, 1910 neben dem Gymnasium und ebenfalls auf dem ehemaligen Kasernengelände das Historische Museum und 1912 die Kreisversuchsstation errichtet. Museum, Gymnasium, Kreisarchiv, Konsistorium und Ordinariat prägen die Bebauung des Domplatzes bis heute. Ein weiterer erwähnenswerter Bau der wilhelminischen Zeit war der Bahnhof, der im Zweiten Weltkrieg zerstört wurde.
1905 bis 1909 entstand eine Schmalspurbahn von Speyer über Dudenhofen und Geinsheim nach Neustadt. Der Verlauf des im Volksmund genannten „Pfefferminzbähnels“ zeichnete die spätere Lage des Langensteinweges (Grünanlage) vor.
1911 wurde die Schule an der Augustinergasse um einen Volksschulteil erweitert und 1912 entstand schließlich eine dritte Volksschule, die Zeppelinschule. In die alte städtische Volksschule an der Himmelsgasse zog die Landesversicherungsanstalt.
Aus den Jahren des ersten Jahrzehnts stammt die Wohnbebauung bis zum Bahnhof und die ersten Ansätze westlich der Bahnlinie an der Dudenhofer Straße. 1910 hatte Speyer einschließlich des Militärs 23.045 Einwohner. In diesem Jahr wurde zum ersten Mal das Brezelfest abgehalten. 1913 erhielt die Stadt Anschluss an das Stromnetz.
Mit Ausbruch des Ersten Weltkrieges wurde Speyer aufgrund seiner Frontnähe Durchgangsort für Truppenbewegungen und sehr bald Lazarettstandort. Die ersten Verwundeten trafen am 20. August ein und bald lagen 1800 davon in den Lazaretten und requirierten Schulen. Bis zum Sommer 1915 erhöhte sich die Zahl auf 2700 Verwundete in 12 Reservelazaretten. Direkte Auswirkungen des Krieges waren in Speyer nicht spürbar. Die Bevölkerung hatte jedoch, wie im ganzen Land, mit dem weiteren Verlauf des Krieges unter Hunger zu leiden. Zum größten Betrieb in Speyer entwickelten sich in der Kriegsjahren die Pfalz-Flugzeugwerke.
Von der Revolutionswirren im übrigen Reich war in Speyer wenig zu spüren. Auf Vorschlag Bürgermeister Moerickes wurde am 9. November 1918 ein Wohlfahrtsausschuss gegründet, der mit ihm selbst, acht Sozialdemokraten, vier Nationalliberalen, drei Mitglieder der Zentrumspartei und zwei Vertreter der Fortschrittlichen Volkspartei besetzt wurde. Der Ausschuss rief die Bürger dazu auf, „keinen russischen Bolschewismus zu treiben“, sondern Änderungen ruhig und besonnen auf friedlichen Wegen anzustreben. Öffentliches und privates Eigentum sollten unangetastet bleiben. Ein Arbeiter- und Soldatenrat wurde auch in Speyer aus drei Sozialdemokraten, einem Offizier und einem Unteroffizier gebildet und beim Regierungspräsidium entstand ein Vollzugsausschuss der Arbeiter- und Soldatenräte der Pfalz. Beide Einrichtungen traten jedoch kaum in Erscheinung, so dass die Verwaltung in den Händen des Militärs und der Stadt blieb. Der Rückzug der deutschen und österreichisch-ungarischen Truppen von der Westfront fand auch über den Speyerer Rheinübergang statt. Am 26. November 1918 zog das 2. bayrische Pionierbataillon aus der Stadt ab. Zum Kriegsende waren aus der Speyerer Bevölkerung 463 Gefallene zu verzeichnen.

### Französische Besatzung, Separatismus und Wirtschaftskrise

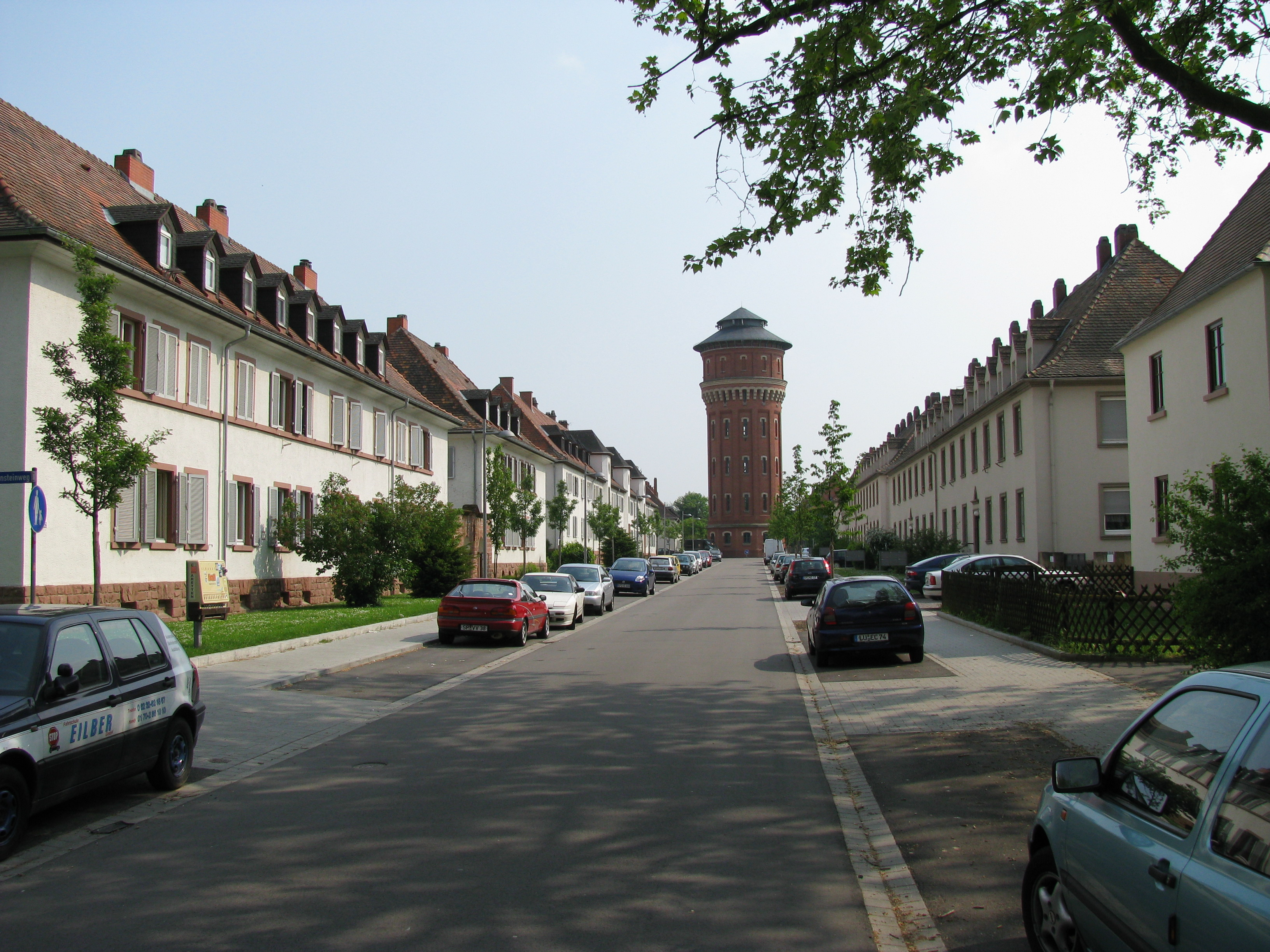
Am Wasserturm, beidseitige Bebauung der GBS und Wasserturm im Hintergrund

Mit dem Ende des Ersten Weltkrieges und der Besetzung des linken Rheinufers durch Frankreich wurde Speyer 1918 erneut Garnisonsstadt der Franzosen. Am 5. Dezember 1918 zogen gemäß Waffenstillstandsvertrag ca. 2400 Mann des 51. Infanterie-Regiments und des 3. Genie-Bataillons ein. Speyer wurde Sitz der französischen Zivilverwaltung und später des Kreisdelegierten der Interalliierten Rheinland-Kommission. Gemäß dem Rheinlandabkommen vom 28. Juni 1919 blieb Speyer zwar den deutschen Aufsichtsbehörden unterstellt, aber faktisch übten die Franzosen oft eine straffere Kontrolle. Am 4. Juli 1919 wurde Karl Leiling nach dem neuen bayerischen Kommunalwahlrecht zum Oberbürgermeister gewählt.
Schon ab Ende 1918 unterstützte die französische Besatzungsmacht unter General Augustin Gérard gezielt eine Bewegung unter Führung des promovierten Chemikers Eberhard Haaß, die sich „Freie-Pfalz“ nannte – zusammen mit mehreren anderen Separatistengruppierungen im nördlichen Rheinland. Im Frühsommer 1919 unternahm die Freie Pfalz in Speyer einen Putschversuch für eine autonome Pfalz. Dieser scheiterte kläglich, hauptsächlich am Widerstand des stellvertretenden Regierungspräsidenten Friedrich von Chlingensperg (1860–1944), der sich der mehrheitlichen Unterstützung der pfälzischen Parteien sicher sein konnte. Nach wenigen Stunden war die schlecht vorbereitete Aktion beendet.

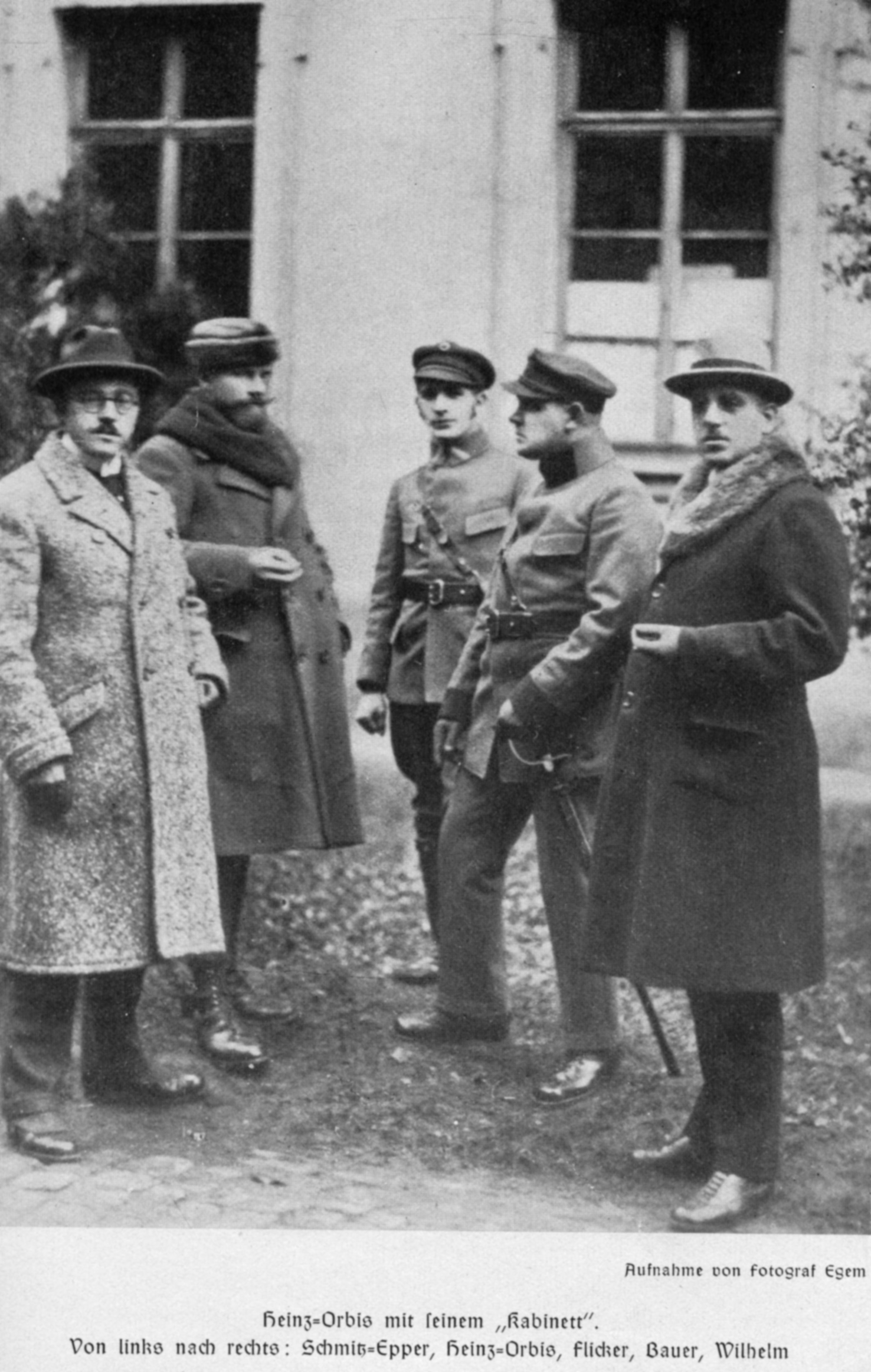
Zweiter von links: Franz Joseph Heinz (genannt Heinz Orbis) und Mitglieder seines Kabinetts

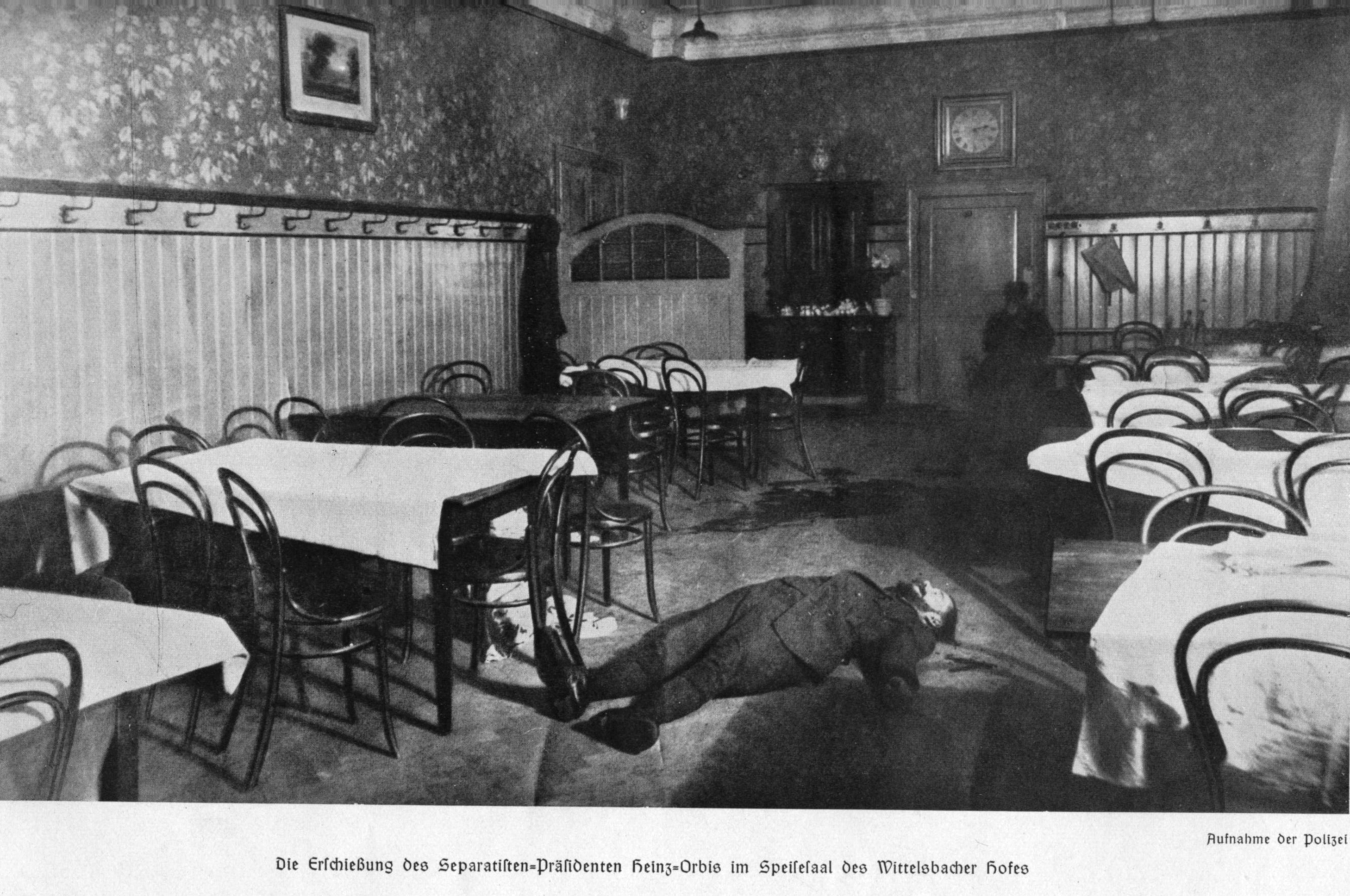
Franz Joseph Heinz, erschossen im Wittelsbacher Hof

In den Folgejahren gab es weitere Bestrebungen für eine Loslösung der Pfalz von Bayern.
Der Anführer der Separatisten in der Pfalz war Franz Joseph Heinz (1884 bis 1924) aus Orbis bei Kirchheimbolanden, Vorsitzender der Freien Bauernschaft und Mitglied des Speyerer Kreistages (DVP). Zwischen dem 6. und 10. Oktober 1923 übernahmen die Separatisten die Kontrolle der Städte Kaiserslautern, Neustadt an der Haardt und Landau, weitere Städte in der Pfalz folgten. Am 10. November kamen 200 Aufständische mit dem Zug nach Speyer und besetzten das Stadthaus, die Oberpostdirektion, das Regierungsgebäude und das Bezirksamt. Am 11. November ließ Heinz die Fahne der Separatisten vom Regierungsgebäude wehen und tags darauf proklamierte er die Pfälzische Republik (Autonome Pfalz) im Verband der Rheinischen Republik, die vom französischen General de Metz sofort anerkannt wurde.
Während sich die neue Regierung einrichtete, organisierte sich in Bayern bereits der Widerstand. In Heidelberg war bereits im Vorfeld die Abwehrstelle eingerichtet worden. Der für die gewaltsame Separatistenabwehr zuständige Walter Antz aus Zweibrücken bereitete mit einem geheimen pfälzischen Kampfverband unter der Führung des Rechtsanwaltes Edgar Julius Jung (1894–1934) einen Anschlag auf Franz Joseph Heinz vor. Dieser gelang erst im zweiten Anlauf: Am Abend des 9. Januar 1924 stürmten rund 20 Männer, die über den gefrorenen Rhein gekommen waren, den Speisesaal des „Wittelsbacher Hofes“ in Speyer. Sie erschossen Heinz und zwei Mitarbeiter Sand und Fusshöler. Die Separatistenbewegung brach daraufhin zusammen. Ein Denkmal für zwei der Attentäter, Wiesmann und Hellinger, die bei einem Schusswechsel nach dem Attentat ums Leben gekommen waren, steht heute noch auf dem Speyerer Friedhof. Darüber hinaus befindet sich am Wittelsbacher Hof eine Gedenktafel die an die Toten erinnert.
Die Einwohnerzahl Speyers hatte während des Kriegs um 1000 auf 23.323 am 8. Oktober 1919 zugenommen. Der Bestand an Wohnungen hatte sich in dieser Zeit nicht erhöht und nun kam der Platzbedarf für die Besatzungsmacht hinzu. Um die große Wohnungsnot besonders für Schichten mit geringerem Einkommen zu lindern entstand 1919 die gemeinnützige Baugenossenschaft (GBS), die als erstes den Bau von 24 Einfamilienreihenhäusern und drei Fünffamilienhäusern in der Peter-Drach-Straße und der Blaulstraße errichtete. Damit setzte das bebaute Stadtgebiet erstmals zum Sprung auf die Westseite der Bahnlinie an.
Es folgten weitere Wohnhäuser: 1925/26 entstand die Bebauung im Bereich Schützenstraße und Oberkämmerer, 1927/28 in der Eugen-Jäger-, Friedrich-Ebert- und Lina-Sommer-Straße sowie ab 1929 in den Gartenwegen. Bis zum Beginn des Zweiten Weltkrieges belief sich der Wohnungsbestand der GBS auf rund 300 Wohnungen. Auf Initiative einer 1922 gegründete Bauarbeitsgemeinschaft entstand zum großen Teil in Selbsthilfe eine Siedlung Im Lenhart und am Russenweiher im Süden der Stadt. Der private Wohnungsbau entwickelte sich erst ab 1924 hauptsächlich im Bereich zwischen Bahnlinie und Kaserne, beidseitig der Landauer Straße. Bis 1925 hatte Speyer 25 609 Einwohner und 1933 waren es 27 718.
Die Speyerer Wirtschaft durchlebte in den zwanziger Jahren eine schwere Krise, in der viele Betriebe schließen mussten. Neben der allgemeine Wirtschaftskrisen waren die wirtschaftlichen Schwierigkeiten durch die Besatzung und die teilweise Abtrennung vom deutschen Wirtschaftsgebiet bedingt. Die Stadt vergab Notstandsarbeiten, wie beispielsweise erste Kanalisationsarbeiten, Verbesserungen im Straßennetz und teilweise den Aushub des zweiten Hafens südöstlich der Stadt. Die Überlegungen für einen neuen Hafen gingen schon in die Vorkriegsjahre zurück, aber der Bau konnte erst 1920 beginnen und 1925 abgeschlossen werden. Die Ansiedlung der großen Tabakfirma Brinkmann, die am neuen Hafen 10.000 t Tabak lagerte (die Hälfte der deutschen Ernte), verschaffte eine spürbare Erleichterung auf dem Arbeitsmarkt.
Bald nach dem Krieg nahm die Stadt Bemühungen auf, in Speyer eine feste Bahnbrücke über den Rhein zu errichten. Ab 1925 setzte sich auch die bayerische Staatsregierung dafür ein und 1926 fand das Projekt die Unterstützung des Reichsarbeitsministeriums. Die Reichsbahn lehnte die Brücke vehement ab, so dass sich die Arbeiten verzögerten und erst im September 1933 für nur eine eingleisige Bahnbrücke in Angriff genommen wurden.
Im Februar 1921 erfolgte die Gründung der Pfälzischen Landesbibliothek. Zwar sollte damit die Buchversorgung verbessert werden, aber ein wichtiges Motiv dafür lag auch darin, dass die besetzte Pfalz geistig gestützt werden sollte. Sie öffnete erstmals im Mai 1923 im Gebäude der Hospitalstiftung an der Ecke Allerheiligen-/Ludwigstraße mit 25.000 Bänden. Bis zum Ende der Weimarer Zeit wuchs der Buchbestand auf über 130.000. Ebenfalls 1921 wurde von der Stadt die Volksbücherei aus der Taufe gehoben, die Anfang 1924 im Gebäude der Landesbibliothek eröffnet wurde. 1932 zog sie aus Platzmangel mit 12.000 Bänden in die Heydenreichstraße um.

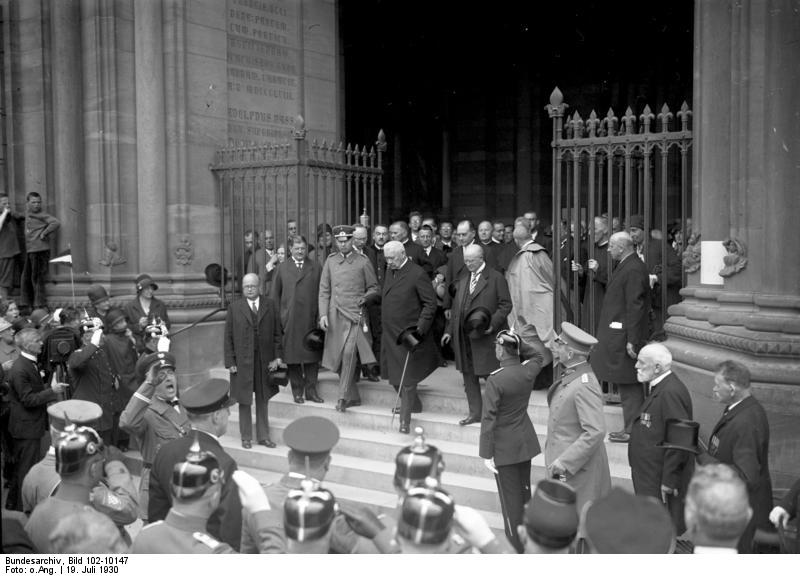
19. Juli, 1930, Hindenburg verlässt den Dom anlässlich der Feierlichkeiten zur „Rheinlandbefreiung“

Das gespannte Verhältnis zur französischen Besatzung begann sich ab 1924/25 zu normalisieren. Bis Mitte 1929 war die französische Garnison auf 700 verringert worden. Im Oktober wurden dann die meisten Truppen ganz abgezogen und im folgenden Winter die meisten beschlagnahmten Gebäude zurückgegeben. 1929 beging Speyer die 400-Jahr-Feier der Protestation. Die Besatzungszeit für die III. Zone, zu der Speyer gehörte, endete offiziell am 30. Juni 1930, was in Speyer groß gefeiert wurde. Auf dem Markt wurde das Denkmal für die Gefallenen enthüllt und wenige Tage später wurde das französische Denkmal aus dem Jahre 1920, ein Obelisk mit einem gallischen Hahn, auf dem Friedhof demontiert in eingemottet. Die 900. Wiederkehr der Domgründung wurde 1931 gefeiert.
Infolge der Weltwirtschaftskrise 1929 wuchs die Arbeitslosigkeit in Speyer bis 31. Juli 1932 auf 10,4 % der Bevölkerung; im Sommer 1933 stieg sie nochmal auf 12,3 %. Die Wohlfahrtslasten (Sozialausgaben) der Stadt nahmen von einem Siebtel auf drei Siebtel des städtischen Haushaltes zu und konnten nur durch Schulden gedeckt werden. Auf Grundlage eines Reichsprogrammes vom September 1931 sollten 10 % der Arbeitslosen in Selbstversorgersiedlungen untergebracht werden, die am Rande von Städten mit großzügigen Parzellen entstehen sollten. Die Idee wurde in Speyer schnell aufgegriffen und zwischen Otterstadter und Mutterstadter Straße wurden 1932 für 86 Siedlerstellen Planung und Bau in Angriff genommen, die Keimzelle für den Stadtteil Speyer-Nord.
Speyerer Kommunalwahl-Ergebnisse in den 20er Jahren
| Partei                                                   | 18.04.1920 (%, Mandate) | 18.04.1920 (%, Mandate) | 07.12.1924 (%, Mandate) | 07.12.1924 (%, Mandate) | 08.12.1929 (%, Mandate) | 08.12.1929 (%, Mandate) |
| -------------------------------------------------------- | ----------------------- | ----------------------- | ----------------------- | ----------------------- | ----------------------- | ----------------------- |
| Sozialdemokratische Partei Deutschlands (SPD)            | 27,8                    | 9                       | 23,2                    | 7                       | 29,2                    | 9                       |
| Bayerische Volkspartei (BVP)                             | 27,7                    | 8                       | 25,5                    | 8                       | 28,7                    | 9                       |
| Deutsche Volkspartei (DVP)                               | 12,8                    | 4                       | 14,4                    | 4                       | 14,9                    | 5                       |
| Deutsche Staatspartei (DDP/DStP)                         | 14,6                    | 4                       | 7,1                     | 2                       | 2,9                     | 1                       |
| USPD                                                     | 17,1                    | 5                       | --                      | --                      | --                      | --                      |
| Kommunistische Partei Deutschlands (KPD)                 | --                      | --                      | 15,7                    | 5                       | 5,9                     | 1                       |
| Nationalsozialistische Deutsche Arbeiterpartei – (NSDAP) | --                      | --                      | --                      | --                      | 7,5                     | 2                       |
| Unparteiisch                                             | --                      | --                      | 14,1                    | 4                       | --                      | --                      |
| WP                                                       | --                      | --                      | --                      | --                      | 7,0                     | 2                       |
| Linke KP                                                 | --                      | --                      | --                      | --                      | 3,9                     | 1                       |

Speyerer Wahlergebnisse 1919 bis 1932 für Landtag und Reichstag in %
(NV=Nationalversammlung, RT=Reichstag, LT=Landtag)
| Wahl          | SPD  | BVP  | KPD  | DVP  | DDP  | USPD | DNVP | NSDAP | Sonstige |
| ------------- | ---- | ---- | ---- | ---- | ---- | ---- | ---- | ----- | -------- |
| NV 19.01.1919 | 41,8 | 29,9 | --   | 7,0  | 20,1 | 1,2  | --   | --    | --       |
| LT 02.02.1919 | 42,3 | 30,2 | --   | 5,5  | 21,1 | 0,9  | --   | --    | --       |
| RT 20.06.1920 | 24,5 | 27,5 | 4,3  | 15,1 | 13,1 | 15,5 | --   | --    | --       |
| LT 20.06.1920 | 22,5 | 28,3 | 4,5  | 14,9 | 13,8 | 16,0 | --   | --    | --       |
| RT 04.05.1924 | 20,3 | 22,4 | 22,9 | 14,1 | 5,6  | --   | --   | 6,8   | 7,9      |
| LT 04.05.1924 | 19,8 | 22,5 | 22,6 | 14,4 | 7,0  | --   | --   | 5,4   | 8,3      |
| RT 07.12.1924 | 24,5 | 22,6 | 15,9 | 19,5 | 7,4  | 0,6  | 1,3  | 1,3   | 6,9      |
| RT 20.05.1928 | 32,1 | 27,3 | 6,3  | 14,2 | 4,7  | --   | 2,5  | 3,1   | 9,8      |
| LT 20.05.1928 | 32,1 | 27,8 | 6,3  | 13,9 | 4,5  | 0,1  | 1,9  | 3,1   | 10,3     |
| RT 14.09.1930 | 27,5 | 27,6 | 9,9  | 10,0 | 2,8  | --   | 0,6  | 12,2  | 9,4      |
| LT 24.04.1932 | 22,5 | 28,1 | 11,9 | 5,1  | --   | --   | 1,4  | 26,4  | 4,6      |
| RT 31.07.1932 | 27,8 | 26,7 | 11,1 | 3,0  | 0,4  | --   | 1,4  | 27,1  | 2,5      |
| RT 06.11.1932 | 23,2 | 25,4 | 16,0 | 3,7  | 0,9  | --   | 2,7  | 25,1  | 3,0      |

Bei den Reichstags- als auch den Landtagswahlen 1924 fällt auf, dass die KPD in Speyer mit 22,9 bzw. 22,6 % einen deutlich höheren Stimmenanteil verbuchen konnte, als im Reich mit 12,6 %. Die Nationalsozialisten, die in diesem Jahr erstmals an der Reichstagswahl teilnahmen, erhielten in Speyer mit 6,8 % eine ähnlich hohe Zustimmung wie im Reich mit 6,6 %. Jedoch ab 1930 hinkte die NSDAP in Speyer bei den Reichstagswahlen mit ihrem Wahlergebnis deutlich hinter ihren Reichsergebnissen her: 1930 um 6 %, Juli 1932 um gut 10 % und November 1932 um 8 %. Der Zuspruch für die SPD in Speyer war über die Jahre meist etwa 3 % höher als im Reich, folgte aber insgesamt dem Trend, in der Wählergunst abzunehmen. Ihr Anteil in Speyer sank von 41,8 % im Jahre 1919 auf 23,2 % 1932 (im Reich 20,4 %). Das Wahlergebnis der KPD bei den letzten Wahlen entsprach mit 16 % ungefähr dem im Reich mit 16,9 %. Relativ stabil von 1919 bis 1932 blieben die Wahlergebnisse der BVP mit im Schnitt etwa 25 % der Stimmen.
Die Nazis verhielten sich in Speyer relativ gemäßigt. Bezirksamt und Staatspolizei handhabten das Versammlungs- und Vereinsrecht, von Wahlkampfzeiten abgesehen, sehr straff, so dass Aufmärsche und Demonstrationen vergleichsweise selten vorkamen. Einen großen Aufmarsch hatte die NSDAP am 16. und 17. Juni 1932 mit SA und SS im Vorfeld der Wahlen; es gab verschiedene Versammlungen mit Auftritten des Gauleiters Josef Bürckel und des Gau-SA-Führers Schwitzgiebel, und einen Fackelzug.
Bei der Machtergreifung am 30. Januar 1933 äußerte sich die Speyerer Zeitung besorgt, dass man sich nicht wundern dürfe, „wenn die kommenden Regierungshandlungen einen außergewöhnlichen Charakter tragen und wenn Hitler seine politischen Gegner nicht zimperlich anfasst“ und hoffte, dass es nicht zu einer Parteiendiktatur komme. Der Versuch der Kommunisten in der gleichen Nacht in Speyer einen Generalstreik zu organisieren, wurde von der Staatspolizei vereitelt. Die NSDAP feierte am 1. Februar Hitlers Regierungsantritt mit einem Fackelzug durch die Stadt, wobei die SA-Männer und die Mitglieder des Stahlhelms besonders lange in den Hochburgen der SPD und KPD, Fischmarkt und Hasenpfuhl, verweilten.

### Nationalsozialistische Herrschaft und Zweiter Weltkrieg
In der schon nicht mehr freien Reichstagswahl am 5. März 1933 kam die NSDAP in der Pfalz auf 46,5 %; in Speyer erhielt sie mit 30,2 % der Stimmen den geringsten Anteil in einer pfälzischen Stadt. Ähnlich niedrig lag er nur noch in Frankenthal und Ludwigshafen am Rhein, während sie in Kaiserslautern und Pirmasens 44 % bzw. 49 % erhielt und in Neustadt, Zweibrücken und Landau deutlich über 50 %.
Gleichwohl gab es auch in Speyer überzeugte Nationalsozialisten und NS-Aktivisten. Der langjährige zweite Bürgermeister Cornelius Bechtel tat sich schon ab Frühjahr 1933 mit Schikanen gegen die Juden hervor und Stadtkommissar Karl Delobelle sorgte 1933/34 in der Stadt für Einschüchterung und Terror; dies alles unter den Augen des Oberbürgermeisters Karl Leiling, der bis 1943 im Amt blieb.
Bereits am 14. Februar 1933 kam es zu ersten Hausdurchsuchungen bei KPD-Mitgliedern in Speyer, später auch bei SPD-Mitgliedern, BVP-Mitgliedern, Gewerkschaftern, Geistlichen, Lehrern und anderen. Am 10. März wurden um 4 Uhr in der Frühe 33 kommunistische Funktionäre und neun Reichsbannerführer in sogenannte „Schutzhaft“ genommen. Tags darauf berichtet die Zeitung von der Aufforderung durch SA-Leute der „Ehape“ (Einheitspreis-Aktiengesellschaft), nur noch in deutschen Geschäften zu kaufen. Am 28. März 1933 erfolgte die Anweisung an städtische Dienststellen, jüdische Geschäfte zu boykottieren; ab 31. März 1933 durften jüdische Geschäfte keine schwarz-weiß-rote Fahnen mehr hissen und am 1. April 1933 blieben fast alle jüdischen Geschäfte aufgrund eines Boykottaufrufes geschlossen.
Mit dem „Gleichschaltungsgesetz“ vom 31. März 1933 wurden zugleich alle Stadträte aufgelöst.
Speyer gehörte zunächst zum Gau Rheinland; dieser wurde 1935 mit dem Saarland zum Gau Saarpfalz zusammengelegt. Der Verwaltungssitz des Gaues kam nach Neustadt an der Weinstraße.
Am 3. April 1933 wurde eine Reihe von Straßen im Speyer umbenannt: Rathenaustraße in Richard-Wagner-Straße, Am Wasserturm in Adolf-Hitler-Straße, Brückenallee in Hindenburgallee. Die jüdische Verwaltungsinspektorin Sara Lehmann wurde entlassen. 1938 wurden erneut Straßen umbenannt. Die heutige Friedrich-Ebert-Straße, die 1928 in Hellinger-Wiesmann-Straße (Attentäter des Heinz Orbis) umbenannt worden war, bekam den Namen Wilhelm-Gustloff-Straße. Den Namen Hellinger-Wiesmann-Straße übernahm die Ludwigstraße, in der sich der Wittelsbacher Hof befindet. Sie wurde bei dieser Gelegenheit mit der Königsstraße zusammengelegt, die sich am Königsplatz befand, weshalb sich auch die Hausnummern änderten. Der Königsplatz selbst wurde 1938 nach dem damaligen Gauleiter Josef Bürckel in Josef-Bürckel-Platz umbenannt.
Die Gleichschaltung betraf pfalzweit in diesen Wochen nicht nur die Wirtschaft und die Landessynode, sondern auch die Pfälzer Kunst, den Literarischen Verein, die Gewerkschaften, Presse, Milchwirtschaft und Musikerverbände. Am 11. April 1933 wurden 16 Speyerer Vereine verboten u. a. der Geflügelzuchtverein, der Mieterverein, der Arbeiterschachklub. Ebenso verboten wurden die Zeugen Jehovas.
Dem neuen Stadtrat am 23. April 1933 gehörten neun NSDAP-, sechs BVP- und fünf SPD-Mitglieder an. Bei der ersten Sitzung am 27. April entgegnete Delobelle auf die Begrüßungsrede Leilings: „Sollte es die SPD wagen, etwa mit dem Zentrum einen Antrag der NSDAP unter den Tisch zu hauen, dann werde er in seiner Eigenschaft als Stadtkommissar diesen Beschluss sofort sperren und bei der Aufsichtsbehörde seine Aufhebung durchsetzen. Richten Sie Ihr Verhalten dementsprechend ein.“ Im August 1933 bestand der Stadtrat nur noch aus Nationalsozialisten und der NSDAP-Stadtrat Karl Delobelle war der eigentliche Machthaber in der Stadt. In der Stadtratssitzung vom 4. August stellte er fest, dass die NSDAP die alleinige Verantwortung in der Stadt trage.
Am 26. April 1933 ordnete der 2. Bürgermeister Bechtel an, dass Juden die städtischen Badeanstalten nur noch zu bestimmten Zeiten nutzen dürfen. Dies wurde von der Speyerer Zeitung heftig kritisiert. Am 3. Mai 1933 wurden im Zuge der Gleichschaltung der Gewerkschaften 18 Gewerkschaftsführer verhaftet. Am 8. Mai 1933, dem „Tag der bayerischen Jugend“, wurden in Speyer Bücher aus den Schulbibliotheken auf dem Marktplatz verbrannt. Dies geschah zwei Tage vor der großen Bücherverbrennung in Berlin.
Im April waren in Speyer 5316 Arbeitslose gemeldet. Am 22. Juni 1933 wurde das Verlagsgebäude der Speyerer Zeitung von Nationalsozialisten gestürmt und der Chefredakteur Oswald Dobbeck in „Schutzhaft“ genommen. Am 27. Juni wurde gemeldet, dass derzeit zwei Chefredakteure, ein Redakteur, sechs Stadträte der BVP, zwei Schreinermeister, ein Rechtsanwalt, ein Schneidermeister, ein Lederhändler und ein Gewerkschaftssekretär inhaftiert seien. Die gesamte Stadtratsfraktion der BVP war verhaftet worden. Dobbeck kam am 29. Juni wieder frei.
1934 wurde die Gleichschaltung der Stadtverwaltung weiter betrieben. Die Beamten und Angestellten wurden unter Druck gesetzt, ihren alten Parteiverbindungen abzuschwören oder in NS-Formationen Mitglied zu werden.
Nach der Remilitarisierung des Rheinlandes wurde Speyer am 9. März 1936 wieder Garnisonsstadt. Anlässlich der Reichstagswahl am 29. März 1936 gab die Evangelische Landeskirche Pfalz bekannt: „Die pfälzische protestantische Kirche […] bittet die Gemeinden, Gottes Kraft und Gnade für den Führer zu der kommenden großen Entscheidung zu erflehen. gez. Diehl, Landesbischof.“
Im Gegensatz zum Vorabend des Ersten Weltkrieges gab es trotz NS-Propaganda keine Kriegsbegeisterung im gesamten Reich. In Speyer war sogar eine erhöhte Besorgnis erkennbar. Aufgrund seiner Lage unweit der französischen Grenze fühlten sich die Menschen trotz des neu errichteten Westwalles größeren Gefahren ausgesetzt. Im September 1938 bemerkte die NSDAP, dass Speyerer Beamte „in Verkennung der tatsächlichen politischen Lage und in Außerachtlassung ihrer besonderen Treuepflicht dem Staat gegenüber“ Familienangehörige aus „Sicherheitsgründen“ (im Original in Anführungszeichen) in das Innere des Reiches verbracht und dadurch unter den Volksgenossen „sehr große Erregung“ ausgelöst haben.
1938 wurde die Rheinbrücke fertiggestellt; sie sollte keine sieben Jahre überstehen.
In den Pogromen am 9. November 1938 wurde auch die Speyerer Synagoge in der Heydenreichstraße niedergebrannt. Sie wurde in der Nacht vom 9. auf den 10. November von SA und SS-Leuten ausgeräumt und von Adolf Horz und einem weiteren Mittäter in Brand gesteckt, wobei die Bibliothek, wertvolle Gewänder, Teppiche und rituelle Gegenstände geraubt wurden. Die Feuerwehr achtete nur darauf, dass die Flammen nicht auf die Nachbarschaft übersprangen. Auch der jüdische Friedhof wurde in dieser Nacht verwüstet. Schon am nächsten Tag wurde die Ruine der Synagoge abgebrochen; die Kosten wurden mit Schulden der Stadt an die jüdische Gemeinde verrechnet.
Wie die Speyerer befürchtet hatten, wurde die Stadt bereits während der Frankreichinvasion Ziel erster Bombenangriffe; der erste erfolgte am 5. Juni 1940. Die Luftangriffe wurden zunächst nur nachts geflogen; ab April 1944 nur noch Tags. Insgesamt wurden 650 Minen- und Sprengbomben, 2000 Stabbrandbomben und 30 andere Bomben abgeworfen. Etwa 85 % der Bevölkerung konnten in Luftschutzkellern untergebracht werden, davon etwa 2000 in 40 öffentlichen Luftschutzräumen. Speyer erlebte insgesamt 33 Bombenangriffe, aber es entging den großflächigen Bombardierungen, wie sie zahlreiche andere Städte in Deutschland erfuhren.
Angriffsziele im Stadtgebiet waren die Bahnstrecke Heidelberg–Speyer, der Bahnhof, die Rheinbrücke (die nicht getroffen wurde), die Pfalz-Flugzeugwerke, das Diakonissenkrankenhaus und der Martin-Greif-Platz. Der Gesamtschaden für Speyer wurde auf 8 bis 10 % geschätzt, wobei 15 Wohnhäuser Totalschäden und 36 schwere Schäden erlitten. Die Stadt hatte 53 Tote und 327 Verletzte zu beklagen.
In Speyer gab es gemäß einer Aufstellung vom 20. Juli 1943 insgesamt 1.915 Kriegsgefangene und zwangsverpflichtete Zivilarbeiter. Die größte Gruppe stellten 1168 Sowjetbürger, gefolgt von 307 Franzosen und 268 Polen, von denen die meisten in Sammellagern und menschenunwürdigen und primitivsten hygienischen Umständen untergebracht waren. Eines davon war das Ostarbeiterlager Kuhweide. Da von insgesamt 5,7 Millionen russischen Gefangenen keine zwei Millionen überlebten, ist anzunehmen, dass auch in Speyer ein großer Teil von ihnen ums Leben kam.
In Speyer und Umland kam es 1942 zu einem Versuch organisierten Widerstandes gegen das NS-Regime: Zunächst bildete sich eine Gruppe von Antifaschisten zur Unterstützung der Familie des inhaftierten Ernst Thälmann in Hamburg, die sich Speyerer Kameradschaft nannte. Die Gruppe erwog auch eine gewaltsame Befreiung und es kam zu konspirativen Kontakten mit Zwangsarbeitern und Kriegsgefangenen.

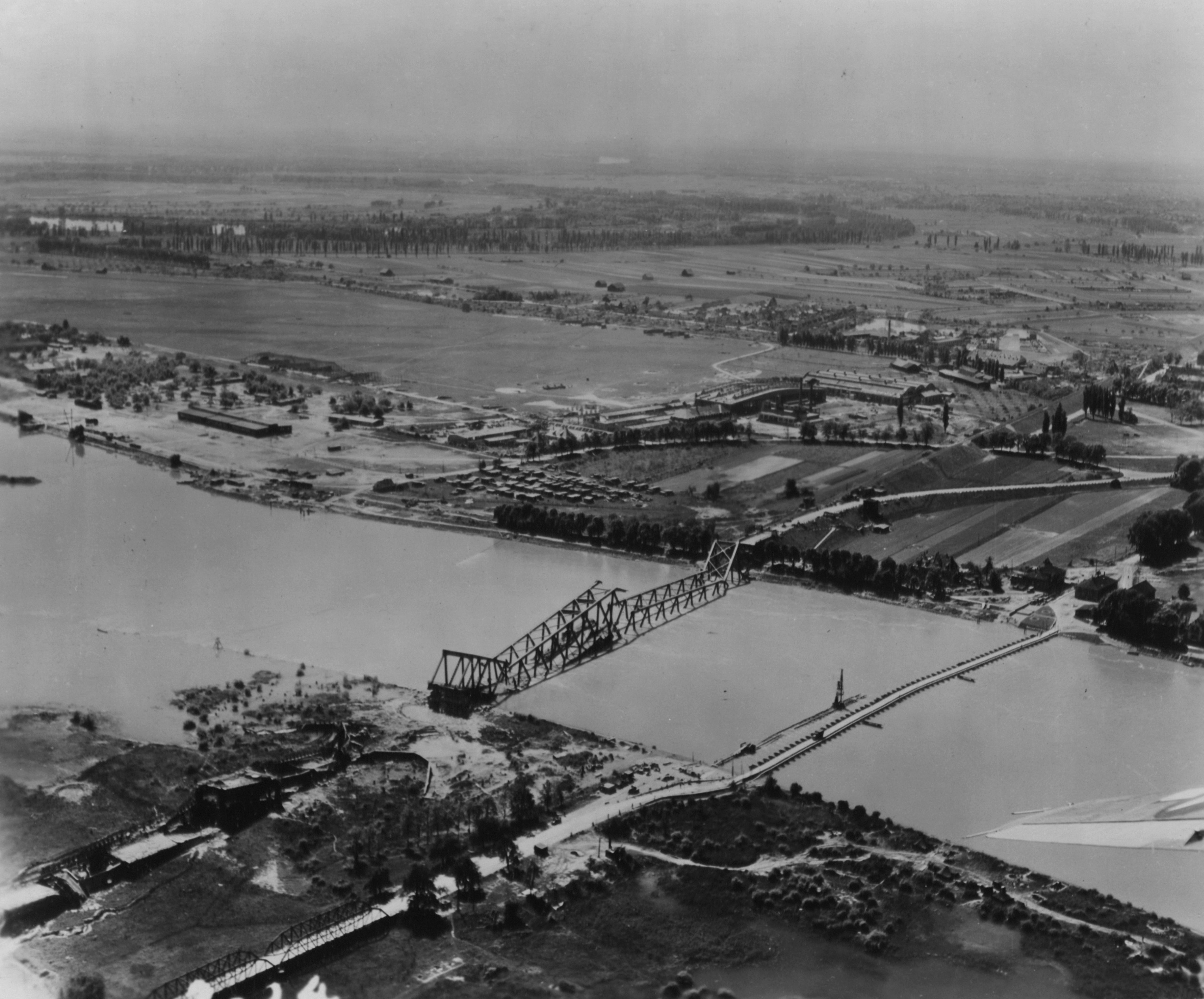
Gesprengte Rheinbrücke, schwimmende Ersatzbrücke, Blick von der badischen Rheinseite, Mai 1945

Zentrale Personen dieser Gruppe waren das Ehepaar Jakob (1891–1945) und Emma Schultheis aus Speyer, sowie Wilhelm Kreutz aus Berghausen, der polnische Zwangsarbeiter Stanislaus Peplinski und Elise Rohr (geb. Tremmel) aus Waldsee, die Lebensgefährtin des zur Strafdivision 999 zwangsrekrutierten Widerstandskämpfers Johannes Zieger. Die Gruppe wurde 1944 entdeckt; Jakob Schultheis und Stanislaus Peplinski wurden am 19. März 1945 im Zuchthaus Brandenburg hingerichtet. Wilhelm Kreutz und viele andere überlebten das NS-Regime ebenfalls nicht.
Noch am 22. März 1945 wollte der Kampfkommandant die Stadt bis auf den letzten Mann gegen die anrückende amerikanische Armee verteidigen. Abends wurde die Bevölkerung zum Verlassen der Stadt aufgefordert, was bei ihr panikartige Reaktionen auslöste. Die NS-Herrschaft brach zusammen. Die Spitzen der Stadtverwaltung setzten sich im Gefolge der abziehenden deutschen Truppen über den Rhein ab. Am folgenden Morgen verlangte eine Gruppe von Frauen die kampflose Übergabe der Stadt und um die Mittagszeit wurde die Rheinbrücke gesprengt. Die Stadt sollte nun doch nicht verteidigt werden und in der Nacht vom 23. auf den 24. März 1945 zogen die letzten deutschen Truppen ab.
Am frühen Morgen des 24. März wurde auf dem Altpörtel eine weiße Fahne gehisst und gegen 7 Uhr rückten US-Truppen in Speyer ein. Sie bestellten Karl Leiling aus dem Ruhestand zum kommissarischen Oberbürgermeister.

### Speyer seit 1945

#### Nachkriegsjahre 1945 bis 1955
Bis zur Gründung der Bundesrepublik 1949 lag Speyer in der Französischen Besatzungszone und wurde ein weiteres Mal französische Garnisonsstadt und die Trikolore wurde auf dem Altpörtel gehisst. General Charles de Gaulle nahm noch vor dem Kriegsende am 31. März 1945 vor dem Dom eine Truppenparade ab.
Im November verfügten die Franzosen die totale Ablieferungspflicht für Milch, Weizen, Roggen, Gerste, Ölsaaten, Kartoffeln, Obst und Gemüse. Am 16. November 1945 veranstalteten Sozialisten, Kommunisten und Demokraten die erste politische Veranstaltung nach dem Krieg im alten Stadtsaal. Der Winter 1945/46 war aufgrund des Nahrungsmittel- und Brennstoffmangels sehr hart für die Bevölkerung.
Von den 469 Bediensteten der Stadt zum Kriegsende schieden im Rahmen der Entnazifizierung 40 Beamte, 40 Angestellte und drei Arbeiter aus. Der von den Nazis 1933 eingesetzte Stadtkommissar Karl Delobelle war im Krieg gefallen. Oberbürgermeister Rudolf Trampler, 1943 ebenfalls von den Nazis eingesetzt, konnte bis zu seinem Lebensende seine Versorgungsbezüge weiter beziehen.
1946 wurde Speyer kreisfreie Stadt, war aber kein Regierungssitz mehr. Die ersten freien Wahlen wurden am 15. September 1946 durchgeführt und Paul Schäfer wurde ehrenamtlicher Oberbürgermeister. Zu jenem Zeitpunkt lebten bereits 600 Flüchtlinge in der Stadt. Schon am 15. Mai 1947 nahm auf Veranlassung der französischen Militärregierung eine „École Supérieure d’Administration“ in der früheren Lehrerbildungsanstalt in der Johannesstraße ihre Lehrtätigkeit auf. Ziel der „Akademie für Verwaltungswissenschaften“ war die Heranziehung eines demokratischen Verwaltungsnachwuchses nach dem Vorbild der gerade gegründeten ENA. Ab 1. April 1950 wurde die Akademie durch rheinland-pfälzisches Landesgesetz als Hochschule für Verwaltungswissenschaften konstituiert und durch Verwaltungsabkommen mit Bund und Ländern die gemeinsame Finanzierung geregelt. Damit nimmt diese post-universitäre Hochschule mit ihrer bedeutenden Spezialbibliothek in Deutschland eine einzigartige Stellung ein.

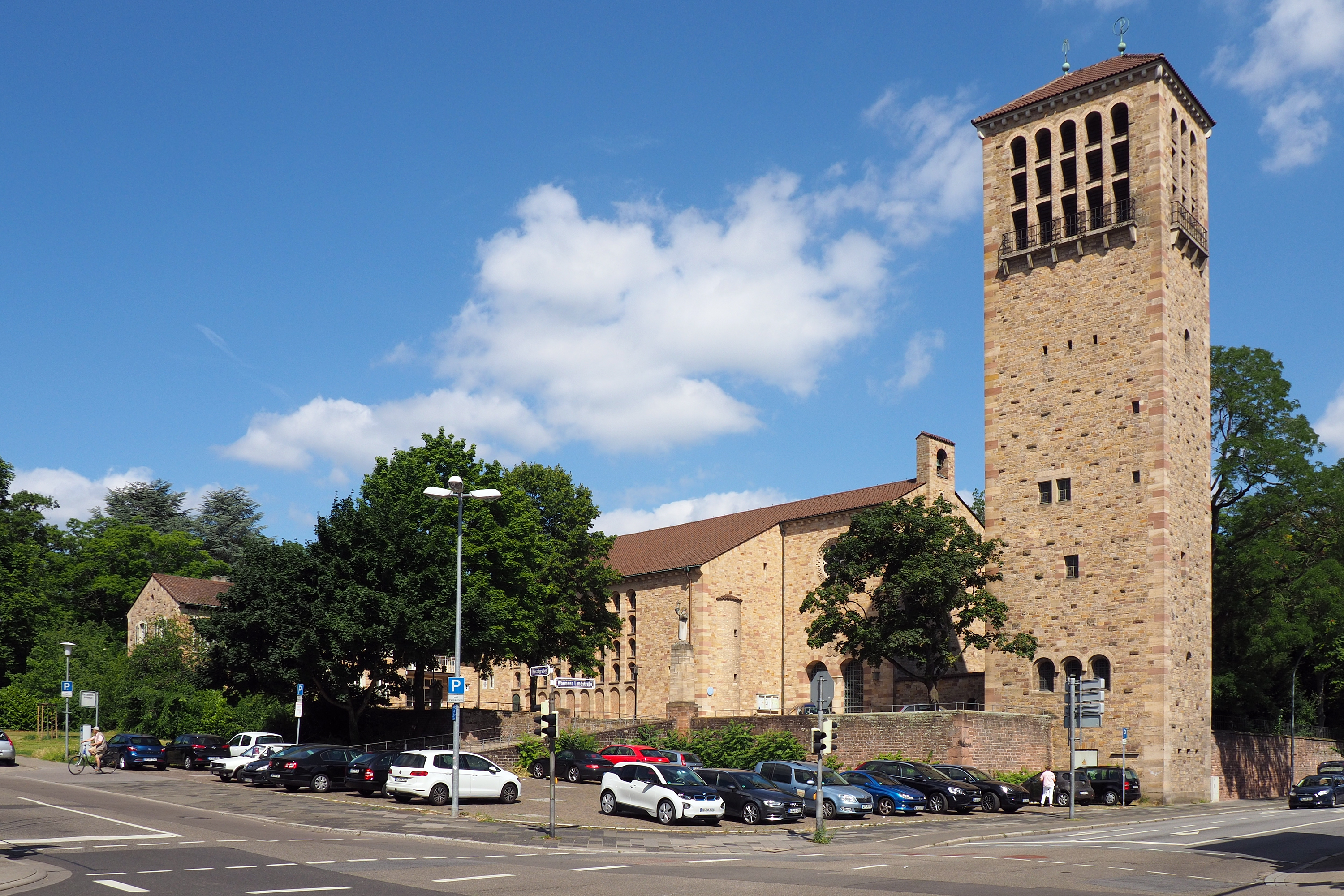
St. Bernhard, Wormser Straße

Ab 9. September 1948 wurde als Ersatz für die gesprengte Rheinbrücke ein Fährbetrieb eingerichtet. Ab 1. Januar 1949 glichen sich die Rationssätze in der französischen Zone der Bizone an und am 25. Februar 1949 wählte man Paulus Skopp zum Oberbürgermeister. 1953 war der Neubau des Bahnhofs fertiggestellt. Auf dem Königsplatz entstand der Handwerkerbrunnen mit dem Brezelbuben. Als Zeichen der Aussöhnung zwischen Deutschland und Frankreich entstand 1953/54 mit deutschen und französischen Mitteln die St. Bernhardskirche in der Wormser Straße. An der Grundsteinlegung am 23. August 1953 nahmen Peter Altmeier, Robert Schuman, der französische Hohe Kommissar und Botschafter André François-Poncet, Konrad Adenauer und Heinrich von Brentano teil. Geweiht wurde die Kirche von Bischof Joseph Wendel (Speyer), Albert Stohr (Mainz), Joseph-Jean Heintz (Metz), Jean-Julien Weber (Straßburg) und Isidor Markus Emanuel (Speyer).
Im Winter 1954/55 wurde Speyer von einem Rheinhochwasser heimgesucht. Den höchsten Wasserstand erreichte der Fluss am 17. Januar mit 8,67 m. Die Stadt musste den Notstand ausrufen, den Einsatz aller arbeitsfähigen Männer über 18 Jahren zur Sicherung der Rheindämme einfordern und das französische und amerikanische Militär wurde um Hilfe gebeten. Der Domgarten bis zum Heidentürmchen, Fischmarkt, Holzmarkt, Lauergasse, Pistoreigasse, Mörschgasse und Halbes Dach standen unter Wasser; 650 Häuser wurden durch das Hochwasser beschädigt. 1955 entstand in der Kipfelsau in Rheinnähe ein großes Freibad.
Mit dem Ende des Besatzungsregimes am 6. Mai 1955 wurden aus den Besatzungstruppen befreundete Stationierungstruppen. Über 1.000 Soldaten, annähernd die gleiche Anzahl Familienangehörige und zahlreiche militärische Liegenschaften prägten das Stadtbild für weitere 43 Jahre bis 1997. Es gab zwei französische Kasernen, eine zwischen Rheinbrücke und Flugplatz (Fremdenlegion-Spahis) und eine in der Rulandstraße (Normandkaserne, ab 1973 10. Pionierregiment). Weitere Militäranlagen gab es im Reffental, im Winkel der B9 mit der Landauer Straße und zwischen Iggelheimer Straße und Bahnlinie. Zwischen Landauer Straße und Bahnlinie entstand ein Stadtteil für Angehörige des französischen Militärs, die Cité de France, mit Schule, Kindergarten, Geschäften, Post, Kino.

#### Aufbaujahre 1955 bis 1965

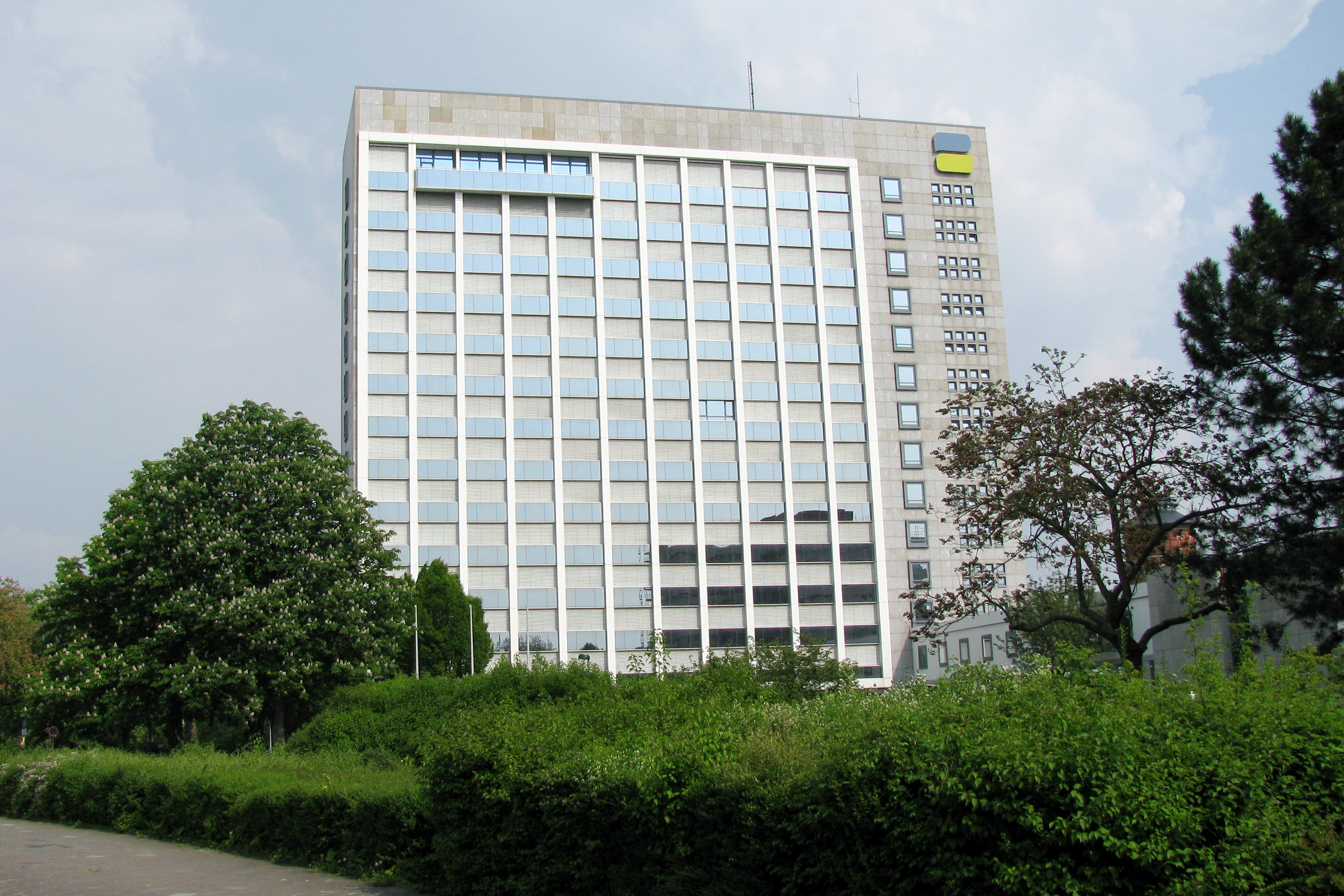
Hochhaus der Deutschen Rentenversicherung Rheinland-Pfalz in Speyer-West

Etwa ab Mitte der 1950er Jahre setzte in Speyer eine rege Ausbautätigkeit ein. Dies betraf einerseits die Erweiterung der Siedlungsflächen als auch die Errichtung zahlreicher öffentlicher Bauwerke. Bedingt durch den Zuzug von Flüchtlingen und Vertriebenen, den wirtschaftlichen Aufschwung der 1950er, 60er und 70er Jahre und nochmals zur verstärkte Zuzüge nach der Wiedervereinigung verdoppelte sich die Einwohnerzahl Speyers von 1945 bis 2008. In diesen Jahrzehnten erlebte die Stadt auch flächenmäßig ihren größten Wachstumsschub. Die Wohnungssituation war in den frühen 50er Jahren aufgrund der Flüchtlingswelle äußerst gespannt, und der Stadtrat rief die Bürger auf, freiwillig Wohnraum zur Verfügung zu stellen, um Zwangsmaßnahmen zu vermeiden. Nicht nur die Flüchtlinge beanspruchten Wohnraum, auch die Besatzungsmacht beschlagnahmte 194 Wohnungen und 165 Einzelzimmer für ihre Zwecke. Bis 1951 lebten in Speyer bereits 3500 Heimatvertriebene und bis 1953 gab es zeitweise zehn Lager mit 650 Menschen und 1600 Wohnungssuchende.
Als erstes entstanden im Westen große Neubaugebiete, auch Speyer-Nord wurde erweitert. Mit der Fertigstellung des Hochhauses für die Landesversicherungsanstalt Rheinland-Pfalz 1960 wurden zahlreiche Büroräume in der Stadt wieder zu Wohnungen. Von 1949 bis Ende der 1970er Jahre entstanden im Schnitt jährlich 400 neue Wohnungen; im Jahre 1960 waren es sogar 520. Die Anzahl der Wohnungen stieg von 7.934 (1946), über 14.607 (1967) auf 20.591 (1987).
Die Stadtentwicklung ging im Nordwesten und Norden zu großen Teilen auf Kosten von Waldflächen. Diese gingen von 918 ha nach dem Krieg auf 717 ha im Jahr 1986 zurück.

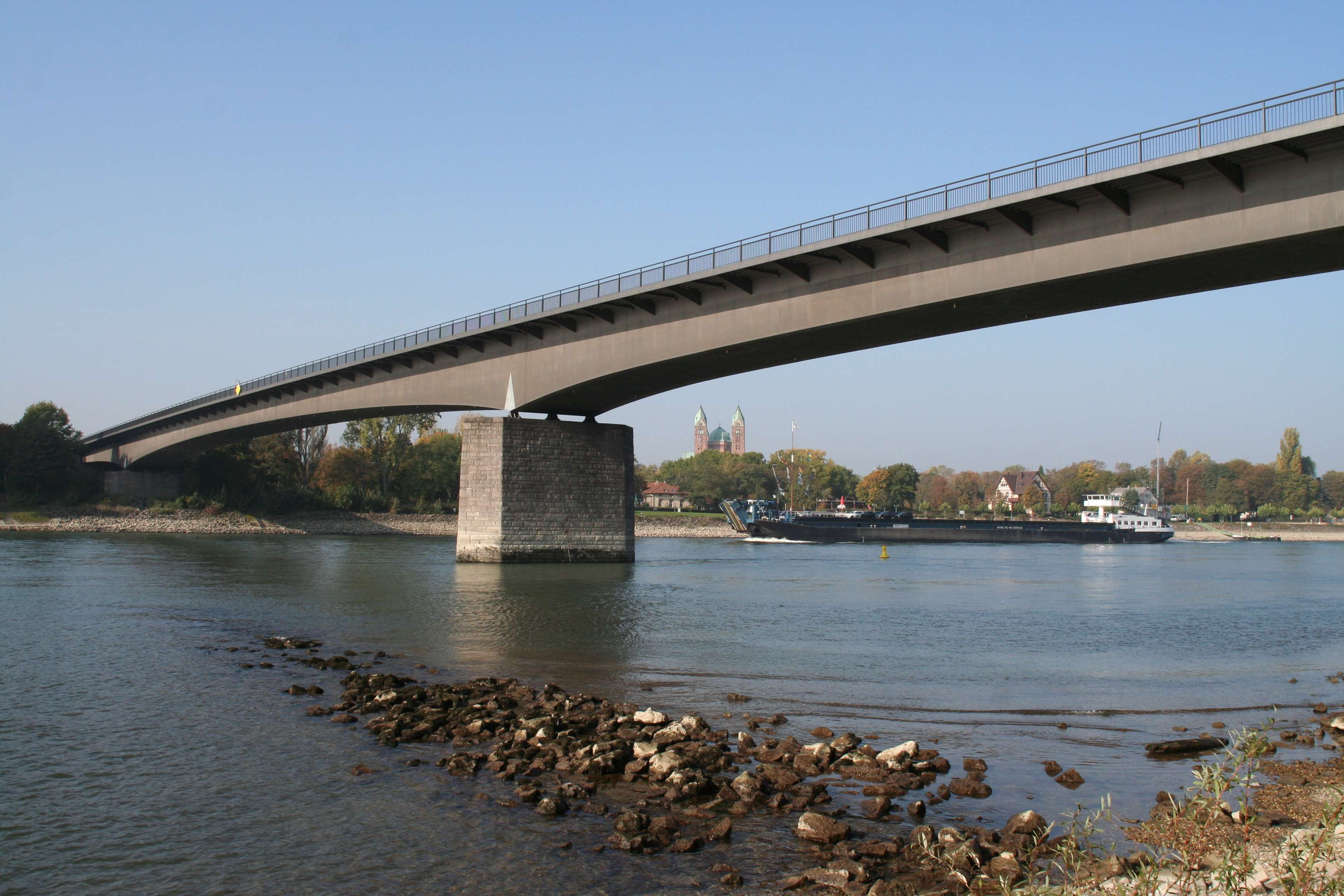
Neue Speyerer Rheinbrücke

1956 wurde die neue Rheinbrücke dem Verkehr übergeben. Am Langensteinweg entstanden 1957 die katholische Edith-Stein-Schule und an der Dudenhofer Straße die Staatliche Aufbauschule für Jungen. 1958 war die neue Berufsschule in Speyer-West fertig, in der Bahnhofstraße entstand das Arbeitsamt und in der Maximilianstraße wurde unter Einbeziehung des ehemaligen Synagogengeländes das erste Speyerer Kaufhaus der Firma Anker (später Kaufhof) gebaut. 1951 hatte die Stadt noch erwogen, auf dem Grundstück der ehemaligen Synagoge einen Parkplatz einzurichten. Mit den Städten Chartres und Spalding schloss Speyer 1959 Städtepartnerschaften.
1960 wurde das Hochhaus der Landesversicherungsanstalt (LVA) Rheinland-Pfalz fertiggestellt, und im Westen der Stadt entstand ein Neubau für die Hochschule für Verwaltungswissenschaften (Architekt: Sep Ruf). Roman Herzog, der spätere Bundespräsident, war 1969 bis 1973 Professor für Staatslehre und Politik, 1971/72 Rektor und 1984 Honorarprofessor an dieser Schule. 1961 folgte der Bau des Landratsamtes (Kreisverwaltung, heute Rechnungshof Rheinland-Pfalz). 1963 wurde Speyer Truppenstandort der Bundeswehr für ein Pionierbataillon. Die Kaserne entstand im äußersten Norden der Stadt mit einer Außenstelle im Reffental. Außerdem wurde in diesem Jahr die neue Stadthalle eingeweiht. Im Bereich des neuen Hafens siedelte sich die elf-Raffinerie an. Ab 1965 begann der Bau des Hans-Purrmann- und des Friedrich-Magnus-Schwerd-Gymnasiums.

#### Neuere Geschichte

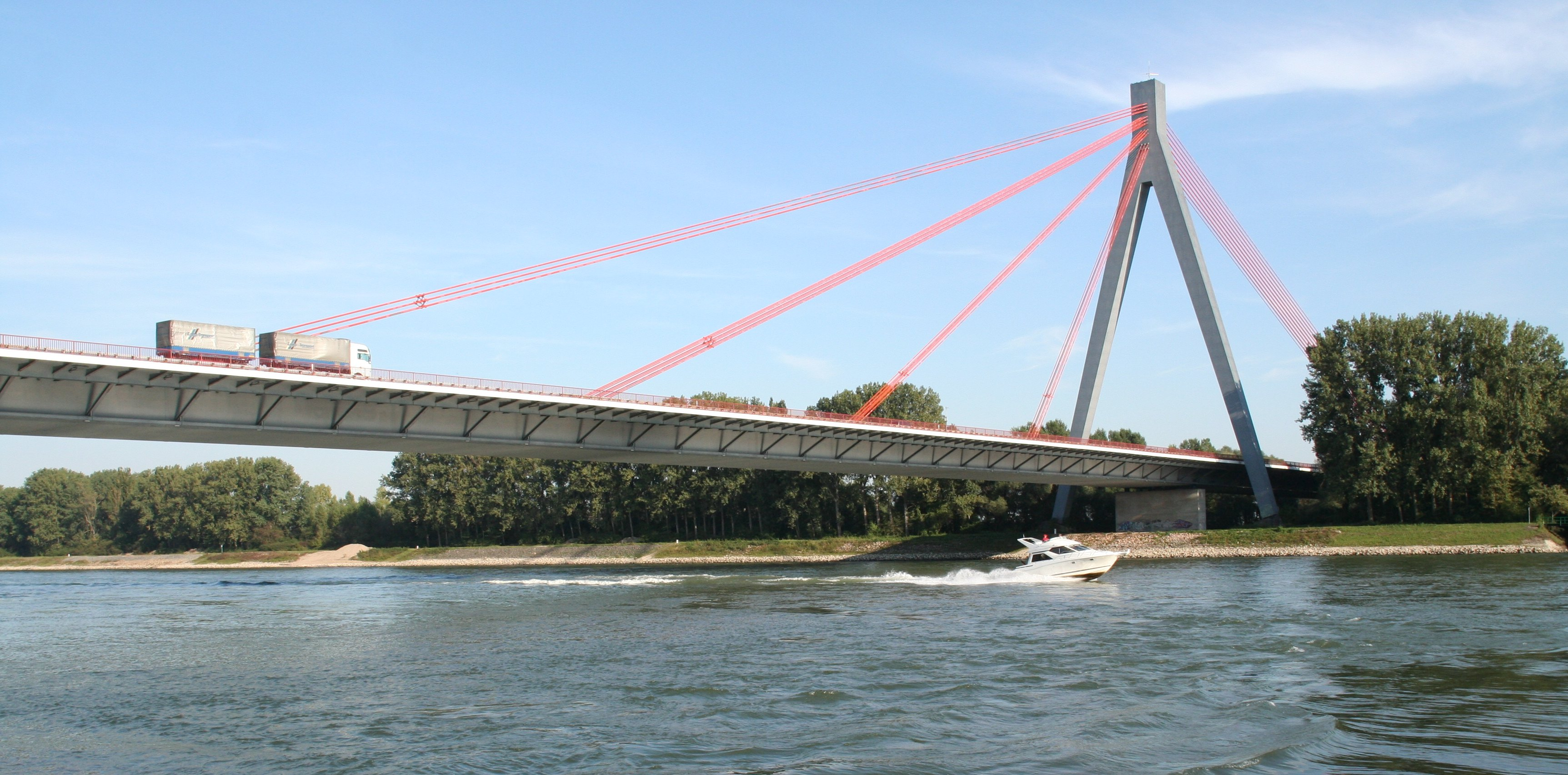
Autobahnbrücke (A 61) bei Speyer über den Rhein

1968 wurde das erste, 1969 das zweite Teilstück der Umgehungsstraße in Dienst gestellt; die gesamte Ortsumgehung (Bundesstraßen 9 und 39) war 1972 fertig. 1975 wurde die neue Autobahnbrücke (A 61) über den Rhein in Dienst gestellt. 1968 ging auch die moderne Kläranlage in Betrieb. Ende der 70er Jahre wurde das alte Gebäude des Stiftungskrankenhauses abgerissen und 1980 bis 1985 durch einen Neubau ersetzt. 1969 wurde in Speyer das Staatliche Speyer-Kolleg mit Wohnheim errichtet.
In der Verwaltungsreform 1972 erfolgten nach Speyer als einzige Stadt in Rheinland-Pfalz keine Eingemeindungen. Die Gemarkungsgrenzen der Stadt erfuhren seit 1751 (Abtretung der Gemarkung Dudenhofen) keine Veränderungen. Mit der Entwicklung des Wohngebietes „Vogelgesang“ ab Ende der 1970er Jahre im Süden der Stadt entstand der letzte größere neue Stadtteil im Außenbereich. Damit stieß die Entwicklung in der Fläche weitgehend an ihre Grenzen; innerörtliche Areale, vor allem Gewerbe- und Militärbrachen, gewannen dadurch höhere Bedeutung und wurden in der Folgezeit zu Wohngebieten entwickelt. Ein großes ungenutztes Areal war zum Beispiel das Gelände der letzten Speyerer Brauerei (Storchenbrauerei) und der benachbarten Kurpfalz Sektkellerei, auf dem in den frühen 1990ern ein Wohngebiet entstand.
In den 1970er Jahren wurde lange über die Einrichtung einer Fußgängerzone in der Maximilianstraße diskutiert. 1977 wurde die Korngasse und 1979 die Rossmarktstraße als reiner Fußgängerbereich umgestaltet. Die Maximilianstraße erhielt zwar den Charakter einer Fußgängerzone, ist aber für Anlieger und den Stadtbus befahrbar. Auch der Postplatz und die Gilgenstraße wurden in diesem Zusammenhang umgestaltet. Die Altstadt wurde in den 1970er Jahren weitgehend saniert (zum Beispiel Fischmarkt, Holzmarkt).
1986 siedelte sich nochmals ein Kloster in Speyer an. Am Germansberg entstand das großzügig angelegte Karmelitinnen-Konvent „Maria, Mutter der Kirche“. Im Jahre 1990 waren die Umbauarbeiten abgeschlossen und Speyer feierte sein 2000-jähriges Bestehen mit zahlreichen Veranstaltungen. Aus diesem Anlass gab die Bundespost eine Sonderbriefmarke mit einer stilisierten Stadtsilhouette heraus. 1995 wurde die 700 Jahre alte Fährverbindung nach Rheinhausen nach 29 Jahren Pause wieder eingerichtet.

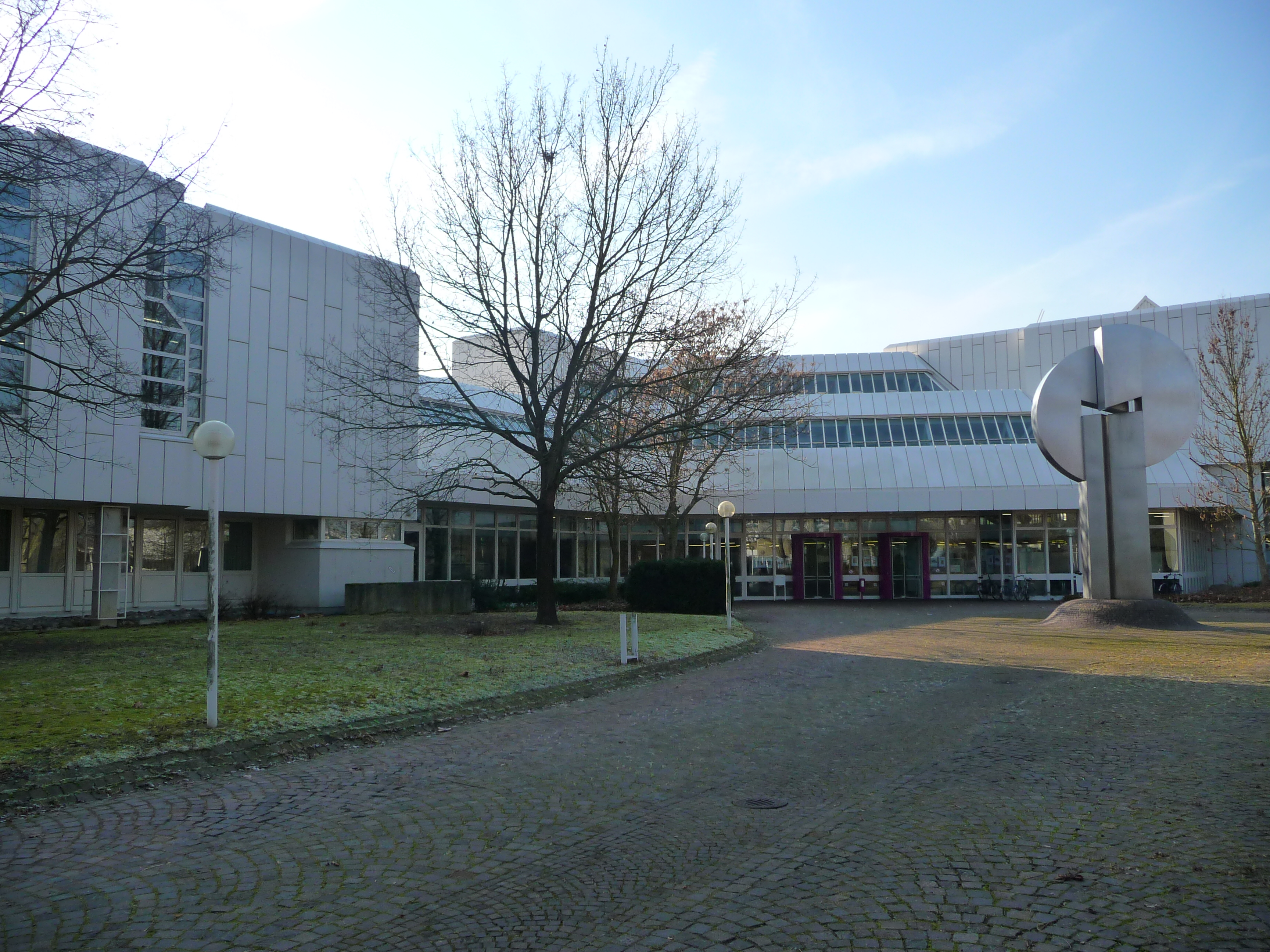
Pfälzische Landesbibliothek und Landesarchiv Speyer

Zwischen Dudenhofer Straße, Schützenpark und Speyerbach entwickelte sich der Stadtteil Speyer-Südwest für Bildung und öffentliche Einrichtungen. Dort befinden sich das Sankt-Vincentius-Krankenhaus, das Kloster Sankt Dominikus mit der Nikolaus-von-Weis-Schule (Realschule plus und Gymnasium), das Hans-Purrmann-Gymnasium und das Friedrich-Magnus-Schwerd-Gymnasium, die Hochschule für Verwaltungswissenschaften, der Neubau der Landesbibliothek mit dem Landesarchiv, das Speyer-Kolleg, das Heizkraftwerk und die landwirtschaftliche Untersuchungsanstalt.
1997 zogen die französischen Streitkräfte ihre Einheiten aus Speyer ab. Der plötzliche Leerstand an Wohnungen in der Cité de France führte zu einer erheblichen Entspannung auf dem Speyerer Wohnungsmarkt. Die Normandkaserne wurde vorbildlich für Wohnzwecke umgebaut und ergänzt und das Gelände der Kaserne am Flugplatz wurde vom Technik-Museum Speyer übernommen. Das Militärgelände an der Iggelheimer Straße wurde zu gewerblichen Zwecken umgenutzt und die Flächen im Reffental übernahm die Bundeswehr.

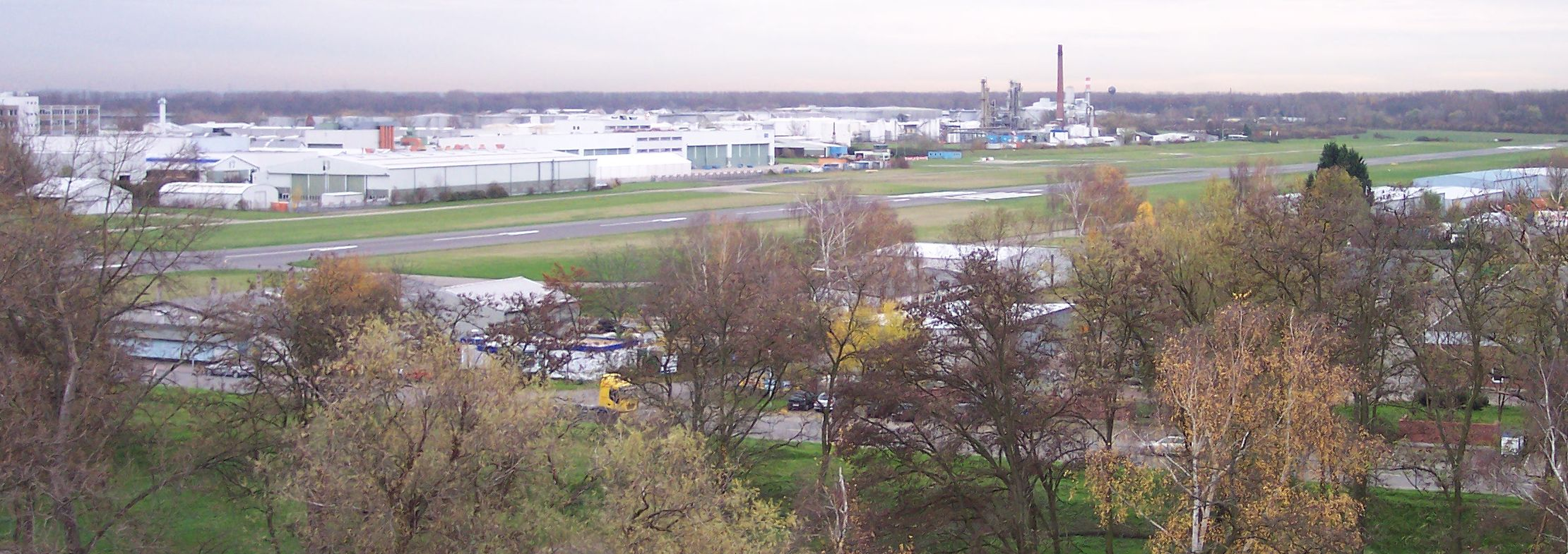
Flugplatz Speyer

In den Nachkriegsjahren setzte ein spürbarer Wandel in der Beschäftigungsstruktur ein. Bis 1985 sank der Anteil der in der Landwirtschaft Tätigen von 5 auf 0,4 %; in Industrie- und Handwerk ging er von 48 auf 42,5 %, in Handel und Verkehr von 17 auf 13,2 % zurück. Dafür stieg der Anteil der Beamten und Angestellten von 32,1 auf 53 %. Die letzte Zahl reflektiert die Bedeutung der Stadt für Verwaltung (Behörden) und Bildung. Die Ansiedlung der Firmen, wie beispielsweise Grünzweig+Hartmann, Elopak GmbH oder die Postverteilungsstelle konnten den Verlust durch die Schließung folgender Speyerer Firmen nicht ausgleichen:
- Baumwollspinnerei (gegr. 1889), heute Museumsdepot
- Celluloidfabrik Franz Kirrmeier (gegr. 1897) 1969.
- Süßwarenfabrik Münch & Arnold 1969.
- die letzte Speyerer Brauerei Schwartz-Storchen 1970.
- Molkerei 1973.
- Salamander Schuhfabrik (ROVO) 1975.
- Zuckerwarenfabrik Wunsch 1976.
- elf-Raffinerie 1984.
- Beschäftigtenabbau bei Siemens von 2700 im Jahr 1976 auf 1300 im Jahr 1987 und schließlich Verkauf des Betriebes
- Ashland Chemical Company (Rußfabrik).

Für die elf-Raffinerie war der neue Hafen ausgebaut und mit einem zweiten Becken versehen worden. Nach der Schließung der Raffinerie ging der Güterumschlag von fast 3,5 Mio. Tonnen 1980 auf 0,67 Mio. Tonnen 1985 zurück.
Heinkel erwarb die ehemaligen Pfalz-Flugzeugwerke, um dort den bekannten Heinkelroller zu produzieren, und 1956 beschäftigte das Werk 280 Mitarbeiter. Mit Gründung der Vereinten Flugtechnischen Werke (VFW) und Zusammenschluss zu VFW-Fokker, später Messerschmitt-Bölkow-Blohm (MBB), entwickelte es sich in den 1960er und 1970er Jahren zu einem Großbetrieb, der u. a. Militärhubschrauber wartete und Flugzeugteile für Airbus herstellte. Im Zusammenhang mit der Umstrukturierung in der europäischen Flugzeugindustrie kam es ebenfalls zu Beschäftigtenabbau und Überlegungen zu Betriebsverlagerungen. Der Betrieb wurde 1997 von der Belegschaft übernommen und von dieser später an einen amerikanischen Investor weiterverkauft. Heute firmiert das Unternehmen als PFW Aerospace und ist eine Tochter von Airbus.
Ausländische Staatsgäste in Speyer:
- 29. März 1984 Juvénal Habyarimana, Staatspräsident Ruanda
- 9. Juni 1985 Zhao Ziyang, Ministerpräsident Volksrepublik China
- 9. November 1986 Jacques Chirac, französischer Premierminister
- 4. Mai 1987 Papst Johannes Paul II.
- 30. April 1989 Margaret Thatcher, Premierministerin Großbritannien
- 18. August 1989 Francesco Cossiga, italienischer Staatspräsident
- 10. November 1990 Michail Gorbatschow, Staatspräsident Sowjetunion
- 18. November 1990 George H. W. Bush, US-Präsident
- 16. Juni 1991 Brian Mulroney, kanadischer Premierminister
- 15. Oktober 1993 Václav Havel, Präsident der Tschechischen Republik
- 23. Januar 1994 Édouard Balladur, französischer Premierminister
- 9. Mai 1994 Boris Jelzin, Präsident der russischen Föderation
- 1994 Bill Clinton, US-Präsident
- 1. Oktober 1995 John Major, Premierminister Großbritannien
- 5. Juli 1996 Jean-Claude Juncker, Premierminister Luxemburg
- 15. Oktober 1996 José María Aznar, spanischer Ministerpräsident
- 17. Juli 1997 König Juan Carlos I. und Königin Sofia von Spanien
- 23. März 1999 Prinz Hitachi, Bruder des japanischen Kaisers